# Geschichte der Stadt Heilbronn

Wappen von Heilbronn mit schwarzen Adler und roter Zunge auf goldenem Feld sowie dreierlei (kaiserliche) Farben: rot, weiß und blau

Die Geschichte der Stadt Heilbronn in Baden-Württemberg beginnt mit einem fränkischen Königshof im 7. Jahrhundert im heutigen Stadtgebiet von Heilbronn. Die dortige Siedlung wuchs heran, wurde im 14. Jahrhundert zur Reichsstadt erhoben und entwickelte sich aufgrund ihrer Lage an Fernwegen und am Neckar zu einem bedeutenden Handelsplatz in Südwestdeutschland. Nach dem Übergang zu Württemberg 1802 und der einsetzenden Industrialisierung wurde die Stadt nach Stuttgart die zweitgrößte Industriestadt des Landes. Am 4. Dezember 1944 zerstörte der Luftangriff auf Heilbronn die historische Innenstadt völlig. In der wiederaufgebauten Stadt, die heute weiterhin ein wichtiger Wirtschaftsstandort und Verkehrsknoten ist, leben gegenwärtig (Stand September 2012) rund 125.000 Menschen. Knapp 45 Prozent der Einwohner leben in der Kernstadt, die anderen in den eingemeindeten Stadtteilen, die eine unterschiedliche eigene Geschichte aufweisen.

## Stadtgeschichte von Heilbronn

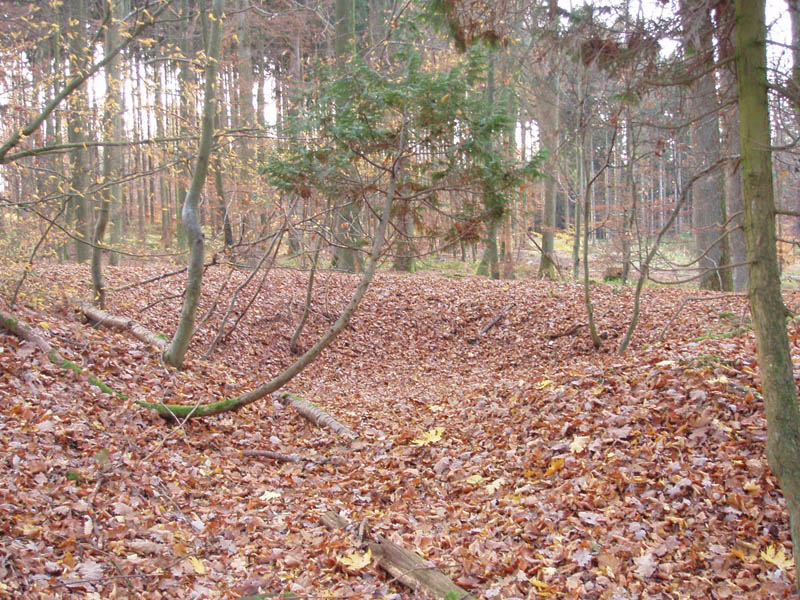
Überreste eines bronzezeitlichen Hügelgrabs unterhalb des Schweinsbergs

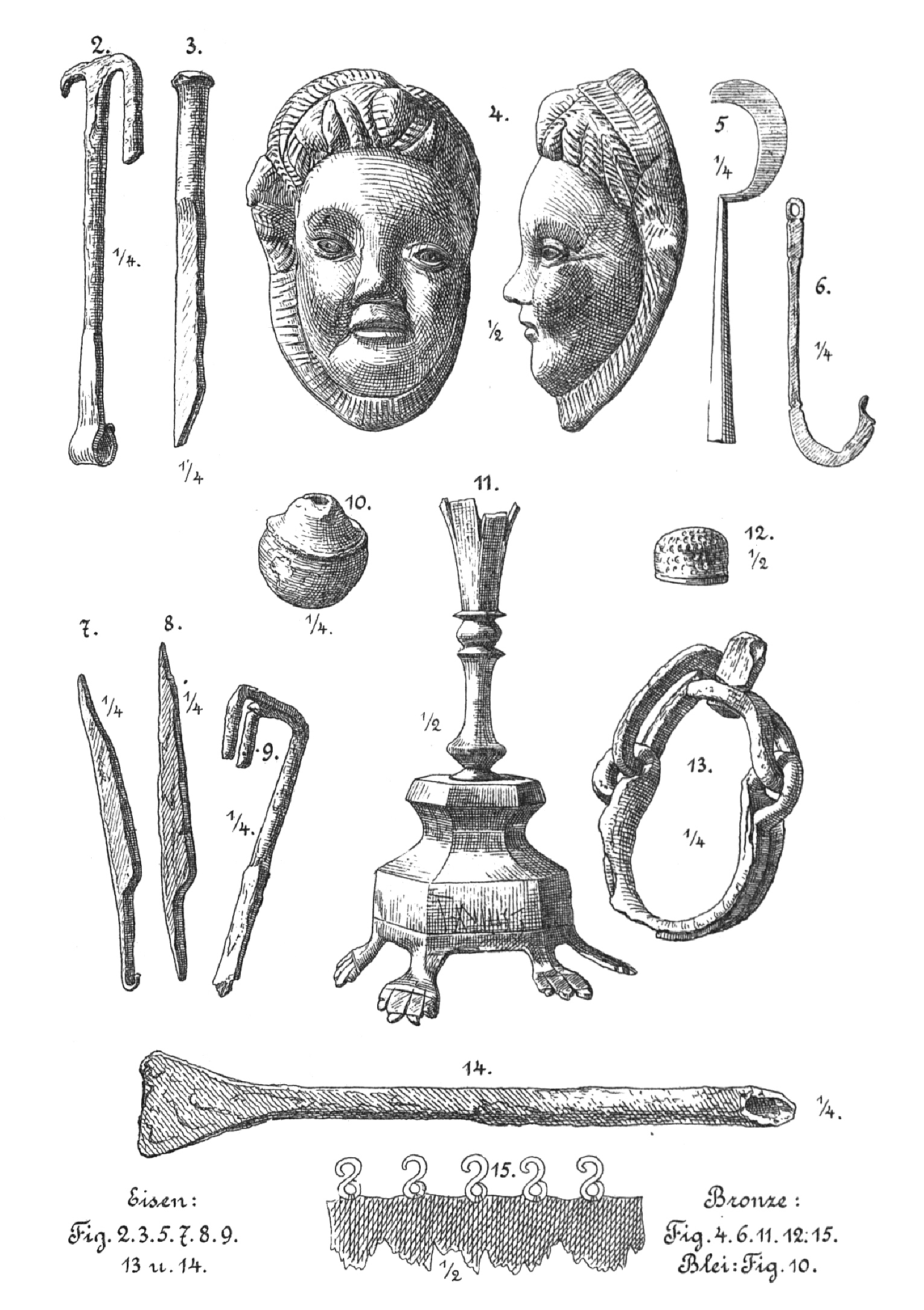
Römische Metallfunde vom Kastell in Heilbronn-Böckingen

### Ursprünge der Besiedlung und Stadtgründung

#### Vorgeschichte
Der Unterkiefer von Mauer des ersten entdeckten Homo heidelbergensis wurde weniger als 40 km entfernt von Heilbronn im Bereich des unteren Neckars gefunden. Weil dieser Fundort topografisch den fruchtbaren Auen des mittleren Neckars im Heilbronner Becken ähnelt, wird angenommen, dass auch im Neckarbecken vor 500.000 Jahren schon Vormenschen lebten. Die ältesten bislang nachgewiesenen Spuren menschlicher Anwesenheit in und um Heilbronn werden in die Altsteinzeit um 30.000 v. Chr. datiert. Bereits in vorgeschichtlicher Zeit bestanden Fernwege, die sich zunächst bis in die Jungsteinzeit längs der Flüsse orientierten; in ihrem Verlauf waren die Flussübergänge – im Heilbronner Raum bei Wimpfen und bei Heilbronn selbst – bedeutsame Punkte. Später kamen zudem Höhenwege auf wie der Salzweg über die Waldenburger Berge und den Mainhardter Wald von Schwäbisch Hall her und ein zweiter, von Öhringen kommender Weg, die beide bei Heilbronn den Neckar querten.
Im heutigen Stadtgebiet gibt es zahlreiche vorgeschichtliche Fundstellen, etwa Überreste von Hügelgräbern der Bronzezeit im Stadtwald nahe dem Schweinsberg und eine vermutete Höhenburg gleichen Alters auf der Kuppe des Wartbergs.
Erwähnenswert ist auch der Fund des Böckinger Urapfels im Jahr 1938, der mit circa 7500 Jahren wohl ältesten mitteleuropäischen Apfelfrucht, ein verkohlter Wildapfel, der aus einer Feuerstelle einer frühneolithischen Siedlung an der Klingenberger Straße im Heilbronner Stadtteil Böckingen geborgen wurde.

#### Kelten
Früh wurde der Heilbronner Raum von Kelten besiedelt, wie zahlreiche archäologische Funde belegen. So liegt im heutigen Stadtkreis im Sontheimer Gewann Klingenäcker eine Viereckschanze. Die Kelten haben im Gebiet von Heilbronn bereits ab dem 7. Jahrhundert v. Chr. in der Hallstattzeit und Latènezeit salziges Quellwasser mit sog. Briquetage-Gefäßen verdampft. Archäologische Belege für keltische Salzgewinnung (Salzsole) konnten in nächster Nähe Heilbronns bei Offenau, Bad Wimpfen und Bad Rappenau erbracht werden.

#### Römerzeit
Unter dem römischen Kaiser Domitian (81–96 n. Chr.) drangen die Römer vom Rhein aus ostwärts vor und errichteten den Neckarlimes als neue Außengrenze des römischen Reichs. Zu ihm gehörte auch das Kastell Heilbronn-Böckingen, das der Sicherung eines Neckarübergangs diente und auf das insgesamt acht aus verschiedenen Himmelsrichtungen kommende Römerstraßen zuliefen. Um das Jahr 160 n. Chr. verlor der Neckarlimes seine Bedeutung, weil das römische Imperium damals die Grenze des Dekumatlandes um rund 30 km nach Osten vorschob und dort den Obergermanischen Limes mit Wall und Graben ausbaute, womit das Neckarbecken bei Heilbronn zum Hinterland wurde. Im Umfeld des Limes entstanden zahlreiche römische Villen und Gutshöfe zur Versorgung der römischen Truppen, darunter die 1933 ausgegrabene römische Badeanlage im Heilbronner Gewann Wolfszipfel.

#### Zeit der Alamannen
Nach dem Fall des Limes im Jahre 260 n. Chr. beherrschten die Alamannen das römische Dekumatland und damit auch das Neckarbecken bei Heilbronn. Funde aus einem Reihengräberfeld aus dem Rosenberg könnten noch aus alamannischer Zeit stammen. Schon im frühen 5. Jahrhundert zeigten sich die ersten christlichen Symbole aus linksrheinischem Gebiet in Heilbronn. In einem 1901 ausgegrabenen alamannischen Frauengrab befand sich das Beinkästchen von Heilbronn, das wohl durch Handel oder Raub nach Heilbronn kam. Ein weiteres bemerkenswertes Fundstück am Rosenberg ist eine Goldgriffspatha, die die damalige Oberschicht auszeichnete und relativ selten gefunden wurde.

#### Fränkischer Königshof
Nach der Schlacht bei Zülpich 496 ergriffen die Franken Besitz von dem Gebiet. Sie errichteten Königshöfe, die dem Fränkischen Reich die wirtschaftliche Grundlage gaben und von denen sowohl die Christianisierung als auch die Gründung von Ausbausiedlungen ausgingen. Ein solcher fränkischer Königshof war vermutlich die erste größere Siedlung in der Heilbronner Innenstadt, im Bereich der heutigen Unteren Neckarstraße zwischen Brückentor und Lohtor. Der Königshof lag typischerweise nahe einem Neckarübergang und wohl auch auf einem Höhenzug, der die Siedlung vor dem Hochwasser des nahen Neckars schützte und den Bau von Befestigungsanlagen begünstigte. Der Heilbronner Königshof hat vermutlich bereits im 7. Jahrhundert bestanden, wenngleich die systematische Erschließung des ostfränkischen Raumes längs des Neckars erst zur Zeit der Karolinger im 8. Jahrhundert einsetzt.
Der zum Königshof gehörende Fiskalbezirk wurde im Westen vom Neckar begrenzt, im Norden von Stiftsberg und Nordberg. Im Osten erstreckte sich das zugehörige Land etwa bis Ellhofen, im Süden bis nach Horkheim. Die nächstgelegenen Königshöfe lagen in Lauffen und Ilsfeld sowie in Wimpfen.
Die Verkehrsinfrastruktur der Franken lehnte sich an das alte römische Straßennetz an. Sie schufen jedoch nach der Gründung des Königshofs in Heilbronn auch östlich des Neckars laufende Nord-Süd-Achsen. Die wichtigste war die so genannte Fränkische Heerstraße, die von Frankfurt über Heilbronn bis nach Italien führte.

#### Erste Erwähnung 741

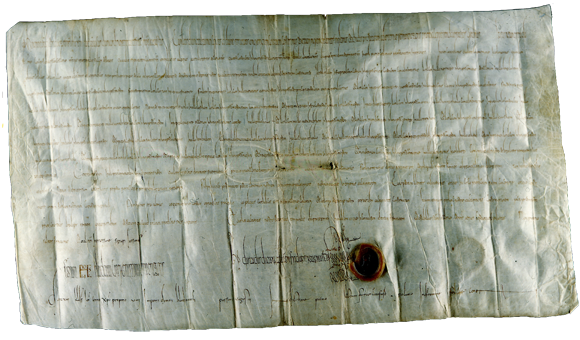
Urkunde König Ludwigs des Deutschen von 841, gegeben in Heilbronn anlässlich der Pfalzversammlung

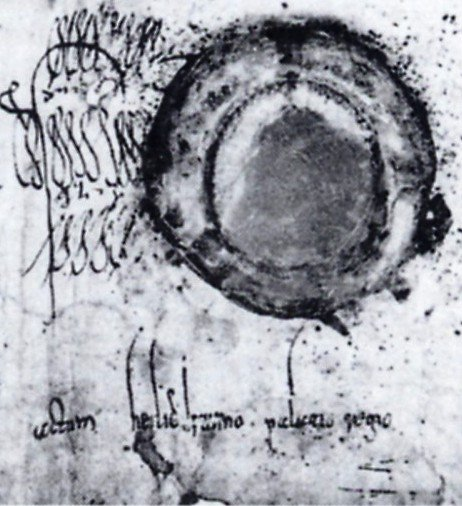
Detail der Urkunde von 841 mit der Nennung des Ausstellungsorts Heilbronn (untere Schriftzeile: actum Heilicprunno palatio regio)

In einer Urkunde aus dem Jahr 822 wird Heilbronn erstmals erwähnt. Der ostfränkische Hausmeier Karlmann aus dem Geschlecht der Karolinger bestätigte mit ihr eine Schenkung aus dem Jahr 741 zur Ausstattung des in jenem Jahr neu gegründeten Bistums Würzburg. In villa Helibrunna soll sich eine dem Heiligen Erzengel Michael gewidmeten Basilika befunden haben:

… Seu et in ipso pago basilicam in villa Helibrunna in honore sancti Michahelis archangeli constructam, unacum appendiciis suis. …

„… Ebenso und in diesem Gau die Kirche im Dorf Heilbronn, zur Ehre des heiligen Michael des Erzengels erbaut, mit ihrem Zubehör. …“

Dem Erzengel Michael wurden seit dem späten 5. Jahrhundert zahlreiche Kirchenbauten gewidmet. Die Michaelsbasilika in Heilbronn war wahrscheinlich der Vorgängerbau der heutigen Kilianskirche.

#### Aufenthalt Ludwigs des Deutschen im Jahr 841
Seit 840 lag König Ludwig der Deutsche im Streit mit seinen kaiserlichen Brüdern um das Erbe seines Vaters, und er suchte, die innerdeutschen Alamannen für sich zu gewinnen. Er hielt deshalb am 18. August 841 in Heilbronn Hof und lud die Alamannen hierzu ein, um seine Macht anerkennen zu lassen. Anlässlich dieses einzigen belegten Aufenthalts eines karolingischen Königs in Heilbronn fand in einer vom König für Abt Gozbald ausgestellten Urkunde die Stadt als Ausstellungsort „Heilicprunno“ zum zweiten Mal Erwähnung: actum Heilicprunno palatio regio. Aus der Formulierung palatio regio kann zwar keine „Kaiserpfalz“ gedeutet werden, doch schon der Aufenthalt Ludwigs spricht für die überregionale Bedeutsamkeit des Versammlungsortes.
Bis ins hohe Mittelalter wird Heilbronn in über 30 weiteren Urkunden erwähnt.

#### Bedeutung des Namens
Der Name Heilicprunno oder Heilbrunna deutet auf einen Brunnen oder eine Quelle am Ort. Ob diese damals als heilig oder heilsam oder nur erfrischend angesehen wurde, kann die Etymologie nicht klären. Die namengebende Quelle war vermutlich der später zum Siebenröhrenbrunnen gefasste Kirchbrunnen nahe der Michaelsbasilika. Kirche und Brunnen scheinen in einem Zusammenhang zu stehen. Die ältere Forschung sah die Ursprünge der Kirche beim Brunnen in der Umwidmung eines älteren, vorchristlichen Quellenheiligtums, die neuere Literatur sieht mangels Nachweisen aus vorchristlicher Zeit in der namengebenden Quelle eher einen Taufbrunnen aus fränkischer Zeit.

### Hochmittelalterliche Stadt

#### Hochmittelalterliche Herrschaftsverhältnisse

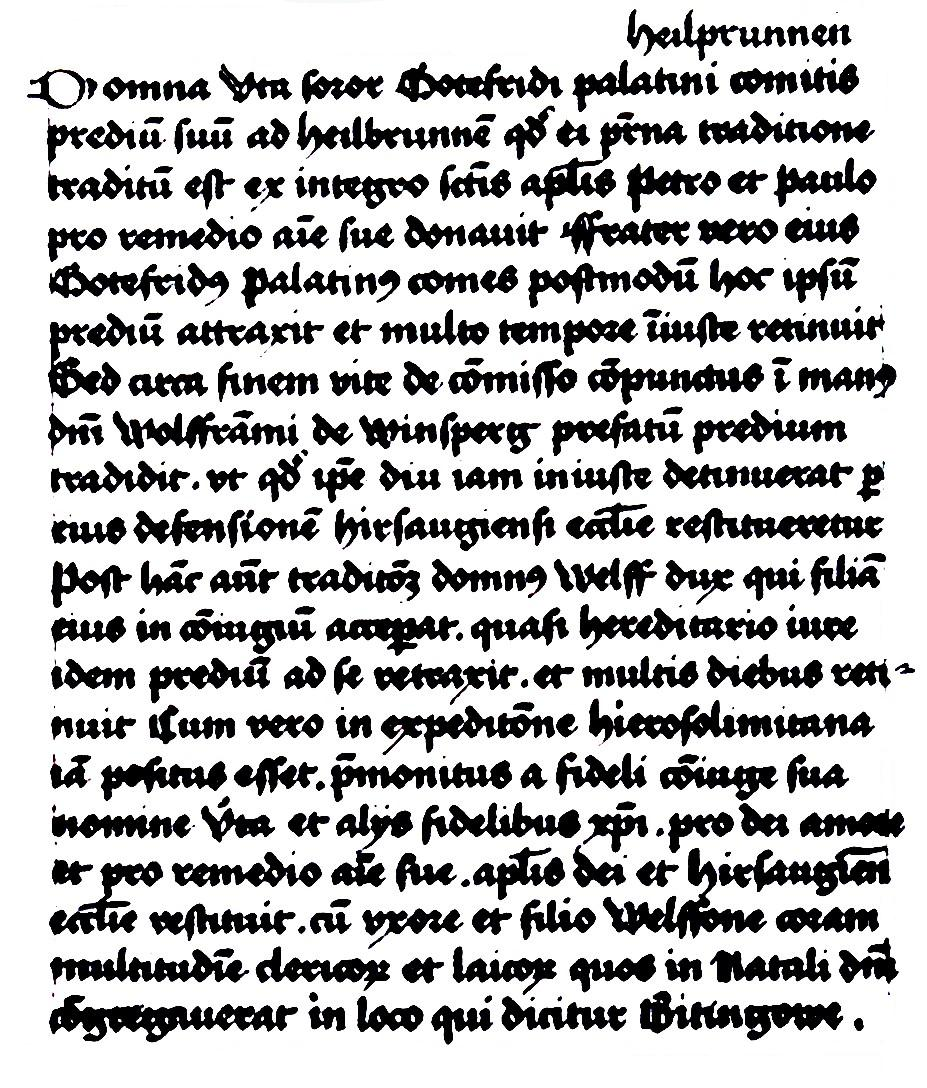
Erwähnung Heilbronns im Hirsauer Codex 1146

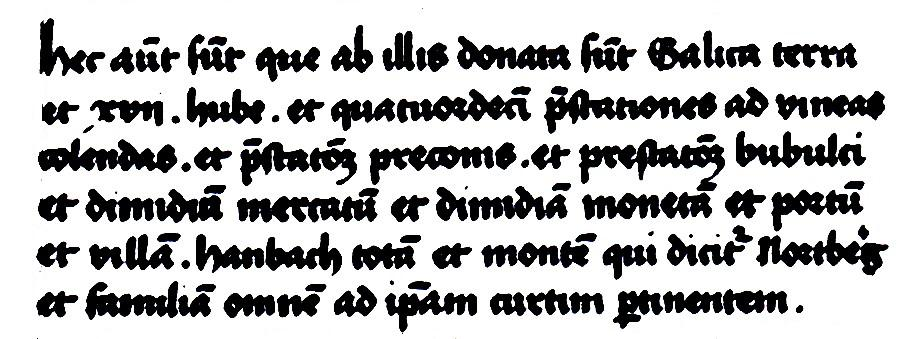
Erwähnung Heilbronns im Hirsauer Codex 1146

Neben dem Königshof entstand nach Osten hin rasch eine Marktsiedlung. Der Heilbronner Marktplatz ist gemäß archäologischer Funde sicher seit dem 8. Jahrhundert überbaut. Königshof und Marktsiedlung nahmen zunächst unterschiedliche Entwicklungen, bevor sich durch den Niedergang der Karolinger um das Jahr 1000 die Besitzverhältnisse änderten und mit der Erstärkung der Marktsiedlung eine Stadtwerdung einsetzte. Der Königsbesitz geriet als Allodium an die regionalen Grafen, im Falle Heilbronns an die Grafen von Calw, die Erben des Königshofes. Neben diesen hatte das Bistum Würzburg seinen 741 mit Schenkung erhaltenen Besitz, den es 1037 durch Erwerb vergrößern konnte.
Um das Jahr 1050 gab es in Heilbronn einen Markt mit Marktgericht; Marktherren waren die Grafen von Calw. Uta von Calw (d. Ä.) verschrieb ihren Heilbronner Besitz im letzten Drittel des 11. Jahrhunderts an das Kloster Hirsau, das eine Calwer Gründung war. Ihr Bruder, Pfalzgraf Gottfried, und dessen Schwiegersohn Welf VI. behinderten jedoch die Besitzübergabe, so dass Welf VI. erst nach seiner Niederlage bei Weinsberg 1140 den Calwer Besitz im Jahr 1146 ans Kloster Hirsau übergab. Das Kloster wurde damit zeitweise zum größten Grundbesitzer in der Stadt.
Einige der ältesten Funde Württembergs aus diesem Bereich weisen auf eine bedeutende Ansiedlung von Juden in Heilbronn im 10./11. Jahrhundert hin, darunter der Gedenkstein für Nathan den Vorsteher aus den unterirdischen Grabanlagen (Ossuarien) in der heutigen Lohtorstraße und früheren Judengasse.
Obwohl bis 1280 nur wenige Namen überliefert sind, nimmt man an, dass sich ähnlich wie in Hall und anderen Städten auch in Heilbronn bereits im hohen Mittelalter aus Nachkommen von Ministerialen und aus in der Stadt begüterten niederadligen Geschlechtern die örtlichen honorigen Familien entstanden, aus denen sich später das Patriziat entwickelte. Diese Familien sind im Hochmittelalter noch mit dem Begriff Bürger gleichzusetzen und bildeten damals die Mehrzahl der Einwohner. Die Geschlechternamen leiten sich oft von Rufnamen her. Ab dem späten Mittelalter stellte das Patriziat schließlich eine dünne gesellschaftliche Oberschicht dar. Bedeutende Patrizierfamilien in Heilbronn im 14. Jahrhundert waren die Erer, Feurer, Gebwin, Laemmlin, Lutwin und Wigmar. Zum Ende der reichsstädtischen Zeit um 1800 gab es etwa 80 Patrizierfamilien in Heilbronn, deren gesellschaftlicher Einfluss auch darüber hinaus fortdauerte.

#### Hirsauer Codex 1146: Marktrecht, Hafen und Weinbau
Der Hirsauer Codex, eine zeitgenössische Auflistung der Besitztümer des Klosters Hirsau, belegt die 1146 vollzogene Schenkung eines Herrenhofs in Heilbronn mit 17 abhängigen Höfen, 14 Weingütern, Personal und Boden in unbekannter Größe inklusive des Nordbergs. Er belegt im Zusammenhang damit auch, dass Heilbronn damals die Markt- und Münzgerechtigkeit besaß und es hier einen Hafen gab. Diesen bezeichnet der Codex als portus, was damals für Süddeutschland einzigartig war und womöglich darauf hinweist, dass die Stadt bereits im 11. Jahrhundert ein wichtiger Umschlagplatz für den Fernhandel war.
Der Weinbau in Heilbronn selbst wird mit dieser Schenkung von 1146 zwar erstmals bezeugt, ist aber in den umliegenden Dörfern Böckingen, Frankenbach, Biberach und Neckargartach bereits fürs 8. Jahrhundert urkundlich nachgewiesen; vermutlich wurde in Heilbronn also schon seit der fränkischen Besiedlung, vielleicht sogar schon seit der Römerzeit Wein angebaut. Eine städtische Steuer auf den Weinertrag, die „Weinbet“, war im Mittelalter eine der größeren Einnahmequellen der Stadt; die „Weinbüchlein“ aus der Steuerstube zählen zu den wichtigsten Quellen der Stadtgeschichte.
Da es im Jahr 1146 schon Münze, Markt und Hafen gab, war die Stadtwerdung wohl spätestens im 11. Jahrhundert vollzogen und man geht davon aus, dass es zu dieser Zeit auch bereits ein Stadtrecht gab.

#### Oppidum Heilecbrunnen wird 1225 Lehen der Staufer

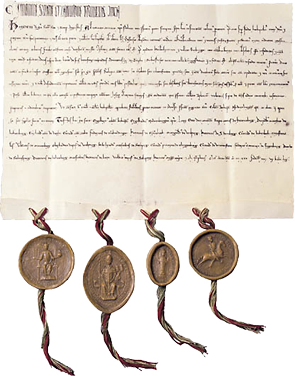
Der Nordhäuser Vertrag, in dem Heilbronn am 27. Juli 1225 als Oppidum Heilecbrunnen bezeichnet wird

Im Jahre 1222 gab das Bistum Würzburg seinen Heilbronner Besitz, der die Stadt sowie das östlich gelegene Altböckingen umfasste, unter dessen Zwang als Lehen an den Stauferkönig Heinrich (VII.). Der auf den 27. Juli 1225 datierte Nordhäuser Vertrag zwischen dem Bistum Würzburg und Kaiser Friedrich II. benennt das entlehnte Gebiet oppidum Heilecbrunnen. Oppidum bezeichnete üblicherweise eine mit Mauern und Gräben befestigte Stadt. Gleichwohl ist es unbekannt, wann die Stadtmauer genau entstand und wie lange ihr Bau dauerte. Noch im Reichssteuerverzeichnis von 1241 wurde Heilbronn „wegen des Bauens“ von der Reichssteuer befreit. Die rund 2400 Meter lange Stadtmauer mit später bis zu zehn Türmen umschloss das annähernd rechteckige und etwa 26 Hektar große Stadtgebiet, das im Westen zusätzlich von einem Seitenarm des Neckars begrenzt war. Die bebaute Fläche mit einer Größe von etwa 750 × 420 Metern vergrößerte sich bis ins frühe 19. Jahrhundert nicht mehr wesentlich. Das 1303 erstmals erwähnte Brückentor gibt einen Hinweis darauf, dass spätestens in jenem Jahr bereits eine Neckarbrücke den Zugang zur Stadt von Westen bildete.
Heilbronn blieb auch in der politisch wechselvollen Zeit nach dem Ende der Staufer und nach dem Aussterben der Grafen von Calw ein wichtiger Handelsplatz. Der einstige fränkische Königshof war zu einem Pfleghof des Klosters Hirsau geworden. Ein weiterer bedeutender Hof war der Maulbronner Hof, in dem mehrere Reichsschultheiße und später auch Bürgermeister ihren Sitz hatten. Außer den Klöstern Hirsau und Maulbronn hatten im hohen Mittelalter auch die Klöster Adelberg, Schöntal, Lorch, Lichtenstern und Billigheim Güter und Pfleghöfe in Heilbronn. Bürger erwarben einst kirchlichen Besitz. Aus dem Jahr 1222 ist der Verkauf von ehemals bischöflich würzburgischem Besitz an Bürger der Stadt Heilbronn überliefert. Es entwickelte sich eine vom Patriziat gelenkte Marktgemeinde.
Aus dem Jahr 1265 datiert das älteste Stadtsiegel. Es zeigt einen Adler im dreieckigen Wappenschild mit der Umschrift Sigillum Civitatis Hailprunnen. Friedrich II. gewährte der Stadt als Erster, ein Wappen mit einem schwarzen Adler mit roter Zunge auf goldenem Feld zu führen und dreierlei (kaiserliche) Farben: rot, weiß und blau. Die Bezeichnung civitas deutet auf eine Gemeinschaft von Bürgern mit eigener Verfassung und eigenen Rechten hin.

#### Hauskommende des Deutschen Ordens
Ulrich II. von Dürn trat 1224 in den Deutschen Orden ein. Er und seine Mutter Luitgard stifteten um 1225 wohl den Baugrund für die Heilbronner Kommende des Deutschen Ordens, so dass bis 1268 der Deutschhof als Hauskommende des Ordens errichtet werden konnte. Wie die Dürner in den Besitz von Gütern in Heilbronn gelangten, ist nicht eindeutig nachvollziehbar, am wahrscheinlichsten scheint eine Übergabe durch Heinrich (VII.) nach Abschluss des Nordhäuser Vertrags. Neben dem Grund für den Deutschhof besaßen die Dürner im 13. Jahrhundert zeitweise den Frucht- und Weinzehnten von Heilbronn und den späteren Maulbronner Hof. Der Deutschhof und die darin gelegene Deutschordenskirche wurden kontinuierlich ausgebaut. Das Nachbardorf Sontheim gelangte möglicherweise schon bei Gründung der Kommende, spätestens aber bis 1291 an diese.

#### Stadtrecht 1281 durch Rudolf von Habsburg

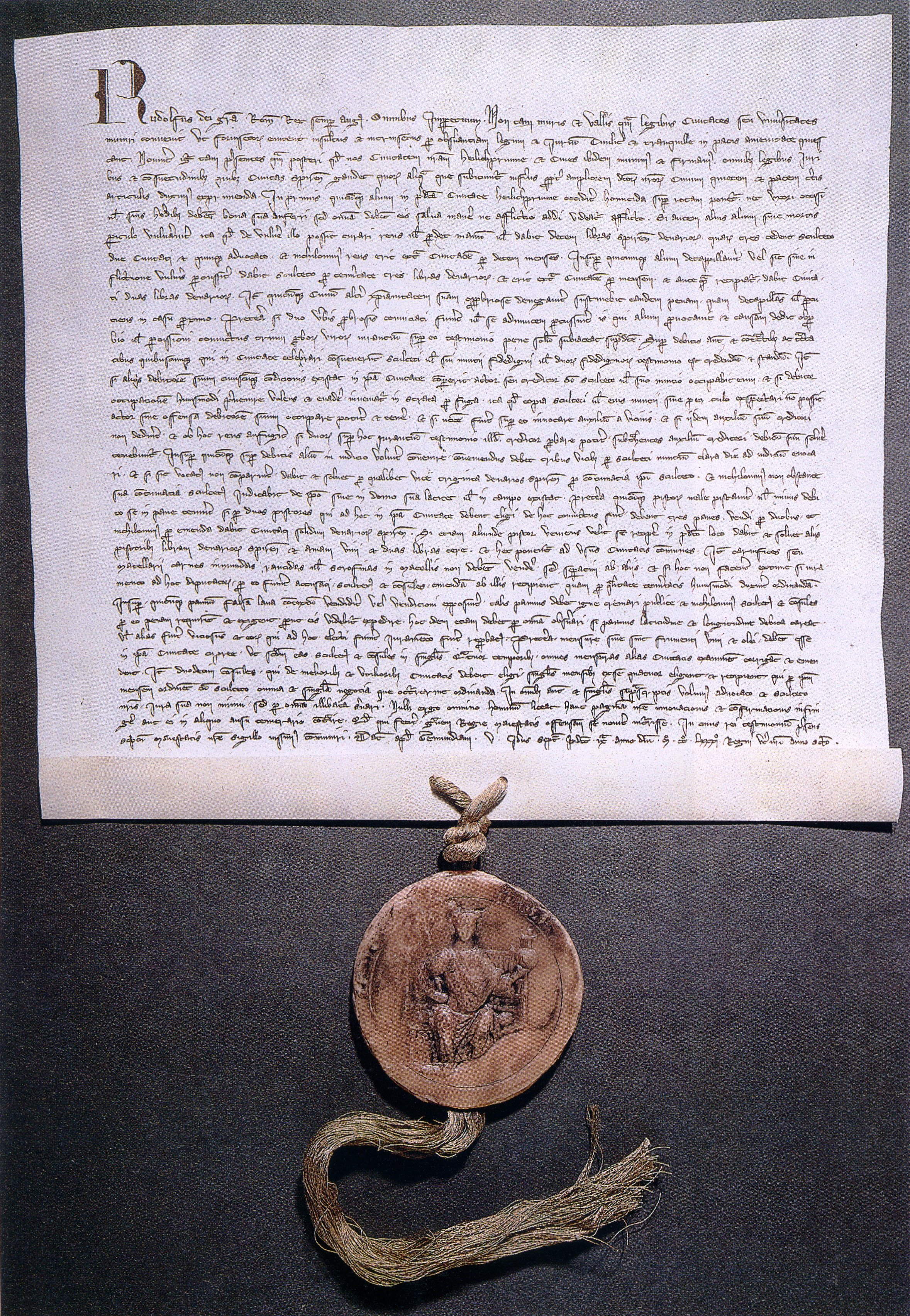
Die Urkunde, in der Heilbronn am 9. September 1281 das Stadtrecht verliehen wird

Nach dem Ende des Interregnums trachtete König Rudolf I. von Habsburg nach einer Stärkung seiner Machtbasis in den schwäbischen Städten, die er dafür mit Rechten und Privilegien ausstattete. 1281 verlieh er Heilbronn in Gmünd ein Stadtrecht, das erstmals einen Rat der Stadt von zwölf consules (Ratsherren) vorsah, dem als königliche Beamte sowohl ein Vogt (der die hohe Gerichtsbarkeit innehatte) als auch ein Schultheiß (Vorsteher des Rats) vorgestellt waren. Die zwölf consules waren für die Verwaltung des Gemeinwesens zuständig, die Amtsinhaber mussten aus den Reihen der melioribus et utilioribus civitatis (Patrizier der Stadt) stammen. Von 1283 bis 1289 weilte Rudolf I. insgesamt fünfmal in der Stadt. 1283 stattete er seinen unehelichen Sohn Albrecht von Löwenstein mit dem Frucht- und Weinzehnten der Stadt aus. 1288 gewährte er der Stadt das Privileg eines dreiwöchigen überregionalen Jahrmarktes. Das Heilbronner Stadtrecht wurde vorbildlich für andere Städte, so erhielt Eppingen im Jahr 1303 durch Albrecht I. ebenfalls die Heilbronner Rechte verliehen. 1310 wurden der Stadt alle früher erlangten Rechte und Privilegien bestätigt.
Im Jahre 1297 wurde die Kilianskirche erstmals urkundlich erwähnt. Um 1300 wurde das bis ins 15. Jahrhundert Kaufhaus genannte Heilbronner Rathaus am Marktplatz errichtet. Der Rat beherrschte und kontrollierte den Handel in der Stadt, da zu seinen Tätigkeiten insbesondere auch das Marktgericht gehörte. 1314 wird erstmals ein magister civium (Bürgermeister) erwähnt.
1309 weilte der römisch-deutsche König Heinrich VII. in Heilbronn. Er traf hier auf den Mainzer Erzbischof Peter von Aspelt und den Abt Konrad von Königssaal, der die böhmische Opposition gegen Herzog Heinrich von Kärnten leitete. Bei diesem Treffen fiel die Entscheidung des Kaisers, entscheidend in die böhmische Politik einzugreifen, wonach er im Folgejahr Johann von Luxemburg mit Böhmen belehnte. In Heilbronn erreichte Heinrich VII. auch die Einladung zur Kaiserkrönung nach Rom.
Nach dem Tode Heinrichs VII. kam es zu einem Machtkampf zwischen Friedrich dem Schönen und Ludwig dem Bayern. Die süddeutschen Städte waren überwiegend auf der Seite Friedrichs, Heilbronn war neben Ulm und Freiburg dagegen auf der Seite Ludwigs des Bayern und wurde von diesem 1316 mit Steuerbefreiung und verschiedenen Privilegien belohnt. 1322 verlieh Ludwig der Bayer der Stadt die hohe Gerichtsbarkeit (den so genannten Blutbann), was die Macht des Rates gegenüber den königlichen Beamten stärkte. Der Blutbann soll bald darauf wieder verloren gegangen sein, wurde jedoch ab 1405 dauerhaft zurückerlangt. 1331 verkaufte das Kloster Maulbronn den Rest seiner Heilbronner Besitzungen an die Bürgerschaft. Im selben Jahr schloss die Stadt einen Landfriedensbund mit sieben anderen Städten der Landvogtei Niederschwaben. 1332 gab es zwei Bürgermeister, die weiterhin den königlichen Beamten (Vogt und Schultheiß) unterstellt waren. Im selben Jahr trat die Zollfreiheit mit Nürnberg in Kraft, im Folgejahr erhielt die Stadt ein zweites Jahrmarktsprivileg.
Die Stadt schuf Einrichtungen für die Armen- und Krankenpflege. 1306 stiftete der Rat das Katharinenspital, aus dem sich das städtische Krankenhauswesen entwickelte. 1318 wird erstmals ein Bader erwähnt. 1359 tritt erstmals ein Apotheker in Heilbronn in Erscheinung, 1374 ein Wundarzt.

#### Jüdische Gemeinde Ende des 13. bis zur Mitte des 14. Jahrhunderts
Im Jahr 1298 wurden beim so genannten Rintfleisch-Pogrom 143 möglicherweise sogar 200 Heilbronner Juden ermordet. Gemessen an den 4500 bis 5500 Einwohnern, die Heilbronn um diese Zeit insgesamt besaß, hatte die jüdische Gemeinde also eine beachtliche Größe und unter ihren Mitgliedern gab es auch Gelehrte wie etwa einen Punctator, der 1298 ebenfalls umkam. Im Jahr 1316 zählte zu den von König Ludwig dem Bayern der Stadt Heilbronn verliehenen Privilegien auch die Erhebung einer Judensteuer in Höhe von 4000 Pfund Heller für die kommenden sechs Jahre. Im Frühjahr 1349 geschah in Heilbronn in einem neuen Pogrom nicht nur zahlreiches „Judenmorden“, sondern es gab auch viele „Judenbrände“. „Judenbrände“ bezeichnete das Verbrennen von Juden, insbesondere aber von Jüdinnen an den „Hexensäulen“. Diese „Hexensäulen“ standen vor der Stadtmauer Heilbronns beim zweiten jüdischen Friedhof. Die überlebenden Juden wurden aus der Stadt vertrieben, ihre Besitztümer fielen an die Stadt.
Eine der Ursachen der Ausschreitungen gegen Juden im Frühjahr 1349 war der massive Ausbruch der Pest in Südwestdeutschland, der auch in Heilbronn viele Tote forderte und für den zum Teil Juden verantwortlich gemacht wurden. Seuchen wüteten bis in die Neuzeit häufig in der eng bebauten Stadt. Von 1348 bis 1693 sind 29 Epidemien verzeichnet, von denen knapp die Hälfte mehrere Monate bis mehrere Jahre andauerten. Neben der Pest gingen auch Typhus, Diphtherie und Pocken um. 1388 soll die Pest in Heilbronn 1600 Tote gefordert haben, 1564/65 etwa 3500 Tote und 1634 gar 5500 Tote. Diese in Chroniken genannten Zahlen hält man zwar heute für mehrfach überhöht, weil unter dem unmittelbaren Eindruck der Katastrophe niedergeschrieben. Doch lichteten jedenfalls Seuchen mehrmals die Reihen der Heilbronner stark. 1452 soll „kaum der Vierte Teil der Menschen“ eine Pestwelle überlebt haben.

#### Neckarprivileg von 1333 von Ludwig dem Bayern

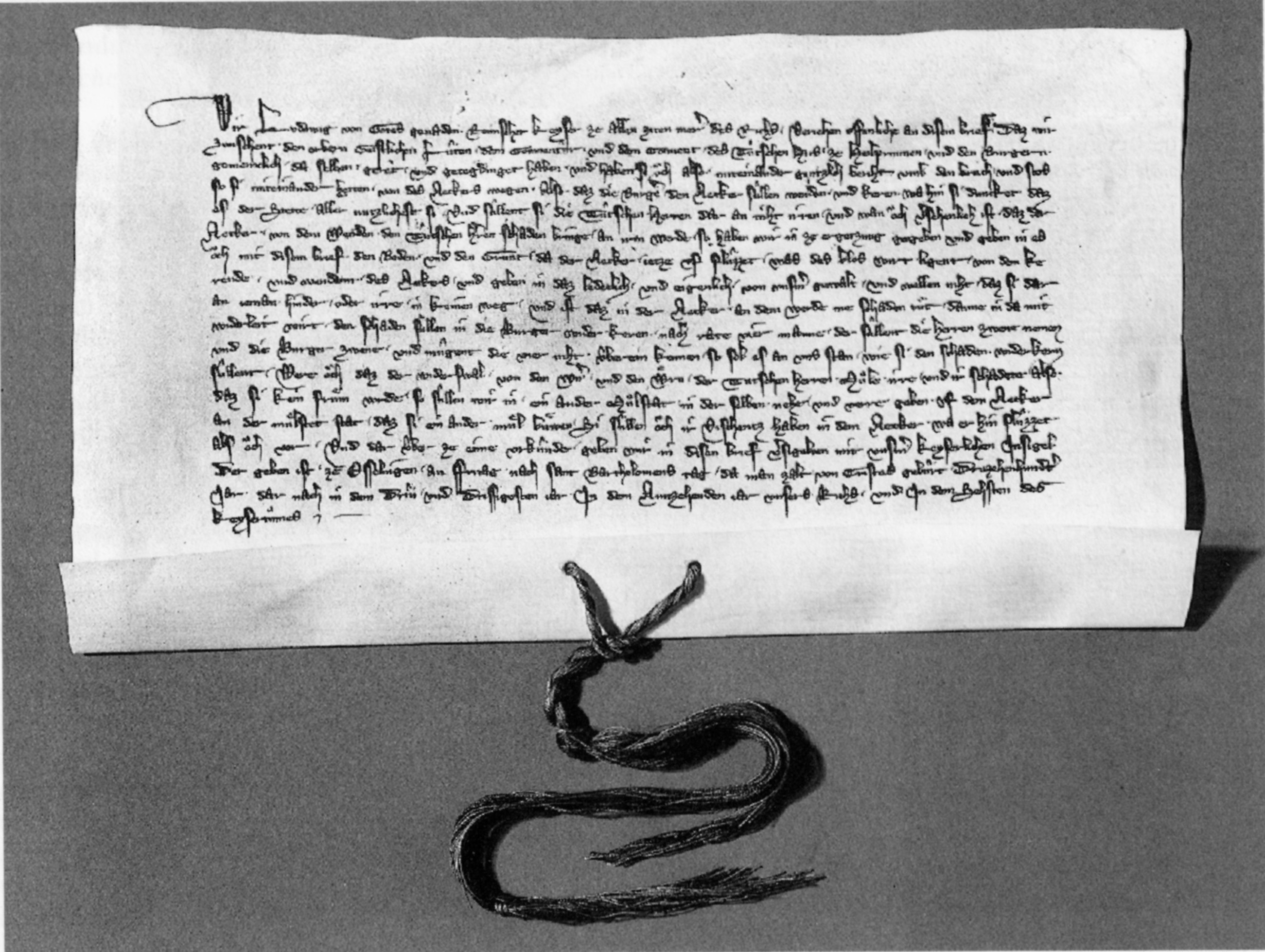
Die Urkunde, in der Heilbronn am 27. August 1333 das Neckarprivileg erhält

Ursprünglich floss der Hauptarm des Neckars weiter westlich beim Dorf Böckingen, die Stadt Heilbronn lag an einem rechten Nebenarm. Bei einem Hochwasser im Jahr 1333 brach der Hauptstrom durch und floss danach längs der Stadt. Daraus ergaben sich anschließend Streitigkeiten zwischen dem Deutschen Orden, dessen Wiesen ein Raub der Fluten geworden waren, und dem Magistrat der Stadt. Der herbeigerufene Ludwig der Bayer verfügte mit dem am 27. August 1333 in Esslingen ausgestellten Neckarprivileg, dass die burger den Neckher sollen wenden und keren, wohin sie dunket, daß es der Stete allernutzlich sey, also dass die Stadt den Lauf des Flusses nutzen und verändern dürfe. In Folge dieses Neckarprivilegs, das auch das Mühlenregal einschloss, blieb es bei dem neuen Lauf des Hauptstroms längs der Stadt, während vom verlandenden Altarm bald nur noch der Böckinger See übrig blieb. Die Änderung des Neckarlaufs brachte es auch mit sich, dass 1349 eine neue hölzerne Neckarbrücke als westlicher Zugang zur Stadt erbaut wurde, während die Äußere Brücke über den Altarm wegen dessen Verlandung bald nicht mehr benötigt wurde.
Durch den Bau von Stauwehren vor der Stadt wurde der Neckar zum schützenden Wassergraben vor der westlichen Stadtmauer. Die Wehre versperrten den Fluss für die Schifffahrt, so dass sowohl für die neckaraufwärts kommenden Schiffer vom Rhein als auch für die auf dem oberen Neckar von Stuttgart kommenden Schiffe in Heilbronn die Fahrt endete. Durch den Warenumschlag am Hafen stieg Heilbronn zum wichtigen Handelsplatz auf, die Stadt und die Heilbronner Kaufleute hatten das Stapelrecht für alle ankommenden Waren. 1342 schlossen Württemberg, Baden und Heilbronn einen Zollvertrag zur zollfreien Öffnung des Neckars für Flöße zwischen Besigheim und Heilbronn. Die Durchfahrt für Schiffe blieb dagegen für fast 500 Jahre verwehrt. Die Stadt verteidigte diese Position auch gegen das den Flächenstaat anstrebende Haus Württemberg, das freie Schiffsdurchfahrt vom Rhein nach Stuttgart forderte.
Das angestaute Wasser des Neckars trieb vor den Toren Heilbronns unzählige Mühlen an. Dazu zählten nicht nur Getreidemühlen, sondern auch Lohmühlen, Pulvermühlen, Hammermühlen, Schleifmühlen usw. Die ältesten Mühlen der Stadt waren im späten 13. Jahrhundert an Geschlechter des Heilbronner Patriziats vergeben, darunter die Lutwin und die Feurer. Nach dem Übergang des Mühlenregals an die Stadt wurden insbesondere Handwerker mit den Mühlen belehnt. Einige der Mühlen wurden auch zeitweise von städtischen Mühlknechten betrieben. In Folge des städtischen Mühlenbanns hatten auch die Einwohner der reichsstädtischen Dörfer Flein und Böckingen die Heilbronner Mühlen zu benutzen.

#### Vergrößerung des städtischen Besitzes und Verlust der württembergischen Lehnsherrschaft
Im Jahr 1333 erwarb die Stadt Heilbronn mit Genehmigung Ludwigs des Bayern auch den südöstlich gelegenen Ort Altböckingen mitsamt seiner etwa 1100 Morgen umfassenden Markung, innerhalb derer mit dem Burgmal auch der Rest einer mutmaßlichen Höhenburg liegt. Der Ort wurde aufgegeben, seine Einwohner wurden nach Heilbronn umgesiedelt. Durch den Markungszugewinn gehörte der Stadt künftig das gesamte umliegende, von Bergen umschlossene Neckartalbecken. 1341 erwarb Heilbronn von Engelhard von Weinsberg das Dorf Neckargartach, 1342 drei Viertel der Vogtei von Böckingen.
Der württembergische Graf Eberhard II. der Greiner hatte zu dieser Zeit das vom Reich an Württemberg verpfändete Schultheißenamt in Heilbronn inne. Als Eberhard zur territorialen Vergrößerung Württembergs in den Krieg gegen Kaiser Karl IV. zog und unterlag, gestattete der Kaiser der Stadt Heilbronn im Jahr 1360, das an seinen Widersacher verpfändete Schultheißenamt für 1500 Pfund Heller einzulösen. Ab dem 31. Mai 1361 stellte deshalb die Stadt selbst den Schultheißen. Damit war Heilbronn frei vom Einfluss der Württemberger wie auch anderer Lehnsherren, dem Rat stand künftig ein städtischer Patrizier vor. In den folgenden Jahren kam es zu Unruhen der Zünfte gegen das Patriziat.

### Reichsstadt ab 1371

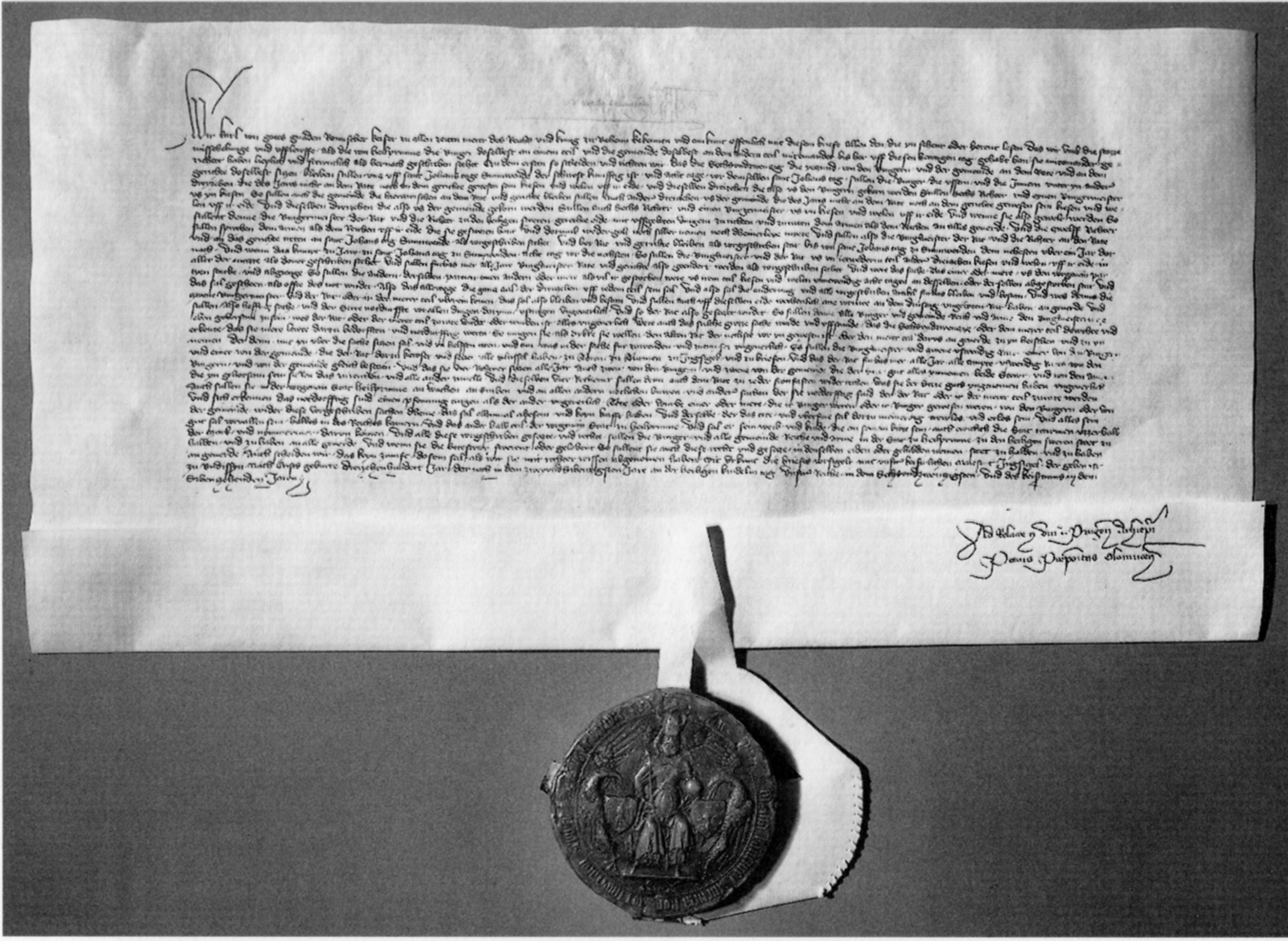
Die Urkunde, in der Heilbronn am 28. Dezember 1371 zur Reichsstadt erhoben wird

#### Paritätische Verfassung von 1371 durch Karl IV.
1371 gab Kaiser Karl IV. der Stadt eine neue Verfassung. Diese sah vor, dass sich der Rat der Stadt aus 13 Patriziern und 13 Handwerkern und Kaufleuten (als Repräsentanten der 13 früheren Zünfte) zusammensetzen solle. Der Rat wählt aus seiner Mitte (paritätisch) zwölf Richter und zwei Bürgermeister. Ein Vogt oder Schultheiß war nicht mehr vorgesehen, die Stadt war direkt dem Kaiser unterstellt und damit Reichsstadt.
Auf Befehl des Kaisers musste Heilbronn künftig wieder Juden aufnehmen und ihnen Schutz gewähren. Dem Kaiser flossen hierdurch die Steuern der Juden zu. Die zurückgekehrte Glaubensgemeinschaft errichtete eine neue Synagoge. Heilbronn war wegen seiner günstigen Lage ein Umschlagplatz für Pelze, Sklaven, Gold, Getreide und Salz, und die jüdischen Kaufleute waren an diesem Handel stark beteiligt.
Während in der umliegenden Region die Besitz- und Lehensverhältnisse häufig wechselten, gehörten zum Territorium der Reichsstadt Heilbronn neben der eigentlichen Stadt und den umliegenden Wäldereien und Feldern lediglich zeitweise die Dörfer Böckingen, Flein, Frankenbach und Neckargartach (1504 bis 1754 unter württembergischer Oberlehensherrschaft), deren Vogteien der Heilbronner Rat innehatte.

#### Heilbronn und der Schwäbische Städtebund
Die reichsstädtische Verfassung brachte der Stadt nicht nur Freiheiten, sondern vor allem auch steuerliche Verpflichtungen. Gegen die außerordentliche Besteuerung zur Finanzierung der Hausmachtpolitik Karls IV. schlossen sich 1376 schwäbische Reichsstädte zum Schwäbischen Städtebund zusammen. Heilbronn trat dem Städtebund 1377 bei. Der Städtebund wurde von König Wenzel 1384 anerkannt. Im Städtekrieg 1387–1389 wurden die außerhalb der Stadtmauern gelegenen Gärten und Felder der Heilbronner mehrmals verwüstet. Mit dem Landfrieden von Eger wurden die Städtebünde aufgehoben. Die Niederlage der Städte gegen die Landesfürsten in der Schlacht bei Döffingen bewegte 1388 die Reichsstädte, sich nicht weiter offensiv gegenüber den umliegenden Territorialstaaten auszudehnen. Die beschränkte eigene Fläche drängte sie zu einer beachtlichen Entwicklung im Innern, zur weiteren Allianz mit anderen Reichsstädten und zu einer ausgleichenden Politik gegenüber den Nachbarn.
Heilbronn und Wimpfen schlossen 1392 ein für ein Jahrhundert währendes gegenseitiges Bündnis und 1417 einen Schirmvertrag mit der Kurpfalz, der vor allem zum Schutz gegenüber Württemberg diente. Dieser Bündnisvertrag wurde bis 1622 ständig erneuert. Außerdem gehörte Heilbronn zu Beginn des 15. Jahrhunderts auch dem nur kurz bestehenden Marbacher Bund an, der sich gegen die Hausmachtpolitik von König Ruprecht wendete und zwei Bundesversammlungen in der Stadt durchführte.

#### Provinzialtag von 1414, Schutzbrief und Heilbronner Münze

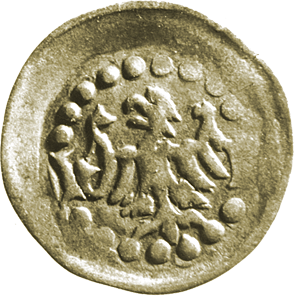
Der Heilbronner Reichspfennig 1420

Der römisch-deutsche König Sigismund von Luxemburg hielt am 11. Oktober 1414 auf dem Hinweg zu dem Konzil von Konstanz (1414 bis 1418) gemeinsam mit Rudolf III. und dem Burggrafen Eitel Friedrich I. von Hohenzollern (1402–1439) in Heilbronn einen Provinzialtag ab, der auch Heilbronner Tag genannt wird. Er empfing hier die Vertreter schwäbischer, elsässischer und rheinischer Städte und hielt ein Treffen deutscher Fürsten ab.
Bei der Entgegennahme einer Judenspende von drei Heilbronner Juden in Höhe von 1200 Gulden stellte König Sigismund ihnen am 15. Oktober 1414 einen Schutzbrief aus, der ihnen die Erfüllung ihrer Forderung als Gläubiger, den Schutz ihrer körperlichen Unversehrtheit sowie ihres Eigentums und die Verkehrs- und Religionsfreiheit gewährte. Der Gerichtsstand war in ihren weltlichen Angelegenheiten das Gericht zu Heilbronn, in ihren religiösen der Rabbiner zu Heilbronn. Der Schutzbrief regelte auch die Abgaben an die königliche Kammer Heilbronn.
Der spätere Kaiser ließ ab 1420 in Heilbronn von Konrad IX. von Weinsberg, der auch für die Einbringung der Judensteuer zuständig war, silberne Reichspfennige prägen. Diese Heilbronner Silbermünzen hatten einen Durchmesser von 1,5 cm und zeigten einen Adler, der seitlich von den Buchstaben h und n flankiert war und um den ein Kranz aus Perlen lag.

#### Festigung der Stellung gegenüber Württemberg

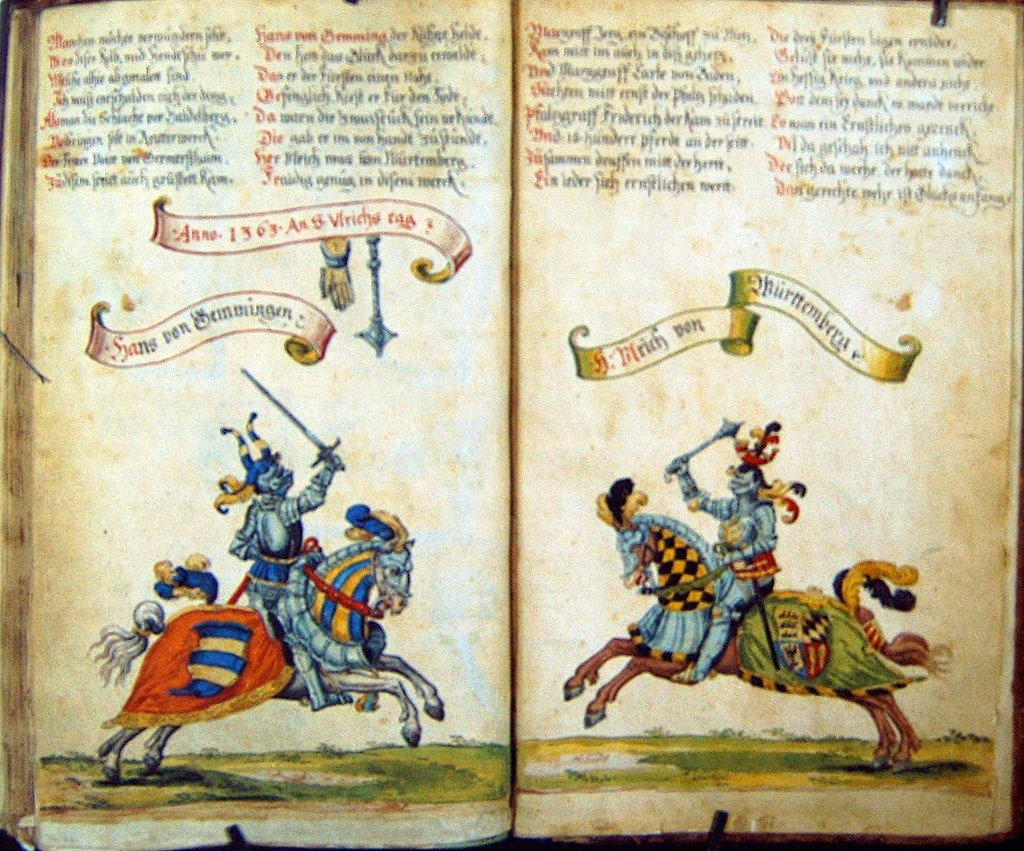
Keckhans von Gemmingen nahm Ulrich V. bei der Schlacht bei Seckenheim 1462 gefangen. Nach Ulrichs Niederlage schwand der württembergische Einfluss in Heilbronn.

Die Reichsstädte sahen sich im 15. Jahrhundert ständig vom aufstrebenden Haus Wirtemberg bedroht und es kam zu Machtkämpfen. Im Frühsommer 1450 fielen die Heilbronner zum Entsatz der belagerten Stadt Esslingen nach Württemberg ein, woraufhin ein 10.000 Mann zählendes Heer unter Führung des Mainzer Erzbischofs, der Markgrafen Karl und Bernhard II. von Baden, des Grafen Ulrich V. von Württemberg und anderer Fürsten vor Heilbronn aufzog, die Stadt vom 8. bis 13. Juni 1450 belagerte und die reichsstädtischen Dörfer niederbrannte. Ein Friedensvertrag mit Mainz kam erst am 28. Oktober 1450 zustande. Ein äußerst enges Verhältnis zum Kaiser sowie das seit von 1417 bestehende Bündnis mit der Kurpfalz, die ab 1441 den Zehnten in Heilbronn innehatte, festigten die Stellung der Stadt gegenüber den späteren Württembergern, die 1453 durch die Heirat des Grafen Ulrich V. mit der Pfalzgrafenwitwe Margarete in den Besitz des Heilbronner Zehnten kamen.
Während des Pfälzisch-Bayerischen Kriegs fielen im Juni 1460 starke württembergische Truppen nach Heilbronn ein, mit denen Graf Ulrich die Stadt von ihrem Bündnis mit der Kurpfalz loszupressen versuchte. Am 1. Juli 1460 einigte sich die Stadt mit Ulrich darauf, dass sie gegen Verschonung vor Schaden die Kurpfalz nur mit einem geringen Truppenkontingent unterstützen wolle. Ebenso enthielt sich die Stadt, wie auch Wimpfen und andere Reichsstädte, im Jahr 1461 der Unterstützung Kaiser Friedrichs gegen die bayerisch-pfälzische Seite. Nachdem Pfalzgraf Friedrich 1462 aus der Schlacht bei Seckenheim gegen Baden und Württemberg siegreich hervorgegangen war und Württemberg nun den Heilbronner Zehnten wieder an die Pfalz abtreten musste, ließ der württembergische Einfluss auf die Stadt nach.
1464 gelang es der Stadt Heilbronn, die Vogtei über sich und die nahe Stadt Wimpfen von den Herren von Weiler aufzukaufen, wodurch sie vollständige Reichsfreiheit und Reichsunmittelbarkeit erlangte. Obwohl dem Kaiser nun direkt untertan, hielt sich die Stadt in den Kriegen des Kaisers überwiegend abseits und beteiligte sich trotz Aufforderung nicht an den verschiedenen Kriegszügen gegen die Türken nach 1470.

#### Handel und Handwerk im späten 15. Jahrhundert

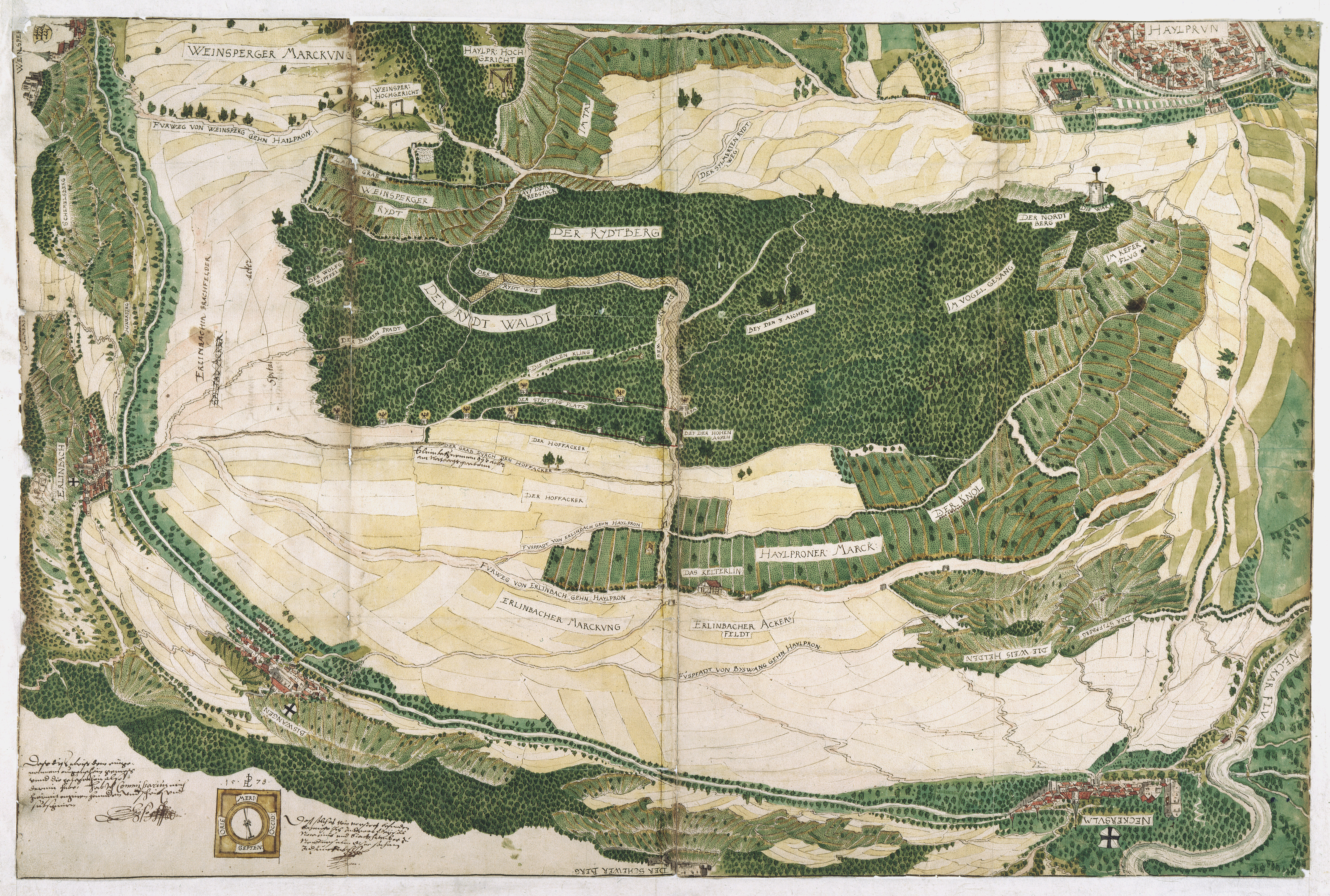
Das Territorium der Reichsstadt Heilbronn (auf dem Plan rechts oben) veränderte sich ab dem hohen Mittelalter nicht mehr wesentlich, erstreckte sich nach Norden und Süden noch etwas längs des rechtsseitigen Neckarufers und nach Osten bis in die umgebenden Berge, darunter der Nordberg und der Galgenberg. Karte aus dem Jahr 1578 von Peter Eberlin.

Dank der politischen Neutralität des späten 15. Jahrhunderts erlebte die Stadt, in der damals etwa 4000 Menschen wohnten, trotz mehrerer Pestjahre und schlechter Ernten eine weitere Blüte. 1464 übernahm die Stadt selbst die Heilbronner Münzstätte und betrieb sie weiter bis 1477.
Da Heilbronn keine Klostergründung war, gab es in der Stadt auch keine Klosterärzte. Die medizinische Versorgung bis zum späten Mittelalter erfolgte überwiegend durch praktizierende Laien, die üblicherweise einer Handwerkerzunft angehörten. Erst 1469 wurde mit Lukas Scheltz erstmals das Amt des Stadtarztes besetzt. 1492 wurde ein ansässiger Augenarzt erwähnt. Weitere Spezialisierungen im Gesundheitswesen fanden zu jener Zeit vor allem vor dem Hintergrund der immer wieder auftretenden Seuchen statt. So werden zur Zeit der Franzosenkrankheit um 1500 auch spezielle Franzosenärzte genannt. Als Besonderheit im Heilbronner Gesundheitswesen sei noch angemerkt, dass die Stadt entgegen den Reichspolizeiordnungen von 1577 und 1594 den Barbieren und nicht den Badern das Recht der kleinen Chirurgie zusprach.
Das bedeutendste Handelsgut jener Zeit war Wein, mit weitem Abstand zu sonstigen Handelsgütern. Regen Handelsverkehr gab es nach Nürnberg, wohin Zollfreiheit bestand, und zur Frankfurter Messe. Allerdings litt das Volumen des Ost-West-Handels bald unter der Entdeckung des Seewegs nach Amerika, so dass Heilbronn insbesondere Umschlagplatz des über den Neckar abgehandelten Nord-Süd-Warenverkehrs blieb. Ein bedeutendes, überregional tätiges Handelshaus im Heilbronn des 15. Jahrhunderts war das Eisen- und Tuchgeschäft der Familie Speydel im Maulbronner Hof, wo später auch die Familien Schirnagel und Orth noch bis zum Dreißigjährigen Krieg in großem Umfang Handel trieben.
Zu dieser Zeit kam auch das Steinbrecherhandwerk in den Steinbrüchen beim heutigen Jägerhaus auf, wo man den Heilbronner Sandstein abbaute, einen Schilfsandstein aus der Stuttgart-Formation. Zahlreiche in heimischem Sandstein ausgeführte alte Bauwerke gehen auf diese Zeit zurück, so auch die um 1460 begonnene Erweiterung der Kilianskirche zur gotischen Hallenkirche und die um 1471 erbaute erste steinerne Neckarbrücke. Unter den Heilbronner Handwerkern des 15. Jahrhunderts ragt außerdem der Glockengießer Bernhart Lachaman der Ältere heraus, der zahlreiche Glocken für die Kirchen des Umlandes goss. Nur wenige Künstler aus Heilbronn aus jener Zeit haben überregionale Bedeutung erlangt. Der Maler Jerg Ratgeb lebte und arbeitete von 1509 bis 1512 in Heilbronn, hatte dort aber kein Bürgerrecht.
1476 schuf man im Neckar eine Floßgasse, in der die Flößer die hinderlichen Heilbronner Wehre umfahren konnten. Württemberg und Heilbronn stritten weiter über die Durchfahrt für Schiffe und das Stapelrecht. Der Holzumschlag in Heilbronn begründete die Heilbronner Sortierung, eine heute noch in Bayern und Rheinland-Pfalz übliche Methode zur Klassifizierung von Stammholz.

#### Im Spannungsfeld zwischen Kurpfalz, Kaiser und Schwäbischem Bund

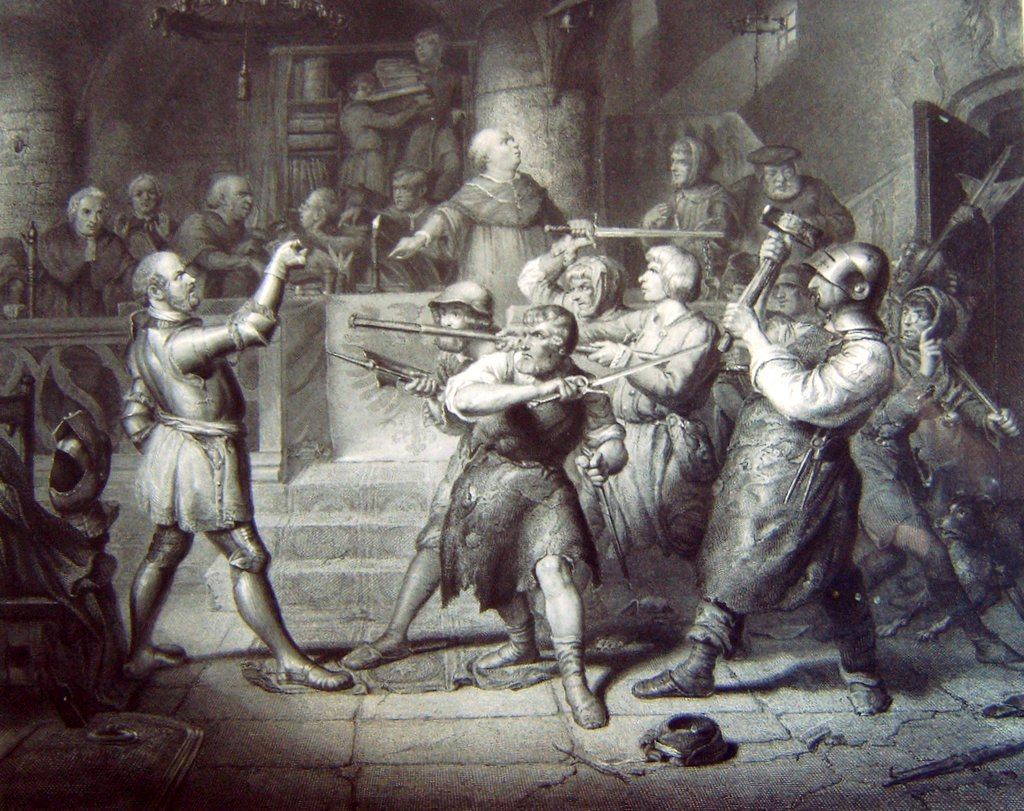
Götz von Berlichingen als Gefangener des Schwäbischen Bundes 1519 vor dem Heilbronner Rat

Bei der Gründung des dem Schwäbischen Bund vorausgehenden Landfriedensbunds widersetzte sich die Stadt zunächst dem Drängen Kaiser Friedrichs auf Beitritt, weil die Stadt eine Schmälerung ihrer Autonomie gegenüber den Landständen fürchtete. Nachdem aber der Kaiser 1486 mit dem Entzug von Privilegien gedroht hatte, fügte sich die Stadt am 15. März 1487 vorläufig seinem Willen. Als danach 1488 der Schwäbische Bund gegründet wurde, gelobten Heilbronn und Wimpfen zwar den Beitritt, vollzogen ihn aber nicht. Als 1494 der Schwäbische Bund und die Kurpfalz im Konflikt lagen, forderten beide Seiten die Stadt für den Kriegsfall zur Hilfestellung auf. Angesichts dieses Spannungsfeldes verweigerte Heilbronn ebenso wie Wimpfen, Hall, Reutlingen und einige weitere Reichsstädte 1496 abermals den Beitritt zum Schwäbischen Bund.
1499 erwirkten die Reichsstädte Heilbronn und Wimpfen auf dem Reichstag in Esslingen die Zusicherung ihrer Neutralität, im Falle es zu weiteren kriegerischen Auseinandersetzungen zwischen der Pfalz und den Bundesmitgliedern käme, im Gegenzug mussten sie im folgenden Jahr dem Schwäbischen Bund wieder beitreten. Die zugesicherte Neutralität wurde bereits 1504 im Landshuter Erbfolgekrieg auf die Probe gestellt, als der Kaiser mit dem Schwäbischen Bund und den Herzögen von Bayern und Württemberg gegen die Pfalzgrafen Ruprecht und Philipp ins Feld zog. Die Stadt Heilbronn musste dem Kaiser Kontributionen zahlen und den württembergischen Truppen freien Durchzug gewähren. Nachdem der Krieg für Württemberg günstig verlaufen war, gewann Württemberg dauerhaft den Heilbronner Zehnten zurück, das Herzogtum gelangte auch wieder in den Besitz des Lichtensterner Hofs in der Lammgasse und der Lehnsherrschaft über das von einem Heilbronner Vogt verwaltete Dorf Neckargartach.
Als im Jahr 1519 der Krieg zwischen dem Schwäbischen Bund und Herzog Ulrich von Württemberg entbrannt war, wurde Götz von Berlichingen in der Nacht vom 10. auf den 11. Juni 1519 als Unterstützer des württembergischen Herzogs bei der Verteidigung der Burg Möckmühl gefangen genommen. Der Schwäbische Bund gab ihn der Stadt Heilbronn in Haft. Vom 11. auf den 12. Juni 1519 in den Nacht war Götz zunächst im Bollwerksturm gefangen, drei Jahre „ritterliche Haft“ im „Gasthaus zur Krone“ schlossen sich an. Götz‘ Schwiegervater Arnold Geiling von Illesheim wurde 1521 in Heilbronn begraben.

#### Zeit des Deutschen Bauernkriegs

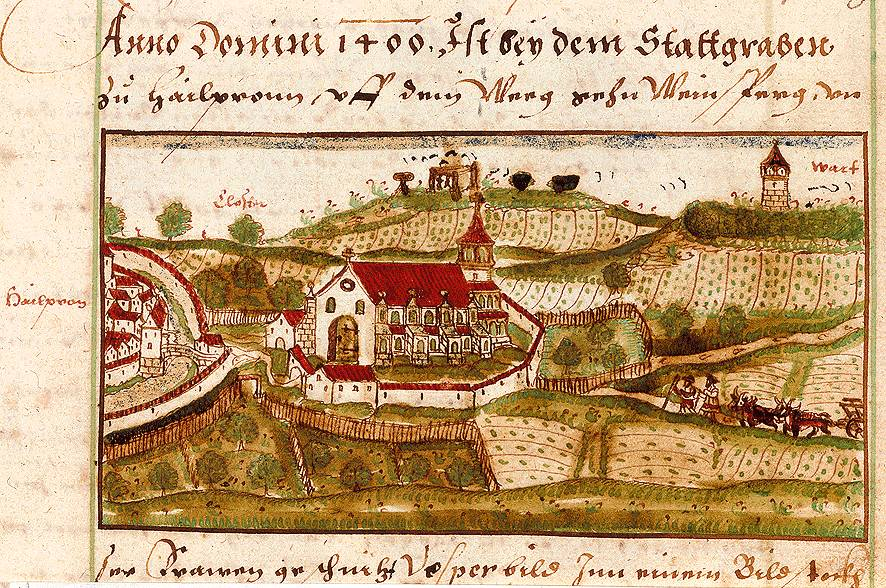
Das außerhalb der Stadtmauern liegende Karmeliterkloster wurde im April 1525 vom Bauernheer geplündert

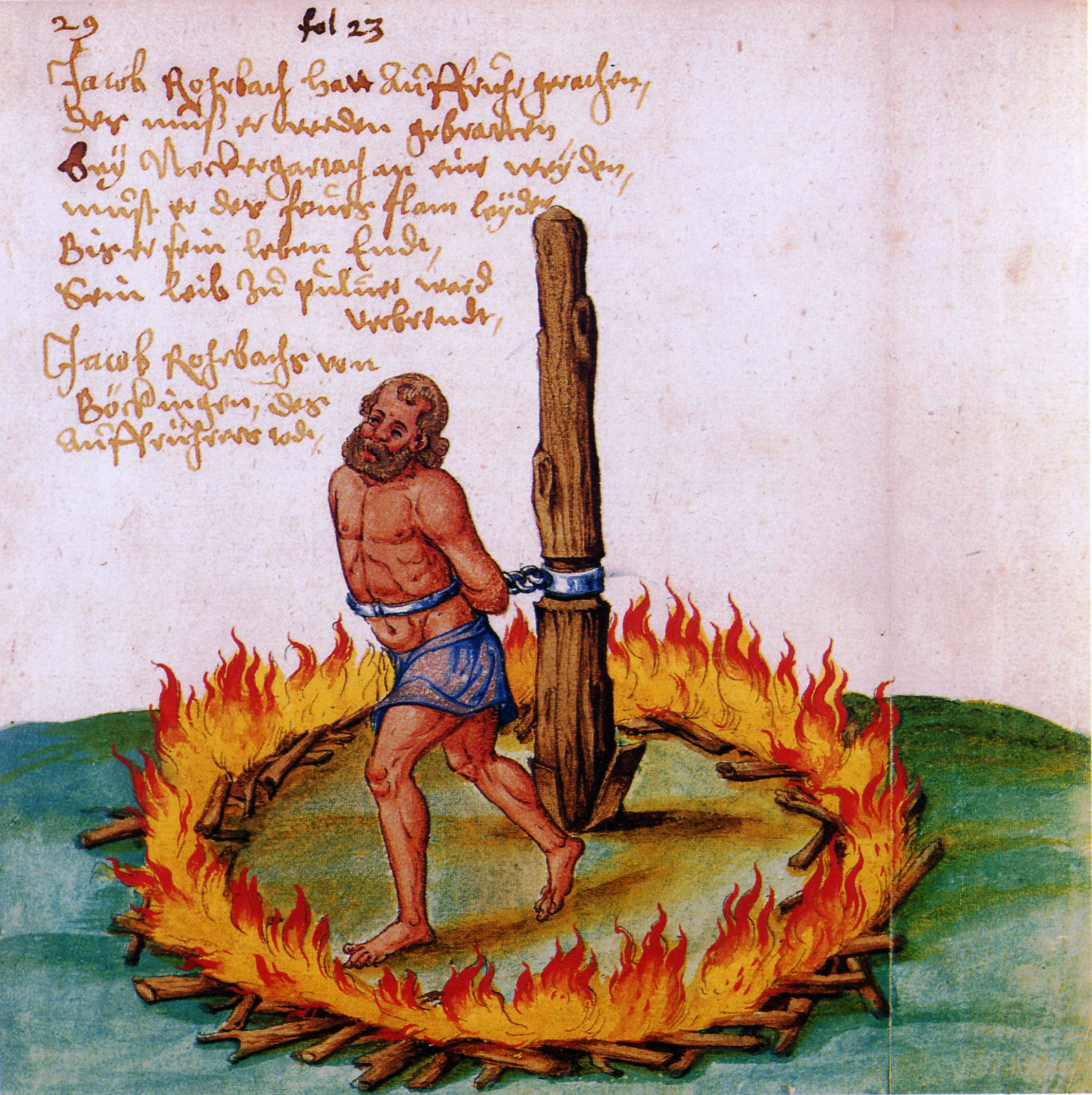
Bauernführer Jäcklein Rohrbach wurde in Neckargartach bei lebendigem Leib verbrannt

In der Zeit der allgemeinen sozialen Unruhen kurz vor Ausbruch des Bauernkriegs trat der Böckinger Gastwirt Jäcklein Rohrbach durch Streitigkeiten mit der Obrigkeit und dem Stift Wimpfen in Erscheinung. Nachdem er Gleichgesinnte um sich gesammelt hatte, wählte ihn am 2. April 1525 in Flein der Neckartalhaufen der Bauern zu seinem Hauptmann. In Heilbronn nahm die Unzufriedenheit mit den sozialen Verhältnissen in den Bäckerstuben ihren Anfang und breitete sich dann in der Bevölkerung aus. Am 3. April 1525 forderte die Heilbronner Bürgerschaft unter Anführung der Weingärtner die Absetzung des Rats. Der Prediger der Kilianskirche, Johann Lachmann, konnte anderntags einen Kompromiss aushandeln. Er war es auch, der insgesamt drei „christliche Ermahnungen“ an die marodierenden Bauern richtete. Am Ostersonntag, den 16. April ermordeten die Bauern unter Jäcklein Rohrbach bei der Weinsberger Bluttat zahlreiche Adlige. Am Dienstag nach Ostern den 18. April überfielen und plünderten sie das außerhalb der Stadtmauern liegende Heilbronner Karmeliterkloster. Daraufhin wandten sich die Bauern der Stadt zu. Im Gegensatz zu Rohrbach, der die Ziele seiner Angriffe genau erwog, rief seine Begleiterin, die Schwarze Hofmännin, zum allgemeinen Kampf gegen Heilbronn auf. Der Rat der Stadt öffnete daraufhin unter dem Druck der Bauern die Stadttore, worauf am kommenden Tag der Deutschhof geplündert und Geldforderungen gegen geistliche Körperschaften erhoben wurden.
Der Bauernkanzler Wendel Hipler erstellte für die geplante Tagung eines großen Bauernparlaments am 12. Mai 1525 im Schöntaler Hof in Heilbronn die Heilbronner Tagungsordnung. Sie sah eine Volksvertretung wie auch eine Opposition vor, Münzen, Maße und Gewichte sollten vereinheitlicht und die inneren Zölle abgeschafft werden, was auch im Interesse der Bürger lag. Damit wurde ein Programm aufgelegt, das „um die Durchführung des Möglichen“ bemüht war. Hipler war dabei „einer der wenigen politischen Köpfe im Bauernkrieg“. Theodor Heuss bezeichnet dies als ersten Ansatz zu einer demokratischen Reichsverfassung.
An eben jenem 12. Mai 1525 unterlag das Bauernheer in der Schlacht von Böblingen dem Truchsess von Waldburg. Die Bauern und Wendel Hipler mussten fliehen, das Bauernparlament löste sich auf. Jäcklein Rohrbach wurde am 21. Mai 1525 in Neckargartach hingerichtet, sein Heimatdorf Böckingen wurde zur Strafe teilweise abgebrannt. Wendel Hipler wurde ebenfalls gefangen genommen und starb 1526 in Gefangenschaft.
Am 2. Juni 1525 wurde Strafgericht in Heilbronn gehalten, die Strafen umfassten weitere Hinrichtungen und Stadtverweise. Zu den zum Tode Verurteilten zählten Hans Arnold, Caspar Rosenberger, Heinrich Rotheinz, Christ Scherer, Job Schneider, Lutz Taschenmacher gen. Taschenmännle und Lienhard Welner, die auf dem Heilbronner Marktplatz am 9. Juni 1525 enthauptet wurden. Am 28. Juli wurde Hans Werner d. A. geköpft, genannt auch Sauhänsle, und am 26. Oktober desselben Jahres Wolf Leip, genannt auch der böse Wolf. Andere Strafen ergingen gegen 50 weitere Bürger. Schonend ging man mit Endris Schneck um, der zwar auch zum Tod verurteilt worden war, aber dann begnadigt wurde und allein 600 Gulden an die Stadtkasse zu zahlen hatte. Die Strafen richteten sich insbesondere gegen Weingärtner oder Handwerker, die sich gar nicht an der Bauernbewegung beteiligt hatten, aber Mitbestimmung durch die Gemeinde und eine Ratsreform verlangt hatten.
Rückblickend gilt es zwar als Verdienst des mäßigend auf die Bauern einwirkenden Predigers Lachmann, dass die Forderungen der Bauern auf ein erträgliches Maß gesenkt wurden und die Stadt Heilbronn vor größeren Zerstörungen im Bauernkrieg verschont blieb, dennoch hatte sich auch Lachmann nach der Niederschlagung der Aufstände mehrfach vor Gericht zu verantworten, da ihm sowohl der Deutsche Orden als auch der Rat der Stadt Heilbronn vorwarfen, mit den Bauern sympathisiert zu haben. Zu seiner Rechtfertigung ließ Lachmann noch im Sommer 1525 seine drei an die Bauern gerichteten christlichen Ermahnungen als Buch drucken.

#### Reformation

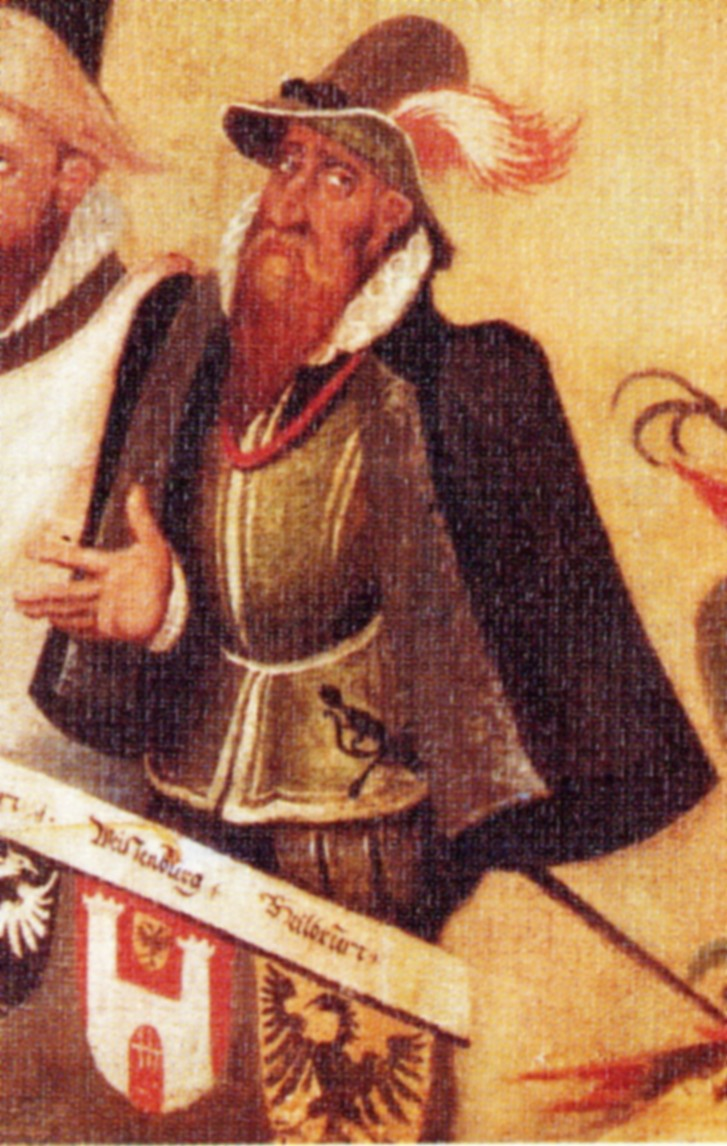
Hans Riesser vertrat Heilbronn bei der Protestation zu Speyer 1529

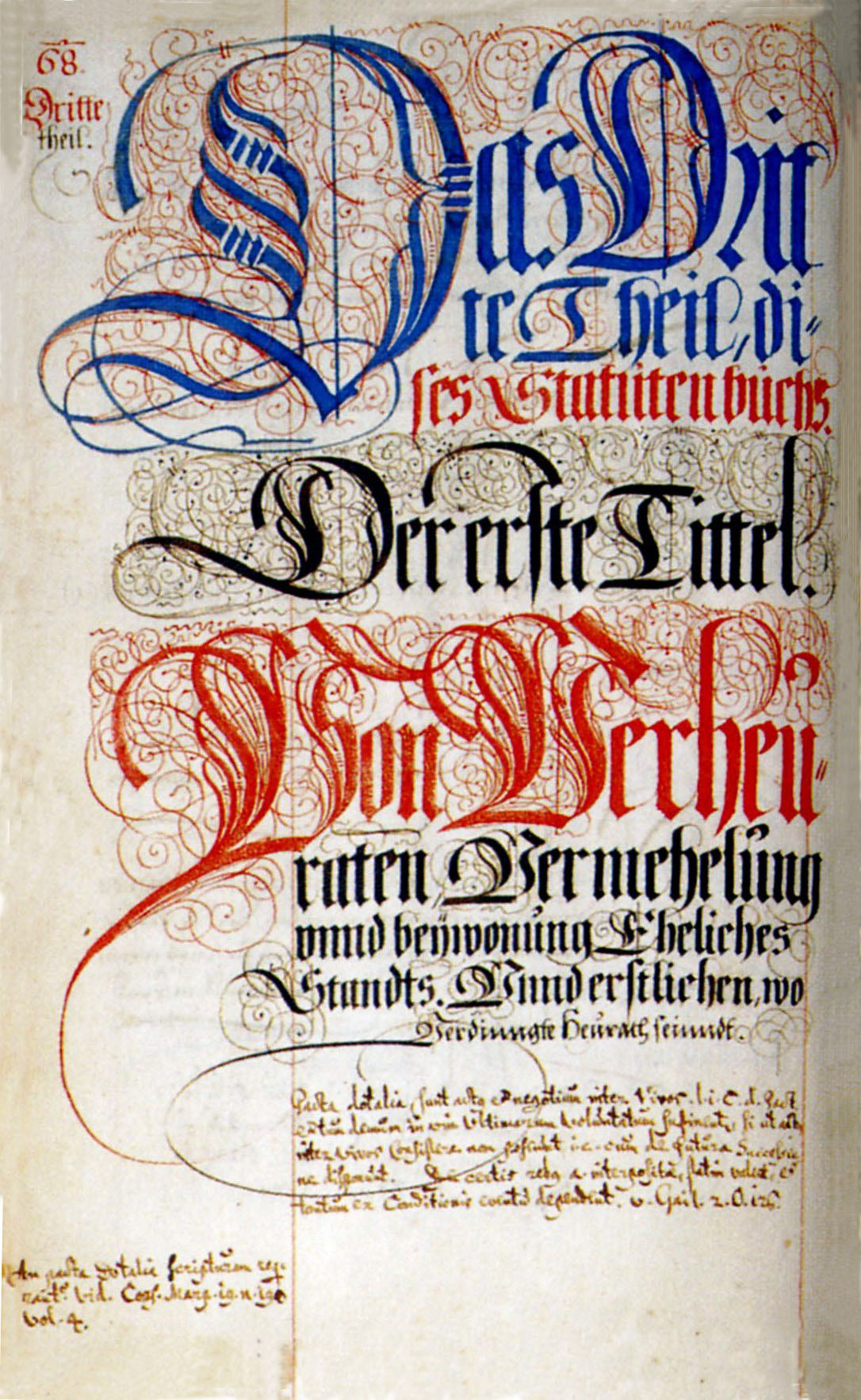
Heilbronner Statutenbuch 1541

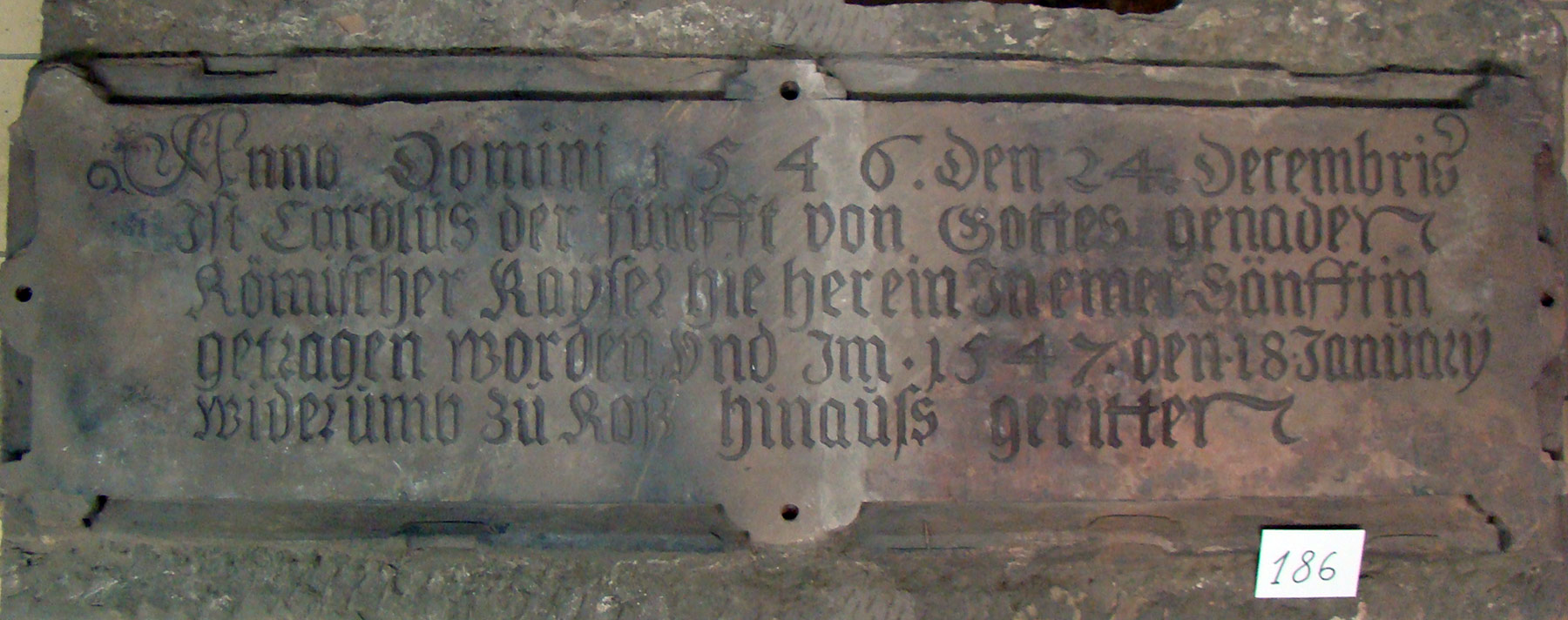
Inschriftenstein zum Aufenthalt Karls V. in Heilbronn 1546/47

Das durch die Stadt besetzte Predigeramt an der Heilbronner Kilianskirche geht auf eine Stiftung von 1426 zurück. Über die Prediger an der Kilianskirche in vorreformatorischer Zeit ist wenig bekannt. Prediger Johann Priester aus Neipperg war 1492/93 nur zwei Jahre im Amt und hat die Stadt möglicherweise wegen Auseinandersetzungen verlassen. Sein Nachfolger Johann Kröner, Kilianskirchen-Prediger von 1493 bis 1520, blieb als gebildet und angesehen in Erinnerung. Nach Kröners Tod wurde 1521 Johann Lachmann zum Prediger der Kilianskirche bestellt. Spätestens 1524 predigte er im lutherischen Sinn und gewann dadurch zahlreiche Anhänger. 1525 erlaubt der der Reformation bereits zugeneigte Rat auch einem Meister Hans, in der Nikolaikirche das Evangelium predigen zu können. Johann Lachmann stimmte im Oktober 1525 dem Syngramma Suevicum zu und gilt als Reformator von Heilbronn. Der der von ihm begonnene und vom damaligen Rektor der Lateinschule, Kaspar Gretter, vollendete „Heilbronner Katechismus“ von 1528 ist der zweitälteste lutherische Katechismus. 1528 wurde die Reformation in Heilbronn mit der Ablösung des altgläubigen Bürgermeisters Conrad Erer durch den Protestanten Hans Riesser vorangetrieben. Im selben Jahr führte der Rat das Abendmahl in beiderlei Gestalt ein. Reformator Lachmann organisierte das Schul- und Krankenwesen in Heilbronn neu. Baulich fand die Reformation im 1529 fertiggestellten Westturm der Kilianskirche ihren Ausdruck, der als Meisterleistung Hans Schweiners gilt. Der Kiliansturm ist das erste bedeutende sakrale Bauwerk der Renaissance in Deutschland und zeigt einen reichen reformatorischen Figurenschmuck, darunter zahlreiche Spottfratzen gegen Klerus und Klöster. Der Friedhof bei der Kilianskirche wurde geschlossen und 1530 ein neuer Friedhof am Karmeliterkloster außerhalb der Stadtmauern angelegt, während das Karmeliterkloster selbst im Zuge der Reformation einem städtischen Pfleger unterstellt und der zum Kloster gehörige Mönchsee bereits 1524 trockengelegt wurde.
Auf dem Reichstag zu Speyer 1529 mussten Vertreter der Stadt Heilbronn gemeinsam mit Vertretern anderer evangelischer Städte und Länder ihren Glauben gegenüber dem altgläubigen Kaiser verteidigen. Die katholischen Vertreter drängten darauf, die Glaubensspaltung im Reich zu beenden und bereiteten ein Verbot des evangelischen Abendmahls durch einen Reichstagsbeschluss vor. Bürgermeister Hans Riesser reichte als Vertreter einer von 13 Reichsstädten am 20. April 1529 die Protestation zu Speyer gegen den bevorstehenden Mehrheitsbeschluss der katholischen Parteien ein. Am 18. November 1530 bekannte sich der Rat und am 24. November 1530 die Bürgerschaft zur grundlegenden lutherischen Augsburger Konfession. 1531 wurde in der Kilianskirche die Messe abgeschafft, im Folgejahr trat eine neue Gottesdienstordnung in Kraft.
Trotz einiger nachfolgender Auseinandersetzungen blieb Heilbronn bis ins 19. Jahrhundert eine nahezu rein evangelische Stadt. Der Rat und die Bürgerschaft bekannten sich geschlossen zur Augsburger Konfession. Katholiken blieb lediglich die Deutschordenskirche, anderweitig waren sie unerwünscht. Juden war es gänzlich verboten, sich in Heilbronn niederzulassen.
Die in Heilbronn und anderen Reichsstädten vollzogene Reformation führte schließlich auch zum Ende des Schwäbischen Bundes. Neben den Interessenkonflikten gegenüber anderen Bündnispartnern waren durch die Reformation auch religiöse Spannungen zwischen den Bündnismitgliedern hinzugekommen. Heilbronn und andere Reichsstädte lehnten darum 1534 eine weitere Verlängerung des Bundes ab.

#### Schmalkaldischer Krieg und Augsburger Interim
1538 trat Heilbronn in Eisenach dem Schmalkaldischen Bund bei und versuchte, sich damit von Kaiser Karl V. zu lösen, der die Glaubenseinheit im Reich aufrechterhalten wollte. Ab dem Jahr 1546 kam es zu kriegerischen Auseinandersetzungen zwischen den Truppen des Schmalkaldischen Bundes und den Truppen des Kaisers, die von den Kaiserlichen gewonnen wurden. Insbesondere dem Verhandlungsgeschick des Schultheißen Peter Feurer und des Stadtschreibers Gregorius Kugler ist es zu verdanken, dass die Stadt einen Schutzbrief erhielt und am 19. Dezember 1546 vom Kaiser begnadigt wurde. Karl V. hielt sich vom 24. Dezember 1546 bis 18. Januar 1547 zum Strafgerichtstermin in Heilbronn auf, wo die städtischen Gesandten kniefällig um Gnade baten. Der Rat kündigte das Bündnis mit dem Schmalkaldischen Bund auf, und die Stadt musste sich an den Kosten des kaiserlichen Feldzugs beteiligen. Um die reformatorischen Städte gefügig zu machen, quartierte Karl V. in diesen spanische Truppen ein. Nachdem Dinkelsbühl und Hall schon besetzt waren und Heilbronn dorthin Verpflegung für die spanischen Truppen zu liefern hatte, rückten am 7. März 1548 die Spanier auch in Heilbronn und die umliegenden Dörfer ein. Menrad Molther, der Nachfolger Lachmanns, sowie Altbürgermeister Hans Riesser sprachen sich auf Empfehlung des nach Augsburg abgesandten Gregorius Kugler für die Annahme des vom Kaiser im Sinne der katholischen Glaubenslehre verfassten Augsburger Interims aus, das der Rat am 5. Juni 1548 annahm, woraufhin am 2. Juli 1548 die Spanier abzogen. Kurzfristig herrschten chaotische religiöse Verhältnisse in Heilbronn, da die reformierten Geistlichen den Gehorsam verweigerten und auch ein aus Würzburg entsandter katholischer Pfarrverweser sich nicht in die Regelungen des Interims fügen wollte.

#### Heilbronner Zivil-, Polizei- und Gewohnheitsrecht im Statutenbuch 1541
Im Jahre 1541 hielt Heilbronn sein althergebrachtes Zivil-, Polizei- und Gewohnheitsrecht in der Sammlung Statuten, Satzung, Reformation und Ordnung Bürgerlicher Pollicey des Heyligen Reychßstat Haylpronn fest. Jakob Ehinger hatte dazu in langjähriger Arbeit die alten Überlieferungen studiert und hat sie mit dem von ihm herausgebrachten Buch der Heilbronner Nachwelt erhalten. Nachdem das Statutenbuch vom Kaiser gebilligt und von der Heilbronner Bürgerschaft beschworen worden war, wurde es rechtskräftig und blieb bis zum Ende der Reichsstadtzeit in Geltung.

#### Regimentsordnung und Passauer Vertrag von 1552

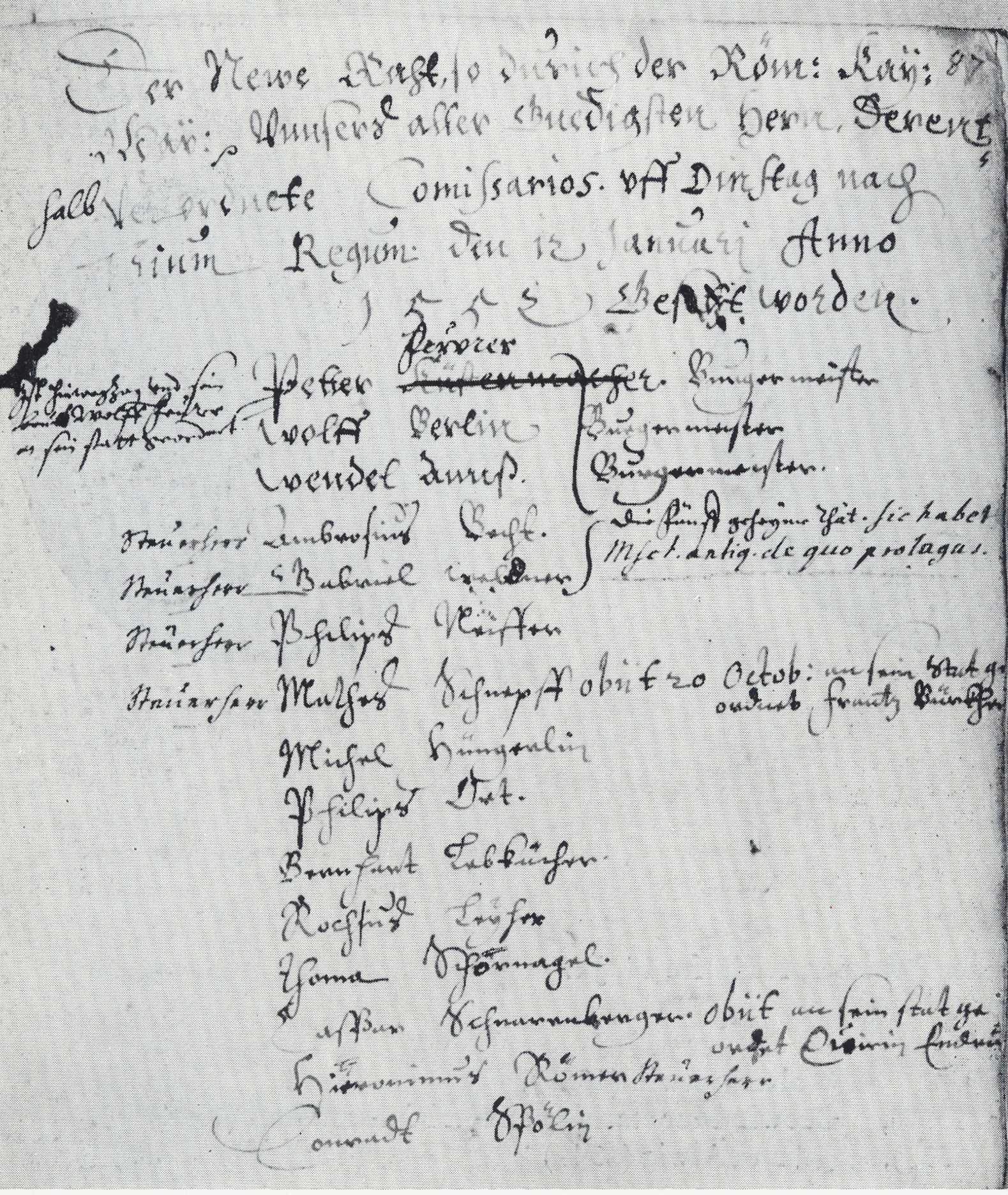
Heilbronner Regimentsordnung 1552

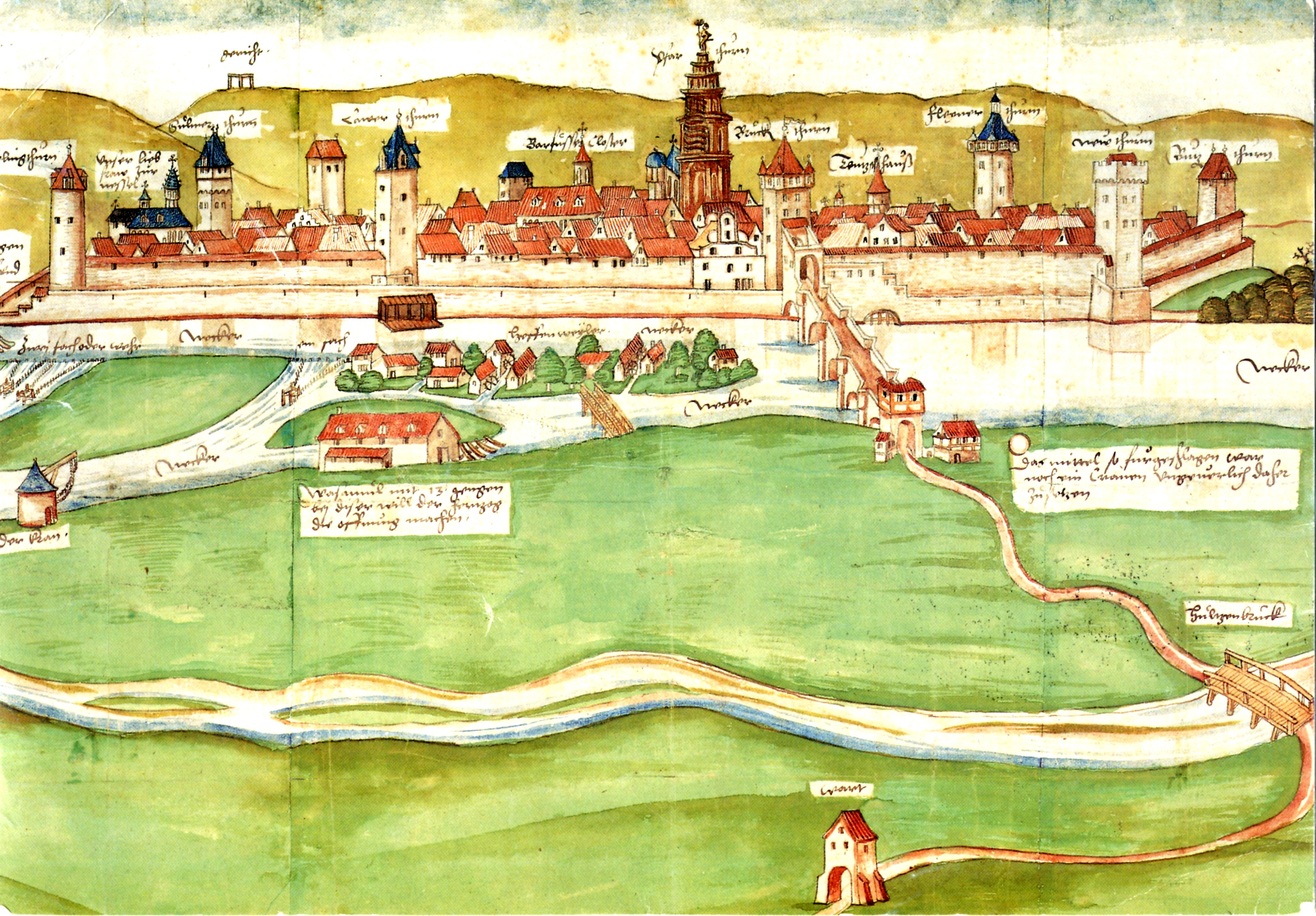
Ansicht der Reichsstadt Heilbronn 1557

Karl V. ließ im Januar 1552 die Ratsverfassung der Städte neu regeln, nicht zuletzt um den vermeintlich reformatorischen Einfluss der Zünfte innerhalb der Räte zurückzudrängen. In Heilbronn entließ eine Kommission unter Vorsitz des kaiserlichen Rats Heinrich Haß aus Lauffen den Bürgermeister und den bisherigen Rat der Stadt und setzte am 12. Januar 1552 einen inneren Rat (Patriziat) und einen äußeren Rat (Kaufleute, frühere Zünfte) ein. Der äußere Rat nahm keine politische Funktion wahr. Der innere Rat war Träger der städtischen Regierung; ihm gehörten 15 Mitglieder (drei Bürgermeister, vier Steuerherren, acht Senatoren) jeweils auf Lebenszeit an, die sich in Vorsitz und Führung abwechselten. Die Patrizier gewannen dadurch wieder die Oberhand in der Stadt und bestimmten künftig auch die Mitglieder der beiden anderen Gremien, des Gerichts und des äußeren Rats. Auch der reformatorische Bürgermeister Hans Riesser und sein gleichnamiger, seit 1532 im Rat vertretener Sohn wurden ihrer Ratsmitgliedschaften enthoben. Entsprechende Ratsneuordnungen fanden auch in anderen reformatorisch gesinnten Reichsstädten statt. Die Kommission unter Haß war zuvor am 9. Januar 1552 schon in Hall gewesen und hatte auch dort die Verhältnisse entsprechend geändert. In Heilbronn und Schwäbisch Hall wurde der innere Rat daher jeweils als Hasenrat bezeichnet.
Die Regierungsweise des Rates ab 1552 wird als „patriarchalisches Regiment im Sinne eines aufgeklärten Despotismus“ bezeichnet. Die Ratsmitglieder wählten sich praktisch jährlich selbst und bestimmten, wer beim Ausscheiden eines Senators in ihren Kreis nachrückte. Der Aufstieg in einen höheren Posten wurde zumeist durch Wahl zwischen den beiden Rangältesten entschieden, sofern diese nicht z. B. aufgrund hohen Alters verzichteten. Verstöße aus dem Rat waren überaus selten, unvermögende oder untätige Ratsmitglieder wurden oftmals über lange Zeit erduldet. Ratsfremde Personen hatten praktisch kein Mitbestimmungsrecht.
Die mit der Änderung der Ratsverfassungen angestrebte Rückkehr zur Einheitskirche konnte Karl V. jedoch nicht erwirken, da in Folge des Fürstenkriegs im August 1552 der Passauer Vertrag geschlossen wurde, mit dem der Kaiser förmlich die Reformation anerkannte und sich verpflichtete, auf Gewaltanwendung in Religionsfragen zu verzichten. Der Reichs- und Religionsfrieden auf dem Augsburger Reichstag 1555 brachte den Reichsstädten schließlich weitestgehende Rechte in der Regelung ihrer Religionsfragen, wodurch das evangelische Bekenntnis in Heilbronn endgültig gesichert war. Die Stadt unterzeichnete 1579 die Konkordienformel.
Die Karolingische Ordnung von 1552 wurde 1566 von Kaiser Maximilian II. durch Ergänzungen und weitere Bestimmungen zur Maximilianischen Ordnung ergänzt. 1654 regelte der Ferdinandeische Rezess von Kaiser Ferdinand III. die Ratsaufnahme von geschwägerten Personen nichtpatrizischer Herkunft. Von 1552 bis zum Ende der reichsstädtischen Zeit 1802 blieb damit alle politische Macht in der Hand des Heilbronner Patriziats.
Der Einfluss und der Wohlstand der Patrizierfamilien drückte sich vielfach auch in deren Wohnbauten aus. Das Imlinsche Haus von Bürgermeister Clement Imlin († 1585) war eines der wenigen Steinhäuser in der Stadt und entstand unter Mitwirkung des Rathaus-Baumeisters Hans Kurz, das 1551 erbaute Orthsche Haus wies ein gotisches Steingewölbe auf.

#### Zollhoheit, Umschlagsmonopol und Klein-Venedig 1553

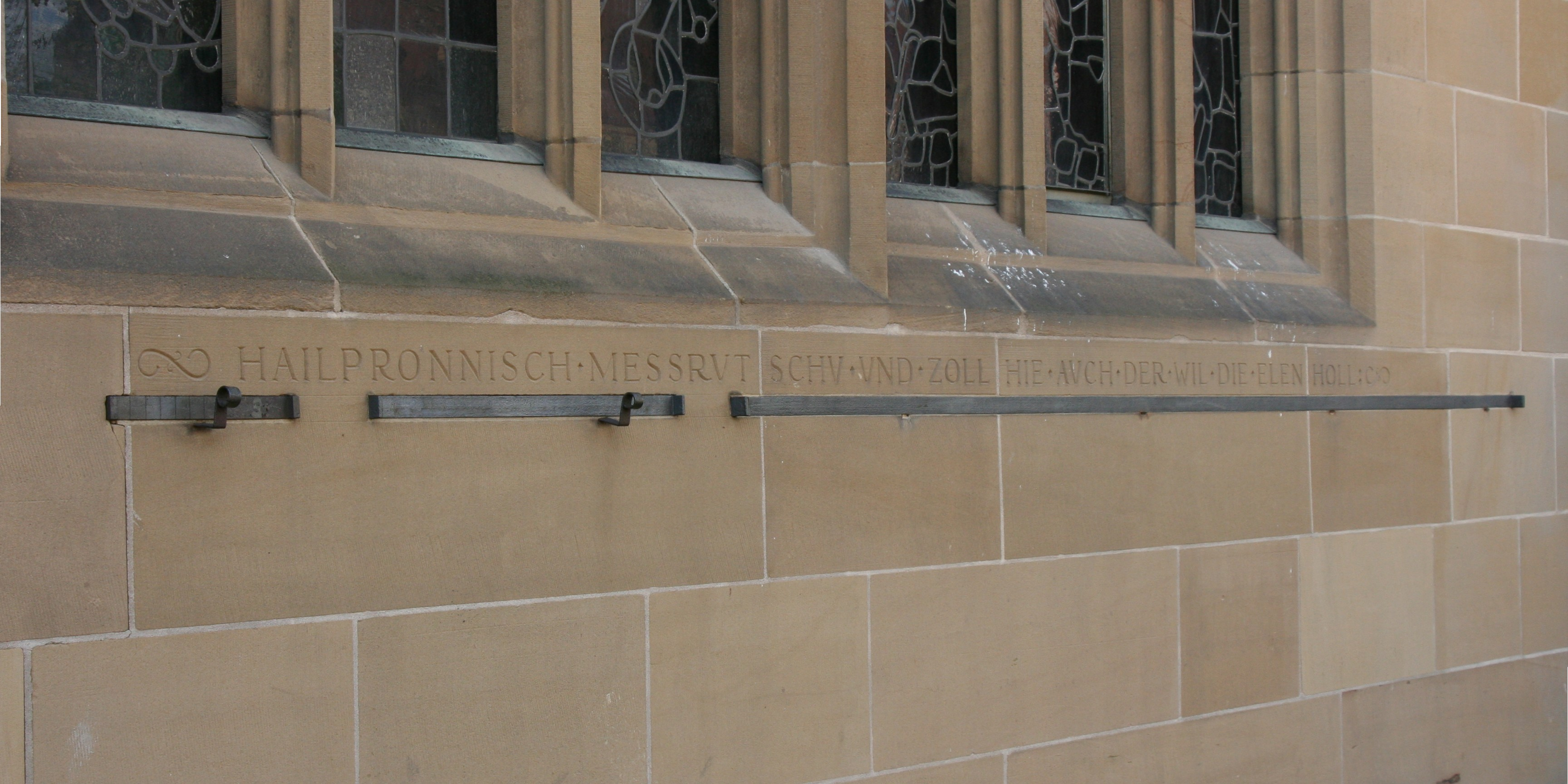
Heilbronner Längenmaße an der Kilianskirche

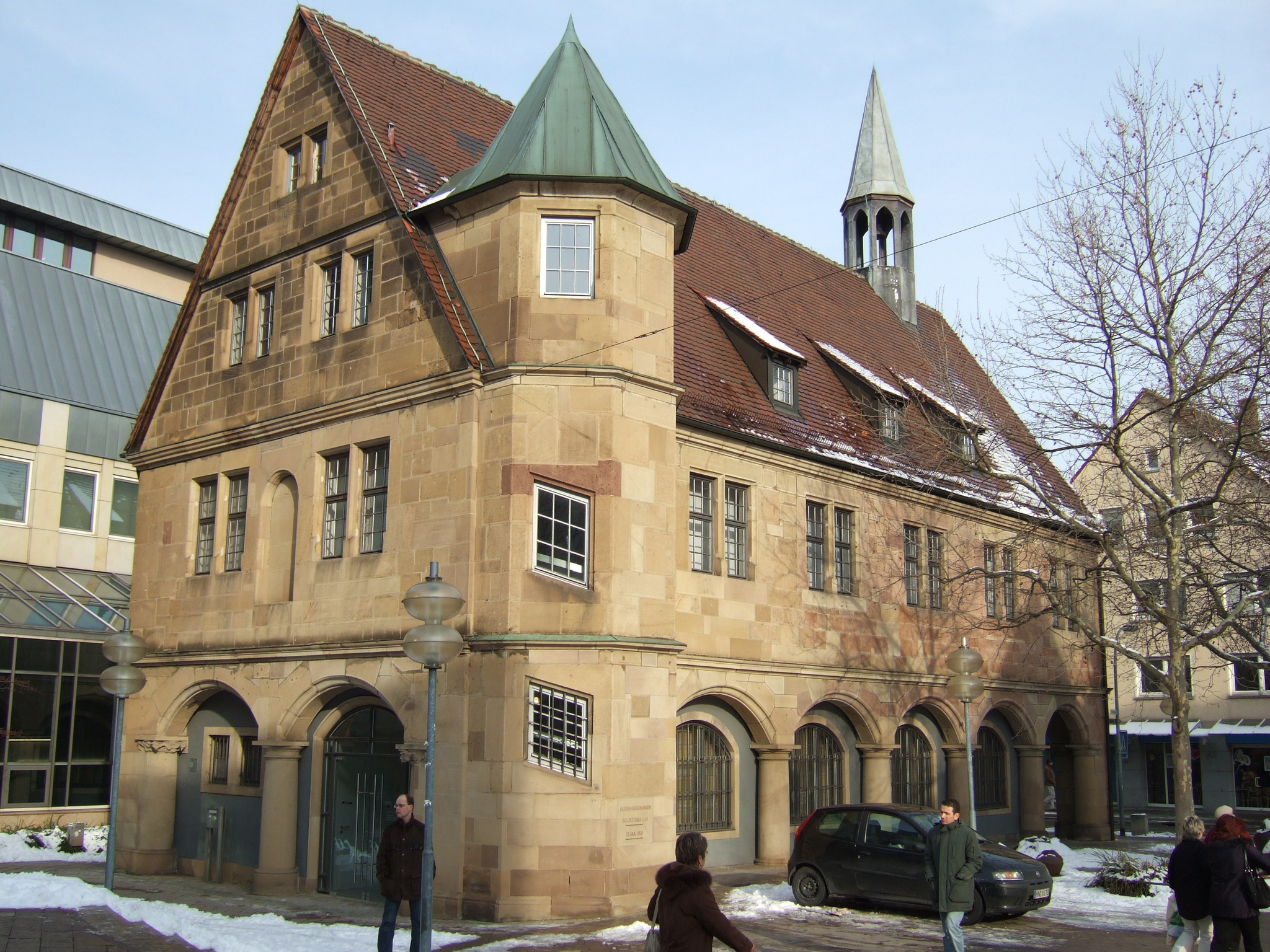
Das Fleischhaus wurde um 1600 als Fleischhalle und Gerichtssitz errichtet

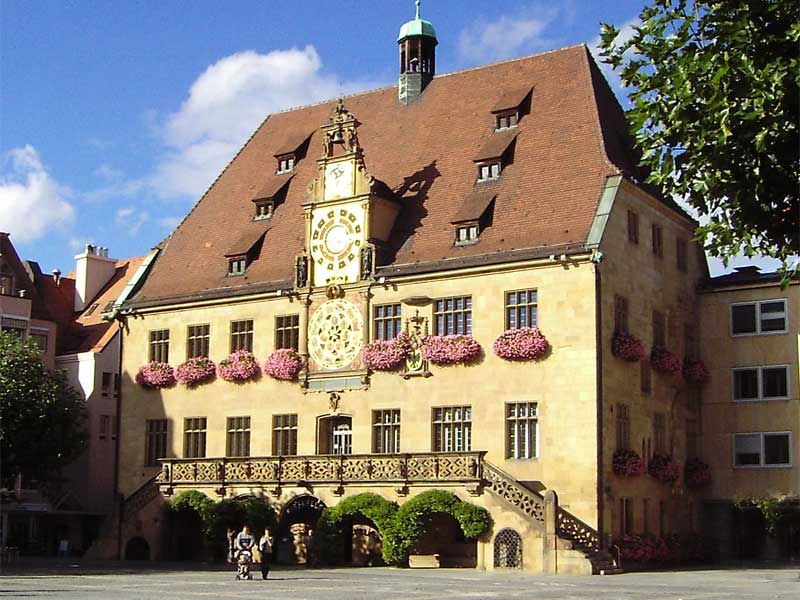
Das Heilbronner Rathaus wurde im späten 16. Jahrhundert bedeutend erweitert

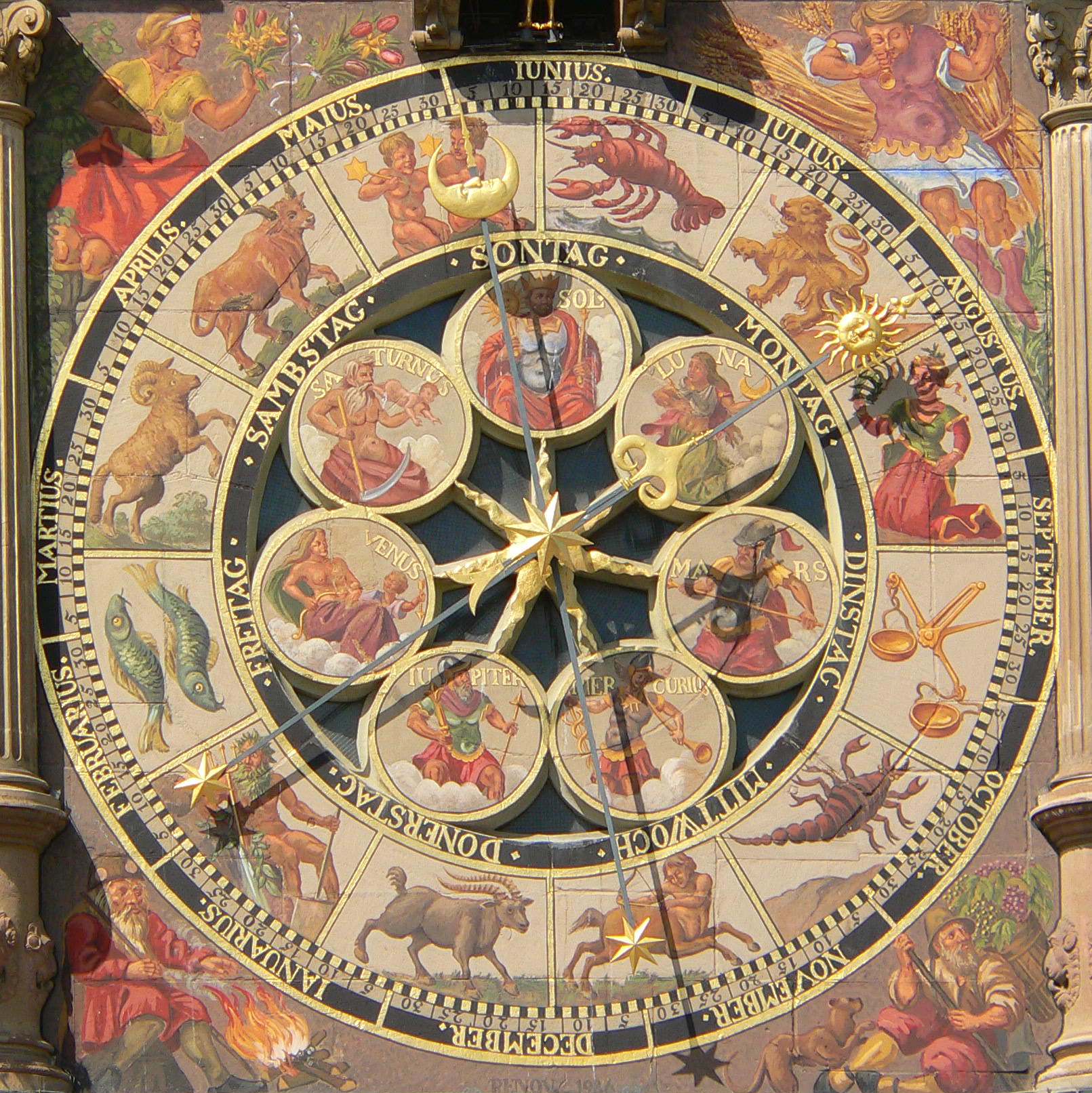
Detail der astronomischen Uhr von 1580 am Rathaus

Der Neckar war in Heilbronn durch die dortigen Stauwehre versperrt, so dass sowohl die Unterländer Schifffahrt, also die vom Rhein kommende pfälzische Schifffahrt von Norden, als auch die Oberländer Schifffahrt, also die von Stuttgart kommende württembergische Schifffahrt von Süden, jeweils in Heilbronn endeten. Die Stadt verteidigte ihre Position als Endpunkt der Neckarschifffahrt mit städtischem Stapelrecht auch gegen das den Flächenstaat anstrebende Haus Württemberg, das freie Schiffsdurchfahrt vom Rhein nach Stuttgart forderte. Dabei versuchte das Haus Württemberg, einen eigenen Hafen unmittelbar oberhalb Heilbronns anzulegen, und wollte, dass ein Kanal durch die Stauwehre der Stadt gebaut werde. Nach langem Rechtsstreit zwischen Herzog Christoph von Württemberg und der Stadt behielt Heilbronn sein Umschlagsmonopol, worauf der Herzog 1553 befand, dass Heilbronn ein „Klein-Venedig sei, das alle Handelssachen an sich ziehen“ wolle.
Aufgrund seiner Position als Endpunkt der Neckarschifffahrt hatte Heilbronn die Zollhoheit inne, zum einen durch die Lagerhausordnung oder Lagerhaustafel für den Vertrieb von Gütern über Land, zum anderen durch die Zollordnung, festgehalten in der Zolltafel, für den Ex- und Import über Wasser.
Aus dem Jahr 1513 stammt der älteste Nachweis eines Kranens in Heilbronn. Mit diesem Tretradkran konnten die auf dem Neckar verschifften Güter leichter als bislang von Hand umgeladen werden. Der Heilbronner Kranen folgte dem Baumuster der älteren rechtsrheinischen Kränen in Eltville, Oestrich und Rüdesheim am Rhein, woher man auch das zum Bau des Kranens nötige Eisen bezog. Auf alle in Heilbronn auf dem Wasserweg ankommende Waren wurde der Kranenzoll erhoben. Die städtische Zollstelle befand sich dabei im Kranen. Die Höhe des Zolls war auf einer Zolltafel ersichtlich. Die rechtliche Grundlage war die Zollordnung, die im Jahr 1514 bestätigt worden war und in jenem Jahr erstmals einen Kranenzoll enthielt. Am Kranen luden die Kärcher (städtisches Fuhrpersonal) das Gut der Schiffe auf ihre einachsigen Pferdewagen und lieferten es in die Stadt. Außer am Kranenzoll verdiente die Stadt Heilbronn beim Warenumschlag auch am Transport durch die Kärcher, am Brückenzoll beim Überqueren der Neckarbrücke und am Lagergeld beim Einlagern der Waren im Rathaus.
Erst 1714 wurde erreicht, dass die württembergische Schifffahrt vom oberen Neckar her an den Brücken der Stadt halten durfte, wo ihre Güter umgeschlagen wurden, während die Unterländer Schifffahrt weiterhin am Kranen hielt. Umgeschlagen wurden Eisen und Wein, die exportiert, und Salz, das importiert wurde. Die Neckarschifffahrt erreichte um 1770 einen Höhepunkt, wie sich anhand der Umschlagszahlen am Heilbronner Kranen belegen lässt. Von 7620 Zentnern im Jahre 1700 stieg die umgeschlagene Gütermenge auf 81.876 Zentner im Jahre 1779. Schifffahrtskonferenzen, an denen auch Heilbronner Vertreter teilnahmen, verbesserten die Konditionen der Neckarschifffahrt, so dass im Jahr 1789 rund 125.000 Zentner Güterumschlag gezählt wurden. Der von Württemberg gewünschte Kanal blieb den Württembergern aber bis zum Ende der Reichsfreiheit der Stadt im 19. Jahrhundert verwehrt.
Für den Vertrieb über Land mussten in der Markthalle im Erdgeschoss des Markt- bzw. Rathauses die eingeführten Waren zunächst gelagert werden. Zwingend waren dabei Gebühren in Form von Lagergebühren auf der Rechtsgrundlage der Lagerordnung oder Lagertafel. Die Lagerhaustafel wurde von Seiten der Heilbronner Ratsleute für das Lagern im Rathaus immer wieder neu festgelegt, um eine Lagergebühr einzufordern. Die städtische Zollstelle befand sich dabei in der Markthalle. Da die Heilbronner auch das Vorkaufsrecht innehatten, durfte im Heilbronner Rathaus nur das eingelagert und über Land weitervertrieben werden, was nicht bereits aufgekauft worden war. Die minimale Lagerzeit belief sich auf drei Monate, danach wurde eine neue Gebühr erhoben. Es gab jedoch Güter, die im Rathaus gelagert werden sollten, aber nach ihrem Gewicht und ihrem Maß nicht in der Lagerhaustafel aufgeführt wurden. Dann wurden die Güter für einen Kostenvoranschlag gewogen und vermessen, wobei Heilbronn über eigenes Maß und Gewicht verfügte. Die Länge einer Meß-Rute belief sich auf 286,5 cm (10 wirtembergisch Fuß zu je 28,65 cm), die der (wirtembergischen) Elle auf 61,42 cm, die des Schuh auf 27,71 cm und die des Zoll auf 2,30 cm. An der Nordseite der Kilianskirche sind diese Längenmaße aus Eisen eingelassen (mit Zoll-Einkerbungen auf dem Schuh-Maß). 1969 wurden sie erneuert mitsamt der oberhalb angebrachten Inschrift: HAILPRONNISCH MESSRVT SCHV VND ZOLL HIE AVCH DER WIL DIE ELEN HOLL.
Wenngleich das Stapelrecht der Stadt einen gewissen Handelsvorteil brachte, so hatten die kleinstaatlichen territorialen Regelungen jedoch auch nachteilige Effekte auf die Wirtschaft der Stadt. Die Ein- und Ausfuhr von Rohstoffen und Fertigwaren war sehr beschränkt, so dass Krämer nur ein geringes Einkommen innerhalb der Stadt hatten und das Handwerk im späten 16. Jahrhundert einen Niedergang erlebte. Manche Erwerbszweige waren auch schlichtweg nicht erwünscht, so stand man z. B. der Bierbrauerei ablehnend gegenüber, um den traditionell starken Weinhandel zu stützen.

#### Rathauserweiterung und weitere Bauten des späten 16. Jahrhunderts
Das Heilbronner Rathaus, das im Kern auf einen wehrhaften, um 1300 errichteten Bau zurückgeht, war ursprünglich mit der Frontseite nach Osten zum Kieselmarkt ausgerichtet. Der Kieselmarkt, ein ehemaliger jüdischer Friedhof, lag an der historisch bedeutsamen Kreuzung von Lammgasse und Lohtorstraße. Hier stand auch die Judenschule. Nach dem Stadtverbot für die Juden im späten 15. Jahrhundert wurde das Rathaus nach Westen erweitert. Das Gebäude war von da an nach Süden ausgerichtet, wo seit dieser Zeit auch der Marktplatz liegt. Ab 1579 wurde das Rathaus von Hans Kurz umgebaut und mehrfach erweitert. Dabei erhielt die Südfassade zum Marktplatz im Wesentlichen ihre heutige Gestalt mit Kunstuhr und Galerie. Außerdem entstanden von 1593 bis 1600 mehrere Erweiterungsbauten, wie die Neue Kanzlei und das Syndikatsgebäude.
Unweit des Rathauses entstand auf einem abgetragenen und überpflasterten ehemaligen Friedhof im Jahr 1593 der Hafenmarkt. Der dortige Hafenmarktbrunnen markiert wie der am Fleiner Tor befindliche Fleinertorbrunnen den Beginn der neuzeitlichen Wasserversorgung der Stadt: Die Brunnen wurden über eine Teuchelleitung vom außerhalb der Stadt gelegenen Cäcilienbrunnen gespeist. Wasserbezugsrechte für private Brunnen standen ab etwa 1600 vor allem Ratspersonen zu.
Trotz der regen öffentlichen Bautätigkeit des späten 16. Jahrhunderts war die städtische Wirtschaft aufgrund der territorialen Verhältnisse kontinuierlich im Niedergang begriffen. Zur Abwendung der Finanznot setzte man große Hoffnungen in die 1604 beim Bollwerksturm gebaute städtische Papiermühle und in eine 1609 eingerichtete Bierbrauerei. Außerdem nahm man ab 1601 nur noch Personen mit einem Vermögen von mehr als 100 Gulden in das Bürgerrecht auf, 1612 war sogar ein Vermögen von 200 Gulden nachzuweisen.

#### Schul-, Bibliotheks- und Druckwesen

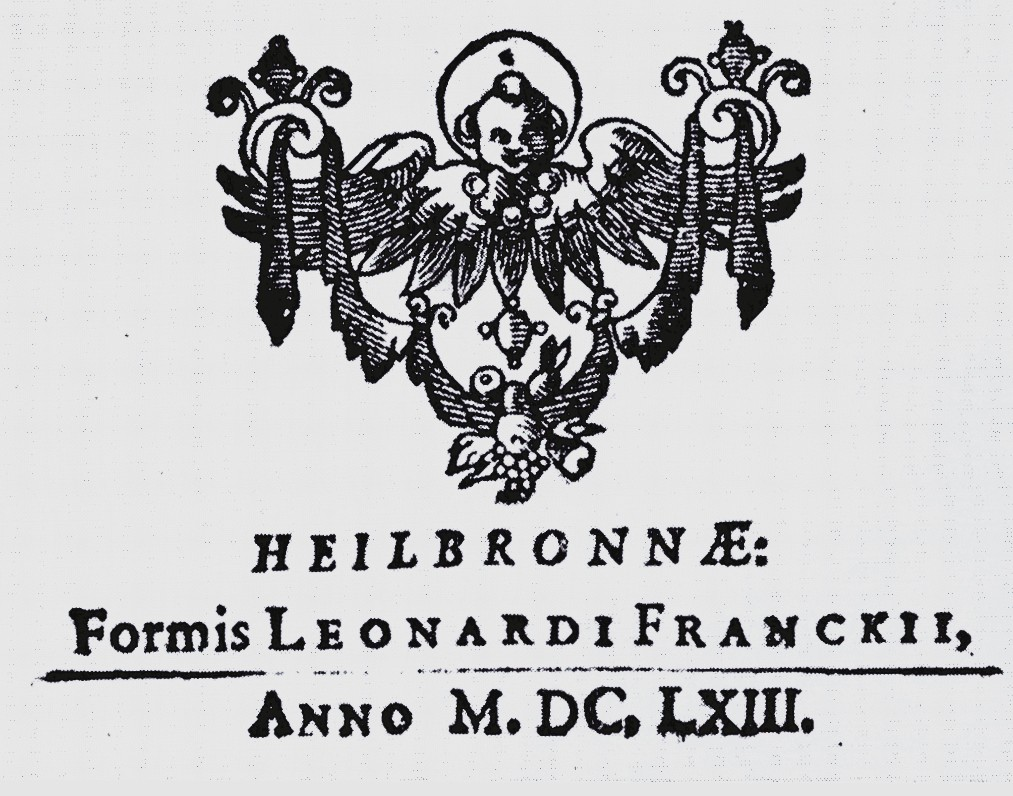
Früher Druck aus Heilbronn von Leonhard Franck 1663

Eine Lateinschule ist in Heilbronn seit dem 15. Jahrhundert belegt. 1544 bezog sie das ehemalige Franziskanerkloster am Hafenmarkt, 1620 wurde aus ihr das Heilbronner Gymnasium. Im 16. Jahrhundert stand die Schule im Zeichen des Humanismus. Sie hatte sowohl bedeutende Rektoren wie Kaspar Gretter und Johann Lauterbach als auch bedeutende Schüler wie den Botaniker Leonhart Fuchs und die vier Reformatoren Philipp Melanchthon, Johannes Oekolampad, Erhard Schnepf und Johann Lachmann.
In vorreformatorischer Zeit bestanden in Heilbronn lediglich kirchliche Bibliotheken der städtischen Klöster, des Deutschordens und des Spitals. 1575 gründete der Rat der Stadt eine reformierte Kirchenbibliothek, die im Kreuzgang des aufgehobenen Heilbronner Franziskanerklosters untergebracht war. Dabei wurde vereinbart, dass jedes Jahr auf der Frankfurter Messe Bücher für die Heilbronner Ratsbibliothek eingekauft würden, dafür wurde ein Budget von 20 Gulden ausgesetzt. Aus dem Erwerb der Bücher in Frankfurt wird geschlossen, dass es in Heilbronn zu jener Zeit keinen nennenswerten Buchhandel gab. Ein solcher entwickelte sich wohl erst im frühen 18. Jahrhundert. Die Bibliothek wurde 1586 um den Buchbestand des Predigtamtes, des Spitals und des aufgehobenen Franziskanerklosters vermehrt. Ab 1588 wurden zwei Mitglieder des Rats als Bibliothekare bestimmt. Durch den Zukauf ganzer Sammlungen wuchs die Bibliotheca Publica Heilbronnensis bis um 1800 auf rund 12.000 Bände an und zählte zu den bedeutendsten Stadtbibliotheken in Süddeutschland. Die städtische Bibliothek wurde nach dem Übergang der Stadt an Württemberg 1802 zu einer Lehrerbibliothek des Heilbronner Gymnasiums umgewandelt und verkam im Laufe des 19. Jahrhunderts. Die heutige Stadtbibliothek Heilbronn wurde erst 1903 gegründet.
Über das frühe Druckwesen in Heilbronn gibt es nur fragmentarische Nachrichten. Der aus Heilbronn stammende Inkunabel-Drucker Franz Renner war im ausgehenden 15. Jahrhundert in Venedig tätig. Ebenfalls im dortigen Buchwesen betätigte sich zur gleichen Zeit mit Johannes Santritter ein weiterer Heilbronner. Die Stadt Heilbronn zeigte sich zwar auch schon zu jener Zeit an der Ansiedlung eines Buchdruckers interessiert, doch scheint sich bis weit ins 17. Jahrhundert hinein keine Druckerei länger in der Stadt etabliert zu haben. Im Jahr 1495 wurde das Bürgerrecht an den Buchdrucker Sigmund Stier verliehen, der jedoch 1498 bis 1521 lediglich noch als Buchführer (d. h. Buchhändler) bezeichnet wird und der 1507 die Schrift Opusculum de sagis maleficis von Martin Plantsch sowie ein Marienlegendenbuch herausbrachte. Stier wandte sich später nach Pforzheim, das sich zum Druckort entwickelt hatte. Im April 1539 nahm die Stadt den wegen reformatorischer Umtriebe aus Ulm verwiesenen Drucker Sebastian Franck auf, der sich jedoch noch im Laufe des Jahres 1539 weiter nach Basel wandte und von dem keine Drucke in Heilbronn belegt sind. Ein aus Worms stammender, inzwischen in Augsburg ansässiger Drucker namens David Frank bemühte sich 1624 um die Errichtung einer Druckerei, blieb jedoch auch erfolglos.
Erst 1630 eröffnete der Kemptener Drucker Christoph Krauss (* 1584/85 in Amberg; † 1654 in Heilbronn) die erste länger bestehende Druckerei. Der Betrieb in der Gerbergasse brannte zwar schon 1634 während der kaiserlichen Besatzung der Stadt ab, wurde vom Gründer und später von seinem gelähmten Sohn Georg Krauss noch bis zu dessen Tod 1661 fortgeführt. Krauss unterlag der Zensur in medizinischen Dingen von Seiten des Stadtarztes Eisenmenger und in theologischen Dingen von Seiten der Pfarrer Löschenbrand und Zückwolf. Von der Zensur befreit waren allein Drucke zu geschichtlichen Themen. Die Kraussche Druckerei wurde von Leonhard Franck (* 1632 in Ilshofen) übernommen, der von 1661 bis 1676 in Heilbronn lebte. Sein bekanntestes Werk war die Erneuerte Schulordnung der Reichsstadt Heilbronn, besonders bei deren Gymnasio von 1675. Die frühen Drucke aus Heilbronn sind überwiegend theologisch-religiöses Tagesschrifttum, insbesondere Hochzeits- und Leichenpredigten. Außer diesen sind nur einige Bücher und wenig politisches oder medizinisches Schrifttum bekannt.

#### Dreißigjähriger Krieg

Heilbronn von Westen 1617

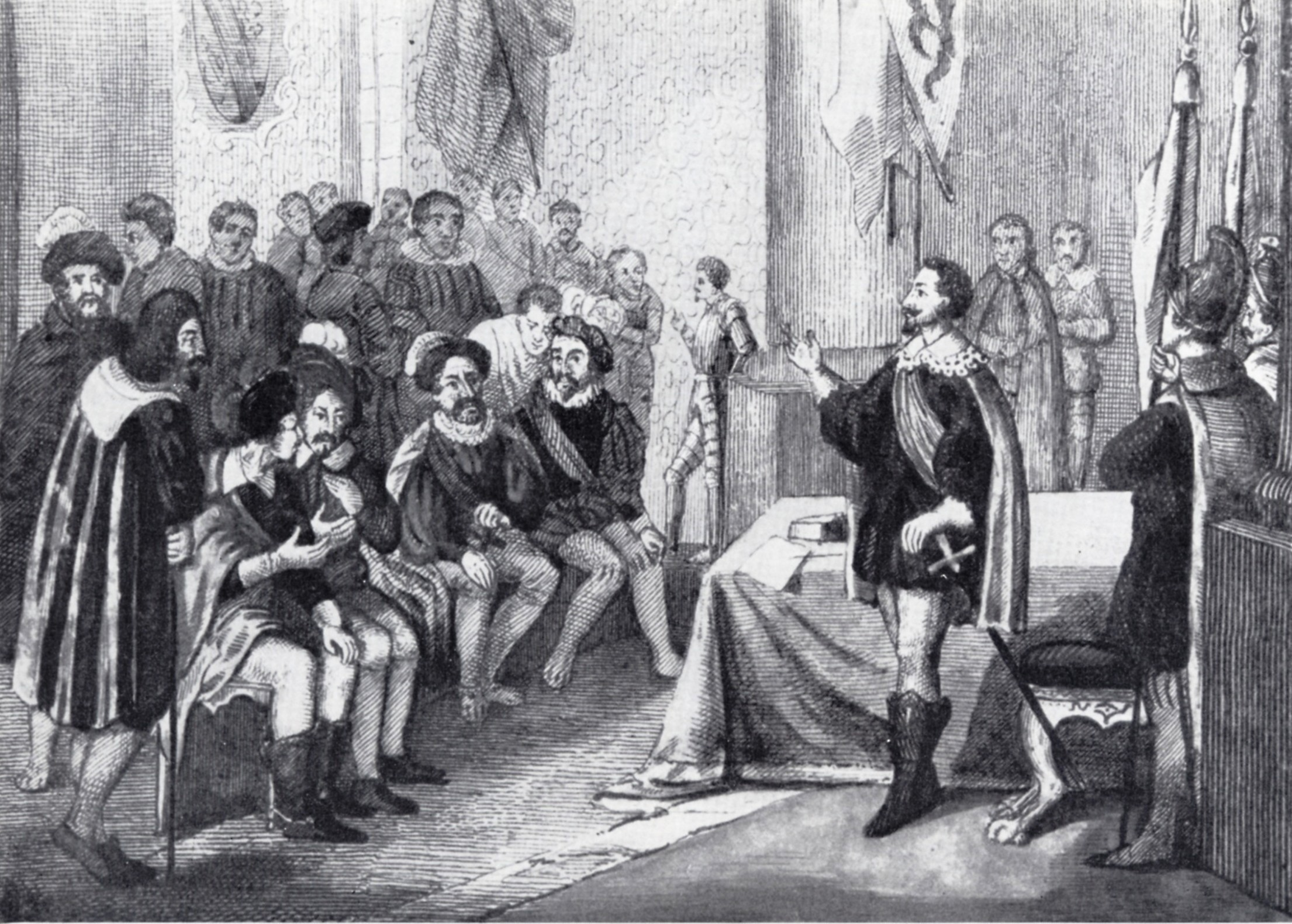
Gründung des Heilbronner Bundes 1633 (Darstellung aus dem 19. Jahrhundert)

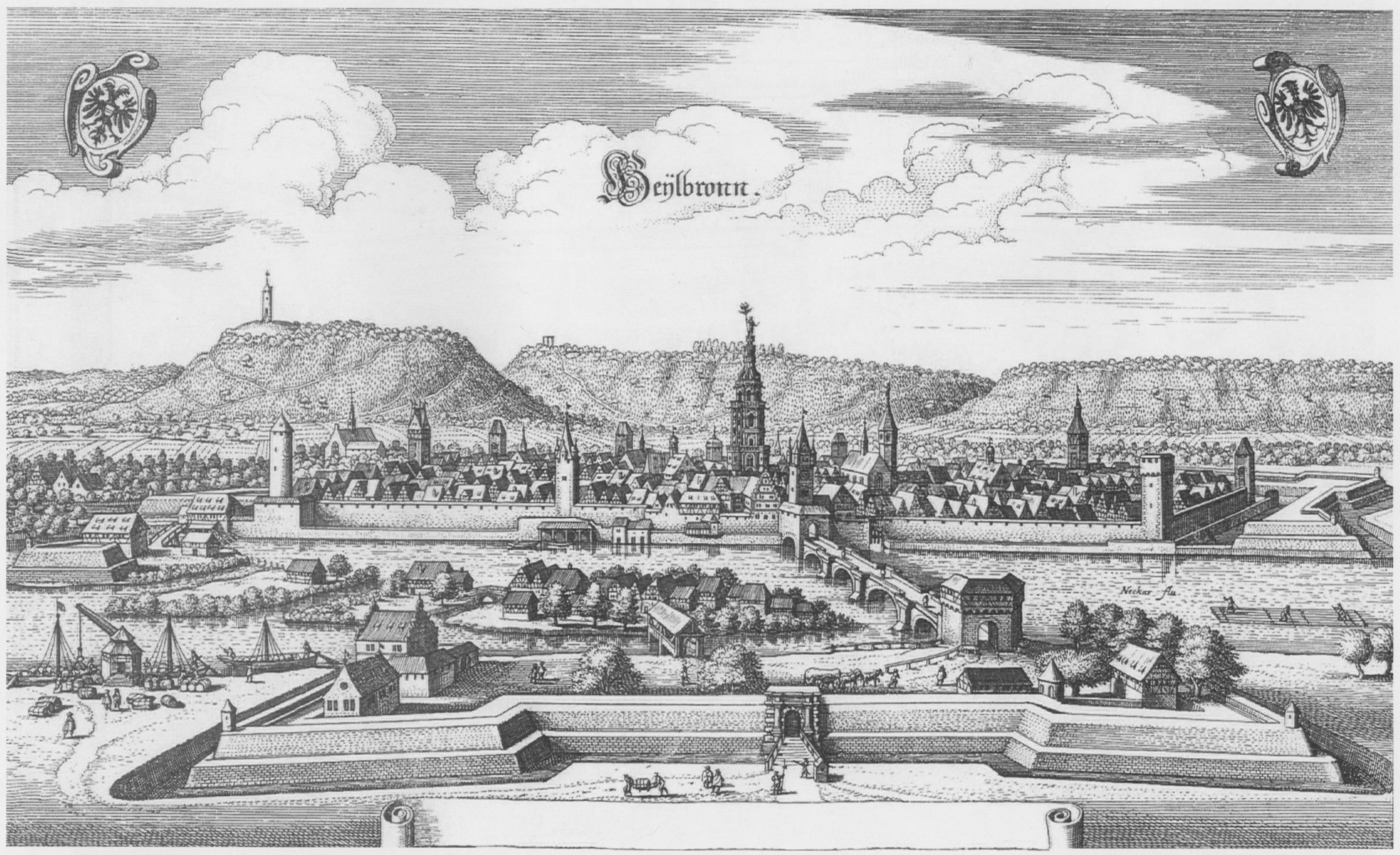
Heilbronn mit Bollwerk (1643)

Kurz nach der Gründung der Protestantischen Union 1608 trat ihr Heilbronn 1609 bei. 1610, 1614 sowie in den Jahren 1617 bis 1621 fanden Unionstage in Heilbronn statt. Ab 1619 waren die inzwischen in Böhmen ausgebrochenen Unruhen ein gewichtiges Thema dieser Zusammenkünfte. Der sich entwickelnde Konflikt mit dem Kaiser, der in der Reichsacht gegen den pfälzischen Kurfürsten gipfelte, und verschiedene andere Konflikte zwischen den Bündnispartnern führten beim Heilbronner Unionstag 1621, als die Versammlung im Heilbronner Rathaus tagte, zum Bruch des Bundes.
Als sich im weiteren Verlaufs des Dreißigjährigen Kriegs die Kampfhandlungen nach Südwestdeutschland auszuweiten begannen, versuchte die Stadt zunächst, ihre Neutralität zu wahren. Der Rat der Stadt schlug im Frühjahr 1622 verschiedene Anwerbe- und Einquartierungsangebote von württembergischer und reichsritterlicher Seite ab. Im April 1622 unterstützte die Stadt die Truppen des badischen Markgrafen Georg Friedrich mit Brotlieferungen. Nach der Schlacht bei Wimpfen, bei der Georg Friedrich wenige Tage später bayerischen und spanischen Truppen unterlag, wurde Neckargartach niedergebrannt. Die Dörfer Böckingen, Biberach und Frankenbach wurden geplündert. Zu den immensen Kriegsschäden kam der Ausbruch einer Pestepidemie, die 1626 einen ersten Höhepunkt erreichte. In den nachfolgenden Jahren erhielt die strategisch wichtig gelegene Stadt mehrere Schutzbriefe des Kaisers, an die sich freilich nicht alle durchziehenden oder einquartierten Truppen hielten. Ab 1629 war Heilbronn von einer etwa 1100 Mann starken katholischen Truppe des Kaisers besetzt.
Im Dezember 1631 rückten protestantische schwedische Truppen unter Gustaf Horn mit 800 Reitern und 600 Musketieren auf Heilbronn vor. Die kaiserlichen Truppen zogen angesichts der Übermacht ab und die Schweden rückten am 2. Januar 1632 in die Stadt ein. Horn ernannte Ludwig von Schmidberg zum Stadtkommandanten. Dieser ließ insbesondere die Befestigung der Stadt ausbauen. Im Januar 1632 ließ er Schanzen vor dem Sülmertor und ein Bollwerk an der Nordostecke der Stadt anlegen, das später noch weiter ausgebaut wurde. Der schwedische König schenkte der Stadt Heilbronn alle vormals katholischen Einrichtungen: den Deutschhof, den Kaisheimer Hof, das Karmeliterkloster und das Klarakloster, jeweils mit allen Gütern und Rechten. Vom Karmeliterkloster erhielt die Stadt freilich nur noch die damit verbundenen Güter, da die Schweden das außerhalb der Stadtmauern gelegene Klostergebäude abbrachen.
Unter Vorsitz des schwedischen Kanzlers Axel Oxenstierna wurde 1633 in Heilbronn im Deutschen Haus der Heilbronner Bund zwischen Frankreich, Schweden und den protestantischen süddeutschen Reichsständen geschlossen.
Nach der Schlacht von Nördlingen gewannen die kaiserlichen Truppen wieder die Oberhand und wandten sich im Herbst 1634 nach Heilbronn. Die Kaiserlichen brannten Böckingen nieder und begannen mit der Beschießung Heilbronns, was die Schweden zum Abzug bewegte. Die schwedischen Schenkungen mussten daraufhin zurückgegeben werden. Während es vorerst zu keinen weiteren größeren Kampfhandlungen kam, starben 1635/36 rund 3600 Einwohner an der Pest. Ab Mitte der 1640er Jahre geriet Heilbronn wieder in den Fokus von schwedischen und vor allem französischen Truppen. Ab 1647 war Heilbronn von den Franzosen belagert und hatte unter ständigen Übergriffen und hohen Kontributionsforderungen zu leiden. Mit den Franzosen kehrte auch der inzwischen in französischen Diensten stehende Ludwig von Schmidberg zurück, der im Gefolge von Turenne, der 1647 bis 1649 mehrmals in Heilbronn weilte, zum Feldmarschall aufgestiegen war und 1649 Oberbefehlshaber über alle französisch besetzten Plätze in Deutschland wurde. Die französischen Besatzer blieben auch über den Westfälischen Frieden von 1648 hinaus in Heilbronn. Ihnen folgten 1650 kurpfälzische Besatzungstruppen. Erst 1652, vier Jahre nach dem Friedensschluss, rückten die letzten Besatzungstruppen aus Heilbronn ab.
Im Zuge der Neuorganisation des kaiserlichen Postwesens wurde in Heilbronn im Jahr 1650 ein erstes Postamt eingerichtet. 1683 führte eine Postkutschenlinie von Stuttgart nach Heidelberg über Heilbronn. Die Postgeschichte von Heilbronn wurde bis 1804 von den Fürsten Thurn und Taxis bestimmt, die die kaiserliche Post verrichteten.

#### Holländischer Krieg

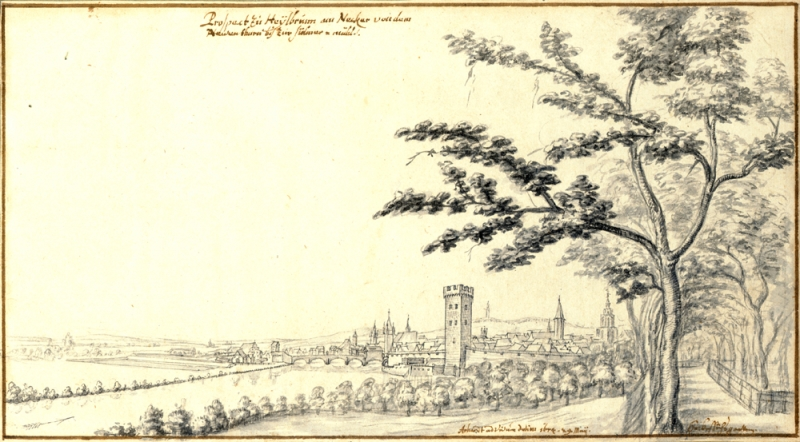
Heilbronn von Süden im Jahr 1674. In der unteren Bildmitte die Neckarbrücke, rechts davon der Götzenturm

Bereits in den 1670er Jahren marschierten im Holländischen Krieg wieder Truppen in und bei Heilbronn auf; so zogen sich im Juni 1674 kaiserliche Truppen nach der Schlacht bei Sinsheim über den Neckar nach Heilbronn zurück und später im Jahr lagerten u. a. Truppen des Schwäbischen Kreises und des kurbrandenburgischen Heeres vor der Stadt. 1675 überfielen französische Truppen Neckargartach und Frankenbach und steckten Teile beider Dörfer in Brand. 1676 sammelten sich bei Heilbronn die kaiserlichen Truppen zum Marsch auf Philippsburg. Noch während der mehrwöchigen Belagerung von Philippsburg kam es in Böckingen und Frankenbach zu neuerlichen Plünderungen durch Franzosen.

#### Pfälzischer Erbfolgekrieg

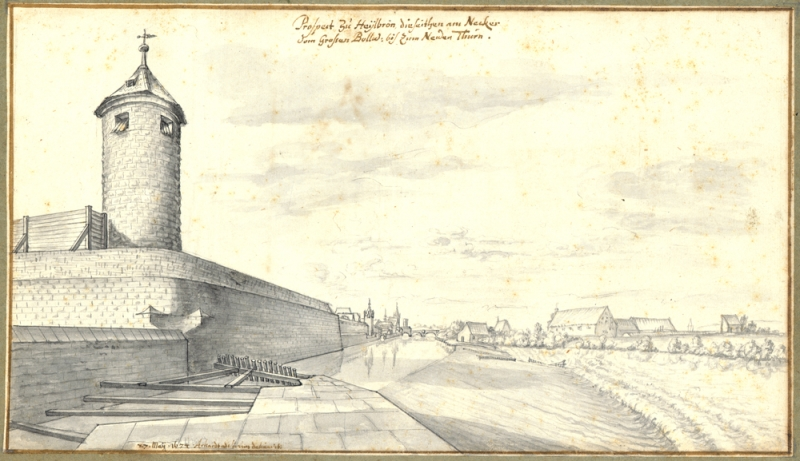
Die nordwestliche Ecke der Stadtbefestigung mit dem Bollwerksturm am Neckar, ebenfalls 1674. In der unteren Bildmitte die alte steinerne Neckarbrücke.

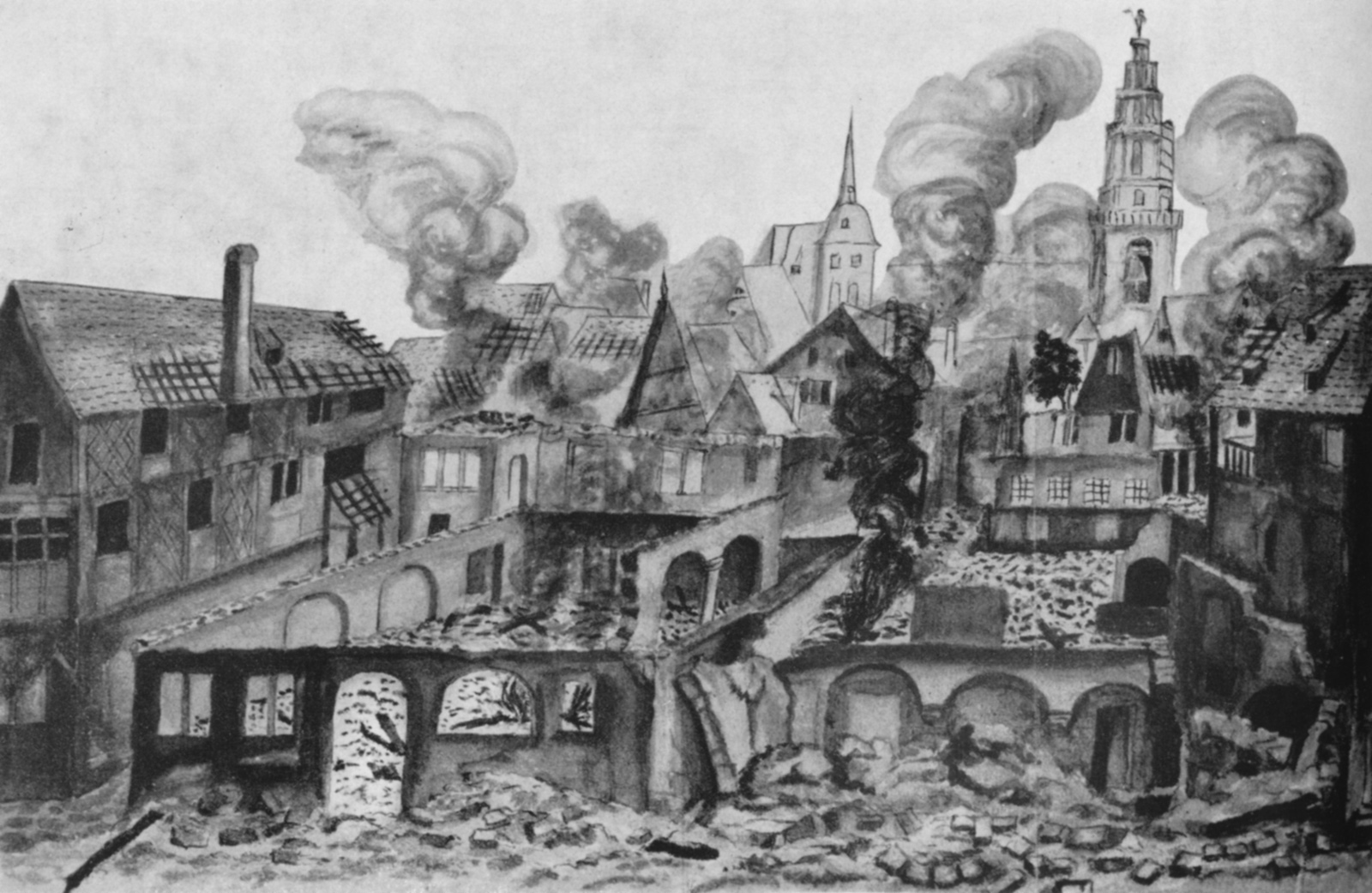
Brand im Kaisheimer Hof 1688

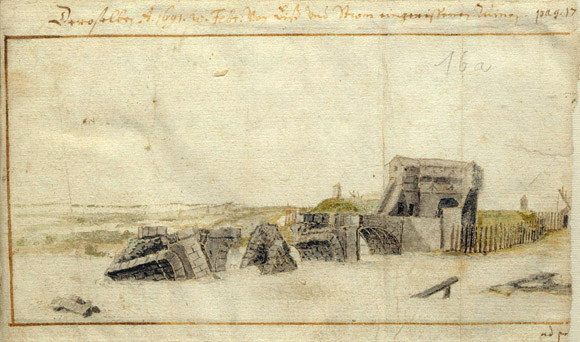
Die durch Eisgang zerstörte Neckarbrücke 1691

Im Spätjahr 1688 wurde Heilbronn im Pfälzischen Erbfolgekrieg von den Franzosen unter Mélac besetzt, die bei ihrem Abzug vor anrückenden kursächsischen Truppen im Dezember 1688 neun Bürger aus Patrizierfamilien verschleppten und einige davon mehr als ein Jahr als Geiseln hielten, um Geld zu erpressen. Zur Abwehr der weiterhin im Umland marodierenden Franzosen wurden im Spätsommer 1689 kurbayerische Truppen vor der Stadt einquartiert. Kurz darauf wurden diese Truppen wegen eines Neckarhochwassers aber in die Stadt verlegt, wo sie Äcker und Gärten verwüsteten. Im weiteren Verlauf jenes und des nachfolgenden Jahres kam es zu weiteren Truppendurchzügen. 1691 war die zur Abwehr der Franzosen aufgestellte kursächsische Armee mit rund 18.000 Mann in Heilbronn einquartiert. Da keine dauerhafte Abwehr der Franzosen am Rhein gelang, bezogen immer wieder zurückweichende deutsche Truppen in der Stadt Quartier.
Starker Eisgang riss am 20. Februar 1691 die steinerne Neckarbrücke von 1471 nieder. Am 26. und 27. März 1691 wurde eine behelfsmäßige Schiffsbrücke zum Brückentor mit acht Schiffen gebaut. Das Holz bezog man als Stiftung der württembergischen Herzogswitwe aus den herzoglichen Wäldern bei Wildbad. Am 18. Mai 1691 errichteten französische Truppen noch eine weitere Schiffsbrücke zum Tränktor. Im Herbst wurde an der Stelle der zerstörten steinernen Brücke schließlich eine neue dauerhafte Holzbrücke zum Brückentor errichtet.
Im Herbst 1692 zerstörten Reiter der Reichsarmee die Gärten und Weinberge zwischen Sontheim und Heilbronn. Im Frühjahr 1693 ließ General Johann Karl von Thüngen starke Verteidigungsanlagen in Heilbronn errichten. Nach der Einnahme von Heidelberg im Mai 1693 rückten französische Truppenverbände nach Heilbronn vor, wo unterdessen Truppen des badischen Markgrafen Ludwig Wilhelm, genannt der „Türkenlouis“, zur Verteidigung aufmarschiert waren. Die Franzosen konnten zwar an der Überquerung des Neckars und der Einnahme von Heilbronn gehindert werden, verwüsteten aber die westlich des Neckars gelegenen Dörfer Böckingen, Frankenbach und Neckargartach, bevor sie sich Anfang Juni 1693 vorerst ins Hinterland zurückzogen. Im Juli 1693 kam es nochmals zu einem französischen Vorstoß nach Heilbronn, den abermals die Truppen des „Türkenlouis“ abwehrten. Im Frühjahr 1694 sammelten sich erneut starke Truppen zum Kampf gegen die Franzosen bei Heilbronn, ebenso wurde der Festungsausbau vorangetrieben. Die ab 1695 weiter westlich errichteten Eppinger Linien hielten im weiteren Verlauf des Krieges die Kämpfe selbst von Heilbronn fern. Bis zum Frieden von Rijswijk 1698 gab es jedoch noch häufig weitere Einquartierungen und Truppendurchzüge.
1694 fand unterdessen der letzte Hexenprozess in der Reichsstadt statt. Die 12-jährige Tochter des Stadtfischers Winter hatte die Witwe Anna Maria Weigand der Hexerei bezichtigt. Der Rat der Stadt leitete daraufhin eine Untersuchung mit zahlreichen Zeugenverhören ein. Nach Abschluss der Befragungen wurde Anna Maria Weigand ohne Verhaftung und Folter aus Mangel an Beweisen durch Stadtsyndicus Wolfram freigesprochen.
Ab dem Jahr 1700 galt auch in Heilbronn der Gregorianische Kalender. Mitteilungen aus jenen Jahren stammen vor allem vom Heilbronner Stadtarzt Johann Matthäus Faber, der von 1688 bis 1702 eine Chronik der Stadt verfasste.

#### Kriege des frühen 18. Jahrhunderts
Nachdem im Mai und Juni 1707 im Zuge des Spanischen Erbfolgekriegs französische Truppen erneut den Rhein überschritten und nach Württemberg vorrückten, erhielt Heilbronn eine Besatzung fränkischer Kreistruppen. Die Verteidigungsanlagen der Stadt wurden instand gesetzt. Der Bürgermeister Johann Esaias von Rühle, der 1688 von den Franzosen verschleppt worden war, flüchtete für einige Wochen nach außerhalb der Stadt. Am 17. Juni 1707 kam es zu einem kurzen Gefecht südlich der Stadt, das die Franzosen verloren, worauf sie weiterzogen. Obwohl sie im weiteren Verlauf des Krieges erfolgreich zurückgedrängt werden konnten, erhielt Heilbronn im Juli 1707 weitere fränkische Kreistruppen, im nachfolgenden Winter eine kursächsische Besatzung.
Zu einer der letzten größeren Einquartierungen in Heilbronn kam es im Jahr 1734 während des Polnischen Thronfolgekriegs, als wieder einmal Einfälle der Franzosen im württembergischen Hinterland zu erwarten waren. Im Mai 1734 sammelten sich rund 70.000 Soldaten bei Heilbronn zum Marsch auf das von Franzosen belagerte Philippsburg. Ab dem Spätjahr 1734 wurde die Stadt erneut mit Gräben und Schanzen zur Festung ausgebaut und erhielt verschiedene Schutzbesatzungen. Zu Kampfhandlungen kam es jedoch in der weiteren Umgebung nicht mehr. Die Befestigungsanlagen fielen 1735 teilweise einem Hochwasser zum Opfer, ihre Überreste wurden ab 1739 vollends abgebaut.
Im 1740 ausgebrochenen Österreichischen Erbfolgekrieg verhielt sich Heilbronn wie das Reich neutral. Vereinzelt kam es zwar in der Umgebung der Stadt zu größeren Truppenansammlungen und kleineren Gefechten, jedoch konnte die Stadt Belagerungen oder Plünderungen durch Zahlung von Fourage abwenden.
Die Kosten für Einquartierungen und Fourage belasteten die Stadtkasse in der ersten Hälfte des 18. Jahrhunderts sehr. Allein im Polnischen Erbfolgekrieg 1733–1735 war der Stadt ein Schaden von rund 240.000 Gulden entstanden. Zusätzlich hatte die Stadt als Mitglied im Schwäbischen Reichskreis auch in Friedenszeiten Unterhaltszahlungen für bestimmte Truppenkontingente der Kreistruppen zu entrichten. So wies der städtische Haushalt auch in Friedenszeiten öfter größere Defizite auf. 1739 betrug das Haushaltsdefizit 105.000 Gulden.
Gefahr ging im Übrigen nicht nur von Kriegen und durchziehender Soldateska aus, sondern war in der eng bebauten Heilbronner Altstadt allgegenwärtig: einem Stadtbrand im Jahr 1743 fielen 53 Gebäude zum Opfer.

#### Blüte zur Zeit der Aufklärung

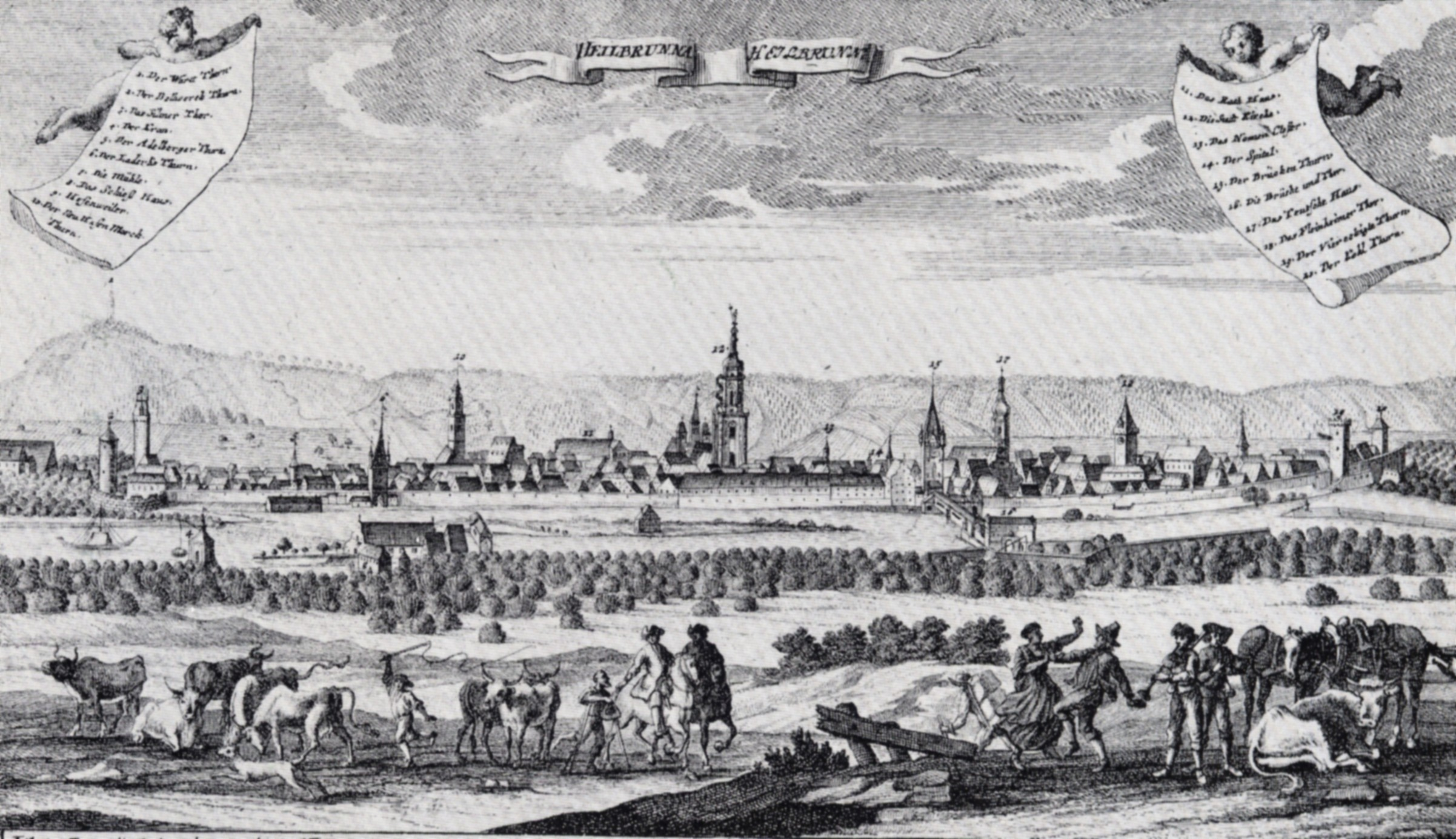
Heilbronn von Westen, Ansicht von 1730

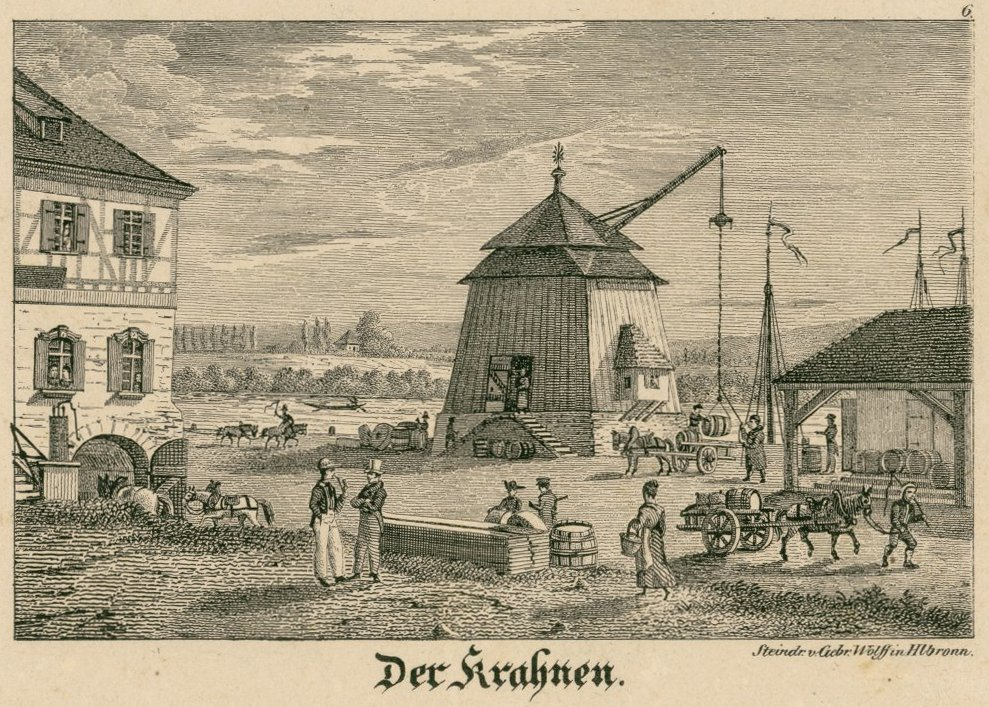
Wichtigster Warenumschlagplatz am Neckar: der 1513 erstmals erwähnte Heilbronner Kranen, hier in einer Ansicht aus den 1820er Jahren

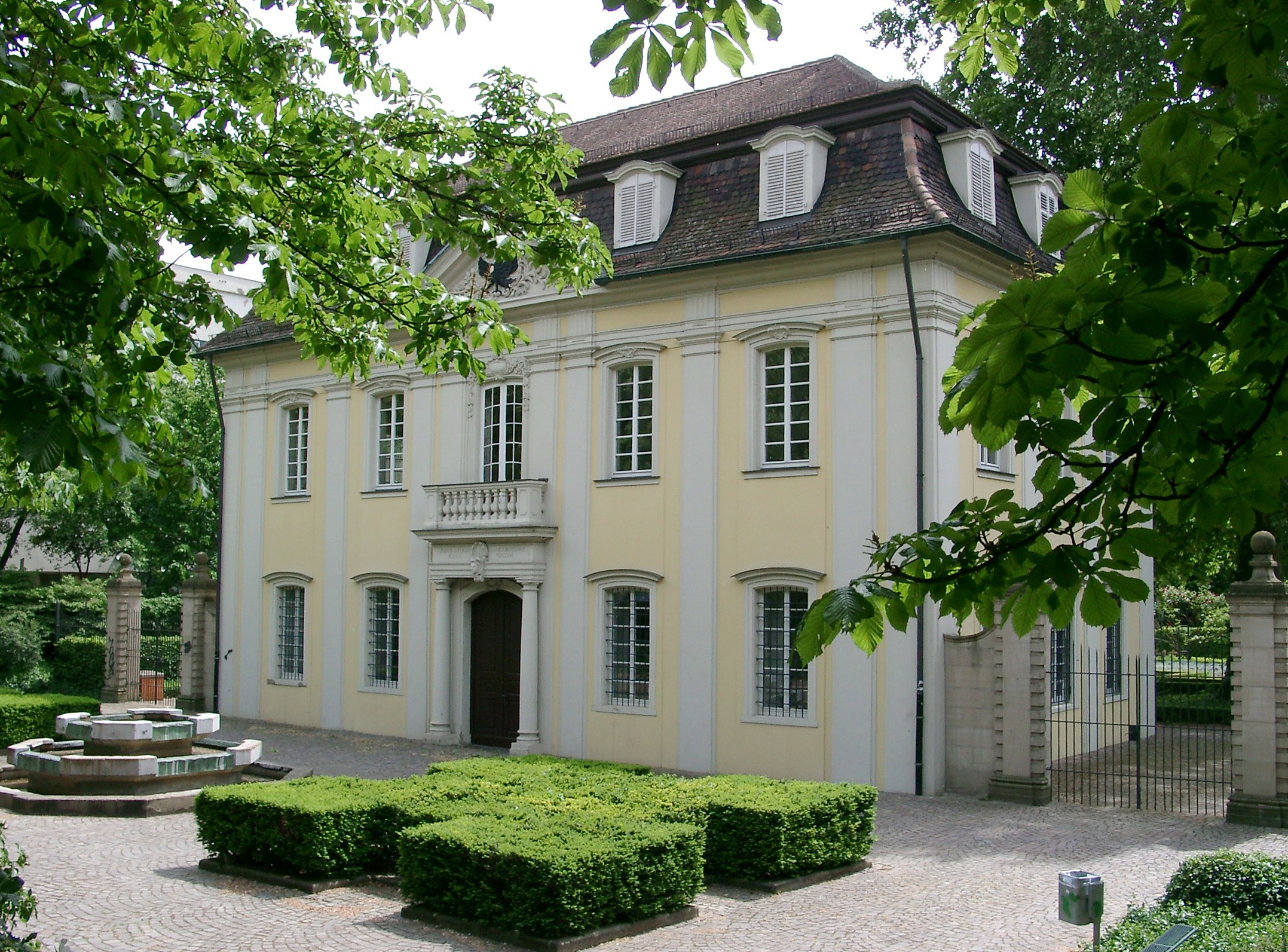
Das Schießhaus wurde ab 1769 außerhalb der Stadtmauer für den Heilbronner Pferdemarkt errichtet

Neben den überregionalen Konflikten gab es in der ersten Hälfte des 18. Jahrhunderts auch innere Unruhen. Ab 1732 lehnten sich die Einwohner des reichsstädtischen Dorfes Neckargartach gegen die ihrer Ansicht nach zu hohe Steuerlast und gegen eine Neuordnung der Leibeigenschaft auf. Die Neckargartacher Aufständischen machten sich den Umstand zu Nutze, dass ihr Dorf zwar zu Heilbronn gehörte, die Oberlehensherrschaft (dominium directum) jedoch bei Württemberg lag, so dass man in dieser Sache mit einer Klage beim württembergischen Lehenshof vorstellig werden konnte und später vor das Reichskammergericht in Wetzlar und vor den Reichshofrat in Wien trat. Die Stadt Heilbronn hatte sich jedoch erstaunlich rasch von den finanziellen Einbußen durch die Kriege des frühen 18. Jahrhunderts erholt und erwarb 1754 von Württemberg schließlich für 25.000 Gulden die Oberlehensherrschaft über Neckargartach. Am 9. Mai 1754 zogen Heilbronner und Kreistruppen unter Hauptmann von Thumb in das Dorf ein und stellten die Ordnung wieder her. Aufgrund ihres Wohlstands in jener Zeit konnte die Stadt Heilbronn bis 1790 noch weitere Rechte und Güter erwerben: den Lautenbacher Hof und den Mönchshof bei Oedheim 1772, die Frankenbacher Landacht 1785 und den Neuhof bei Oedheim 1789.
Der Wohlstand der Stadt lag im Aufschwung des Handels und des Verkehrs gegründet. Nachdem schon seit 1712 regelmäßige Marktschiffe nach Mannheim und wenig später nach Cannstatt verkehrt hatten und man 1753 eine Rangschiffordnung festlegte, stieg der Warenumschlag am Heilbronner Kranen von 7.600 Tonnen zu Beginn des Jahrhunderts bis 1779 auf rund 82.000 Tonnen an. Der Durchgangshandel bestand überwiegend aus Kolonialwaren.
Ab 1770 machte zudem der Heilbronner Vieh- und Pferdemarkt die Stadt für über ein Jahrhundert zu einem der größten südwestdeutschen Umschlagplätze für Schlachtvieh. Der Pferdemarkt zog auch Handwerker und Krämer an und belebte die Viehzucht in den Heilbronner Dörfern und in den der Stadt gehörigen Höfen. Auf den Feldern der Stadt wurden erstmals Luzerne und Kartoffeln als Futtermittel sowie Raps für die Ölproduktion in der Rund’schen Ölmühle angebaut.
Für den Handel günstig war die 1771 beschlossene Chaussierung der Landstraße von Cannstatt über Besigheim nach Heilbronn, die heutige B 27. Die Chaussee wurde später von Heilbronn aus bis nach Heidelberg verlängert, für eine nicht realisierte Ferntrasse wurde zudem auch die Straße von Heilbronn nach Weinsberg chaussiert. Der Warentransport auf der Chaussee nach Cannstatt brachte bis 1780 die von dort kommenden Schifffahrt und deren Durchgangszölle völlig zum Versiegen. Die Unterländer Schifffahrt zum Rhein, die ab 1780 wegen der konkurrierenden Mainlinie ebenfalls rückläufig war, erfuhr dagegen durch die Senkung von Handelszöllen ab Mitte der 1780er Jahre nochmals eine bedeutende Belebung. Sie erreichte 1789 ein Umschlagvolumen von 125.000 Tonnen.
In jene Zeit des Wohlstands im späten 18. Jahrhundert fällt auch die Aufklärung, unter der Stadt und Bürgertum eine Blüte erlebten. Fast alle Ratsmitglieder der Stadt waren akademisch gebildet und das Stadtregiment führte Maßnahmen zur Erziehung und Disziplinierung der Untertanen durch, darunter eine Schulpflicht für die deutsche Schule 1738, das Verbot der meisten Glücksspiele, verschiedene Sparverordnungen sowie die Einrichtung des später als Bläß’sches Palais bekannten Waisen-, Zucht- und Armenhauses.
Das Heilbronner Gymnasium wurde von Schülern aus vielen Teilen Deutschlands besucht, die von Gelehrten wie dem Rektor Gottfried Hecking (1718 bis 1743) angezogen wurden. Rektor Johann Rudolf Schlegel (1760 bis 1790) reformierte den Unterricht im Geiste der Aufklärung. Ab 1. Januar 1744 erschien das Wochentlich-Heilbronnische Nachricht- und Kundschaffts-Blatt, das vom Rat genehmigte Nachrichten druckte und aus dem später die Neckar-Zeitung wurde.
Unter dem Baurat und späteren Bürgermeister Georg Heinrich von Roßkampff prachtvolle neue Bauten im Rokokostil. Der Winnender Baumeister Johann Christoph Keller errichtete 1765 das Archivgebäude des Heilbronner Stadtarchivs am Kieselmarkt (heute Ehrenhalle), 1769 bis 1771 den Schießhaus genannten Festsaalbau am Hammelwasen und 1784 das heute nicht mehr existente Kraichgauarchiv an der Nordseite des Hafenmarkts. Das Schießhaus und das bereits in den 1750er Jahren entstandene Waisen-, Zucht- und Armenhaus zählten zu den ersten repräsentativen städtischen Gebäuden außerhalb der mittelalterlichen Stadtmauer.
Im Jahr 1753 wurde längs des östlichen Stadtgrabens die Heilbronner Allee angelegt, die sich später zur innerstädtischen Hauptstraße entwickelte. Um 1760 begann der Schankbetrieb in Gaststätten auf den Höhenzügen östlich der Stadt, im Jägerhaus und auf dem Wartberg. Im Jahr 1776 wurde die Kramgasse – die spätere Kaiserstraße – chausseemäßig ausgebaut und im Jahre 1780 begann man die Straßen mit Öllampen zu beleuchten.

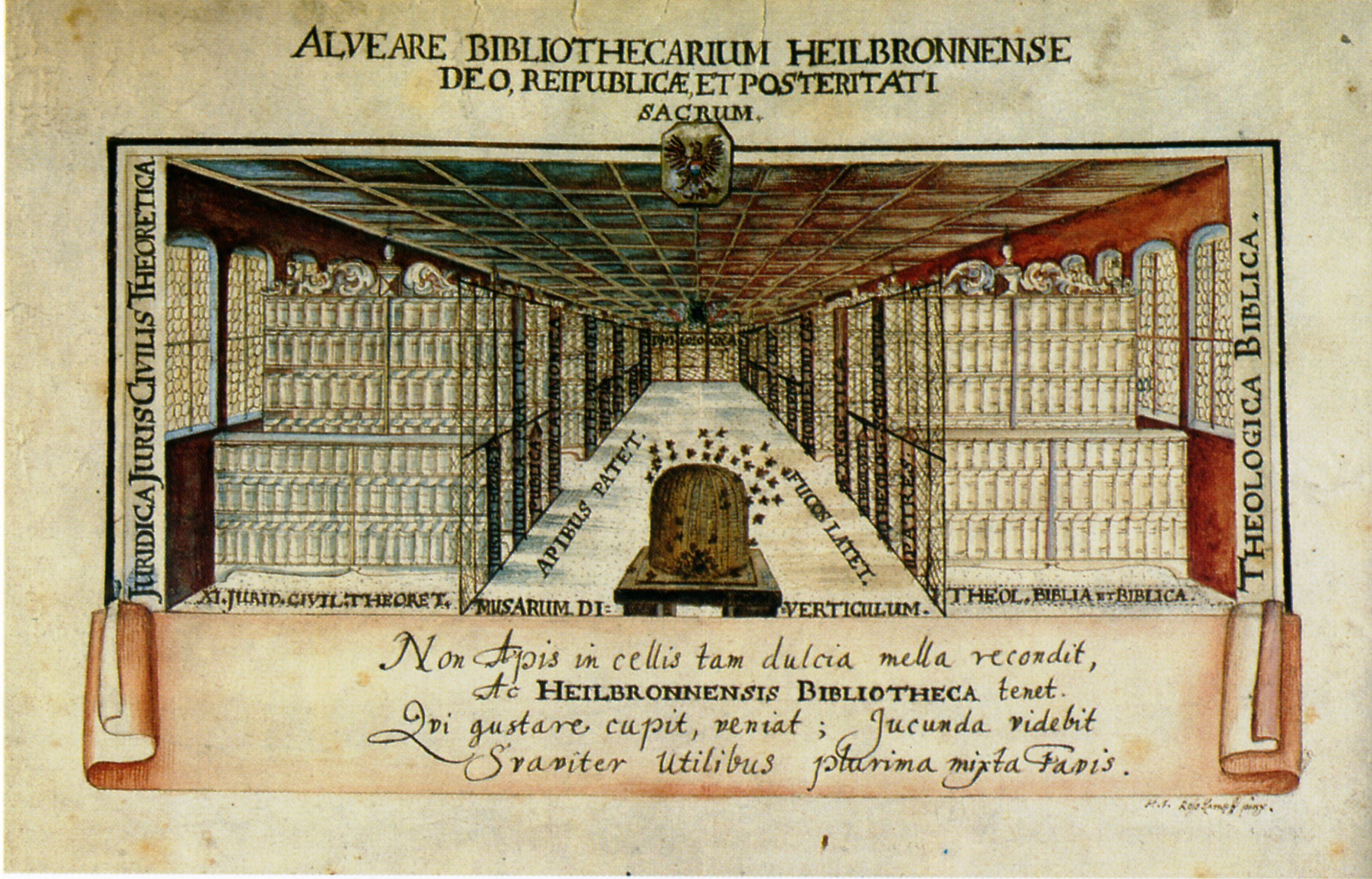
Die Heilbronner Ratsbibliothek 1698

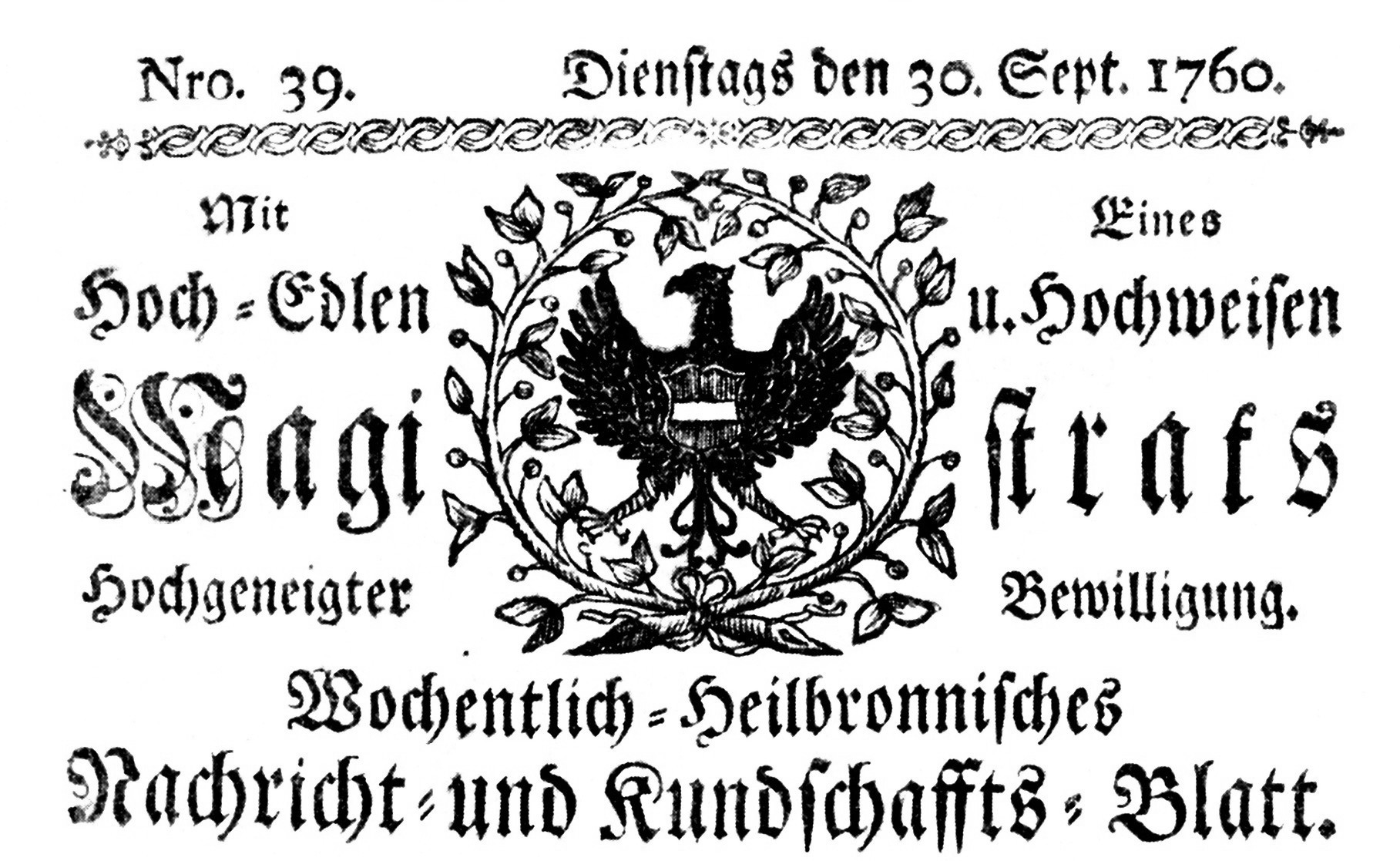
Ab 1744 erschien eine Zeitung in Heilbronn

1788 lebten in dem etwa 65 Quadratkilometer großen reichsstädtischen Territorium insgesamt rund 10.000 Personen. Besucher der Stadt waren von der Modernität Heilbronns und der Aufgeklärtheit des Geisteslebens überrascht, mit denen sich die Stadt von vielen anderen Reichsstädten absetzte. Friedrich Schiller weilte 1793 für einige Wochen in der Stadt und beschrieb Heilbronn als „Stadt, die unter dem Einfluß einer aufgeklärten Regierung und im Genuß einer anständigen Freiheit blühet, und mit den Reizen einer schönen fruchtbaren Gegend so viele Kultur der Sitten vereinigt“. Der Dichter verewigte den Heilbronner Bürgermeister Christian Ludwig Schübler in der Figur des Seni im Schauspiel Wallenstein. Heinrich von Kleist fand in den Heilmagnetismus-Versuchen des Heilbronner Stadtarztes Eberhard Gmelin Inspiration zum Stoff seines Schauspiels Das Käthchen von Heilbronn. Auch Johann Wolfgang von Goethe war 1797 in Heilbronn, befand jedoch nur, dass die Stadt bis auf einige neue Häuser ganz vom alten Schlag sei.
Johann Andreas Amon (1763–1825), Friedrich August Weber (1753–1806) und Freiherr Ernst von Gemmingen-Hornberg (1759–1813) entfalteten um 1800 ein reges musikalisches Leben in Heilbronn. Das Stadtarchiv verfügt noch heute über den so genannten „Heilbronner Musikschatz“, eine Sammlung von über 2000 Werken, die seit 1588 von der Stadt erworben wurden. In Heilbronn gebürtige oder ansässige Dichter dieser Zeit waren u. a. der spätere württembergische Regierungspräsident Eberhard Friedrich von Gemmingen (1726–1791), Freiherr Otto Heinrich von Gemmingen-Hornberg (1755–1836), August Mayer (1792–1812) und dessen Bruder, der Naturlyriker Karl Mayer (1786–1870) sowie Wilhelm Waiblinger (1804–1830).
Söhne der Stadt, die sich zu dieser Zeit einen Ruf als Künstler erwarben, waren der Maler Heinrich Friedrich Füger (1751–1818), die Miniaturisten George Nikolaus Ritter und August Lutz sowie die Kunsthandwerkerbrüder Sebastian Holzhey (* 1728, Theatermaler), Johann Matthäus Holzhey (* 1732, Stempelschneider der holländischen Münze) und Philipp Heinrich Adam Holzhey (Kunstdreher an der Königlichen Elfenbeinfabrik zu Potsdam). Ab 1743 wirkte der italienische Maler Giovanni Battista Ferrandini in Heilbronn; er bemalte die Orgel der Kilianskirche, gestaltete den Hochaltar der Sontheimer Kirche und Kaiserporträts fürs Rathaus, außerdem schuf er drei Deckenfresken in der Kirche von Güglingen. 1757 kam der Maler Johann Friedrich Hauck (1723–1794) als Bürger in die Stadt, auch er schuf Porträts im Auftrag des Rathauses. In den Jahren bis 1800 sind zahlreiche weitere Porträtisten in Heilbronn nachgewiesen.
Auf der Neckarinsel Hefenweiler begannen Versuche mit der Fabrikation von Porzellan. Der Augsburger Georg Heinrich Hofmann und der Karlsruher Bonifazius Christof Häcker scheiterten jedoch mit entsprechenden Unternehmungen in Heilbronn. Auch die zweite Neckarinsel Hospitalgrün, die bislang Grünland im Besitz des Katharinenspitals gewesen war, wurde durch den Pächter August Orth ab 1785 gewerblich genutzt, indem dort eine Tuchbleiche eingerichtet wurde. Dadurch bekam die Insel ihren neuen Namen Bleichinsel.

#### Koalitionskriege 1792–1801

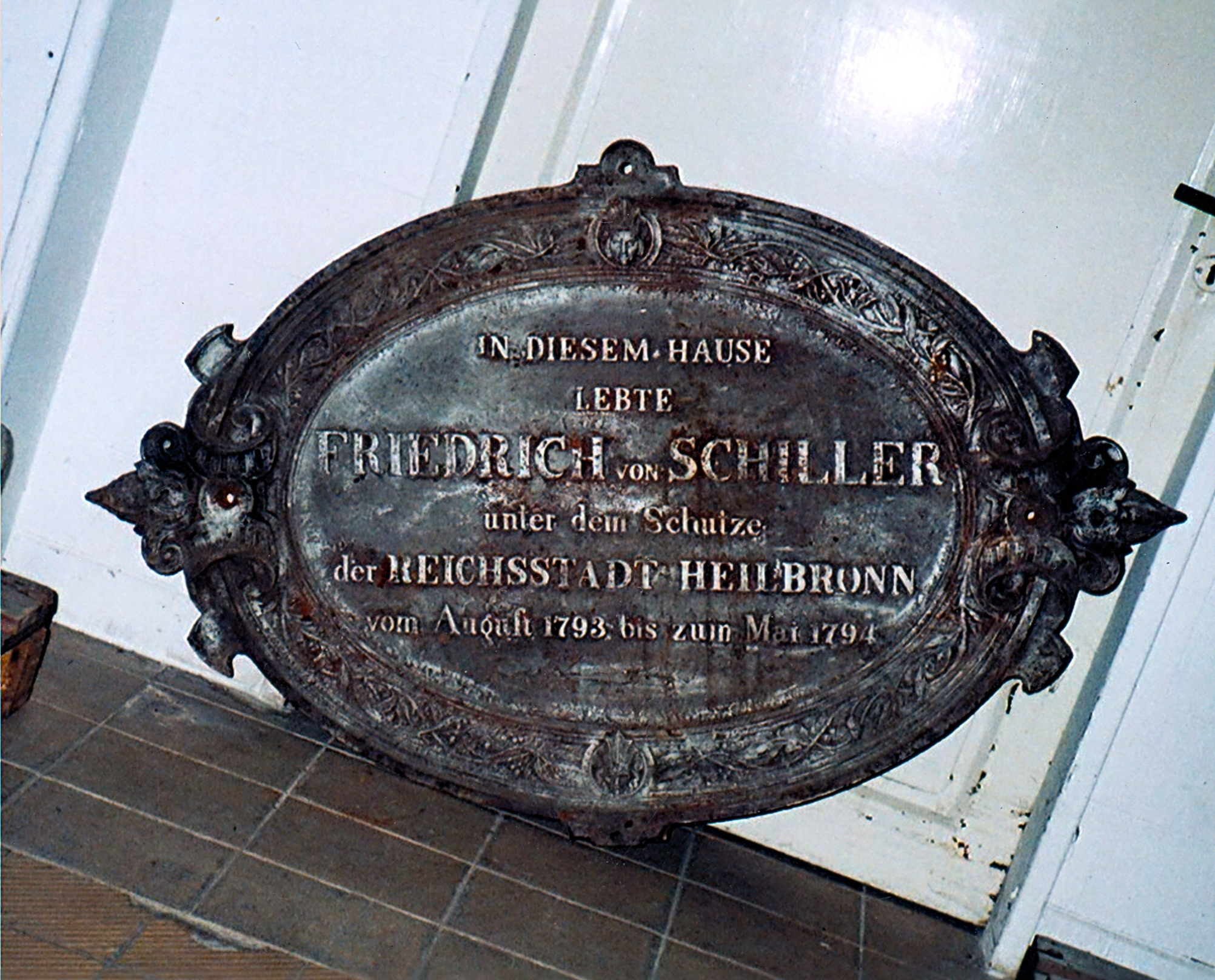
1793/94 hielt sich Friedrich Schiller in Heilbronn auf. Diese Tafel im Heilbronner Lapidarium erinnert an seinen Aufenthalt.

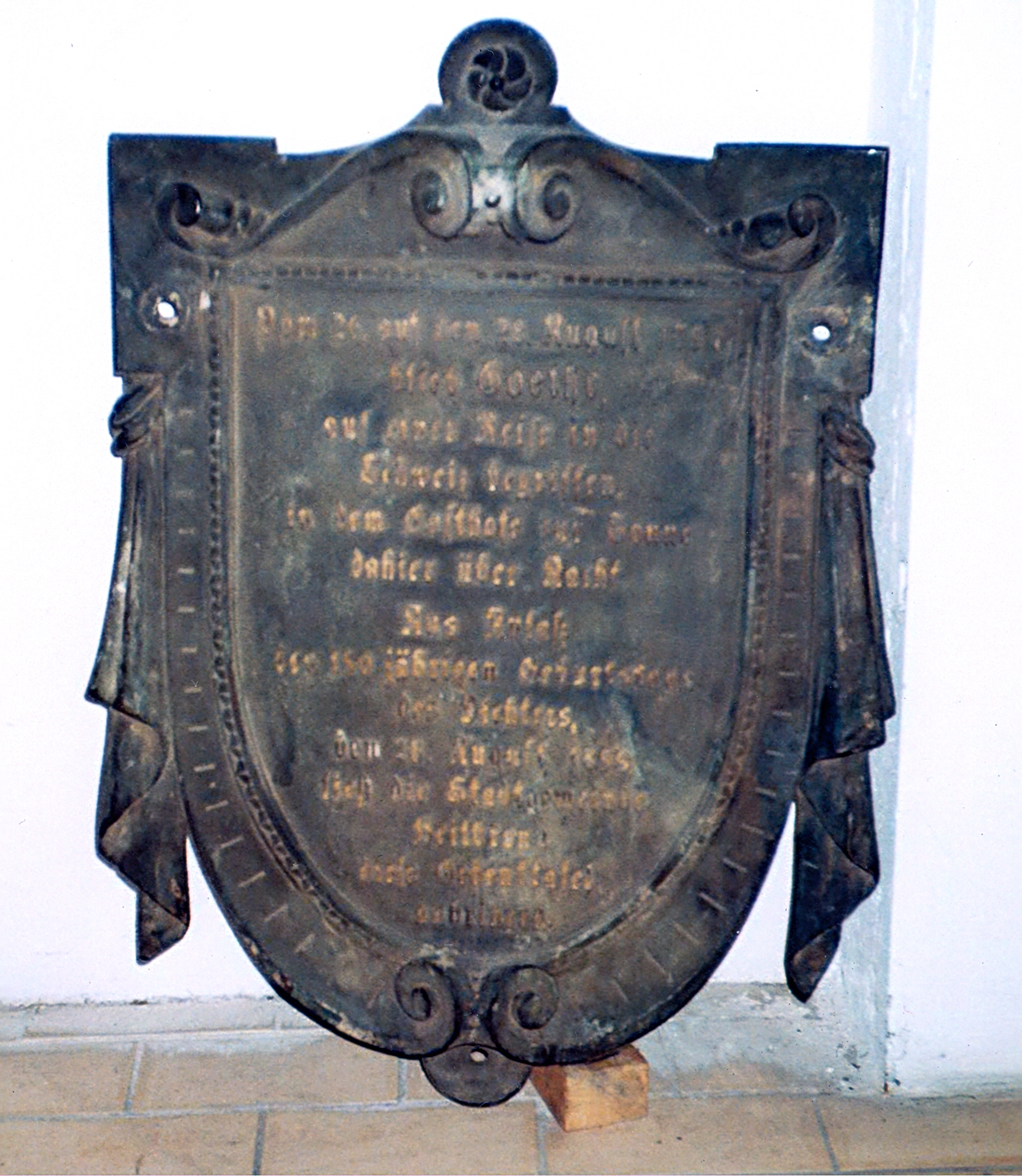
Erinnerungstafel an den Aufenthalt Johann Wolfgang von Goethes in der Stadt 1797

Nach dem Ausbruch des Ersten Koalitionskriegs 1792 häuften sich in Heilbronn wieder die Truppendurchzüge. In der Sache selbst stimmte die Stadt durch ihren Vertreter Bößner auf dem Regensburger Reichstag 1793 für Neutralität, konnte jedoch die Kriegserklärung des Reichs an Frankreich nicht verhindern, die der Stadt zunächst starke weitere Durchzüge vor allem österreichischer Truppen bescherte. 1794 widersetzte sich die Stadt dem Aufruf des Schwäbischen Kreises zur Aufstellung einer Landmiliz, da man der Ansicht war, damit bis zum eintretenden Notfall warten zu können. Die Stadt profitierte sogar vom fortschreitenden Krieg, da kaiserliche Truppen, die in der Stadt einquartiert waren und Magazine anlegten, 1795 eine große Nachfrage nach Früchten aller Art hatten und gut bezahlten. Das städtische Waisen- und Zuchthaus wurde zum Militärspital umgewandelt, im Winter bezogen 2000 Mann der kaiserlichen Armee ihr Winterquartier in Heilbronn. Im Sommer 1796 wendete sich das Kriegsglück zu Gunsten der zuvor zurückgedrängten Franzosen, es war zu befürchten, dass sie alsbald nach Heilbronn vorrückten würden. Am 27. Juli 1796 schloss der Schwäbische Kreis einen Waffenstillstandsvertrag mit Frankreich, die Stadt Heilbronn hatte hierbei 10.000 der geforderten rund 8,7 Mio. Gulden Kontribution aufzubringen. Ein Heilbronner Bittschreiben an die französische Führung um Milderung der Kontributionen blieb ergebnislos. Im Herbst 1796 drängten die Österreicher die Franzosen erneut zurück. 1797 legten die Österreicher große Magazine in der Stadt an, außerdem trieb das österreichische Kommando den Bau der Landstraßen von Heilbronn nach Großgartach, Neckarsulm und Weinsberg voran.
Der Frieden von Campo Formio vom Oktober 1797 beendete den ersten Koalitionskrieg. Die Heilbronner Kaufleute August Orth und August Schreiber setzten sich auf dem Rastatter Kongress 1798 bei französischen Abgeordneten für die weitere Selbstständigkeit der Stadt ein. Doch sahen die alsbald bekannt gewordenen geheimen Zusatzvereinbarungen des Friedensschlusses von Campo Formio bereits die Abtretung der linksrheinischen Gebiete und die Entschädigung Württembergs und Badens durch rechtsrheinische, bislang geistliche, reichsritterschaftliche oder reichsfreie Gebiete vor, darunter eben auch die Stadt Heilbronn. Heilbronner Gesandte bemühten sich daraufhin beim Schwäbischen Bund und in Rastatt besonders intensiv um die weitere Selbständigkeit der Stadt. Dem Heilbronner Kaufmann Günther Orth gelang es, von Claude Roberjot eine entsprechende persönliche Zusage zu erhalten. Roberjot wurde jedoch beim Rastatter Gesandtenmord 1799 ermordet. Außerdem brach im März 1799 der Zweite Koalitionskrieg aus, so dass die Stadt zunächst wieder Einquartierungen und Durchzüge zu erdulden hatte, bevor von August bis November 1799 starke französische Truppen mehrfach die Stadt überfielen, Geiseln nahmen und Kontributionszahlungen sowie Sachwerte erpressten. Unter den französischen Geiseln befand sich zwei Mal der Kaufmann Orth, der 1798 dem Rastatter Kongress beigewohnt hatte. Ab Januar 1800 war die Stadt wieder von kaiserlichen Truppen besetzt, bevor im Juli 1800 die Franzosen erneut die Oberhand gewannen.
Durch eine Unzahl hoher Kontributionszahlungen stand die Stadt am Rande des Ruins. Im Juli 1800 sah sie sich außerstande, eine neuerliche Kontributionsforderung von 40.000 Francs zu erfüllen. Die Kaufleute Schreiber und Künkelin konnten mit Empfehlung von Henri-Gratien Bertrand einen vollständigen Erlass dieser Kontribution aushandeln. Ungeachtet dessen musste die Stadt wenige Tage später bei den Frankfurter Bankiers Bethmann einen Kredit in Höhe von 60.000 fl. aufnehmen. Die Summe hielt nicht lange vor, denn bereits im September 1800 wurde Heilbronn erneut von Franzosen besetzt, die bis Mai 1801 dort auch unter General Tempette ihr Hauptquartier aufschlugen und allerlei Geld- und Sachwerte erpressten. Nachdem die Stadt im Jahr 1793 noch ein Barvermögen von 30.000 fl. besessen hatte bei Außenständen von 180.000 fl., hatten die Kontributionen der durch den Friede von Lunéville im Februar 1801 beendeten Koalitionskriege einen Schuldenstand von 350.000 fl. verursacht.
Im Juli 1802 unternahm die Stadt einen letzten Versuch, ihre Selbständigkeit zu behalten. Man entsandte eine Gesandtschaft mit einem Blankoscheck nach Paris, mit dem die französische Führung zur Wahrung des reichsstädtischen Status bewogen werden sollte. Der Plan misslang. Statt der Zusage, selbständig zu bleiben, gab es in Paris vom württembergischen Gesandten und späteren Staatsminister für die neuwürttembergischen Gebiete, Philipp Christian von Normann-Ehrenfels, die Empfehlung, sich angesichts beschlossener Sache Württemberg hinzuwenden.

### Württembergische Oberamtsstadt ab 1802

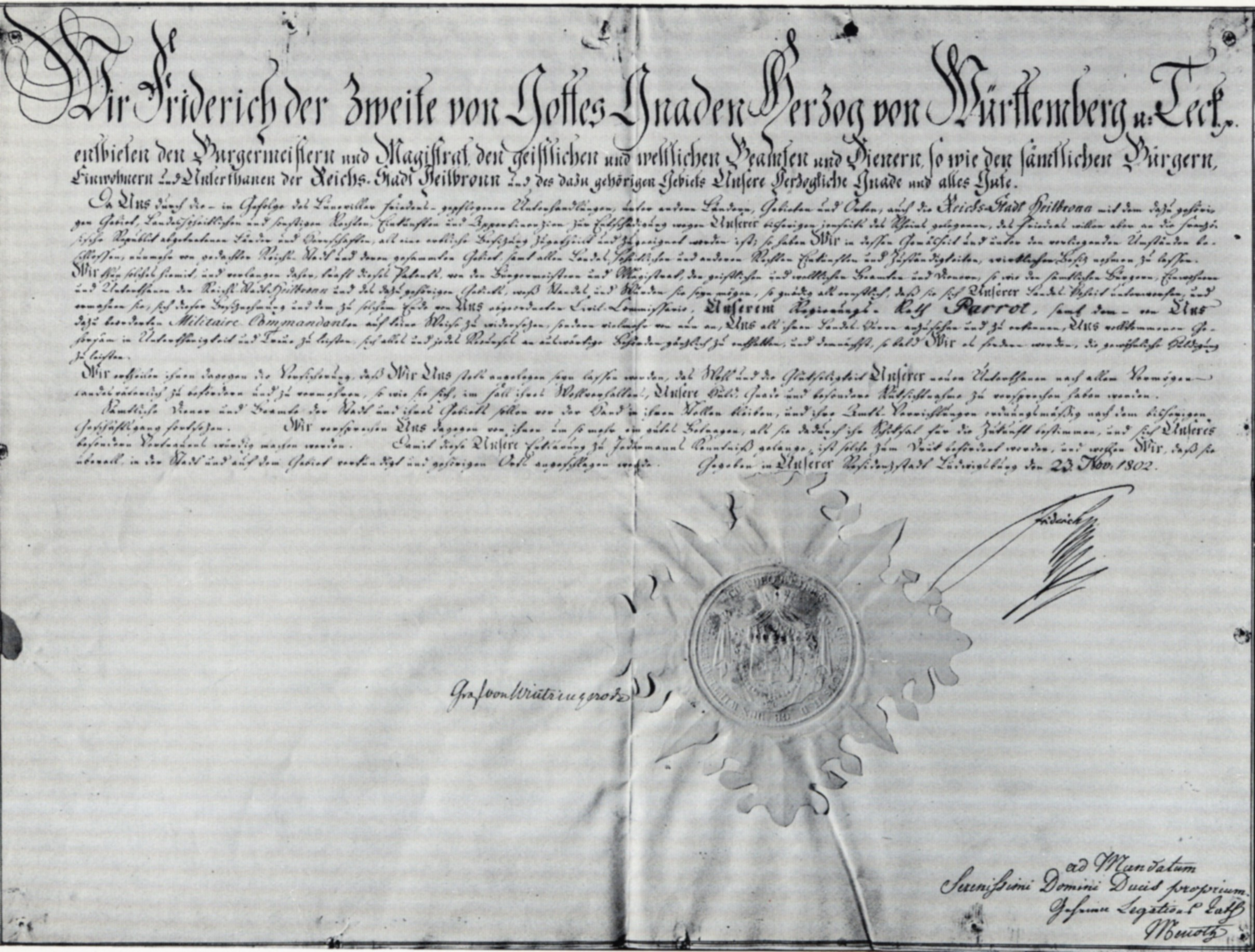
Besitzergreifungspatent 1802

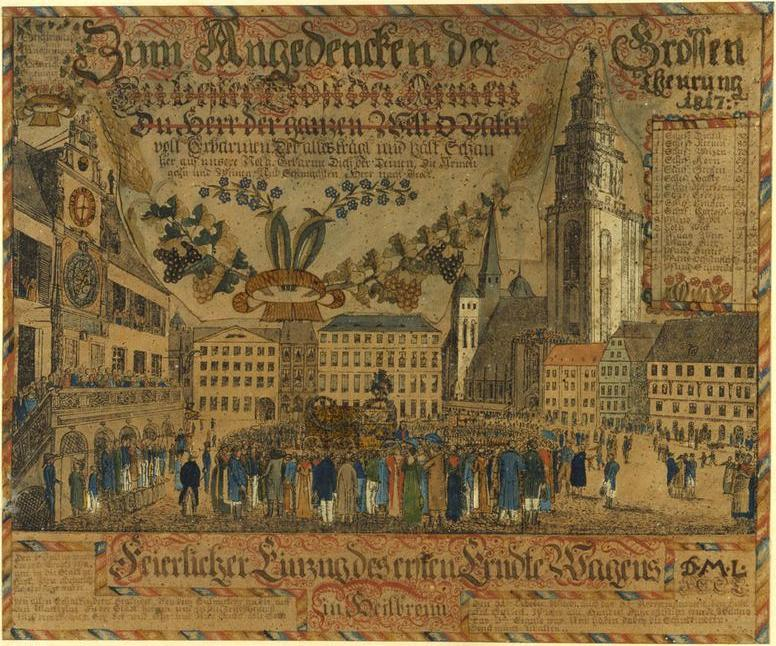
Feierlicher Einzug des ersten Erntewagens 1817

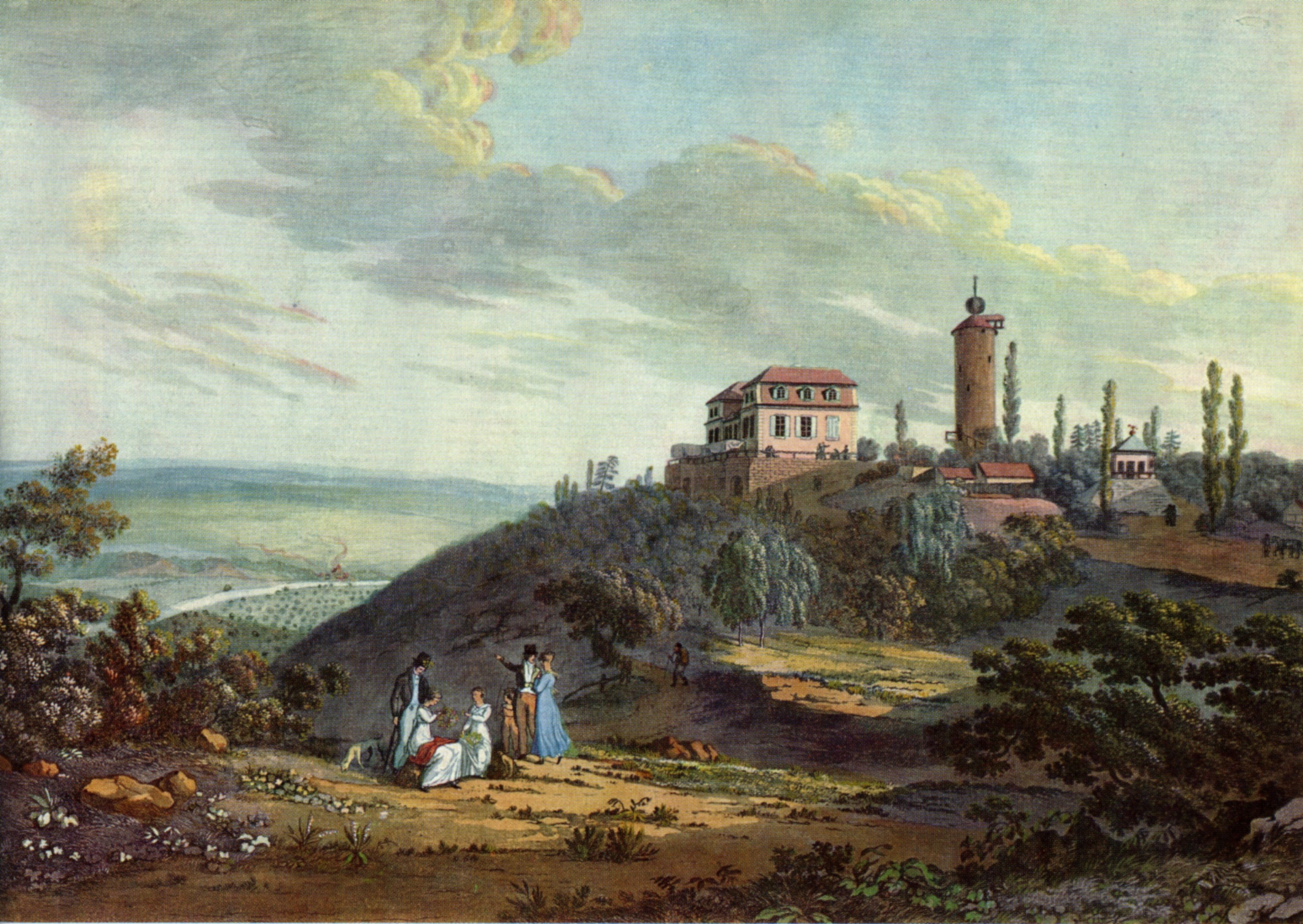
Wartberg im Jahre 1820

#### Besitzergreifung durch Württemberg 1802
Herzog Friedrich II. von Württemberg musste gemäß der geheimen Zusatzklauseln des Friedens von Campo Formio von 1797 seine auf dem linken Rheinufer gelegenen Ländereien an Frankreich abtreten, wurde aber als Koalitionspartner Frankreichs dafür mit vormals reichsfreien, reichsritterschaftlichen oder geistlichen Gebieten rechts des Rheins entschädigt, darunter auch mit dem Gebiet der Stadt Heilbronn und ihrer Dörfer. Am 9. September 1802 marschierten die 470 Mann starken Truppen des Herzogs unter Generalmajor Gustav Heinrich von Mylius in Heilbronn ein. Die Heilbronner Garnison wurde entwaffnet, die württembergischen Soldaten wurden in die städtischen Schulen einquartiert.
Zur Ergreifung des Zivilbesitzes der Stadt erschien am 23. November 1802 der württembergische Regierungsrat Parrot mit einem Besitzergreifungspatent, das von Herzog Friedrich von Württemberg firmiert worden war, vor dem Rat der Stadt und verlangte den Treueeid vom Magistrat. Der letzte amtierende reichsstädtische Bürgermeister, Georg Christoph Kornacher, wurde seines Amtes enthoben. Den Rat enthob man seiner Pflichten, ließ ihn aber als ausschließlich für innere Angelegenheiten zuständigen Munizipal-Magistrat unter dem Vorsitz Parrots im Amt. Bis auf den Rats- und Steuerherren Christoph Ludwig Schreiber beugten sich alle Ratsherren den neuen Herrschaftsverhältnissen, die im Reichsdeputationshauptschluss vom 25. Februar 1803 nachträglich besiegelt wurden, indem die Stadt dem württembergischen Herzog formell zugesprochen wurde. Am 18. Mai 1803 wurde der Magistrat neu besetzt, wobei ihm nur noch sechs der ehemals 15 reichsstädtischen Vertreter angehörten.
In Württemberg wurde Heilbronn Sitz des neu geschaffenen Oberamtes Heilbronn, die vier reichsstädtischen Dörfer wurden selbstständige Gemeinden innerhalb des Oberamtes. Den Einwohnern Heilbronns wurde beim ersten Besuch des Herzogs im Juli 1803 ein Huldigungseid auf dem Marktplatz abverlangt, die Stimmung wurde mit auf Staatskosten ausgeschenktem Wein zusätzlich angeheizt. In den reichsstädtischen Dörfern hatte man außerdem Grund zur Freude: hier wurde mit dem Übergang zu Württemberg 1802 die Leibeigenschaft abgeschafft.
An württembergischen Machtdemonstrationen fehlte es zu Beginn des 19. Jahrhunderts nicht: Der württembergische Oberamtmann, der im ehemaligen Syndikatshaus beim Rathaus eingezogen war, hatte bis etwa 1820 den Vorsitz im Stadtgericht und die Oberaufsicht über das Ratskollegium. Der Bürgermeister Georg Kübel (im Amt 1803 bis 1819) war vom württembergischen Kurfürsten eingesetzt worden, erst ab 1822 wurde der Stadtschultheiß aus der Bevölkerung gewählt. 1803 wurde das Zucht-, Arbeits- und Waisenhaus zum königlichen Palais (später: Bläß’sches Palais) umgebaut. Württemberg zog außerdem das Archivgebäude, den Grafenwald (auf Markung von Gruppenbach), den Schöntaler Hof und das Karmeliter-Konventshaus an sich. Die Nikolaikirche wurde zum Zeughaus, das Karmeliter-Konventshaus zur Kaserne umgenutzt. Im Deutschen Haus wurde nach der Auflösung des Deutschen Ordens, dessen Heilbronner Güter 1805 ebenfalls an Württemberg kamen, ein württembergisches Infanterieregiment einquartiert.

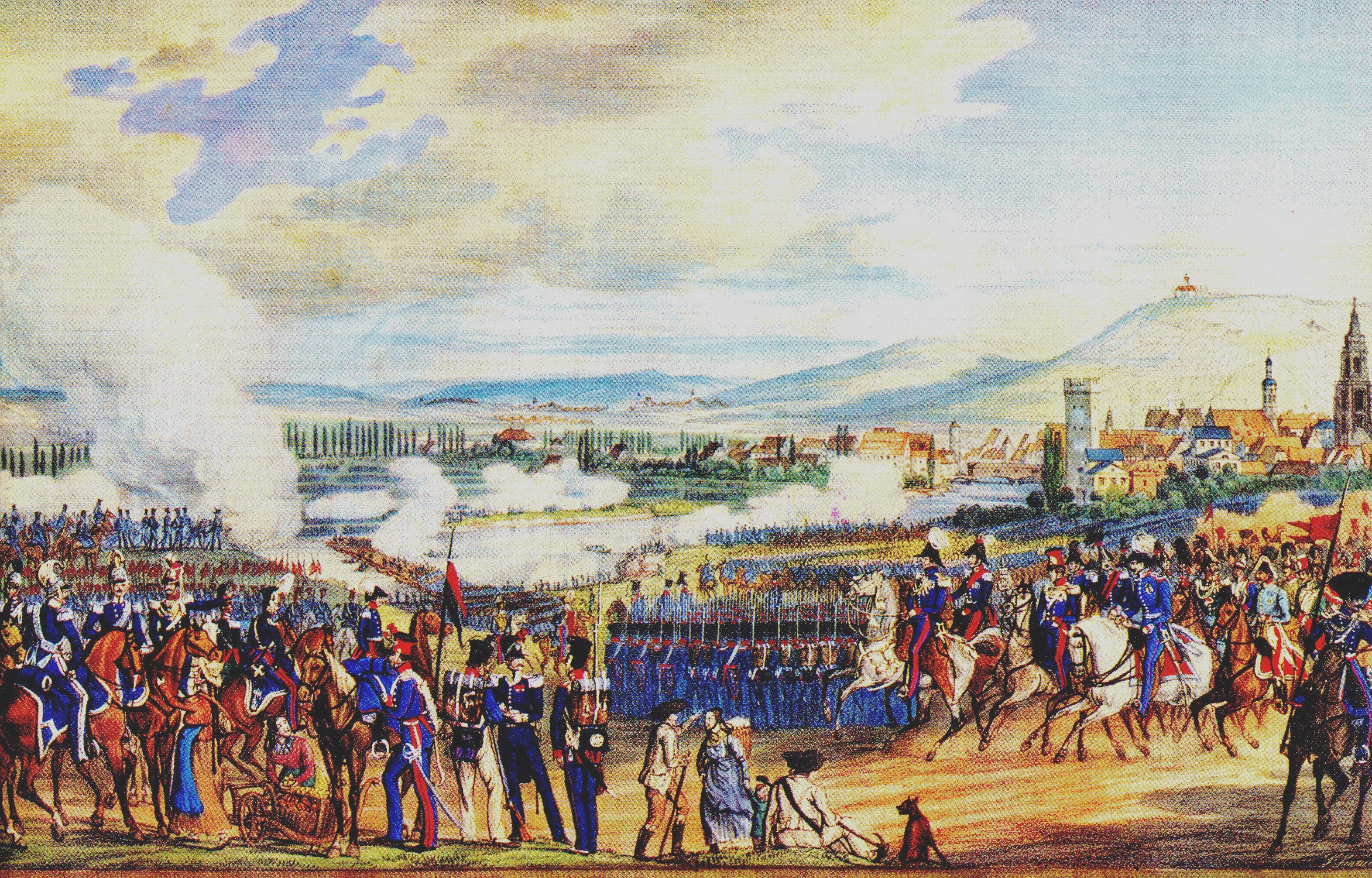
Heilbronn ist 1840 Aufmarschplatz, Lithografie von Gustav Kraus

Durch den Bund zwischen Württemberg und Frankreich wurde Heilbronn im September 1805 Aufmarschplatz für französische Truppen gegen Österreich. Im Oktober trafen zahlreiche gefangene österreichische und russische Soldaten ein, die Kilianskirche diente für kurze Zeit als Gefangenenlager. Der inzwischen zum König aufgestiegene Friedrich I. von Württemberg besuchte mehrfach die Stadt, so auch im Jahr 1808, als ein Wachsoldat beim Besuch des Königs wegen einer Unachtsamkeit öffentlich mit 25 Stockschlägen bestraft wurde.
Bei der Neugliederung des Königreichs Württemberg 1810 wurde Heilbronn die sechste von zwölf Landvogteien, die die Oberämter Backnang, Brackenheim, Heilbronn, Neckarsulm und Weinsberg umfasste. Bei der Neuordnung der kirchlichen Verhältnisse im selben Jahr wurde die Generalsuperintendenz Heilbronn gegründet, der die Dekanate Brackenheim, Heilbronn, Lauffen und Neuenstadt angehörten. 1811 hob man mit dem Klarakloster die letzte geistliche Niederlassung in der Stadt auf, Baulichkeiten und Güter fielen an Württemberg.
1811 verlieh der württembergische König der Stadt Heilbronn das Prädikat Gute Stadt. Dies hatte später politischen Nutzen, denn ab 1819 durften die sieben „guten Städte“ eigene Abgeordnete in die württembergische Ständekammer entsenden. 1808 wurde das Recht auf Waffenbesitz auf Adelige, Gutsbesitzer und bestimmte königliche Beamte beschränkt, 1819 wurde die Zensur für politische Tagblätter verschärft.
Im Jahr 1815 war Heilbronn wieder Aufmarschplatz für große Truppenverbände vor dem Feldzug gegen Napoléon. Auf der Theresienwiese fand am 1. Juni 1815 eine Parade von 8.000 Mann statt, wobei Kaiser Franz von Österreich und 136 deutsche Fürsten und Generale anwesend waren. In der Nacht vom 4. auf den 5. Juni 1815 soll im Rauch’schen Palais am Marktplatz in Heilbronn die Heilige Allianz entstanden sein, als Zar Alexander von Russland die baltische Baronin Juliane von Krüdener empfing.
1816/17 hatte Heilbronn mit Lebensmittelteurung und Hunger nach dem Jahr ohne Sommer zu kämpfen. Bei der Einteilung Württembergs in vier Kreise 1817 kam Heilbronn zum Neckarkreis. 1817 wurde auch ein dem Magistrat zur Seite gestelltes Bürgerkollegium gegründet. 1819 wurde der Munizipalmagistrat wieder von einem Stadtrat abgelöst.
Im September 1840 war Heilbronn erneut Schauplatz großer Manöver, als 23.500 Mann unter der Leitung König Wilhelms I. von Württemberg aufmarschierten und einen forcierten Neckarübergang bei Heilbronn übten. Wiederum beherbergte das Rauch’sche Palais mit König Wilhelm I. einen hohen Gast.

#### Überwindung der mittelalterlichen Stadtgrenzen

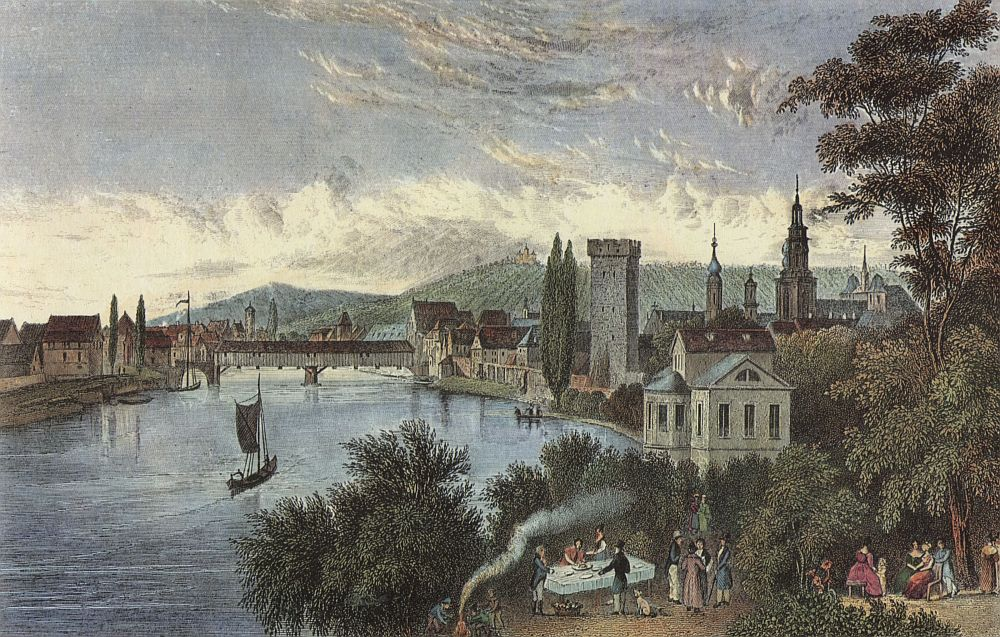
Das Heilbronner Neckarufer um 1840, colorierter Stich nach Louis Mayer

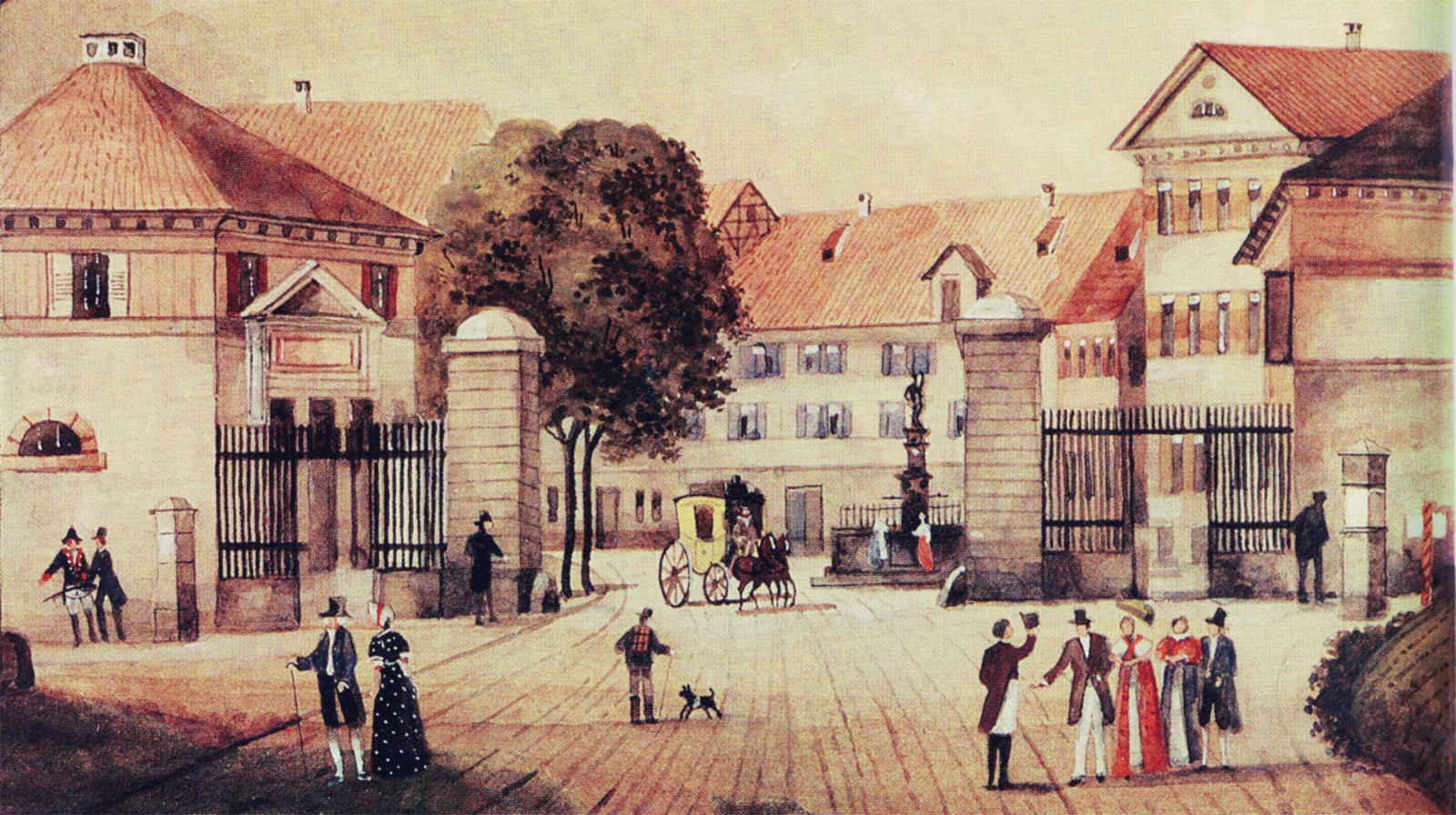
Fleinertor um 1820 (gemalt um 1865)

Noch im Jahr 1802 war Heilbronn von seiner mittelalterlichen, mit Türmen bewehrten Stadtmauer umgeben. In dem umschlossenen Gebiet von etwa 775 auf 425 Metern lebten zu dieser Zeit etwa 6000 Menschen. Die Stadtbefestigung mit bis zu zehn Türmen hatte damals drei Tore: das Brückentor, durch das man über die damals hölzerne Neckarbrücke nach Westen gelangte, sowie das Sülmertor und das Fleinertor mit Zugbrücken, Wassergräben und befestigten Vorwerken im Norden und Süden. Außerhalb der Stadtmauern befanden sich neben den Neckarmühlen, dem Siechenhaus, dem ehemaligen Waisen- und Armenhaus (erbaut 1756) und dem Schießhaus (erbaut 1769) nur Gartenhäuser und Gärten wohlhabender Bürger. Durch das stete Anwachsen der Bevölkerung war die Bebauung innerhalb der Stadtmauern äußerst beengt, selbst ehemalige Friedhöfe waren bereits überbaut worden.
In württembergischer Zeit begann man mit dem Abriss der mittelalterlichen Stadtbefestigung und der allmählichen Erweiterung der Stadt. 1804 wurden zunächst der Sülmertorturm abgerissen und die bis dahin verwinkelte Sülmerstraße nach Neckarsulm begradigt. Bereits um 1806 begann man mit Planungen der Neubebauung außerhalb der früheren Stadtmauern, wobei zunächst Pläne für den Bereich außerhalb des Fleinertores erstellt wurden. Bis in die 1830er Jahre konnte sich jedoch kein Planungsentwurf durchsetzen.
1807 wurde eine neue hölzerne Neckarbrücke errichtet. Diese wurde höher über dem Neckarspiegel erbaut als die Vorgängerbauten, um die Gefahren von Hochwasser und Eisgang zu minimieren. Der vormals stattlichste Torturm, der Brückentorturm, wurde im Zuge dieser Baumaßnahmen abgerissen. Der Abriss des östlich gelegenen Adelberger Turms 1808 und der Durchbruch der Stadtmauer an dieser Stelle schuf erstmals einen Ausgang aus der Stadt nach Osten zur 1753 angelegten Allee, die 1846 erneuert und nach dem Zweiten Weltkrieg zur Hauptverkehrsachse der Innenstadt wurde. Am Sülmertor und östlichen Neutor (später: Karlstor) entstanden zunächst neue Torhäuser mit verschließbaren Gittertoren. Im weiteren Verlauf des Abrisses der mittelalterlichen Befestigung wurde auch auf die Gittertore verzichtet. Die Stadtmauer wurde sukzessive von 1809 bis 1859 abgerissen, wobei 1811 auch Überreste des Bollwerks niedergelegt wurden und 1819, 1844 und 1849 auch nochmals Türme fielen. Im letzten Drittel des 19. Jahrhunderts waren von der Stadtbefestigung nur noch die bis heute bestehenden Türme Götzenturm und Bollwerksturm sowie ein Stück der westlichen Stadtmauer zwischen Neckarbrücke und Götzenturm erhalten.
Aus Furcht vor einem Ausbruch der 1831 in Preußen und Polen wütenden Cholera wurde in diesem Jahr vor dem Heilbronner Sülmertor neben dem früheren Waisen- und Armenhaus ein neues Cholera-Spital errichtet. Als die Cholera letztlich doch nicht in Heilbronn ausbrach, wurde das Gebäude am 1. Oktober 1834 als Krankenhaus unter dem Namen Paulinenspital eröffnet. Es wurde 1840/41 baulich erweitert und 1864 um einen weiteren Krankenhausbau ergänzt, der in der Folgezeit das mittelalterliche innerstädtische Katharinenspital ablöste.

#### Industrialisierung

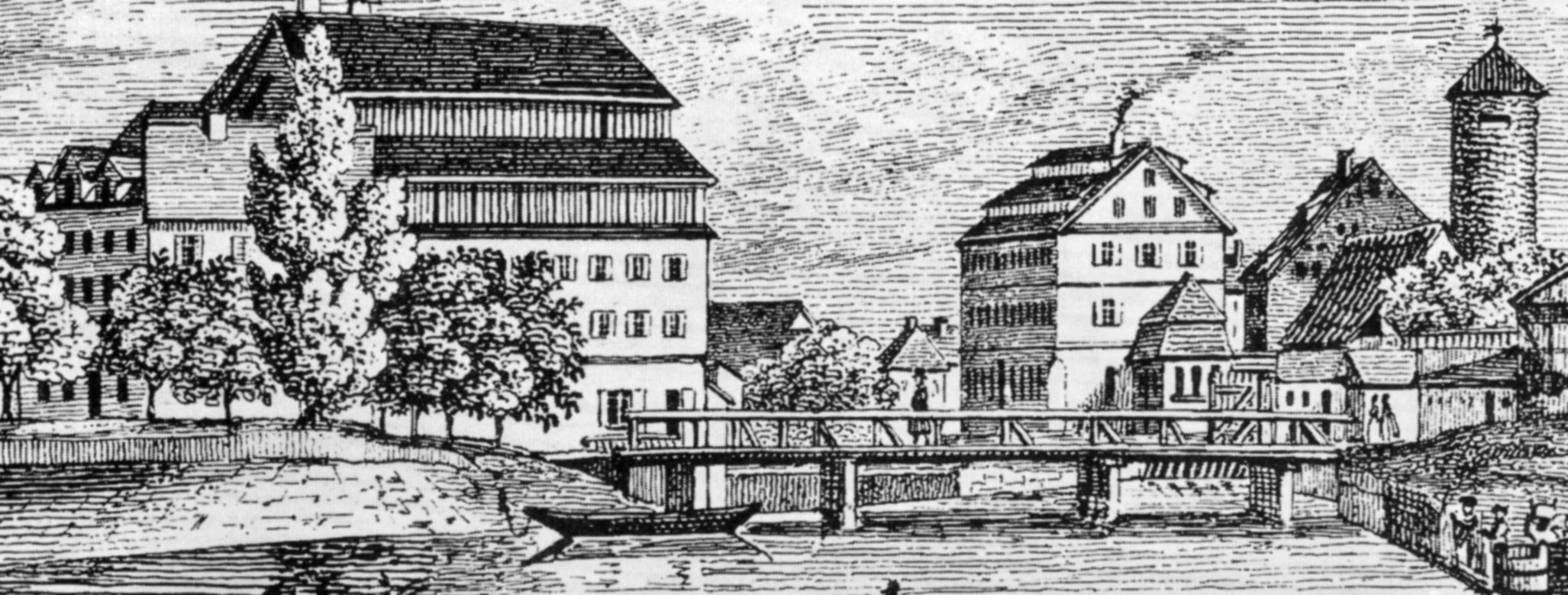
Papierfabriken von Rauch (links) und Schaeuffelen (rechts) um 1835

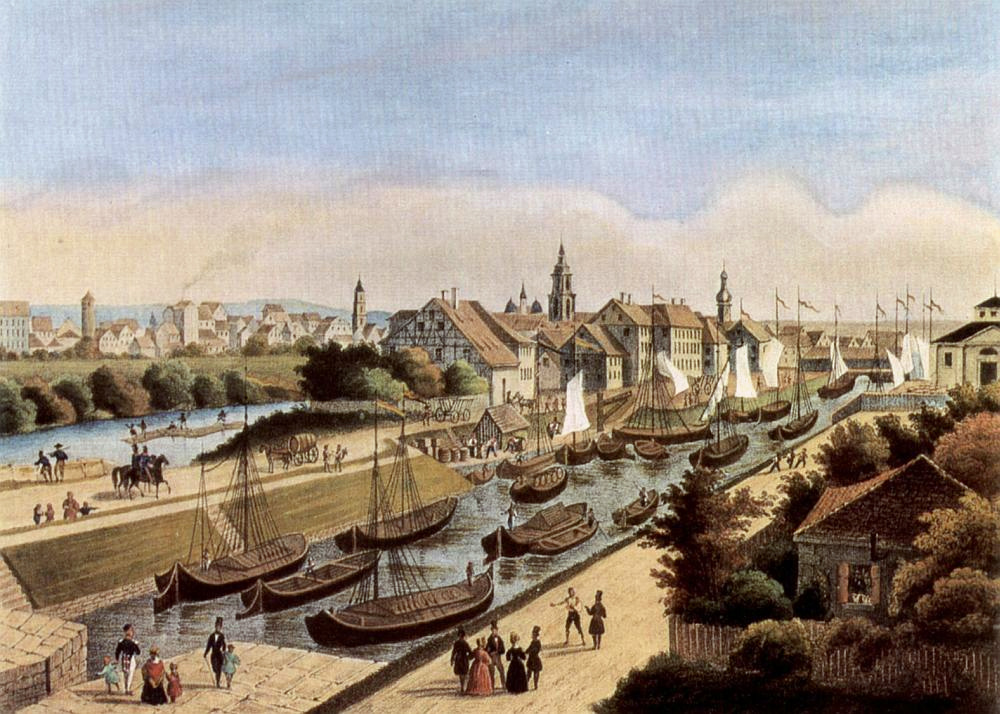
Wilhelmskanal nach Süden, um 1840

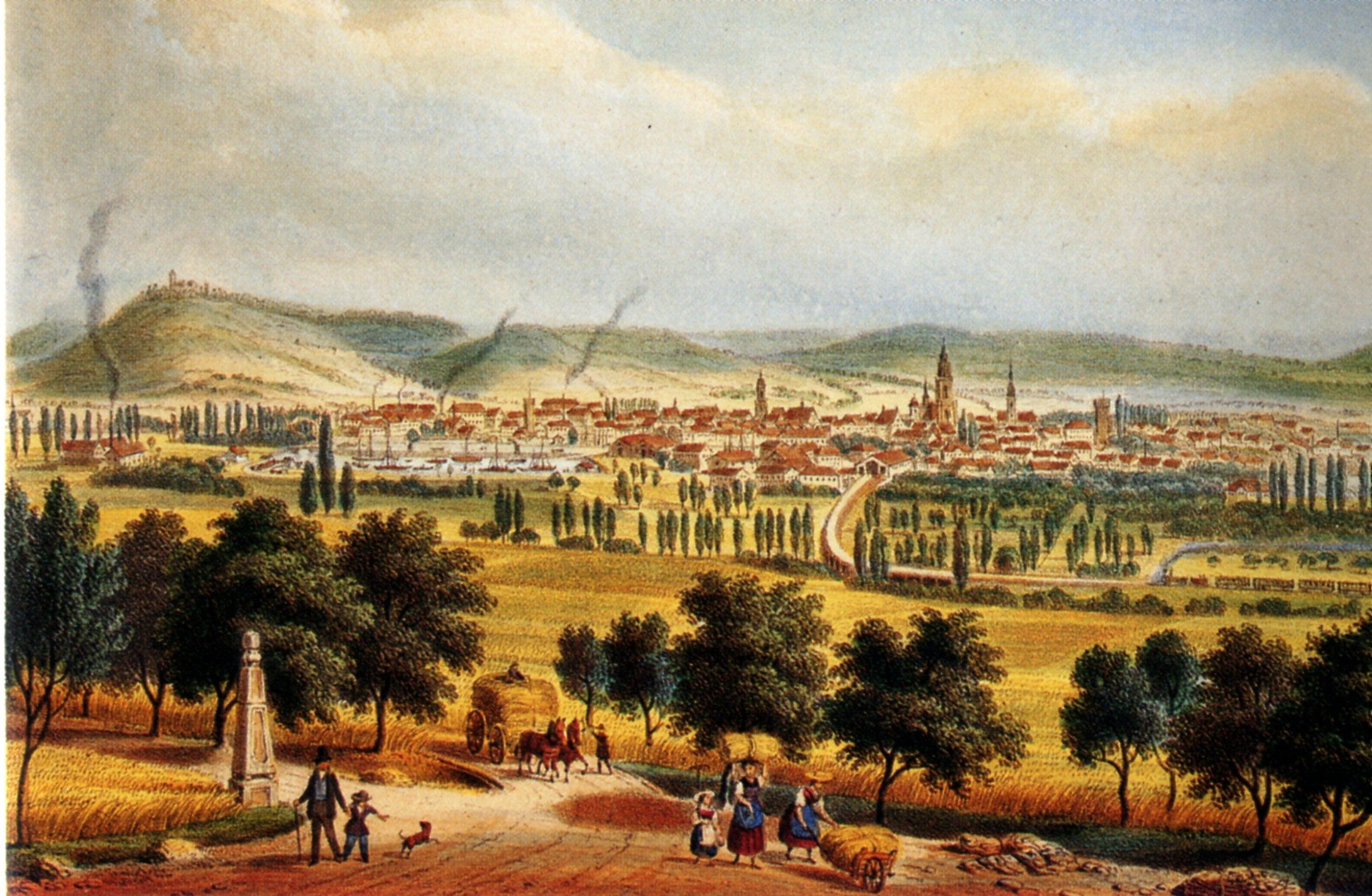
Heilbronn 1855 von Westen gesehen: Rauchsäulen künden von Fabriken und Eisenbahn

Die Vorindustrialisierung in Heilbronn nahm in der zweiten Hälfte des 18. Jahrhunderts am Neckar ihren Ausgang, als zahlreiche Heilbronner Handelsunternehmen durch Gründung oder Kauf von Mühlen dazu übergingen, ihre Handelsprodukte auch selbst weiterzuverarbeiten. Die erste Fabrik der Stadt war die 1759 auf der Neckarinsel Hefenweiler übernommene Eisenschmiede des Handelshauses von Georg Friedrich Rauch. 1771 folgte die Baumannsche Ölmühle (später Carl Hagenbucher & Sohn), 1797 die Hahnsche Ölmühle. Damit ging die Industrialisierung in Heilbronn vom Handel aus, während sie im sonstigen Württemberg meist auf dem Handwerk gründete. Die frühen Fabriken waren freilich zunächst noch relativ bedeutungslos, so dass es in der statistisch-geographischen Übersicht der neu-württembergischen Gebiete noch heißt, dass „Manufacturen und Fabriken im eigentlichen Verstande keine da sind; es ist aber viel Gewerbe und Handlung in der Stadt.“
Weitere Handelshäuser gingen im beginnenden 19. Jahrhundert zur Fabrikation von Produkten über, wodurch die Industrialisierung in Heilbronn einen gewissen Aufschwung nahm. Die chemische Industrie in Heilbronn hatte ihren Ursprung in der 1801 aufgenommenen Bleiweißproduktion des Handelshauses Rund. Die Tabakfabrikation wurde 1803 von der Handelsfirma August Orth & Co. aufgenommen. Mit der am Marktplatz um 1805 entstandenen Heilbronner Silberwarenfabrik des Georg Peter Bruckmann kamen erstmals auch industrielle Impulse aus dem Handwerk.
Die Kontinentalsperre war jedoch keine Ursache des Wandels vom Handel zur Industrie, da die Heilbronner Handelshäuser einen genügenden Vorrat an Kolonialwaren besaßen und noch bis 1814 bedeutende Umsätze mit importierten Waren machten. Vielmehr brachte erst das Ende der Kolonialsperre ab 1815 durch nun wieder in großer Zahl importierte englische Textilwaren eine wirtschaftliche Gefahr für die württembergische Textilindustrie. Die Hungersnöte von 1816/17 führten dann zu einer Krise im Lebensmittelhandel. Kurz vor 1820 war eine allgemeine Wirtschaftskrise in Württemberg erreicht. Durch die Frühindustrialisierung mussten immer mehr Rohstoffe nach Württemberg importiert und auf dem Wasserweg transportiert werden, wobei das Heilbronner Stapelrecht und die Heilbronner Neckarwehre ein Handels- und Transporthindernis bildeten. Gleichzeitig hatte im frühen 19. Jahrhundert der Mannheimer Stapel, bei dem Waren von den Rheinschiffen auf kleinere Neckarschiffe umgeladen werden mussten, Heilbronn an Umschlagbedeutung übertroffen. Württemberg bemühte sich daher nach dem Wiener Kongress 1815, in dem Württembergs Anspruch auf die rund zehn Jahre zuvor zugesprochenen früheren reichsstädtischen, reichsritterschaftlichen und Deutschordens-Gebiete bestätigt worden war, das Binnenverkehrshindernis in Heilbronn zu beheben. Der Neckar wurde durch den 1819 bis 1821 erbauten und 1828/29 erweiterten Wilhelmskanal in Heilbronn wieder durchgängig schiffbar gemacht. Außerdem verlor Heilbronn sein Stapelrecht.
Heilbronn war damals erster Einfuhrplatz Württembergs für Waren aus tropischen und subtropischen Ländern, so für Kaffee, Tee, Zucker, Gewürze und Reis. Die Kaufleute der Stadt erwarben in den 1830er Jahren die meisten ihrer Waren direkt von den holländischen und französischen Nordseehäfen und lieferten ihre Kolonialwaren nach Württemberg sowie in große Teile Süddeutschlands.
Dennoch sah sich der Handel, der sich schon im vorindustriellen Mühlenwesen engagiert und nun seine alten Standortvorteile verloren hatte, verstärkt zur Hinwendung zu neuen Industriezweigen gezwungen. Auf den Inseln des Neckars siedelte sich die vom gesteigerten Holzumschlag profitierende Heilbronner Papierindustrie an: Die Gebrüder Adolf und Moriz von Rauch wandelten ihr traditionsreiches Handelshaus in eine Papierfabrik um und betrieben 1823 die erste englische Endlospapier-Maschine in Süddeutschland. Gustav Schaeuffelen nahm 1830 die erste auf dem Kontinent entwickelte Maschine von Johann Jakob Widmann in Betrieb und avancierte in der Folgezeit zum größten deutschen Papierhersteller. 1830 wurde die Heilbronner Schwefelsäurenfabrik von Friedrich Michael Münzing, einem der Väter der chemischen Industrie, in Betrieb genommen. Die Gebrüder Wolff hielten zahlreiche Szenen aus diesen Jahren auf ihren weitverbreiteten Lithografien fest.
Der Strukturwandel in der Zeit um 1830 wurde durch die württembergische Gewerbereform von 1828 begünstigt, die für zahlreiche Gewerbe den Zunftzwang aufhob und für Fabrikneugründungen den verbleibenden Einfluss der Zünfte aushebelte.
Im Jahre 1832 war Heilbronn mit 17 Fabriken, in denen 450 Arbeiter beschäftigt waren, die Stadt mit den meisten Fabriken in Württemberg und wurde als das schwäbische Liverpool bezeichnet. Zwar gab es in anderen Städten wie Esslingen, Stuttgart oder Cannstatt zu dieser Zeit mehr Fabrikarbeiter, jedoch waren sie dort in wenigen Betrieben der arbeitsintensiven Textilindustrie beschäftigt, die in Heilbronn nur eine untergeordnete Bedeutung innerhalb der großen Branchenstreuung hatte.
1838 wurde der Lebensmittelhersteller Knorr gegründet, 1839 wurden 33 Mühlen und Fabriken in Heilbronn gezählt. Die Bevölkerung wuchs bis zum Jahr 1840 auf 11.300 Menschen. Ab 1840 gab es direkten Schiffsverkehr mit dem Überseehafen Rotterdam, aufgrund des gesteigerten Warenumschlags musste der Heilbronner Zollhafen 1845 bedeutend erweitert werden. In diesem Zusammenhang war von Heilbronn auch als Hamburg des Neckars die Rede. Der gesteigerte Warenverkehr und der neue Winterhafen brachten eine Änderung der Verladepraxis mit sich. Der historische Heilbronner Kranen von 1513 wurde ab 1824 um neue Kräne ergänzt. Insgesamt errichtete man bis 1890 elf neue Kräne, während der alte Holzkran 1864 abgebrochen wurde. Einer der Kräne des 19. Jahrhunderts hat sich als technikgeschichtliches Denkmal am Wilhelmskanal bis heute erhalten.
Die Heilbronner Handels- und Gewerbekammer (heute IHK Heilbronn-Franken) wurde 1855 gegründet. Die württembergische Gewerbestatistik von 1861 wies im Bereich des Oberamts Heilbronn bereits 251 Industriebetriebe mit 2715 Beschäftigten aus. Freilich handelte es sich überwiegend um Kleinbetriebe, denn von diesen, überwiegend in Heilbronn selbst angesiedelten Betrieben waren die meisten zunächst noch Ein-Mann-Betriebe. Da es bis auf die Salzvorräte in Heilbronn keine Bodenschätze gibt, kam es nicht zum Aufbau einer Schwerindustrie, sondern war die Heilbronner Industrie von Anbeginn von einer hohen Spezialisierung gekennzeichnet. Neben den zuvor genannten größeren Mühlen mit insgesamt 677 Beschäftigten im Jahr 1861 und den ebenfalls zuvor genannten Fabriken gab es bis zu diesem Zeitpunkt noch die aufstrebende Maschinenbau-Gesellschaft Heilbronn sowie die 1853 gegründete Heilbronner Zuckerfabrik, die mehr als 200 Beschäftigte hatten. Zuckerfabrik-Direktor Andreas Faißt zählte 1865 zu den Gründern der Brauerei Cluss.
Die weitere Entwicklung der Industrialisierung in Heilbronn wurde durch die württembergische Gewerbeordnung von 1862 begünstigt, mit der die vollständige Gewerbefreiheit eingeführt wurde.

#### Ausbau des Schulwesens im 19. Jahrhundert

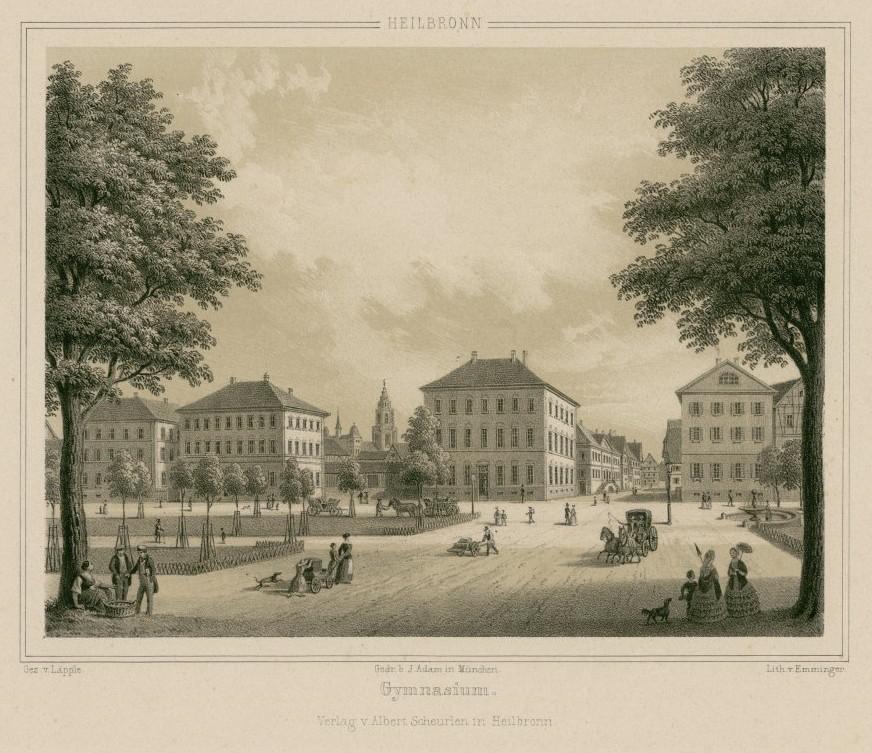
Das Heilbronner Gymnasium um 1855

Das aus der angestammten Lateinschule der Stadt hervorgegangene Karlsgymnasium (das spätere Theodor-Heuss-Gymnasium) erhielt 1827 einen Neubau und wurde um Realklassen ergänzt, um der von Seiten der württembergischen Schulbehörde drohenden Abstufung zum Lyceum zu entgehen. Neben dem für Knaben vorbehaltenen Karlsgymnasium bestanden im frühen 19. Jahrhundert die für Mädchen bestimmte Katharinenschule sowie die konfessionellen Volksschulen und eine Sonntags-Gewerbeschule.
Als freiwillige Einrichtung für Berufsanfänger wurde 1854 die Gewerbliche und Kaufmännische Fortbildungsschule (aus der sich das heutige Technische Schulzentrum Heilbronn entwickelte) als zweite Anstalt ihrer Art in Württemberg eröffnet. Weitere freiwillige Fortbildungsschulen waren die Landwirtschaftliche Winterschule und eine Frauenarbeitsschule.
Bis 1869 war das Karlsgymnasium die einzige höhere Schule der Stadt. Zahlreiche Schüler jener Zeit sind weit über die Grenzen der Stadt hinaus bekannt geworden, darunter der Naturforscher Robert Mayer, der Schriftsteller Ludwig Pfau, der Nationalökonom Gustav von Schmoller, der Geigenvirtuose Hugo Heermann und der Prähistoriker Alfred Schliz.
1869 und 1873 wurden die Realklassen des Karlsgymnasiums in eigene Schulen ausgegliedert. Diese Schulen entwickelten sich zum heutigen Robert-Mayer-Gymnasium und zur heutigen Dammrealschule. Die evangelische Schule wurde in jeweils nach Knaben und Mädchen getrennte Volks-, Mittel- und Allgemeine Fortbildungsklassen aufgegliedert. Ebenfalls im 19. Jahrhundert hinzu kam eine israelische Religionsschule der inzwischen wieder entstandenen jüdischen Gemeinde Heilbronns.
Höhere Schulen für Mädchen gab es in Heilbronn zunächst nicht. Aus einem 1831 gegründeten privaten höheren Töchterinstitut entwickelte sich nur langsam die 1879 staatlich anerkannte Höhere Mädchenschule für Frauen. Bis auf weiteres konnten Frauen in Heilbronn jedoch nur an einem Jungengymnasium das Abitur erlangen. 1922 war Victoria Wolff eine der ersten Heilbronner Frauen zwischen den Abiturienten des Robert-Mayer-Gymnasiums. Ab 1937 konnten Frauen ihr Abitur schließlich an der Mädchenoberrealschule machen, aus der nach dem Zweiten Weltkrieg das Elly-Heuss-Knapp-Gymnasium Heilbronn wurde. Die Geschlechtertrennung an den Heilbronner Gymnasien wurde erst in den 1970er Jahren vollends aufgegeben.

#### Stadtplanung unter Louis de Millas ab 1839

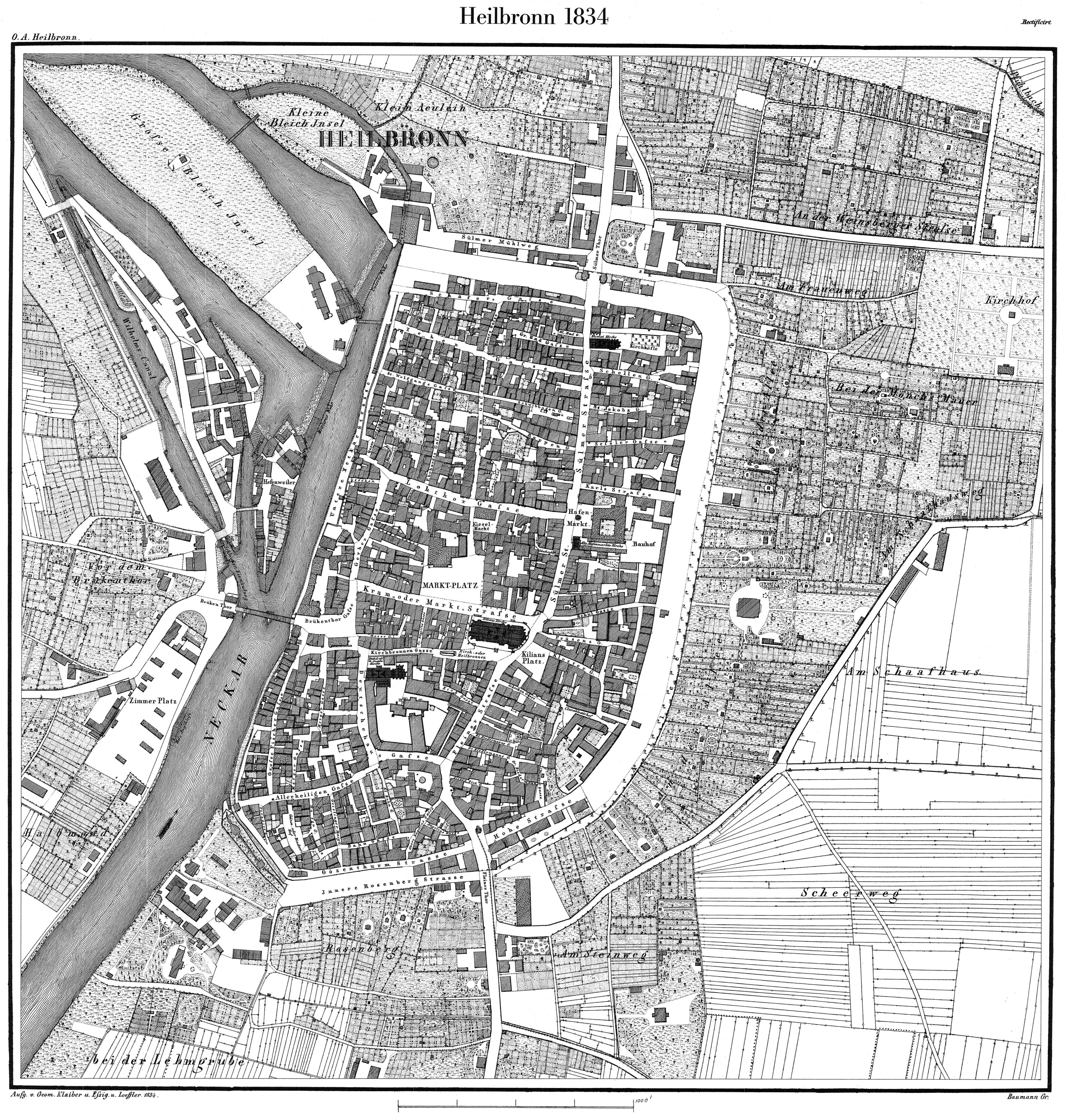
Heilbronn 1834

Die rasche Industrialisierung Heilbronns führte im 19. Jahrhundert zu einem großen Bevölkerungswachstum. Zwischen 1800 und 1900 stieg die Einwohnerzahl von etwa 5.700 auf etwa 38.000 an. Die Wohnungsnot führte ab etwa 1830 dazu, nicht nur Fabriken, sondern auch Wohngebiete außerhalb des alten Stadtkerns anzulegen.
Ab 1839 entstanden die Heilbronner Vorstädte nach Plänen des Stadtbaumeisters Louis de Millas, der nach damals üblichen städtebaulichen Prinzipien plante. Vor die vier Tore der Altstadt legte er ein System von nahezu gleich großen, rechteckigen Bauquartieren, die keinen Bezug zu den topografischen Gegebenheiten hatten und keine städtebauliche Gesamtkonzeption erkennen ließen. Seine Pläne und die Baustatuten zur Regelung der Bebauung in der Altstadt bildeten ab 1840 die rechtlichen Grundlagen für die Erweiterung der Stadt. Es entstanden zunächst die Quartiere vor dem Sülmer-, Fleiner- und Karlstor. Die Hauptstraßen der neuen Viertel wurden nach Angehörigen des württembergischen Königshauses benannt: Wilhelm-, Karl-, Paulinen- und Olgastraße. An der Wilhelmstraße, der südlichen Verlängerung der Fleiner Straße, entstanden bis um 1853 bereits das Wollhaus und mehrere repräsentative Gebäude wie der Wilhelmsbau oder die Villa Goppelt. Die Brückentor-Vorstadt um die Bahnhofstraße wurde in ihrer Gestaltung von den ab 1847 errichteten Eisenbahn-Anlagen um den 1848 eingeweihten Heilbronner Bahnhof beeinflusst und konnte zu de Millas Bedauern aufgrund des Bahnverlaufs nicht nach dem übrigen Quadrate-Schema ausgeführt werden.
Auf Pläne von Louis de Millas geht auch der Bau von Arbeiterwohnungen an der Fabrikstraße ab 1856 zurück. Die Kolonie Fabrikstraße umfasste bis 1871 bereits 72 Wohnungen. Aus dem von dem Papierfabrikanten Adolf von Rauch initiierten Wohnungsbauprojekt entstand die heutige Stadtsiedlung Heilbronn als ältestes gemeinnütziges Wohnungsbauunternehmen in Württemberg.
Ab 1839 setzte im Heilbronner Stadtwald eine geregelte Forstwirtschaft ein. 1842 wurde der Stadtwald durch den langjährigen städtischen Waldinspektor Bernhard Nickel erstmals sorgfältig vermessen. 1855 wurde das Jagdwesen durch ein neues Jagdgesetz neu geregelt. Der 1863 gegründete Verschönerungsverein Heilbronn war der dritte Verschönerungsverein im Königreich Württemberg und hatte die Verschönerung der Stadt und ihrer Umgebung durch die Anlage von Spazierwegen, Aussichtspunkten und Ruhebänken zum Ziel. Mit zahlreichen Wanderwegen und Schutzhütten, dem Bau des Schweinsbergturms, der Renovierung des Wartbergturms und der Erweiterung der Köpferbrunnenanlage schuf man so bereits vor 1900 zahlreiche Naherholungsmöglichkeiten.

#### Vereinsgründungen zur Zeit des Vormärz

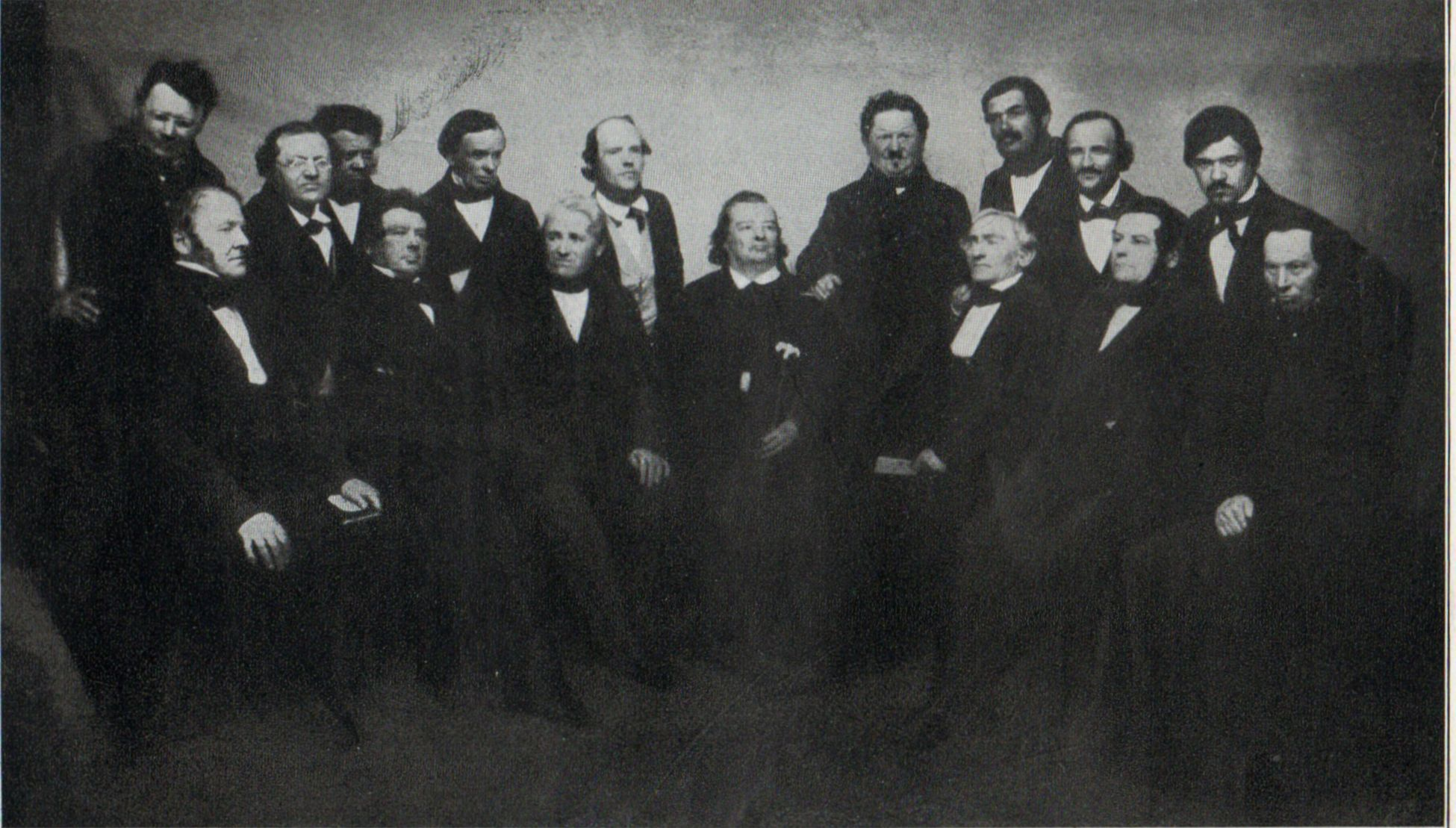
Die Heilbronner Gräßle-Gesellschaft war ein bedeutender Honoratiorenzirkel, Foto von 1855

In der Zeit des Vormärz kam es in Heilbronn wie überall in den deutschen Ländern zur Gründung zahlreicher Vereine. Die 1814 gegründete Harmonie-Gesellschaft war ein geselliger Verein, der Gesellschaftsabende ausrichtete, eine Bibliothek unterhielt und Veranstaltungen durchführte. Aus dem Vereinsheim an der Allee ging das heutige Konzert- und Kongresszentrum Harmonie hervor. Der 1818 gegründete Singkranz ist einer der ältesten Gesangvereine in Deutschland, obwohl in den ersten Jahrzehnten seines Bestehens der Schwerpunkt noch auf Geselligkeit statt auf Gesang lag. Ebenfalls der Geselligkeit verpflichtet waren verschiedene Honoratiorenzirkel, darunter die 1845 gegründete Gräßle-Gesellschaft, die sich nach ihrem Versammlungslokal in der Gaststube des Bäckers Christoph David Gräßle benannte und der der Freundeskreis um den Arzt Philipp Sicherer aus dem Theologen David Friedrich Strauß, dem Politiker Adolf Goppelt, dem Stadtschultheißen Heinrich Titot und weiteren Honoratioren angehörten. Unter den Sportvereinen ragt der im April 1845 gegründete Turnverein TG Heilbronn heraus, der bereits im Folgejahr, 14 Jahre vor dem offiziellen ersten allgemeinen deutschen Turnfest, in Heilbronn ein allgemeines deutsches Sportfest ausrichtete. Der Turnverein diente im Brandfall außerdem als Hilfsmannschaft der Feuerwehr. Von den Heilbronner Vereinen gingen in der Mitte des 19. Jahrhunderts mehrere überregional beachtete Turner- und Sängerfeste aus.

#### Deutsche Revolution 1848/49

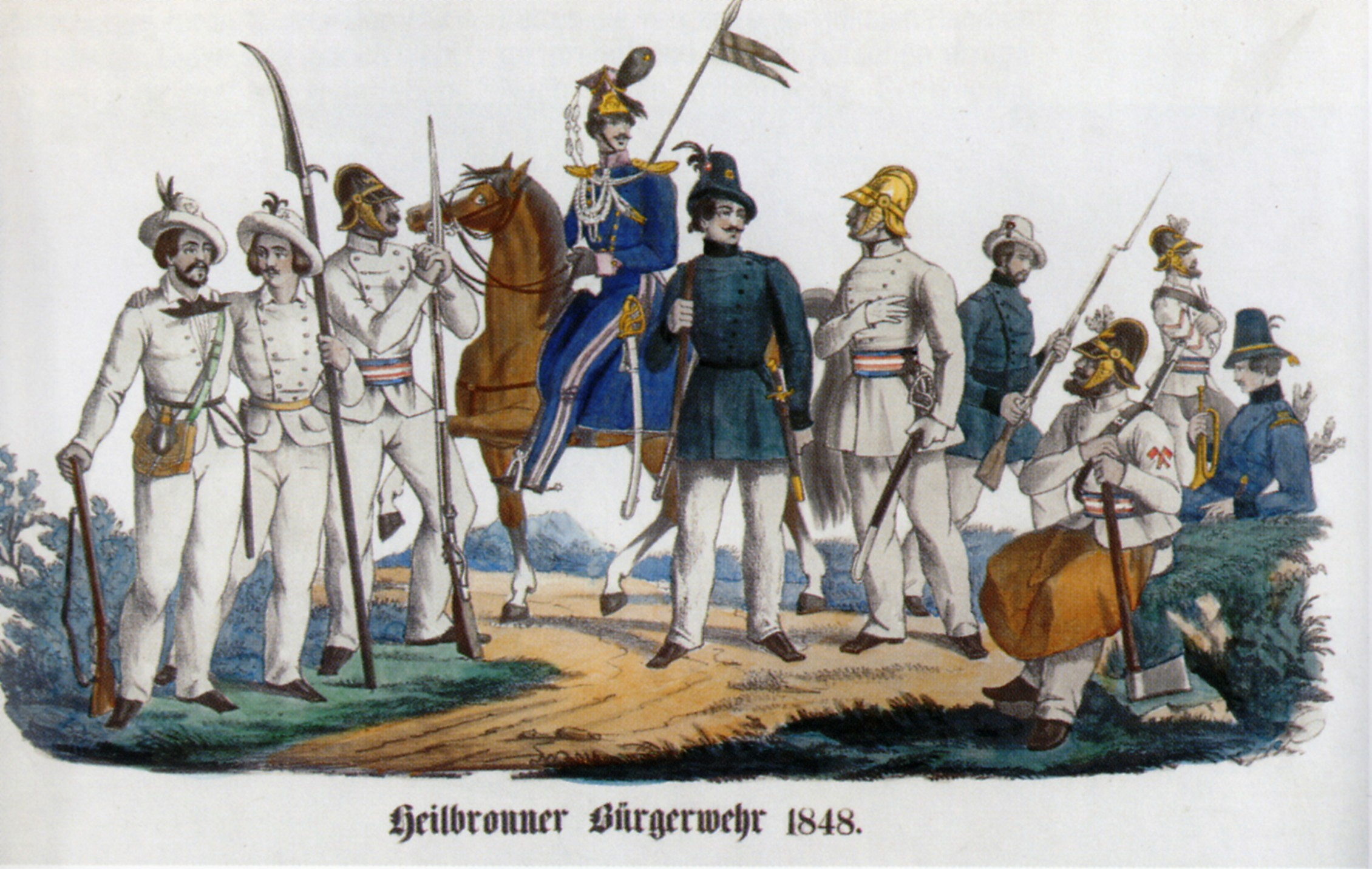
Die Heilbronner Bürgerwehr 1848

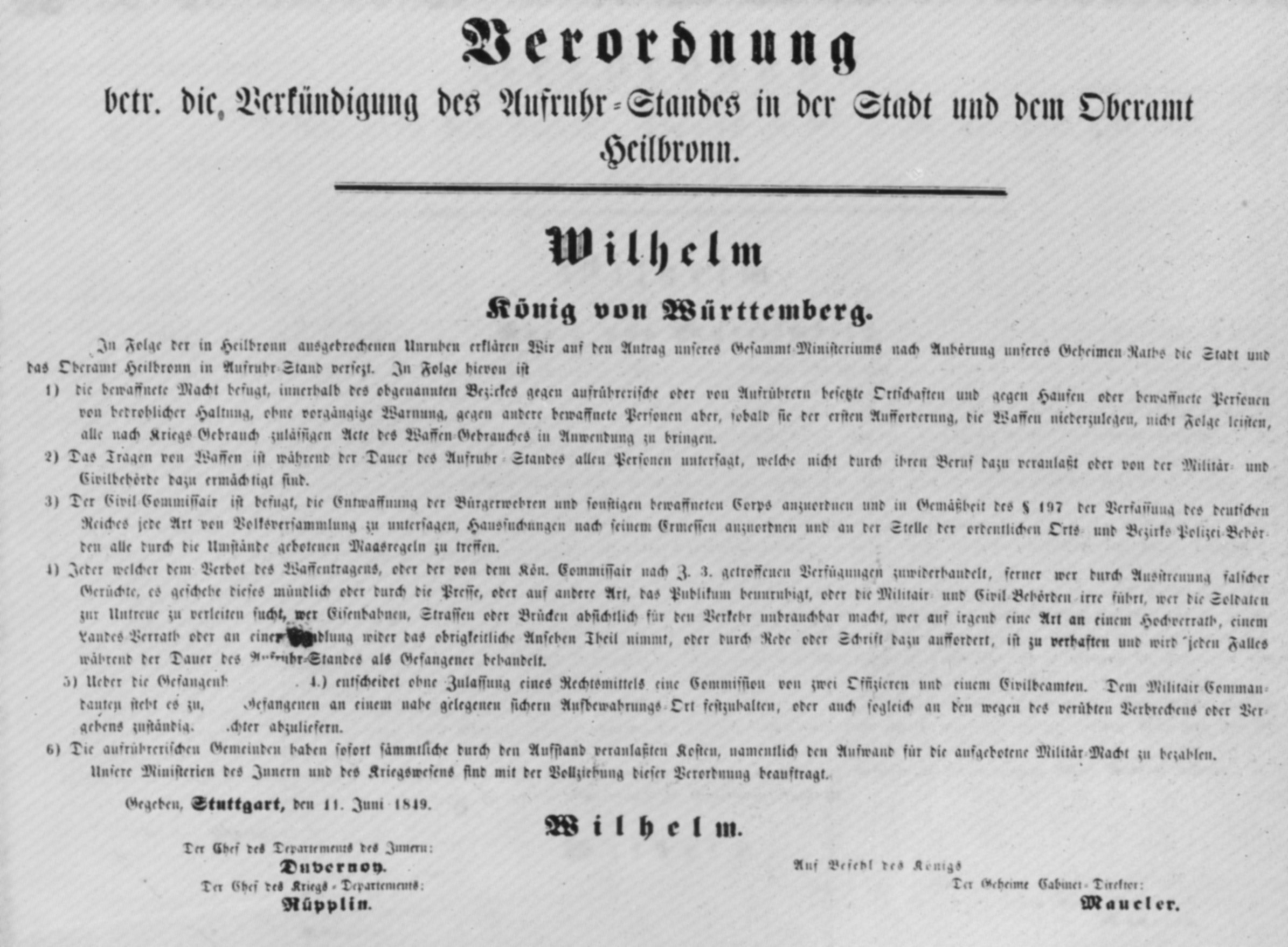
Aufruhrzustandserklärung 1849

Im Jahr 1848 geriet Heilbronn früh in die Wirren der Märzrevolution. Eine erste Bürgerversammlung im Gasthof Adler forderte am 2. März 1848 das Recht auf Versammlungs- und Pressefreiheit sowie das Recht, Waffen zu tragen. In den Folgetagen kam es zu zahlreichen abendlichen „Katzenmusiken“ (friedlicher Radau vor den Wohnhäusern missliebiger Personen) und weiteren Volksversammlungen. Der Turnverein bewaffnete sich und bildete eine Turnerwehr. Die Stadt erwarb ihrerseits 600 Musketen, und es wurde eine Heilbronner Bürgerwehr gegründet, die für die Aufrechterhaltung der öffentlichen Ordnung sorgen sollte. Die später über 1250 Mann starke Truppe setzte sich überwiegend aus Mitgliedern der bereits bestehenden Wehren (Bürgergarde zu Fuß, Bürgergarde zu Pferd, Turnerwehr und Feuerwehr) zusammen. Die Mitglieder der Bürgerwehr waren oftmals Anhänger der revolutionären Ideen, so dass die Wehr zunächst nicht in Erscheinung trat, sondern ihre Mitglieder vielmehr häufiger an den Volksversammlungen teilnahmen. Die Volksbewaffnung wurde zum Rücktrittsgrund des Stadtschultheißen Heinrich Titot.
Zu den viel gehörten, gemäßigten Rednern auf Versammlungen in und um Heilbronn zählte der Gastwirt Louis Hentges (1818–1891), dem das oft für Versammlungen genutzte Gasthaus Löwen gehörte und der am 25. April 1848 in die Frankfurter Nationalversammlung gewählt wurde. Heilbronn galt als württembergisches Zentrum der Märzrevolution, deren Ideen von der Zeitung Neckar-Dampfschiff des Heilbronner Verlegers August Ruoff verbreitet wurden. Diese von 1842 bis 1853 bestehende Zeitung nahm 1848 als erste Heilbronner Zeitung die Pressefreiheit für sich in Anspruch, nachdem seit Bestehen der ersten Druckerei in Heilbronn im Jahr 1630 nichts ohne Wissen und Bewilligung des Rats hatte gedruckt werden dürfen. Auch wenn die Revolution scheiterte, blieb es dennoch bei der Pressefreiheit, so auch für das 1744 als Wochentlich-Heilbronnisches Nachricht- und Kundschaffts-Blatt gegründete Intelligenzblatt, das sich ab 1848 Heilbronner Tagblatt und ab 1861 Neckar-Zeitung nannte.
In wirtschaftlicher Hinsicht entstand 1848 nach Klagen der Kaufleute gegen staatliche Bevormundung die staatliche Zentralstelle für Gewerbe und Handel in Stuttgart, der künftig auch Wirtschaftsvertreter angehörten, die wenig später vollends den Vorstand bildeten. Dieser Zentralstelle gehörten auch Heilbronner Kaufleute (Dittmar, Goppelt, Rümelin, Münzing, von Rauch) an, außerdem wurde der Kaufmann Adolf Goppelt Finanzminister der Württembergischen Märzregierung 1848.

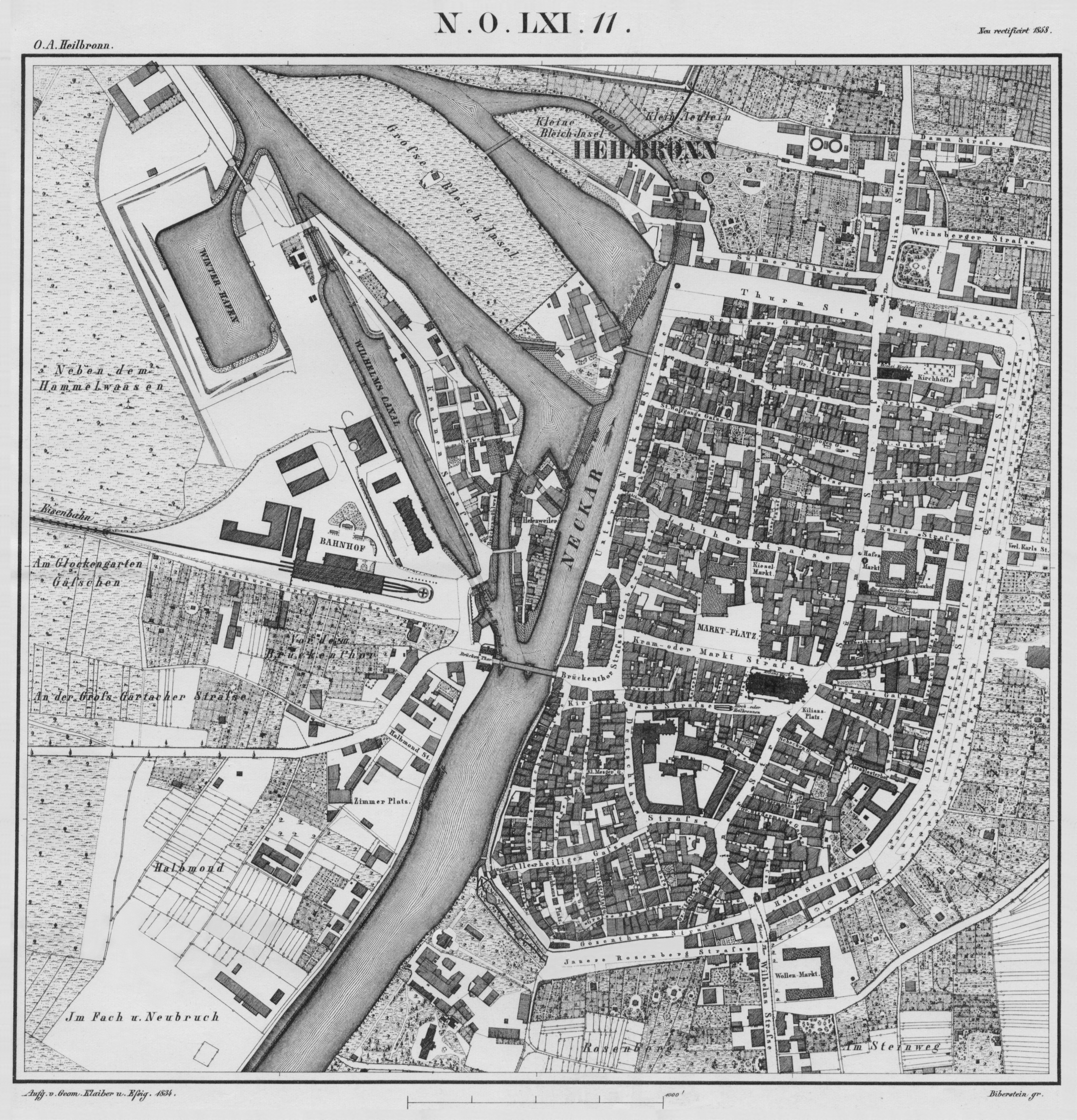
Heilbronn 1858

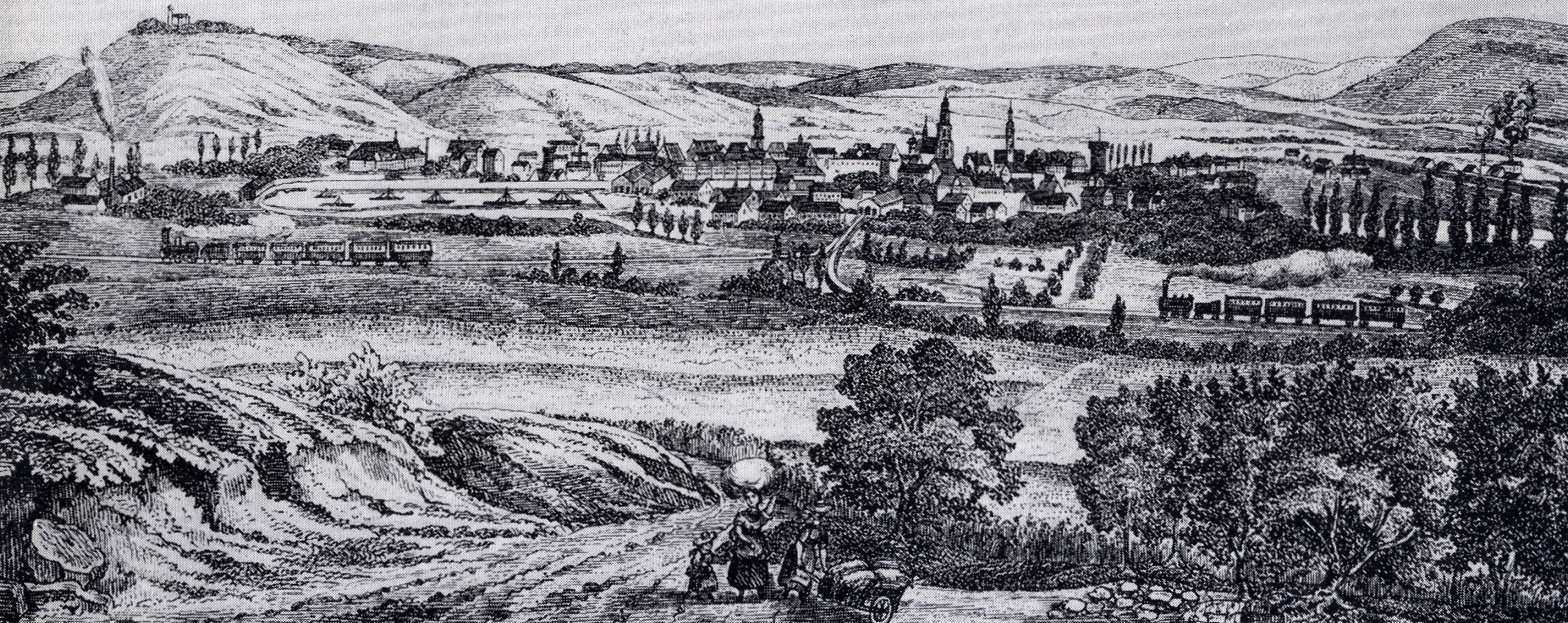
Heilbronn 1862

Am 14. Juni 1848 nahmen zahlreiche Soldaten des im Deutschhof stationierten 8. Württembergischen Infanterieregiments an zwei der Volksversammlungen in Heilbronn teil. Im Anschluss erzwang eine große Menschenmenge vor dem Deutschhof die Freilassung von drei wegen revolutionärer Umtriebe inhaftierten Regimentsangehörigen. Am Folgetag erreichte eine ähnliche Demonstration Heilbronner Arbeiter und Soldaten in Weinsberg die Freilassung von vier inhaftierten Bauernführern. Am 17. Juni marschierten jedoch 3400 königliche Soldaten in Heilbronn ein und entwaffneten das meuternde Regiment. Die Heilbronner Soldaten wurden nach Ludwigsburg strafversetzt, und 25 Regimentsangehörige wurden im Dezember 1848 zu teils harten Strafen verurteilt.
Im September 1848 kam es erneut zu Volksversammlungen in Heilbronn, die den Unmut über das als unzeitgemäß empfundene württembergische Parlament sowie die nach dem Waffenstillstand von Malmö erfolgte Abtretung von Schleswig zum Gegenstand hatten. Als Redner war u. a. Theobald Kerner zu hören. Nachdem es zu weiteren Ruhestörungen und zur Bildung eines Vereins patriotisch gesinnter Jungfrauen zur Fertigung scharfer Munition gekommen war, wurden abermals Soldaten aus Stuttgart entsandt, die anstelle der weiterhin nicht in Erscheinung tretenden Bürgerwehr für Ruhe und Ordnung sorgten.
Im Frühjahr 1849 kam es mit der Forderung nach Anerkennung der Reichsverfassung durch Stuttgart zu weiteren Versammlungen, darunter von 15. bis 24. April zu täglichen Kundgebungen des Demokratischen Vereins auf dem Heilbronner Marktplatz. In dieser Zeit betätigte sich auch der später als Orientalist bekannt gewordene Ernst Trumpp als Redner im Umland. Am 5. Juni 1849 zog die bewaffnete Turnerwehr unter Führung von August Bruckmann zur Unterstützung badischer Freischaren aus. Damit tat die Heilbronner Turnerwehr es den Hanauer Turnern gleich, die man beim Turnfest 1846 kennengelernt hatte. Am 9. Juni wurden die in der Stadt verbliebenen rund 1000 Bewaffneten der Bürgerwehr auf die Reichsverfassung vereidigt. Am 12. Juni rückten abermals 4000 Soldaten und Regierungskommissar Ernst Geßler aus Stuttgart ein, um die Bürgerwehr zu entwaffnen, kamen jedoch wegen der überwältigenden Solidarisierung der Bevölkerung mit der Bürgerwehr vorerst nicht zum Zuge. Auch hatte es die Bürgerwehr nicht auf eine Auseinandersetzung mit dem Militär abgesehen. Noch in der Nacht versammelte sich die Bürgerwehr auf dem Marktplatz, wo Arbeiter und Handwerker das Rathaus stürmten und darin gelagerte Waffen an sich brachten. Etwa die Hälfte der Bewaffneten teilte sich in zwei Gruppen auf: das 200 Mann starke Westkorps zog über Wimpfen nach Baden, das 300 Mann starke Ostkorps nach Löwenstein. Den königlichen Truppen gelang am folgenden Morgen die Entwaffnung der verbliebenen Bürgerwehrler. Das Ostkorps erwartete in Löwenstein den Zuzug von Verbündeten aus Hohenlohe, der jedoch ausblieb, so dass sich die Gruppe rasch auflöste. Teile des Westkorps gelangten noch bis nach Rastatt, und einige der Wehrler wurden dort Ende Juni 1849 eingeschlossen. Viele führenden Köpfe des gescheiterten Aufstandes setzten sich nach Baden oder in die Schweiz ab. Der Aufruhrzustand blieb in Heilbronn bis 9. Juli 1849 bestehen, das königliche Militär blieb bis 23. Februar 1850 in der Stadt. In zahlreichen bis 1852 nachfolgenden Prozessen gegen Aufständische wurden teilweise harte Strafen verhängt, beispielsweise wurde der Heilbronner Turnerwehrführer August Bruckmann zu lebenslanger Zuchthaushaft verurteilt.
Das Wachstum der Stadt wurde in der Mitte des 19. Jahrhunderts jedoch nicht nur von den revolutionären Ereignissen, sondern auch von mehreren Missernten und Hungerjahren gebremst. Nachdem es 1846 bereits wegen einer Kartoffelseuche zu Hungersnot gekommen war, kam es anschließend zu einer Reihe von schlechten Weinherbsten, deren schlechtester 1851 war. 1852 gab es erneut eine Hungersnot, und es mussten Suppenküchen und Hilfsvereine eingerichtet werden. Die Wirtschaft stagnierte, Waren- und Grundstückspreise verfielen, zahlreiche Einwohner suchten ihr Glück in der Auswanderung.

#### Ausbau der Wasser- und Schienenverkehrswege

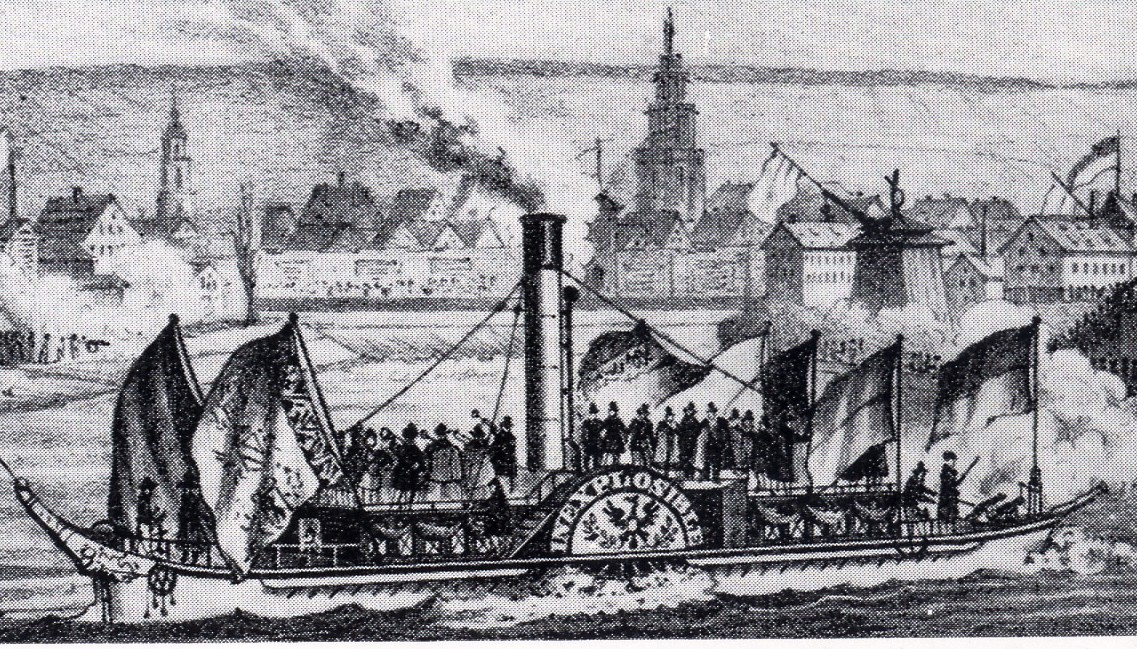
Das erste Dampfboot erreicht 1841 Heilbronn

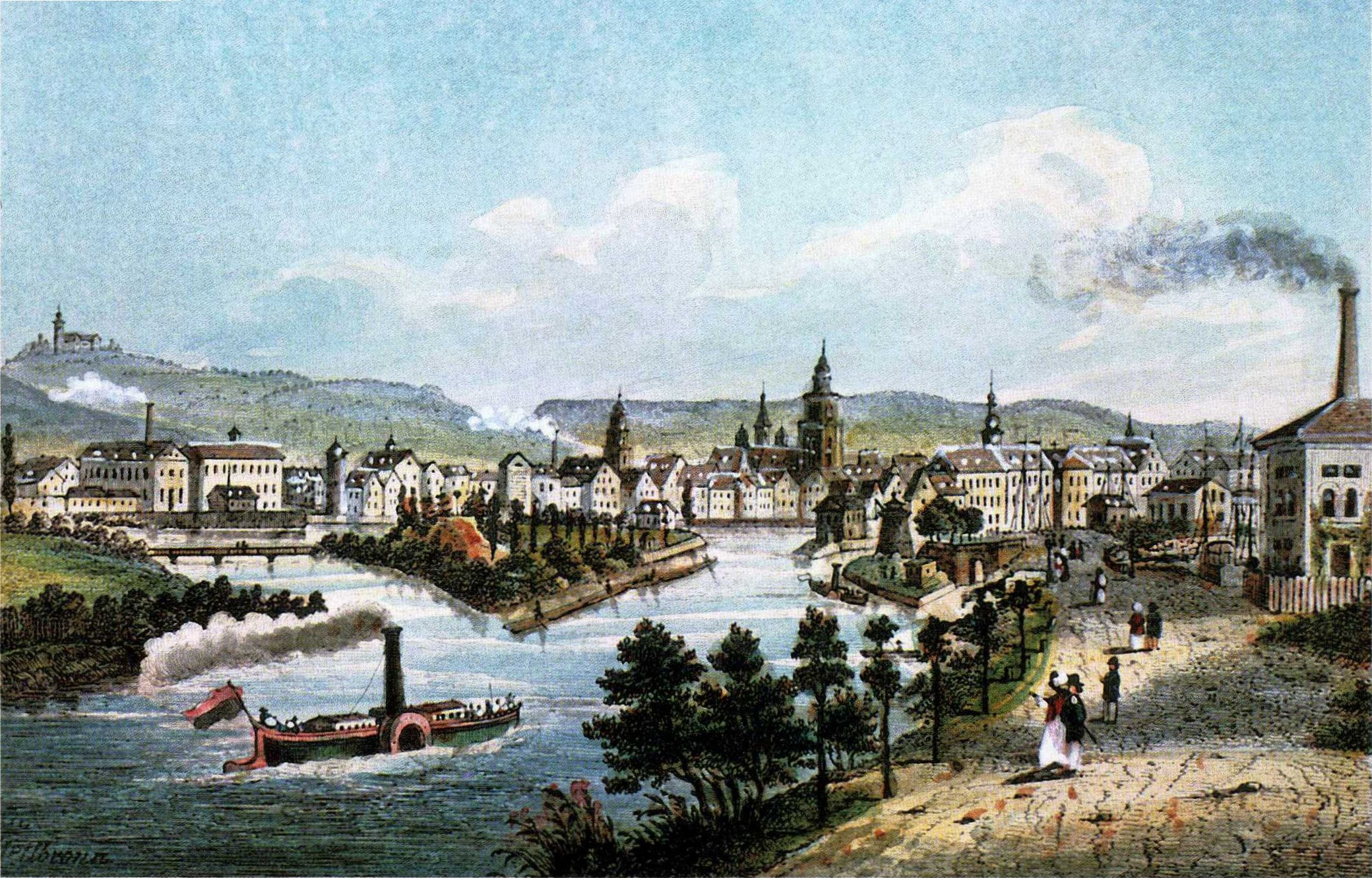
Der Neckar in Heilbronn um 1850 mit Dampfschiff und Ausfahrt des Wilhelmskanals (rechts)

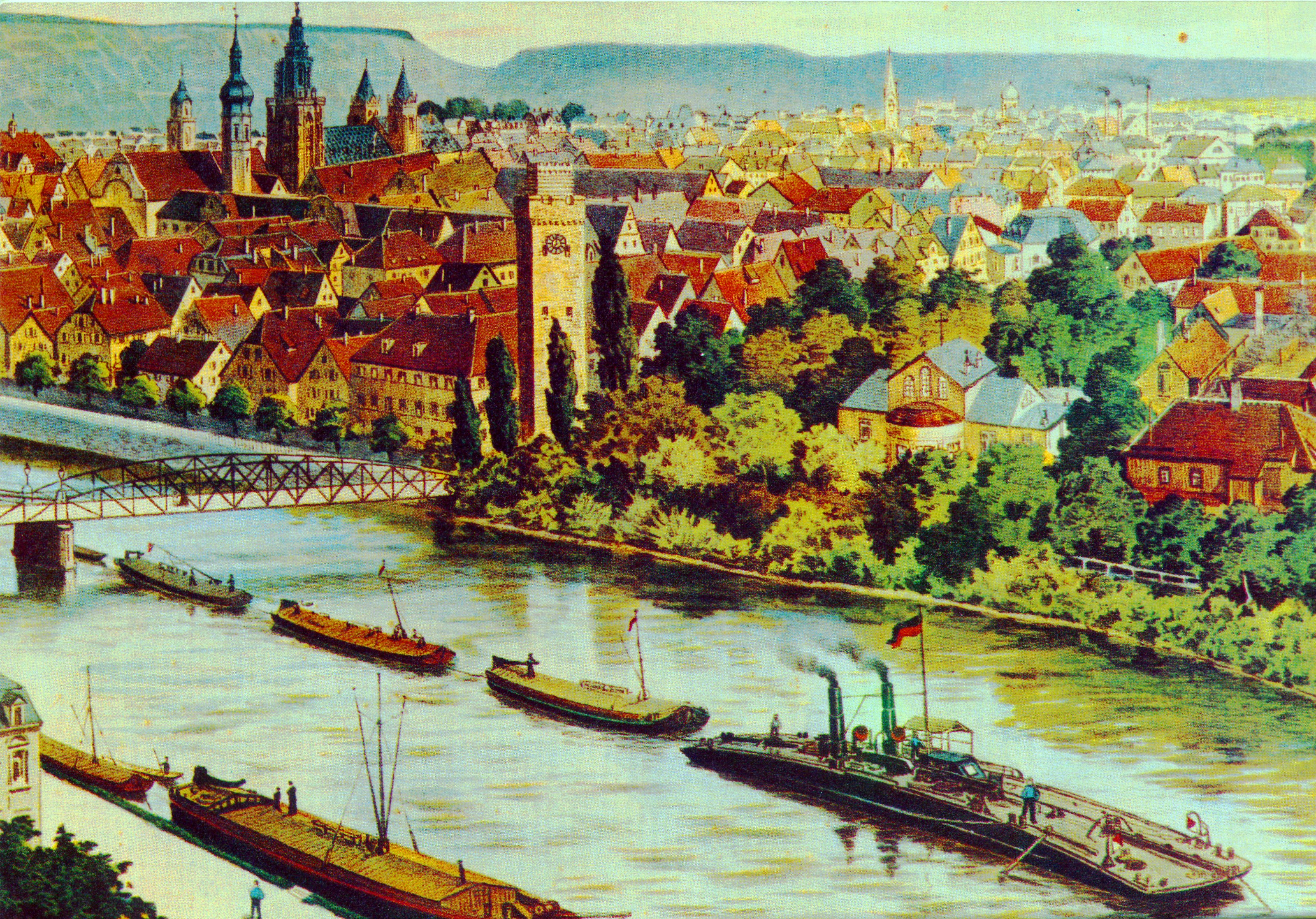
Heilbronn 1902, mit Kettenschifffahrt auf dem Neckar

Nach dem Beginn der Dampfschifffahrt auf dem Rhein strebte man auch in Heilbronn die Aufnahme der Personen- und Güterschifffahrt mit Dampfschiffen auf dem Neckar an. Der damals noch nicht ausgebaute Fluss bot jedoch nicht genügend Tiefgang für die zu jener Zeit gebräuchlichen Dampfschiffe und eine Korrektur des gesamten Flussbetts war nicht finanzierbar. Als französische Konstrukteure dann Dampfschiffe mit niedrigem Tiefgang entwickelt hatten, verkehrte ab 1841 die Neckar-Dampfschifffahrt mit Personendampfschiffen auf dem Neckar von Sontheim nach Heilbronn und weiter nach Mannheim.
Diese zunächst erfolgreiche Dampfschifffahrt bekam jedoch rasch Konkurrenz durch die Eisenbahn. Die Planungen einer ersten königlichen Baukommission ab 1834 sahen noch keinen Anschluss Heilbronns an die projektierte Bahnlinie von Cannstatt über Ulm nach Friedrichshafen vor. Nach Aufnahme des Bahnbetriebs auf der ersten deutschen Linie von Nürnberg nach Fürth 1835 bildete sich unter Vorsitz des Stadtschultheißen Heinrich Titot auch in Heilbronn eine Eisenbahnbaukommission. Titot vertrat die Stadt auch im Ausschuss der 1836 gegründeten privaten württembergischen Eisenbahngesellschaft, die Heilbronn erstmals in den Planungen berücksichtigte und über 9 Millionen Gulden für den Eisenbahnbau sammelte, sich jedoch 1838 wieder auflöste. Mit dem Eisenbahngesetz von 1843 wurden der Eisenbahnbau und -betrieb verstaatlicht. Das Gesetz sah Heilbronn als Endpunkt einer von Cannstatt kommenden nördlichen Nebenstrecke der Hauptlinie von Mühlacker nach Geislingen vor. Diese Linie und der erste Heilbronner Bahnhof wurden 1848 eingeweiht. 1850 bestand bereits eine Bahnverbindung bis nach Ulm und Friedrichshafen, 1853 über Bretten eine Verbindung nach Mannheim und Frankfurt am Main. Die wirtschaftlichen Probleme der 1850er Jahre brachten danach zunächst eine Stagnation des Eisenbahnbaus, bevor man 1857 in der Eisenbahn den Schlüssel zur Erschließung der ländlichen Notstandsgebiete erkannte und den Streckenausbau weiter vorantrieb. Dadurch erfolgte der Weiterbau der Bahnlinien von Heilbronn über Bad Wimpfen nach Heidelberg, über Osterburken nach Würzburg und über Hall nach Crailsheim.
Die Eisenbahn brachte den Güterverkehr auf der Straße teilweise zum Erliegen: die einst von Frankfurt am Main und Mannheim über Knittlingen und Heilbronn auf der Straße ins östliche Hinterland gelangenden Güter wurden künftig überwiegend mit der Westbahn Bretten–Bietigheim befördert. Auf den Güterverkehr auf dem Neckar wirkte sich die Bahn erstaunlicherweise nur wenig negativ aus, vielmehr schienen sich Bahn und Güterschifffahrt gegenseitig zu beflügeln. Durch den vermehrten Güterumschlag erstarkte der Handel und konnte die Krise der frühen 1850er Jahre überwunden werden: 1853 wurde für den seit 1818 bestehenden Wollmarkt eine Halle errichtet, im selben Jahr kam noch ein Ledermarkt hinzu, ab 1860 ein Rindenmarkt.
Die Heilbronner Personendampfschifffahrt wurde zwar noch verstaatlicht und befand sich damit in derselben Hand wie die Bahn befand, konnte sich jedoch wirtschaftlich nicht mehr erholen konnte und wurde 1869 eingestellt. Damit war jedoch noch lange nicht das Ende der Dampfschiffe auf dem Neckar gekommen. Nach dem Ende der Personendampfer setzte man weiterhin auf die Güterbeförderung mit Dampfschiffen. Hierzu griff man nun auf das Prinzip der Ketten-Schleppschifffahrt zurück. Von 1878 bis 1935 bediente die Neckar-Ketten-Schleppschifffahrt den Schiffswarenverkehr zwischen Heilbronn und Mannheim. Die sich an einer im Neckar verlegten Kette vorantreibenden Lastschiffe wurden im Volksmund auch Neckaresel genannt.

#### Heilbronner Arbeiterbewegung ab 1860

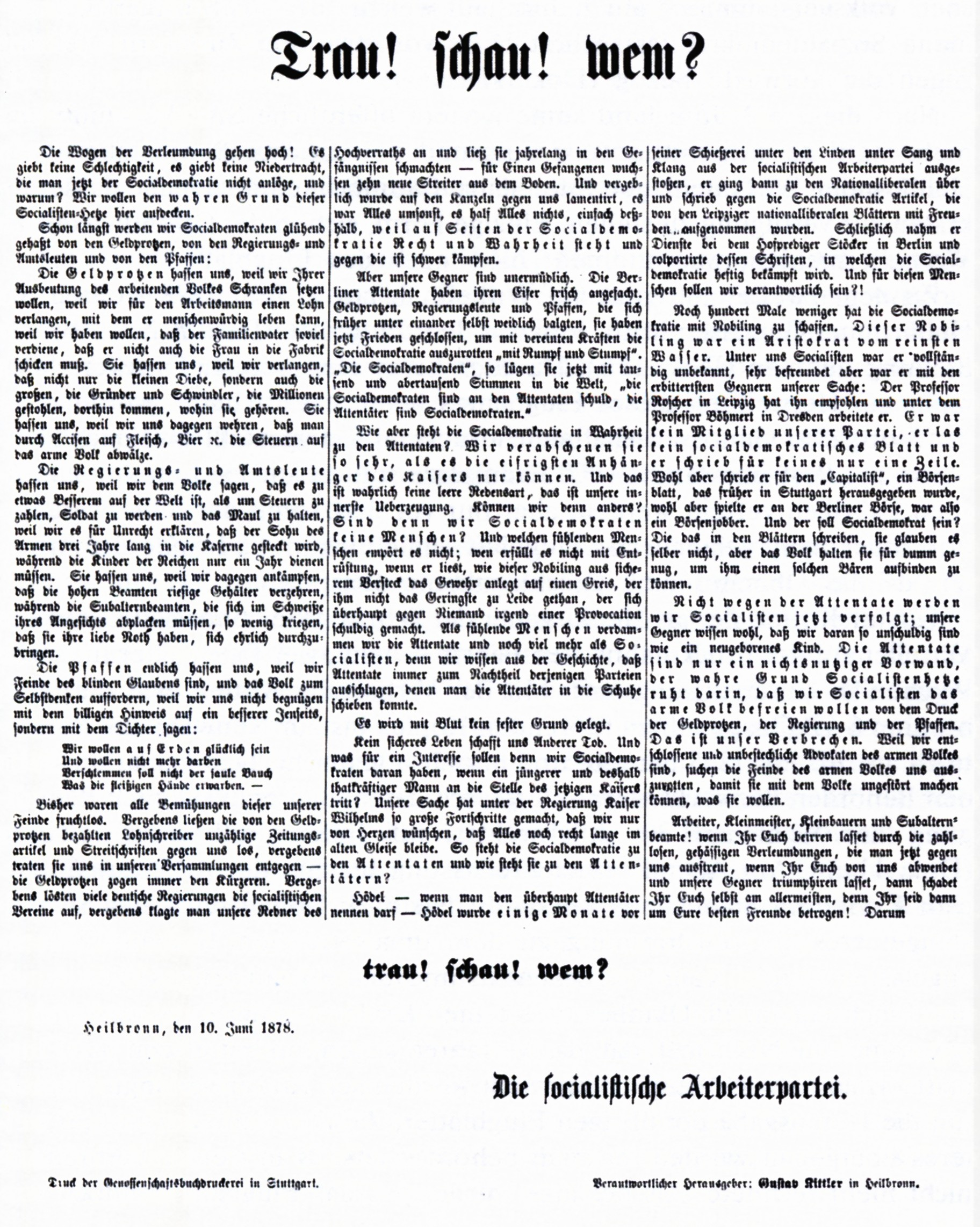
Kittler-Flugblatt Trau! Schau! Wem? von 1878

1867 wurde eine neue Neckarbrücke zur Kramstraße (Kaiserstraße) erbaut, die die alte Holzbrücke zur Kirchbrunnenstraße (rechts) ablöste und den Verkehrsstrom zur Innenstadt änderte

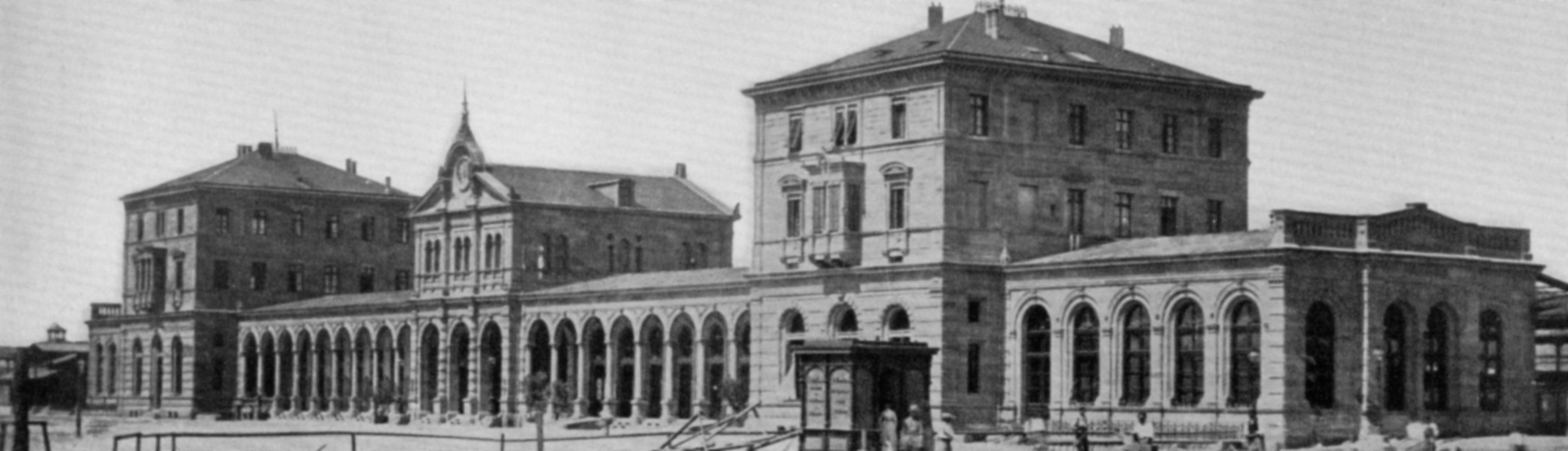
Der neue Hauptbahnhof von 1873

Das durch die Industrialisierung ausgelöste Wachstum der Stadt erreichte in den 1860er Jahren seinen Höhepunkt. Unter den Einwohnern Heilbronns waren nach Jahrzehnten des wirtschaftlichen Aufschwungs und Wachstums der örtlichen Industrie viele Arbeiter, die unter einer niedrigen Lohn- und hohen Preispolitik zu leiden hatten.
Zur Versorgung der verarmten Arbeiter mit erschwinglichen Lebensmitteln wurde 1865 der Konsum-Verein gegründet. Nach einer Neugründung 1905 nannte er sich Spar- und Konsumverein Heilbronn und Umgebung eVmbH. Seit 1969 ist er als co op Konsumgenossenschaft eGmbH Heilbronn  bekannt geworden. 1971 gehörten dieser 69 Geschäfte an.
In politischer Hinsicht formierte sich die Arbeiterbewegung zuerst im Arbeiterbildungsverein, der in Heilbronn am 1. Dezember 1865 gegründet wurde. Es folgte die Gründung des Arbeiterbundes am 6. Februar 1869 in Heilbronn, wo am 9. Mai 1870 auch August Bebel vorsprach. Danach engagierte sich die Arbeiterbewegung auch parteipolitisch: Am 17. Juli 1872 wurde in Heilbronn eine Ortsgruppe des Allgemeinen Deutschen Arbeitervereins gegründet. Im Januar 1874 formierte sich der Ortsverein der Heilbronner Sozialdemokratischen Arbeiterpartei (SDAP). Die Ortsvereine des Arbeitervereins und der Sozialdemokratischen Arbeiterpartei schlossen sich 1875 zu einem gemeinsamen Ortsverein der Sozialistischen Arbeiterpartei Deutschlands (SAP) zusammen, aus der 1890 die SPD hervorging.
Gustav Kittler (1849–1929), genannt der „rote Kittler“, war Gründungsmitglied der Heilbronner SDAP. Am 10. Juni 1878 gab Kittler das SAP-Flugblatt Trau! Schau! Wem? heraus, das sich gegen das mit dem Sozialistengesetz vom 21. Oktober 1878 drohende Verbot der Sozialistischen Bewegung richtete. Am 4. Januar 1886 gelangte Kittler in Heilbronn als erstes Mitglied der Sozialdemokratie in Württemberg in ein Stadtparlament, wo er 36 Jahre tätig war. 50 % der Mitglieder des Stadtparlaments waren von der SPD. 1898 trat Kittler bei den Reichstagswahlen für den Wahlkreis Heilbronn-Neckarsulm-Brackenheim in einer Stichwahl gegen Paul Hegelmaier an. Als Kittler die Stichwahl verlor, verursachte seine Wählerklientel die Wahlunruhen in Heilbronn in der Nacht des 24/25. Juni 1898.
1902 gelangte Wilhelm Schäffler, ein Unterländer Sozialdemokrat, als Heilbronner Vertreter in den Landtag nach Stuttgart. Friedrich Naumann erlangte 1907 bei der sogenannten „Hottentotten-Wahl“ mit Stimmen der SPD die Mehrheit bei der Stichwahl gegen Theodor Wolff. Ab Februar 1908 gab die Heilbronner SPD die Tageszeitung Neckar-Echo heraus. Mit ihrer Unterstützung wurde der Heilbronner Sozialdemokrat Franz Feuerstein 1912 sogar in den Reichstag gewählt.

#### Städtebau nach Reinhard Baumeister ab 1873
Nachdem bereits in den 1840er Jahren unter de Millas vier Vorstädte angelegt worden waren, brachte der Bauboom der Gründerzeit den Bedarf nach einer neuen umfassenden städtebaulichen Konzeption mit sich. Die Stadt wuchs an ihren Rändern und veränderte sich im Inneren. Eine bedeutende Veränderung der Hauptverkehrsachsen wurde durch den Abriss eines Teils der ehemaligen Katharinenspitalgebäude und den Bau einer neuen Neckarbrücke aus Stein und Metall 1865/67 eingeleitet. Die neue Brücke, auf der erstmals seit 1349 kein Brückenzoll mehr erhoben wurde, war einige Meter nördlich der bisherigen Holzbrücke erbaut worden und führte nun nicht mehr zur Kirchbrunnenstraße, sondern über den durch den Spitalabriss freigewordenen Platz zur Kramstraße (der späteren Kaiserstraße), die damals jedoch noch sackgassenartig östlich der Kilianskirche endete. Die überflüssig gewordene alte Neckarbrücke wurde nach Besigheim abgegeben.
Der Gemeinderat beauftragte im Oktober 1872 den Karlsruher Professor Reinhard Baumeister mit der Erstellung eines Generalbauplanes. Im März 1873 legte Baumeister einen ersten Planentwurf im Gemeinderat vor, der drei Neckarbrücken statt bisher einer vorsah, die bisherigen zusammenhanglosen Vorstädte mit einer Ringstraße („Riesenstraße“) umschloss und die spätere Kaiserstraße durch eine nahezu geradlinige Verbindung mit dem Bahnhof und einen Durchbruch zur Allee nach Osten zu einer wichtigen „Zentralstraße“ erhob. Der Plan berücksichtigte bereits den 1873 neu gebauten Heilbronner Hauptbahnhof sowie die spätere Errichtung einer Industriebahn in den Süden der Stadt.
Bis um 1900 folgte der Städtebau in Heilbronn, von Detailunterschieden abgesehen, Baumeisters Planungen. Auf dem Lerchenberg entstand 1882 der neue Heilbronner Hauptfriedhof, nachdem der Alte Friedhof an der Weinsberger Straße nach mehreren Erweiterungen abermals voll belegt war. Nach 1900 wurden Baumeisters Planungen durch den abweichend vom Plan errichteten Südbahnhof und die starke Ausdehnung der Stadt nach Osten hinfällig. Die Oststraße und die Südstraße mit ihren großzügigen Dimensionen sind Teil der von Baumeister erdachten, aber nie zur kompletten Ringstraße vollendeten Riesenstraße.
1880 gewann die Stadt mit der Vollendung der Kraichgaubahn auch eine Verbindung in Richtung Karlsruhe. Im Jahr 1900 wurde schließlich der Bahnhof Heilbronn Süd als Endbahnhof der schmalspurigen Bottwartalbahn mit Verbindung zum Hauptbahnhof eingeweiht und avancierte in der Folgezeit zum Güterbahnhof. Eisenbahn und Schifffahrt ergänzten sich im Heilbronn der frühen Kaiserzeit vielfach, weswegen die Heilbronner Hafenanlagen auch von der Bahn erschlossen wurden. So wurde beispielsweise Holz aus dem Schwarzwald mit der Bahn nach Heilbronn transportiert und ab dort über den Neckar zum Rhein geschafft. Hierfür wurde 1875 ein eigener Floßhafen errichtet, 1886 folgte ein Salzhafen und 1888 der Karlshafen.
Zur Wasserversorgung der sich ausdehnenden Stadt wurde 1875 das Heilbronner Wasserwerk errichtet, das sein Wasser anfangs von Brunnenanlagen links des Neckars bezog und über Hochbehälter auf dem Wartberg in die Stadt verteilte.

#### Neugründung der jüdischen Gemeinde und Bau der Synagoge 1877

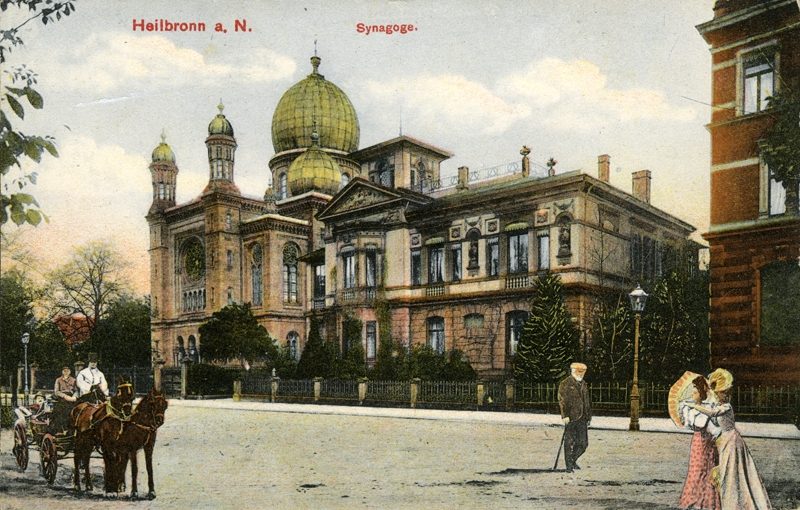
Heilbronner Synagoge um 1900

Nach der rechtlichen Gleichstellung der Juden konnten sich solche ab 1828 wieder in Heilbronn niederlassen. Aus einem 1857 gegründeten israelitischen Wohlfahrtsverein heraus gründete sich 1861 die neue Jüdische Gemeinde Heilbronn, die aufgrund des regen Zuzugs von Juden aus den umliegenden armen Landgemeinden um 1870 bereits etwa 600 Mitglieder zählte. Die Gemeinde errichtete an der Allee die 1877 eingeweihte, eindrucksvolle Heilbronner Synagoge im Stil des Eklektizismus nach Plänen des Architekten Adolf Wolff. Die später bis zu etwa tausend Personen umfassende Gemeinde etablierte sich durch Vereinsarbeit und parteipolitisches Engagement innerhalb der städtischen Gesellschaft. Aus diesem Grund wurde die Arbeiterstadt später von Seiten der NSDAP sogar verächtlich als „jüdisch-marxistische Hochburg“ bezeichnet. Jüdische Bürger wie Max Rosengart, Siegfried Gumbel und Heinrich Grünwald begegneten dem aufkeimenden allgemeinen Antisemitismus mit öffentlichkeitswirksamer Aufklärungsarbeit in der Presse und durch Präsenz in Vereinen, Parteien und Institutionen.
Für die Wohlfahrt innerhalb der jüdischen Gemeinde gründete Siegfried Gumbel die 39. deutsche Loge der seit 1843 bestehenden jüdischen Wohlfahrtsorganisation B’nai B’rith. Die Loge wurde nach Johann Gottfried Herder alsbald auch Herder-Loge genannt und avancierte zum geistigen Mittelpunkt der jüdischen Gemeinde in Heilbronn. Zu den bedeutenden Rednern der Loge zählten Julius Bab, Kurt Pinthus, Nahum Goldmann und Oberrabbiner Leo Baeck.

#### Zweitgrößte Industriestadt in Württemberg

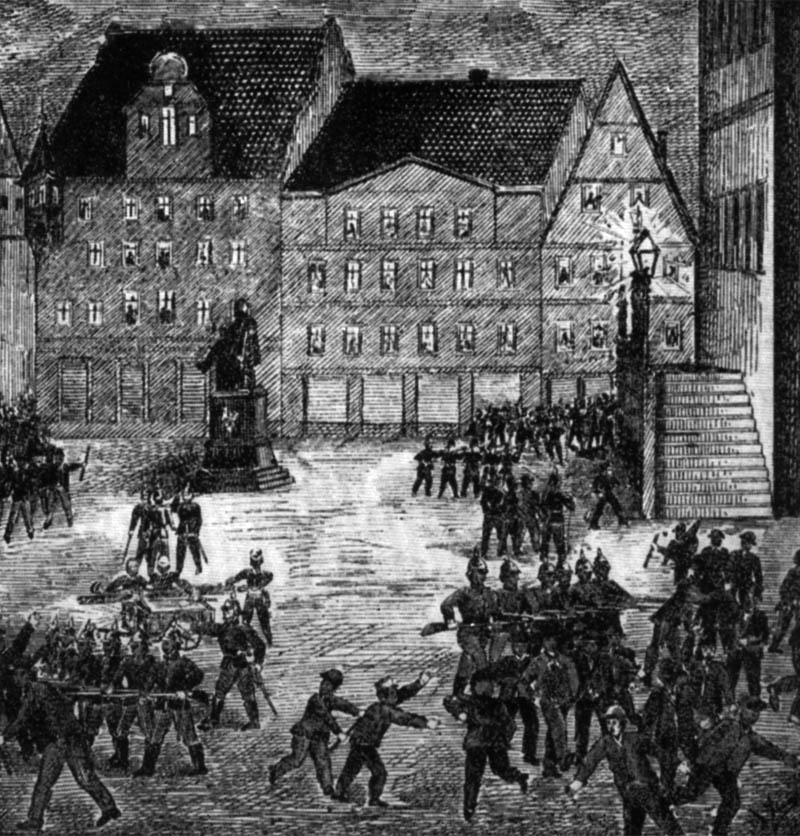
Wahlunruhen auf dem Marktplatz im Juni 1898

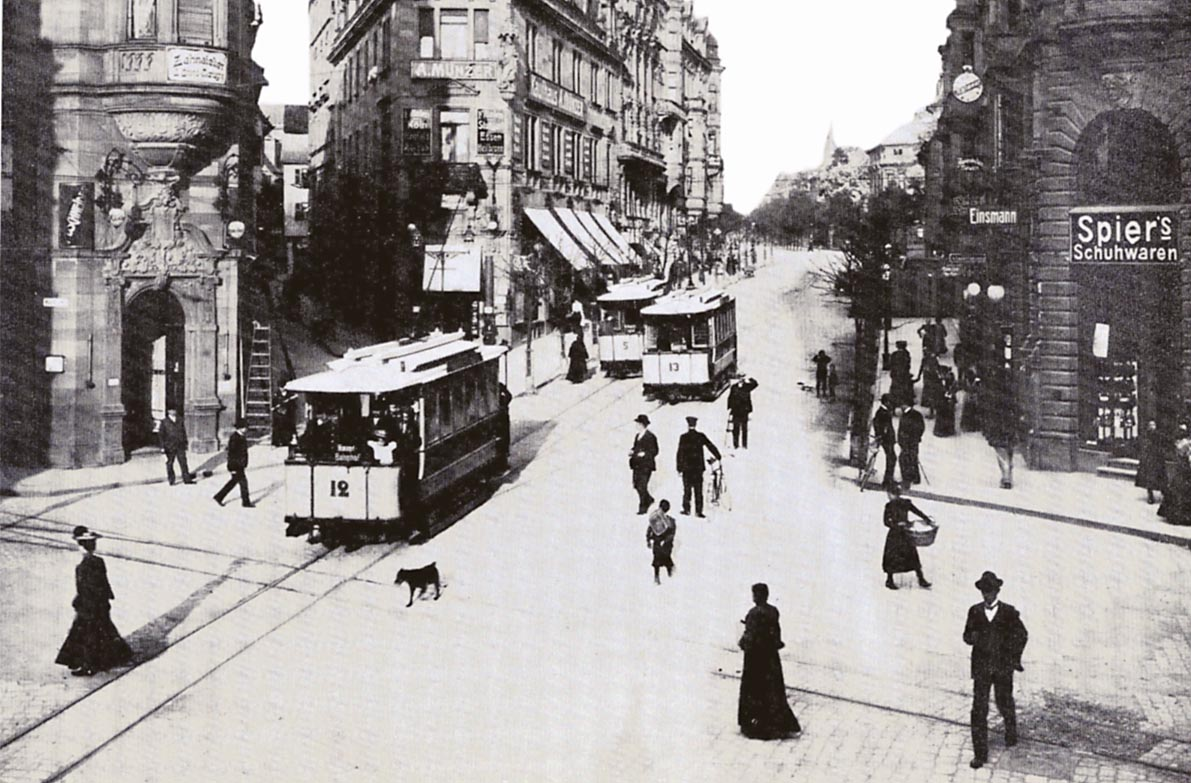
Der Kiliansplatz mit der seit 1897 verkehrenden Straßenbahn im Jahr 1905

Im späten 19. Jahrhundert löste Elektrizität die Dampfkraft ab, was der Industriestadt Heilbronn nochmals einen Entwicklungsschub gab. 1891 bewies Oskar von Miller die Möglichkeit der Stromfernübertragung auf einer Versuchsstrecke vom Neckarwasserkraftwerk Lauffen am Neckar zur Internationalen Elektrotechnischen Ausstellung in Frankfurt am Main. Nach dem Ende der Ausstellung installierte man eine Stromleitung vom Elektrizitätswerk in Lauffen nach Heilbronn, womit die Stadt am 16. Januar 1892 weltweit erstmals die kommunale Fernversorgung mit Strom aufnahm. Die anfangs noch teure Energie fand rasch Großabnehmer. 1896 nahm die Stadt ein weiteres Kraftwerk in der Heilbronner Badstraße in Betrieb, mit dem man auch den Strombedarf der Heilbronner Straßenbahn deckte. 1897 fand aus Anlass des 50-jährigen Jubiläums des Gewerbe-Vereins Heilbronn eine überregional beachtete Industrie-, Gewerbe- und Kunstmesse hinter der Festhalle Harmonie statt, auf der am 1. Juni 1897 das württembergische Königspaar zu Gast war.
In der Zeit von 1861 bis 1907 hatte sich die Zahl der Arbeiter in der verarbeitenden Industrie in Heilbronn von 2715 auf 7520 Beschäftigte nahezu verdreifacht. Zu den bedeutenden Unternehmen um 1900 zählte das 1868 in Heilbronn gegründete und bis heute bestehende Chemie-Unternehmen Brüggemann. Die Zwirnerei Ackermann im benachbarten und später nach Heilbronn eingemeindeten Sontheim war um 1900 die größte deutsche Nähfadenfabrik mit rund 700 Beschäftigten. Die Zigarrenfabrik Gustav Haucks beschäftigte im Jahr 1900 400 Arbeiter, 1914 fast 1100 Arbeiter. 1896 war Heilbronn mit 9000 Arbeitern in 58 Fabriken nach Stuttgart die zweitgrößte Industriestadt des Königreichs Württemberg. Im Jahr 1900 war etwa jeder vierte der insgesamt knapp 38.000 Einwohner zählenden Stadt als Arbeiter in einer der zahlreichen Fabriken tätig.
Städtebaulich wurde 1897 im Zuge des Straßenbahnbaus und der Gewerbeausstellung die Kramstraße zur Allee durchbrochen und in Kaiserstraße umbenannt. Auf dieser neuen, noch den Planungen Reinhard Baumeisters von 1873 folgenden West-Ost-Achse wurden in den Jahren um 1900 viele alte Gebäude durch repräsentative Neubauten im Stil der Zeit ersetzt, unter ihnen das Barbarino-Eck, das Haus Kreiser und das Haus Kaiserstraße 40. Ebenfalls auf der Kaiserstraße begann die Straßenbahn Heilbronn ihren Betrieb mit einer Linie vom Hauptbahnhof zur Moltkekaserne, eine Seitenlinie zweigte in die Sülmerstraße ab. Die Straßenbahn, die man in Heilbronn „Spatzenschaukel“ nannte, war lange nicht rentabel und drohte mehrfach eingestellt zu werden. Erst später konnten weitere Linien nach Böckingen (1926) und Neckargartach (1928) gebaut werden. Von 1912 bis 1923 wurden Neckargartach und das Industriegebiet provisorisch durch eine 2,3 Kilometer lange, ebenfalls hochgradig unrentable Dampfstraßenbahn vom Bahnhof Sülmertor zur Neckargartacher Brücke erschlossen. Der Straßenbahnbetrieb wurde bis nach dem Zweiten Weltkrieg fortgeführt.
Von 1869 bis 1884 war Karl Wüst Oberbürgermeister der Stadt Heilbronn. In seine Amtszeit fielen viele der Industrialisierung und dem Aufschwung der Stadt dienliche Entscheidungen. Seine Amtsführung wurde jedoch auch als „Vetterleswirtschaft“ betrachtet, gegen die nach Wüsts frühem Tod 1884 sein Nachfolger Paul Hegelmaier antrat. Auch dessen Amtszeit kann als Zeit des Fortschritts gelten, jedoch war Hegelmaier aufgrund seiner Streitsucht auch Gegenstand von königlichen Untersuchungen und Disziplinarverfahren und wurde von 1892 bis 1894 zeitweise seines Amtes enthoben und in eine Irrenanstalt eingewiesen. 1898 kandidierte der nationalliberale Hegelmaier bei der Reichstagswahl für den Bauernbund. Nach der von Hegelmaier gewonnenen Stichwahl gegen den Sozialdemokraten Gustav Kittler kam es in der Nacht zum 25. Juni 1898 zu Tumulten mit einer Straßenschlacht vor dem Rathaus.

#### Heilbronner Kulturleben der Kaiserzeit

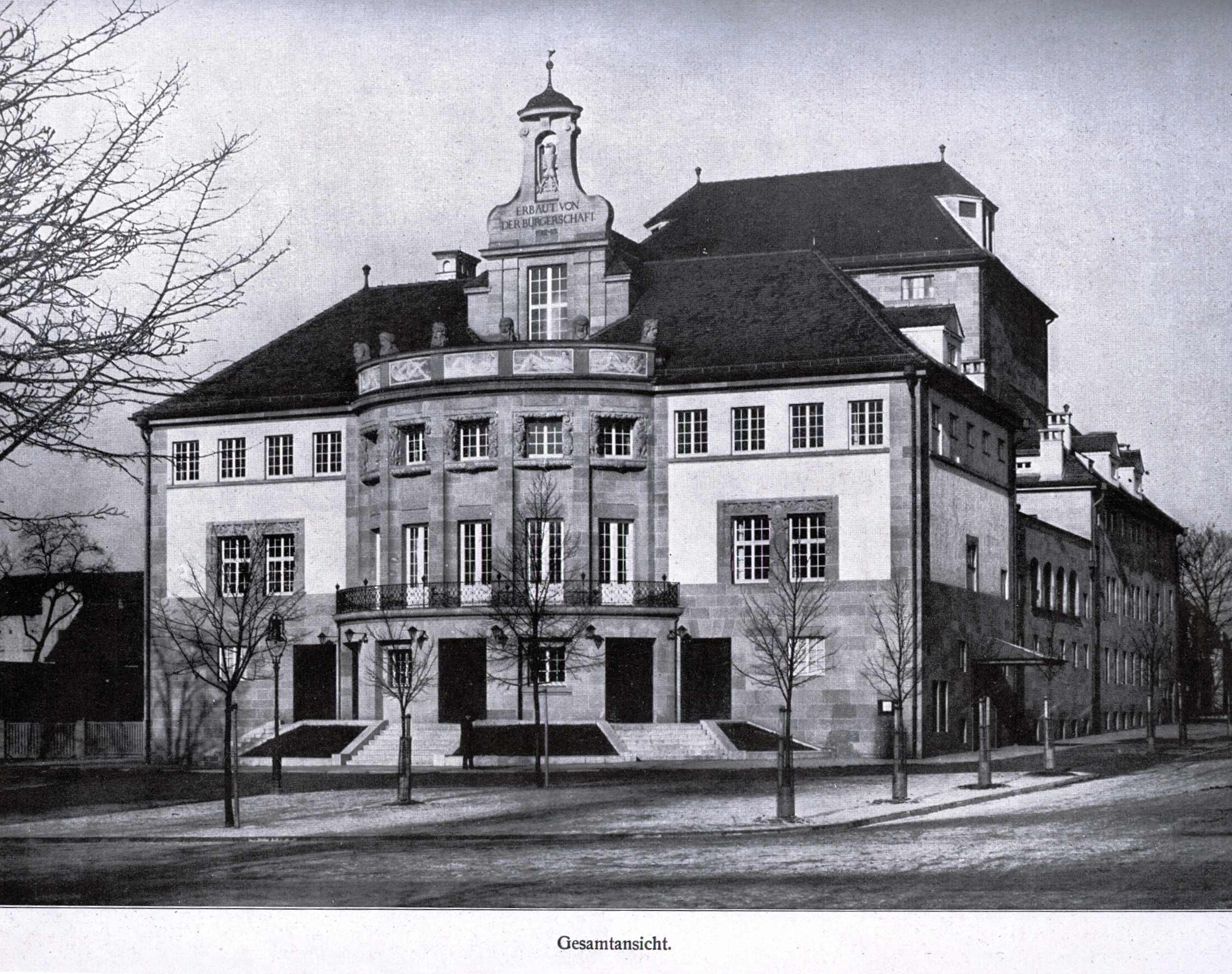
Repräsentativer Bau der Bürgerschaft: das 1913 eingeweihte Stadttheater

Um die Jahrhundertwende erschienen in Heilbronn drei Tageszeitungen. Die Heilbronner Zeitung erschien unter Karl Wulle seit 1894. Die Schellsche Druckerei verlegte den 1881 Generalanzeiger und die Neckar-Zeitung. Deren Chefredakteure Ernst Jäckh und Theodor Heuss sowie der Neckar-Echo-Redakteur Fritz Ulrich wurden aufgrund ihrer politischen und kulturellen Standpunkte überregional wahrgenommen.
Ernst Jäckh und Peter Bruckmann gründeten 1903 einen Goethebund-Zweigverein in Heilbronn und setzten sich für das von 1911 bis 1913 aus Mitteln der Bürgerschaft und nach Plänen von Theodor Fischer im Jugendstil erbaute Heilbronner Stadttheater ein. Beide waren später noch herausragende Gestalten des Deutschen Werkbunds.
Die intellektuellen Glanzlichter jener Zeit wurden zwar weithin wahrgenommen, sahen sich in Heilbronn jedoch auch stets der „Provinzialität der Mehrheit“ gegenüber. Auch in der Zeit zwischen den Weltkriegen war die überregionale Bedeutung des damaligen Heilbronner Kulturschaffenden Hans Franke als Bühnenautor größer als sein Anklang in der Heilbronner Bevölkerung, die im Theater Lustspiele und Klassiker bevorzugte.
Verlage, die bereits vor dem Ersten Weltkrieg in Heilbronn bestanden waren der Eugen Salzer-Verlag und der Otto Weber Verlag.
Zu den kulturellen Leistungen zur Zeit des Kaiserreichs zählt auch die Gründung einer öffentlichen Bibliothek: die Stadtbibliothek Heilbronn wurde durch mehrere private Stiftungen ermöglicht und bezog 1903 ihre ersten Räumlichkeiten.

#### Erster Weltkrieg

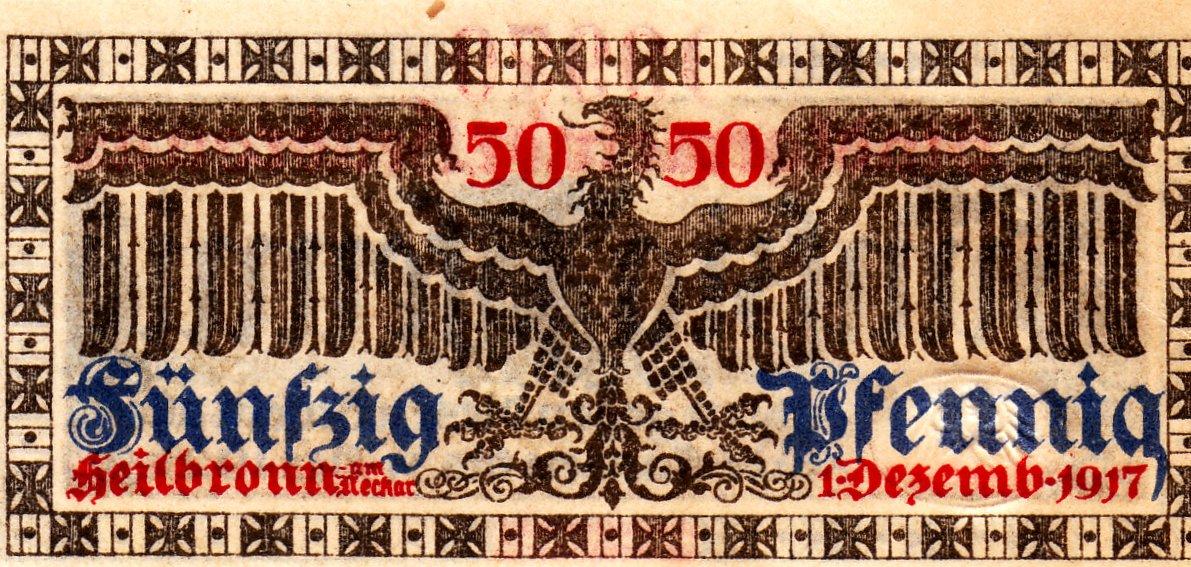
Heilbronner Notgeldschein von 1917

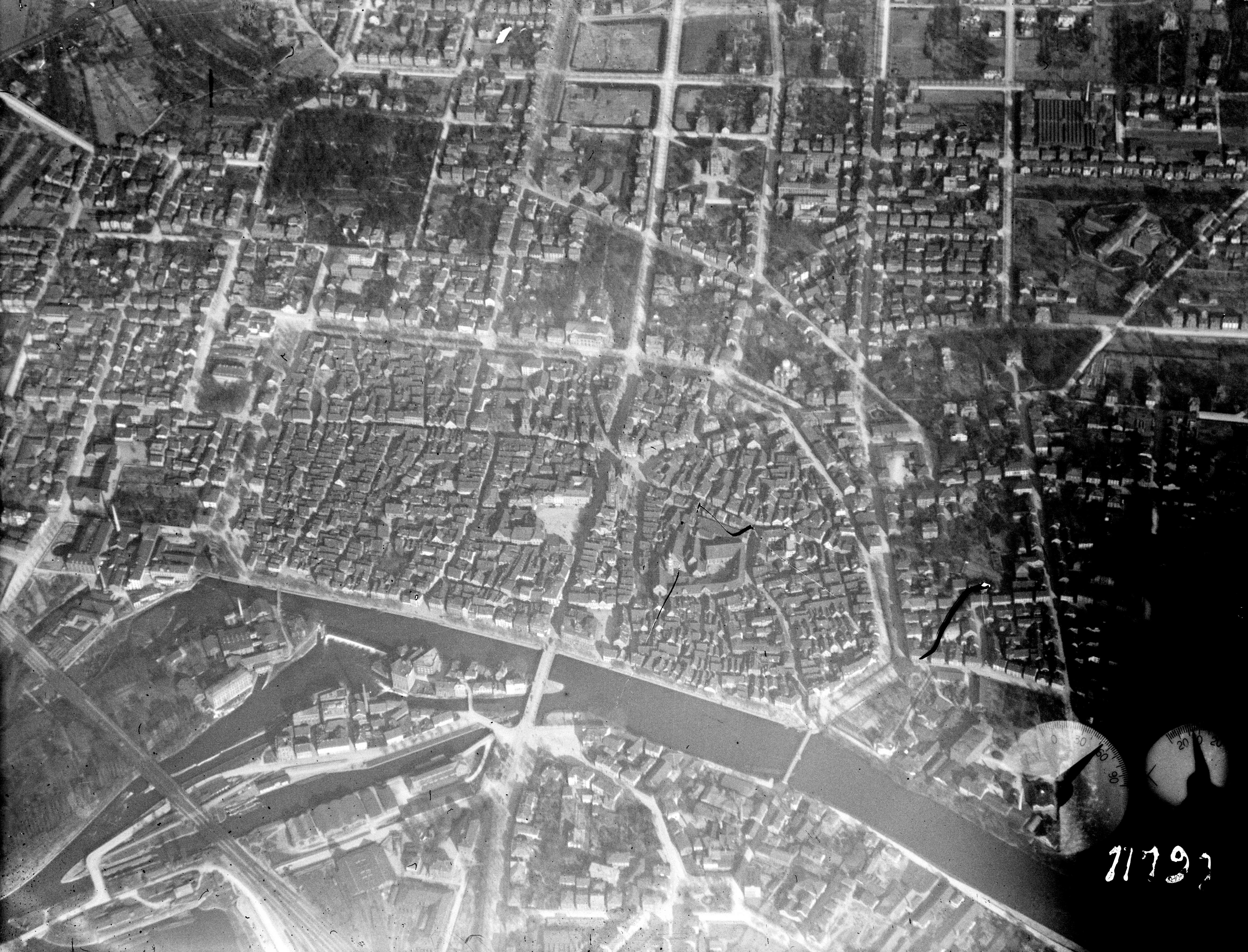
Luftaufnahme der Stadt um das Jahr 1918

Am 1. August 1914 verkündete Oberbürgermeister Paul Göbel die Mobilmachung vom Rathausbalkon, am 22. August 1914 trafen die ersten Verwundeten in der Lazarettstadt Heilbronn ein. Die vier Heilbronner Lazarette nahmen je 100 Verwundete auf. Außer als Lazarettstadt hatte Heilbronn auch strategische Bedeutung als Ausgangspunkt der Bahnlinie nach Karlsruhe. Im Jahr 1915 fand in Heilbronn der Internationale Blindentag statt.
Ab März 1915 herrschte Lebensmittelrationierung. Im Mai desselben Jahres kam in Heilbronn eine der ersten Eisenhart-Figuren zur Kriegsspende in Deutschland zur Aufstellung. Im März 1917 schlossen einige öffentliche Einrichtungen aus Kohlenmangel. Im Juli 1917 mussten einige Heilbronner Kirchenglocken für den Umguss in Kanonenkugeln abgeliefert werden, 1918 wurde sogar das Kaiser-Friedrich-Denkmal eingeschmolzen. Im Verlauf des Krieges gab es in Heilbronn drei Luftwarnungen, jedoch keine Bombenabwürfe. Am Ende des Krieges waren 2082 Bürger der Stadt an den Fronten des Krieges gefallen.
Am 9. November 1918, als die Novemberrevolution mit der Ausrufung der Republik ihren Höhepunkt erreichte, erklärte sich Oberbürgermeister Göbel loyal mit dem Arbeiter- und Soldatenrat der Stadt, der künftig zwei Dienstzimmer im Rathaus erhielt. Bis auf die noch am selben Tag erfolgte Befreiung von Gefangenen aus dem städtischen Gefängnis kam es in Heilbronn zu keinen weiteren revolutionären Aktionen. Das politische Tagesgeschäft der gemeinsamen Räte war die Linderung der Hungersnot. Im November 1919 wurde der Arbeiter- und Soldatenrat entwaffnet und aufgelöst. An seine Stelle trat eine bewaffnete Bürgerwehr, die u. a. an öffentlichen Einrichtungen zum Schutz von Streikbrechern eingesetzt wurde.

#### Rote Hochburg in der Weimarer Republik
Im Jahre 1919 erhielten Frauen wie in ganz Deutschland auch in Heilbronn das Wahlrecht. Emilie Hiller vertrat 1919 die SPD in der Verfassungsgebenden Landesversammlung, von 1920 bis 1933 war sie SPD-Abgeordnete des Wahlkreises Heilbronn im württembergischen Landtag. Anna Ziegler vertrat die USPD 1919 im Heilbronner Stadtparlament und von 1920 bis 1924 im Reichstag. Der 1902 gegründete Frauenverein Heilbronn betätigte sich im Wohlfahrtsbereich. Ernst Jäckh griff in seiner Rubrik Frauenfragen und Frauengedanken in der Neckar-Zeitung Themen aus der Heilbronner Frauenbewegung auf.
Die USPD in Heilbronn war seit 1919 Herausgeber der Wochenzeitung Sozialistische Republik – Organ der Unabhängigen Sozialdemokratie des Unterlandes mit dem Redakteur August Hornung. Seit dem 1. Dezember 1921 war die KPD Heilbronn Herausgeber der Tageszeitung Volksstimme – Kommunistisches Organ für die Interessen der arbeitenden Bevölkerung des württembergischen Unterlandes. Die SPD hatte in der Zeit der Weimarer Republik die Stimmenmehrheit. Die NSDAP, deren erste Ortsgruppe in Heilbronn 1923 gegründet wurde, blieb dagegen bis 1933 klein und bedeutungslos. Hitler war bei seinem Besuch in der Stadt am 15. Mai 1926 ein nicht von allen gern gesehener Gast, und es kam zu einem Handgemenge mit mehreren Verletzten wegen eines Mannes, der für Hitler gehalten wurde. Hitler selbst konnte unbehelligt in der Stadthalle Harmonie seine Rede halten. Das Presseorgan der Nationalsozialisten war seit 1930 der Heilbronner Beobachter. Heilbronn galt aufgrund der vielen Arbeiter und der sie vertretenden Presse und Gewerkschaften als „rote Hochburg“ im Volksstaat Württemberg. Im März 1932 erreichte die Arbeitslosigkeit in Heilbronn mit 12.246 Arbeitslosen einen Höchststand.
1931 gingen Reichsbanner, SPD, Gewerkschaften und Arbeitersportverbände einen Bund ein und nannten sich fortan Eiserne Front, wobei erklärtes Ziel die Erhaltung der Weimarer Republik war. Am 30. Januar 1933 demonstrierte die Eiserne Front gegen Hitler und von Papen. Daraufhin drang die SA gewaltsam in die Häuser der Heilbronner Gewerkschaften ein. Heilbronner Gewerkschafter wurden verhaftet und in Konzentrationslager deportiert. Carl Baßler, Friedrich Reinhardt, Wilhelm Schwan, Hermann Gerstlauer, Adolf Hermann, Walter Vielhauer, Erich Leucht, Adolf Herrmann, Konrad Erb, Karl Biehler, Wilhelm Egerter, Karl Feidengruber, Hermann Schmidt, Otto Kirchner und Erich Ceffinato waren Heilbronner NS-Opfer. Sie kamen ins KZ Heuberg oder nach Buchenwald.
Am 3. März 1933 erschien Kurt Schumacher von der SPD in Heilbronn, während die NSDAP am 5. März nur 39 % erhielt. Das Stadtparlament weigerte sich noch am 6. März 1933, dem Antrag der NS-Fraktion zu folgen und Gemeinderatsmitglieder und Mitglieder der KPD zu diskriminieren. So sollten die Gemeinderatsmitglieder der KPD ausgeschlossen werden und den KPD-Mitgliedern keinerlei Fürsorgeunterstützung gewährt werden.

#### Bau des Neckarkanals und der Autobahn

Luftbild der Stadt 1934. Der neu erbaute Kanalhafen ist links im Bild deutlich zu erkennen.

Planungen zur Kanalisierung des Neckars von Mannheim nach Heilbronn und weiter nach Plochingen hatten seit 1905 begonnen. Nachdem erste Planungen von 1911 ins Stocken gekommen waren, wurde die Idee des Ausbaus des Flusses für die Großschifffahrt durch den 1916 von Peter Bruckmann gegründeten Südwestdeutschen Kanalverein erneut befördert und der Ausbau schließlich 1921 von der Neckar-AG unter Otto Konz und Otto Hirsch begonnen. Der Betrieb der Wasserstraße ging damit an das Reich über. Am 28. Juli 1935 wurden die Großschifffahrtsstraße Heilbronn-Mannheim und der 2300 m lange Kanalhafen zwischen Neckargartach und dem Stauwehr an der Theresienwiese eröffnet. Der Hafen Heilbronn zählt heute zu den zehn größten deutschen Binnenhäfen.
Im Jahre 1936 wurde die Autobahn vom nahen Weinsberg nach Stuttgart (heute ein Teilstück der A 81) fertiggestellt. Die Stadtverwaltung soll sich dafür eingesetzt haben, dass „die Autobahn Stuttgart–Nürnberg über Heilbronn und nicht über Backnang–Crailsheim“ gebaut wurde. Heilbronn lag dadurch im Schnittpunkt der neuesten und schnellsten Verkehrsachsen. Am 30. Mai 1936 wurde in der Stadt außerdem die Straßenbahnlinie zum Trappensee eröffnet. Im Jahr 1943 beförderte die Straßenbahn 16 Millionen Fahrgäste.

#### Machtübernahme durch Nationalsozialisten
NSDAP-Kreisleiter in Heilbronn war seit 1932 Richard Drauz, Sohn einer angesehenen Heilbronner Familie, der ab 1933 auch dem Reichstag angehörte und energisch die Gleichschaltung der Heilbronner Vereine und der Heilbronner Presse vorantrieb. Noch bei der Reichstagswahl 1933 erhielt die SPD in Heilbronn mehr Stimmen als die NSDAP. Die Zerschlagung dieser recht starken Opposition war deshalb das erste Anliegen der führenden Heilbronner Nationalsozialisten. Die SPD-Tageszeitung Neckar-Echo wurde am 7. März 1933 verboten, ihre Immobilien und Einrichtung gingen an die (1932 neu gegründete) NS-Zeitung Heilbronner Tagblatt. Stadträte der SPD und KPD, auch ein Stadtrat der DDP wurden teils zusammengeschlagen, teils in „Schutzhaft“ genommen oder beides. Insgesamt gab es 14 NSDAP-Ortsgruppen in Heilbronn: Altstadt, Au, Bahnhofsvorstadt, Fleinerhöhe, Kastropp (benannt nach einem verstorbenen Ortsgruppenleiter), Pfühl, Mönchsee, Rosenberg und Wartberg sowie drei Ortsgruppen in Böckingen und jeweils eine in Neckargartach und Sontheim.
Der Anfang März 1933 für längere Zeit erkrankte Oberbürgermeister Emil Beutinger wurde zunächst durch den am 17. März von Staatspräsident Murr ernannten Staatskommissar Heinrich Gültig ersetzt, später vollends abgesetzt. Rasch begannen Feindseligkeiten gegen Juden und politische Gegner der neuen Machthaber. Vor dem Warenhaus Landauer in der Kaiserstraße und vor anderen jüdischen Geschäften riefen die Nationalsozialisten am 1. April 1933 zum Judenboykott auf. Am 25. April gab es einen Bombenanschlag auf das Warenhaus, am selben Tag ereignete sich eine antisemitische Kundgebung vor dem Heilbronner Bankverein, wo eine Menschenmenge die Auslieferung des jüdischen Bankvereins-Direktors Otto Igersheimer forderte. Am 29. April 1933 explodierte eine weitere Bombe in dem ebenfalls von jüdischen Inhabern geführten Webwarenhaus zur Brücke. Am 2. Mai 1933 drang die SA gewaltsam in die Häuser der Heilbronner Gewerkschaften ein. Das Volkshaus Ecke Weinsberger/Paulinenstraße und das Haus Ecke Gartenstraße/Weinsberger Straße (heute DGB-Haus) wurden beschlagnahmt, Gewerkschafter abgesetzt und verhaftet. Die 23 Heilbronner Gewerkschaften und ihre 12.000 Mitglieder galten im NS-Staat als illegal. Es gab keinen nennenswerten Widerstand. Frühere Gewerkschafter und Oppositionelle wie die Kaiser/Riegraf-Gruppe beschränkten sich auf konspirative Treffen. Ein bekannter Treffpunkt von Kommunisten, Juden und anderen den NS-Machthabern nicht genehmen Personen war zeitweilig die Heilbronner Gaststätte Adlerbrauerei des Juden Würzburger in der Deutschhofstraße 1.
Die Übergriffe der Nationalsozialisten gegenüber Andersdenkenden wurden vielfach zur Anzeige gebracht. Die vom seit 1931 amtierenden Heilbronner Polizeidirektor Josef Georg Wilhelm angeordneten Untersuchungen wurden üblicherweise aber durch Kreisleiter Drauz und Gauleiter Murr abgewendet. Der korrekt ermittelnde Wilhelm war den NS-Machthabern ein Dorn im Auge und wurde nach längerer Beschwerdeführung durch die NS-Honoratioren schließlich im Oktober 1935 nach Stuttgart versetzt.
Der Heilbronner Verleger Viktor Kraemer wurde 1934 durch Repressalien aus dem Geschäft gedrängt und sein Verlag von der NSDAP übernommen. Die Neckar-Zeitung erschien unter NS-Regie im Verlag des nationalsozialistischen Heilbronner Tagblatts zunächst weiter, ab 1. Januar 1935 unter dem Titel Heilbronner Morgenpost, wurde aber zum 31. Juli 1937 endgültig eingestellt. Intellektuellen wie Ernst Jäckh oder Will Schaber, die beide vor Beginn der NS-Zeit länger in Heilbronn gewirkt hatten, blieb zumeist nur die Emigration.
Hitler besuchte am 20. März 1935 Heilbronn zum zweiten Mal.

### Kreisfreie Stadt ab Oktober 1938
Im Zuge einer Verwaltungsreform wurde Heilbronn am 1. Oktober 1938 Sitz des neuen Landkreises Heilbronn. Zugleich wurde Heilbronn Stadtkreis, also kreisfreie Stadt, und die zuvor selbstständigen Gemeinden Sontheim und Neckargartach wurden eingemeindet. Die ehemalige Stadt (seit 1919) Böckingen war bereits 1933 eingegliedert worden. Die Kreuzgrund-Siedlung und die Siedlung Haselter wurden gegründet. Mit 72.000 Einwohnern war Heilbronn somit nach Stuttgart die zweitgrößte Stadt in Württemberg.

#### Novemberpogrome 1938
Am Morgen des 10. November 1938, dem Tag nach der Reichspogromnacht, wurde die Heilbronner Synagoge durch Brandstiftung zerstört. Die Rolle der Heilbronner Feuerwehr beim Synagogenbrand ist nicht abschließend geklärt. Klar ist, dass sie den Brand in der Synagoge nicht löschte, sondern sich auf den Schutz der umliegenden Gebäude beschränkte. Im Januar 1940 wurde die Ruine der Synagoge abgebrochen.
Geschäfte sowie Wohnungen von Juden wurden geplündert und deren Habe verbrannt. Führende Gemeindemitglieder flohen oder wurden deportiert. 234 jüdische Bürger und Bürgerinnen aus Heilbronn und Sontheim wurden in den Vernichtungs- und Konzentrationslagern ermordet. Am 11. November 1938 erfolgte die erste Deportation in das KZ Dachau und das Schutzhaftlager Welzheim, am 26. November 1941 die zweite in das KZ Riga, am 23. März 1942 die dritte in das KZ Theresienstadt, nach Auschwitz und Maly Trostinec, am 24. April 1942 die vierte in das Ghetto Izbica und schließlich am 20. August 1942 die letzte Deportation nach Theresienstadt, Auschwitz und Maly Trostinec.
In Folge der Novemberpogrome und der nachfolgenden verstärkten Auswanderung erwarb die Stadt rund 30 Gebäude aus vormals jüdischem Besitz. Ein Teil der Gebäude wurde an verdiente Parteifunktionäre vergeben, neben OB Heinrich Gültig und Bürgermeister Hugo Kölle unter anderem an den Ortsgruppenleiter Max Fork und den stellvertretenden Kreisleiter Ludwig Zeller. 1939 erwarb die Stadt ein weiteres Anwesen aus jüdischem Besitz in der Bruckmannstraße 28 und ließ es für Kreisleiter Richard Drauz herrichten.

#### Zweiter Weltkrieg

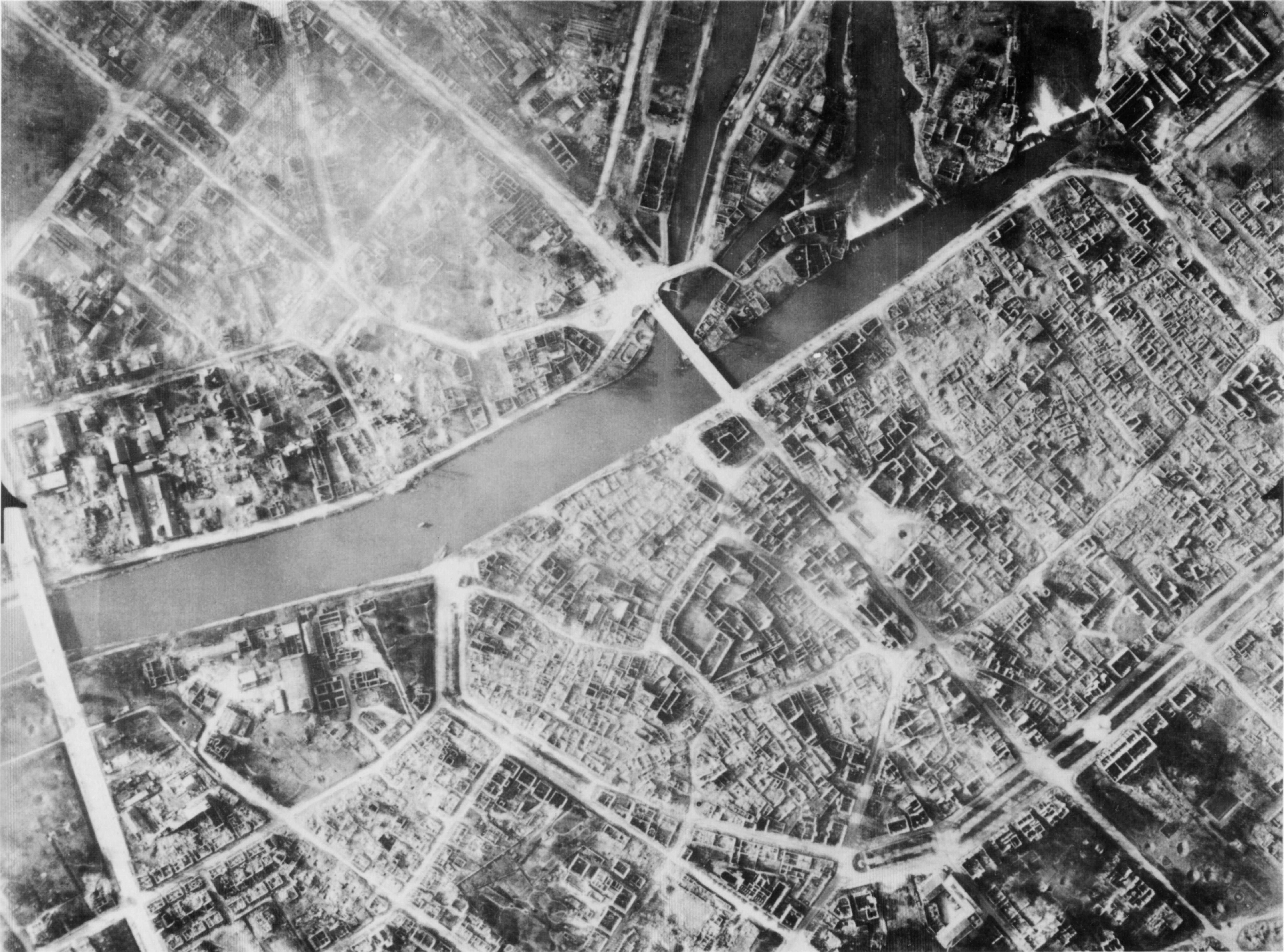
Luftaufnahme der zerstörten Altstadt am 31. März 1945

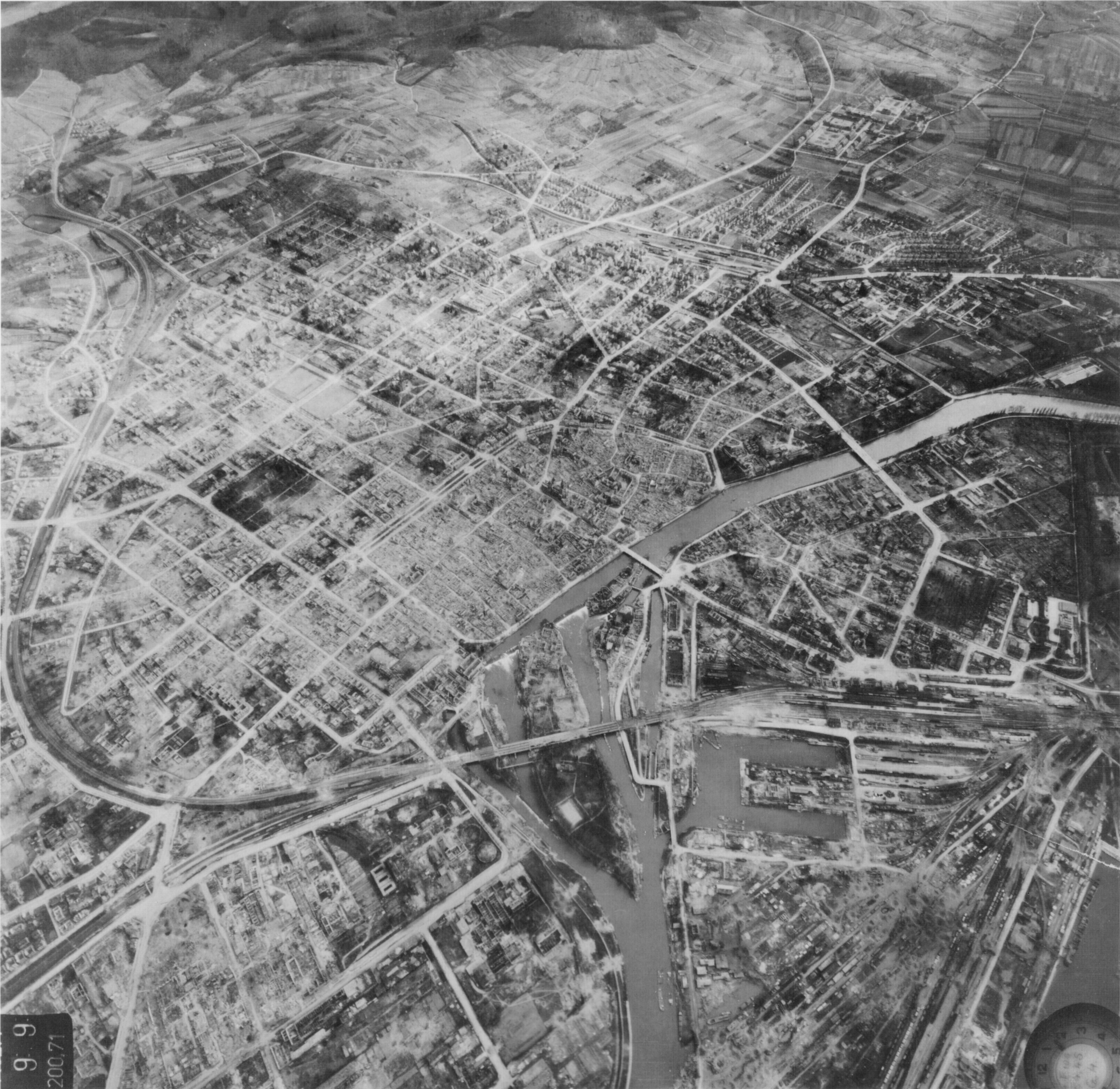
Luftaufnahme der zerstörten Stadt am 1. April 1945

Mit Beginn des Zweiten Weltkriegs wurde der private Wohnungsbau eingestellt. Stattdessen trat nun die Schaffung von Luftschutzräumen in den Vordergrund. Heilbronn wurde als nicht besonders luftgefährdet eingestuft. Da es in der Stadt zahlreiche den Anforderungen des Luftschutzes genügende Luftschutzkeller gab, sah man sich nur zum Bau weniger neuer Bunker genötigt. Neben dem Schutzraum am Industrieplatz und der Rettungsstelle unter dem Kaiser-Friedrich-Platz war der ab Mitte 1940 durch das Reichsluftfahrtministerium beauftragte General-Wever-Turm auf der Theresienwiese einer von nur drei Bunkerneubauten in der Innenstadt.
In der Nacht vom 16. auf den 17. Dezember 1940 fand erstmals ein Luftangriff auf Heilbronn statt, im Herbst 1941 folgten zahlreiche weitere Bombennächte, die jedoch nur begrenzten Schaden anrichteten. Der erste schwere Bombenschaden entstand bei den Luftangriffen im September 1944. Ab dieser Zeit war die Bevölkerung auch häufigen Tiefflieger-Angriffen ausgesetzt.
Ab 1942 wurden in den Salzbergwerken in und um Heilbronn Kunstschätze aus Deutschland, Frankreich und Italien eingelagert. Ebenso wurden rüstungswichtige Betriebe in die Bergwerksstollen verlagert. In den Stollen des Salzbergwerk Neckargartach wurde ein Rüstungsbetrieb der I.G. Farben aufgebaut. Ein weiterer Stollen wurde für die Lebensmittelfirma Tengelmann ausgebaut, die hier mehrere Schiffsladungen Lebensmittel einlagerte. Von Heilbronn bis Neckarelz entstand so eine Vielzahl teilweise gigantischer unterirdischer Anlagen. Der Ausbau der Stollen unterlag den Kommandos der Außenstellen des Konzentrationslagers Natzweiler-Struthof in Bad Friedrichshall-Kochendorf und Neckargartach.
Im Ende August 1944 zwischen Böllinger und Wimpfener Straße in Neckargartach errichteten Außenlager Steinbock waren 1200 Gefangene, Angehörige der Waffen-SS und der Luftwaffe sowie die Mitarbeiter der Organisation Todt untergebracht.
Ein schwerer Luftangriff vom 27. auf den 28. September 1944 bewog Oberbürgermeister Gültig dazu, wiederholt einen Evakuierungsplan für die Stadt Heilbronn zur Genehmigung beim Stuttgarter Innenministerium vorzulegen. Die Pläne des Oberbürgermeisters beinhalteten die Umsiedlung von 1974 Frauen und Kindern aus der Heilbronner Altstadt in den Landkreis. Die Erlaubnis wurde abermals nicht erteilt.

#### Zerstörung der Stadt am 4. Dezember 1944
Zur Katastrophe für Heilbronn wurde der Luftangriff auf Heilbronn am 4. Dezember 1944, bei dem die gesamte Altstadt und 62 Prozent der gesamten Stadt zerstört wurden. (Siehe auch: Verlorene Baudenkmäler in Heilbronn.) 282 Lancaster-Bomber der 5. Bombergruppe der RAF und zehn Begleitflugzeuge flogen die Stadt am frühen Abend an und warfen rund 1200 Tonnen Bomben, darunter weit über 240.000 Stabbrandbomben, über dem Stadtgebiet ab. In dem dadurch verursachten Feuersturm kamen nach offiziellen Angaben über 6500 Menschen um, die meisten der Opfer sind in Luftschutzkellern erstickt. Über 5000 Tote wurden in Massengräbern im stadtnahen Köpfertal, dem heutigen Ehrenfriedhof, beigesetzt, wo bis heute an jedem Jahrestag der Opfer in einer Trauerstunde gedacht wird.
Vom 27. Dezember 1944 bis zum 31. März 1945 erfolgten noch weitere 13 Luftangriffe auf Heilbronn. Insgesamt schrumpfte die Bevölkerung der Stadt während des Krieges auf 46.350 Einwohner.

#### Das Kriegsende in Heilbronn

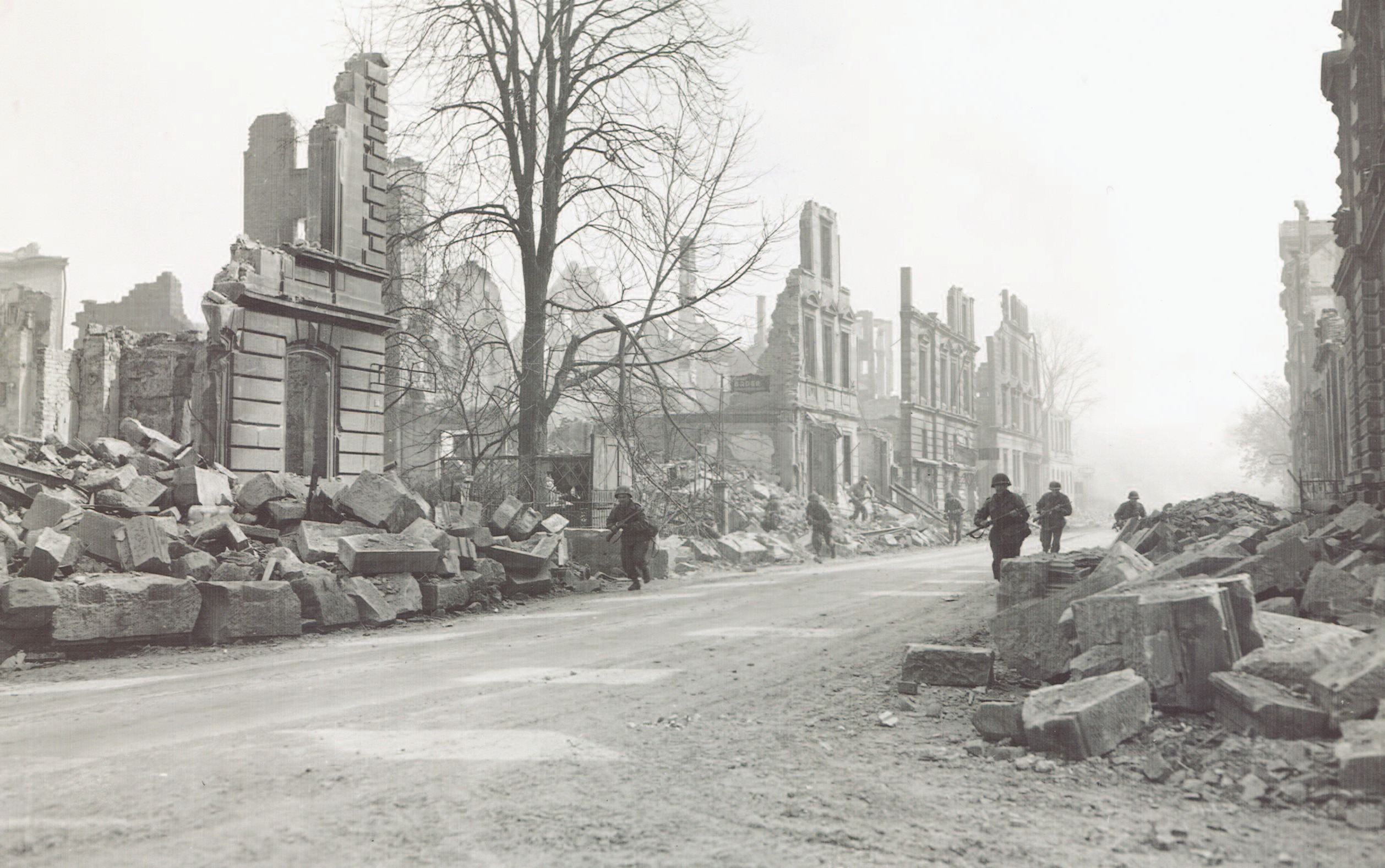
Häuserkampf im April 1945

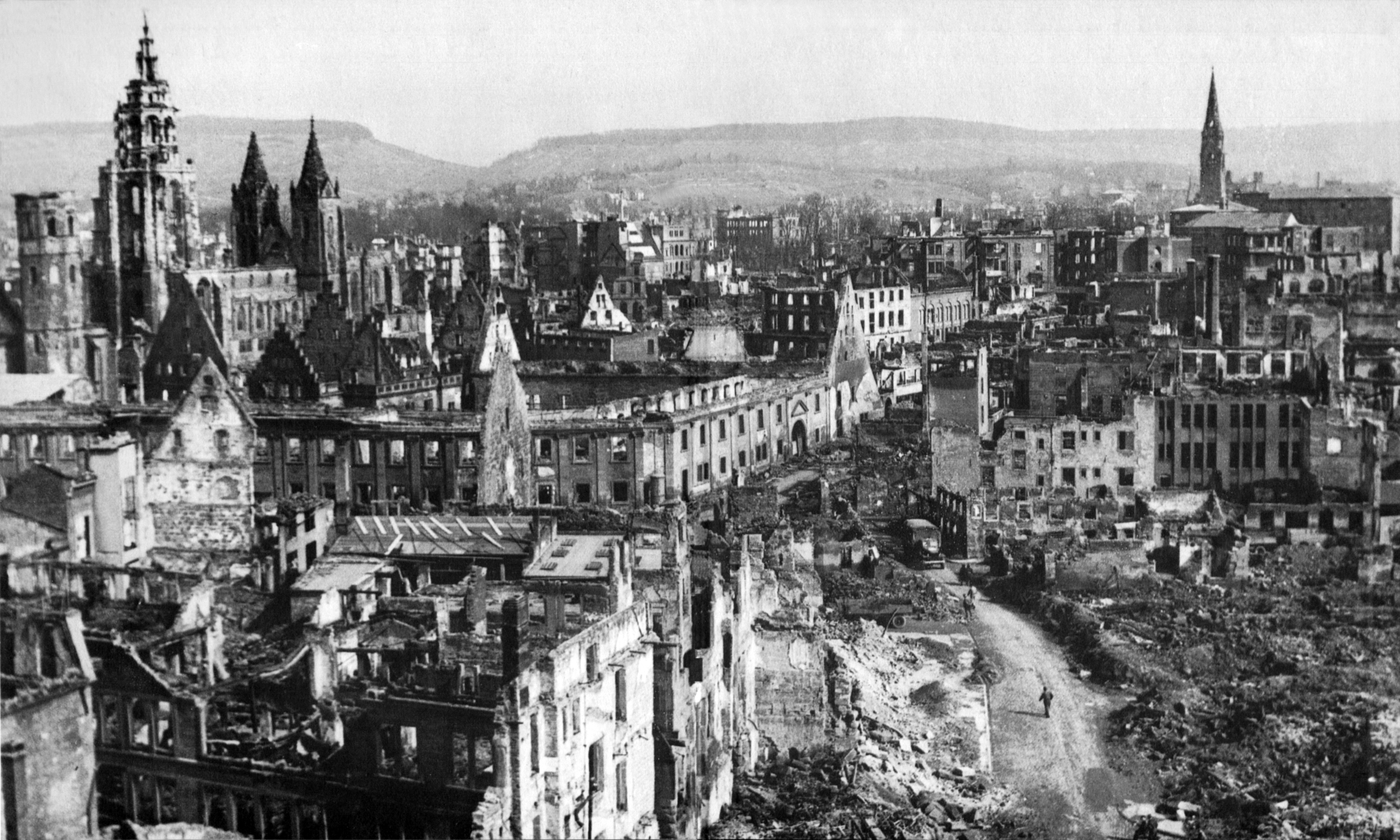
Die zerstörte Stadt nach Kriegsende

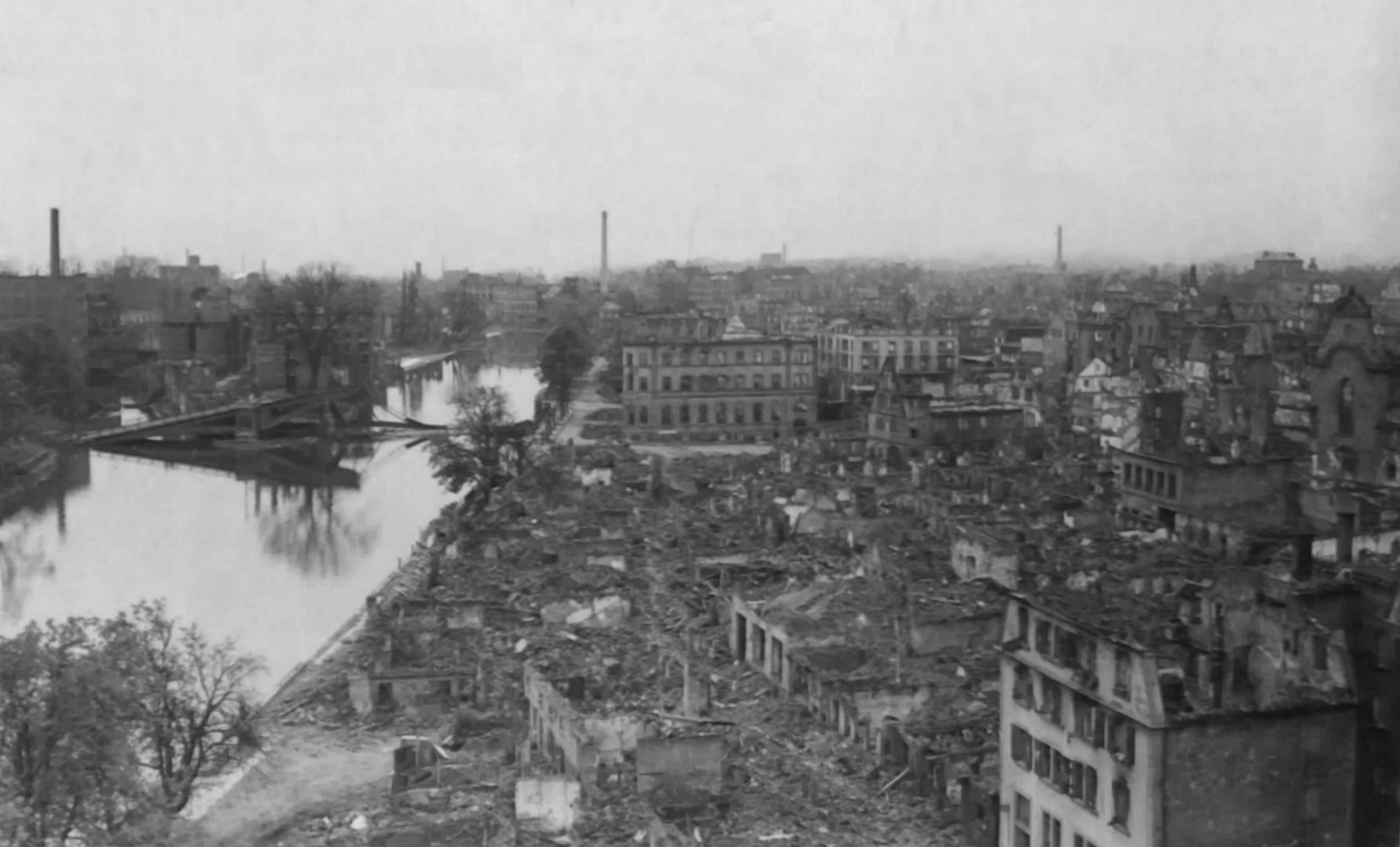
Blick auf den Neckar mit der zerstörten Neckarbrücke

Mit Näherrücken der Front wurde in Heilbronn ab 17. Januar 1945 der Volkssturm ausgebildet. Am 20. Januar kam es zu einem erneuten schweren Luftangriff, am 28. Februar wurden Aufforderungen zur Kapitulation abgeworfen. Am 26. März wurden der Neckargartacher Volkssturm aufgerufen und Panzerfallen am Ortsausgang aufgestellt. Tags darauf machten Gerüchte vom Näherrücken der Amerikaner und der bevorstehenden Sprengung von Lebensmittellagern die Runde, so dass es anderntags zu Hamsterkäufen kam.
Am 30. März wurde Heilbronn und der Zehn-Kilometer-Umkreis zum Festungsbereich erklärt. OB Gültig wurde zum Bataillonsführer des Volkssturms ernannt und stellte sein Amt Stadtrat Karl Kübler zur Verfügung. Am 2. April sprengten deutsche Truppen sämtliche Neckarbrücken sowie den Sontheimer Steg, einzelne amerikanische Panzer erreichten unterdessen Neckargartach, zogen sich aber wieder nach Frankenbach zurück. Am 3. April rückte die 100. Infanteriedivision des 6. US-Corps unter dem General Withers A. Burress (1894–1958) mit 6000 bis 8000 Mann von Westen her an den Neckar vor und besetzten Obereisesheim und Neckargartach. Bei Neckargartach gelang es den Amerikanern erstmals, den Neckar zu überqueren, von wo aus sie nach Süden in Richtung der zerstörten Stadtmitte vorzudringen versuchten. Etwa 1000 bis 1200 deutsche Soldaten leisteten in Heilbronn erbitterten Widerstand.
Das KZ-Lager in Neckargartach wurde in der ersten Aprilwoche 1945 von der SS geräumt. Die Häftlinge wurden teils zu Fuß (Hessentaler Todesmarsch), teils in Güterwaggons in das KZ Dachau gebracht. Verstorbene Häftlinge wurden sowohl auf dem Jüdischen Friedhof Sontheim begraben als auch auf einer Anhöhe oberhalb des Lagers zwischen dem Gewann Werthalde und Hüttenäcker.
Da wegen schwerer Kämpfe um das Salzbergwerk kein Vordringen in die Innenstadt möglich schien, errichteten die Amerikaner am 6. April einen südlichen Brückenkopf um den Götzenturm. Kreisleiter Drauz löste noch am selben Tag die NSDAP-Kreisleitung auf und flüchtete in Richtung des Gaffenbergs. Auf seinem Weg dorthin bemerkte er weiße Fahnen in der Schweinsbergstraße, woraufhin er vier Anwohner, darunter den stellvertretenden Bürgermeister Kübler, erschießen ließ. Vier Tage lang begegnete die deutsche Artillerie den amerikanischen Versuchen, Pontonbrücken über den Neckar zu errichten, mit heftigem Feuer vom Wartberg und vom Jägerhaus aus. Um die Innenstadt entbrannte ein mehrtägiger Häuserkampf. Die alliierten Streitkräfte mussten in der „Festung“ Heilbronn auch gegen 16-jährige Knaben der Hitlerjugend kämpfen. Nach elftägigem Kampf um die strategisch wichtige Überquerung des Neckars vermerkt die US-Divisionsgeschichte für den 12. April 1945: „Um 15.30 Uhr ist die Stadt endgültig von deutschen Truppen gesäubert.“

#### US-Gefangenenlager, Truppen- und Raketenstützpunkt

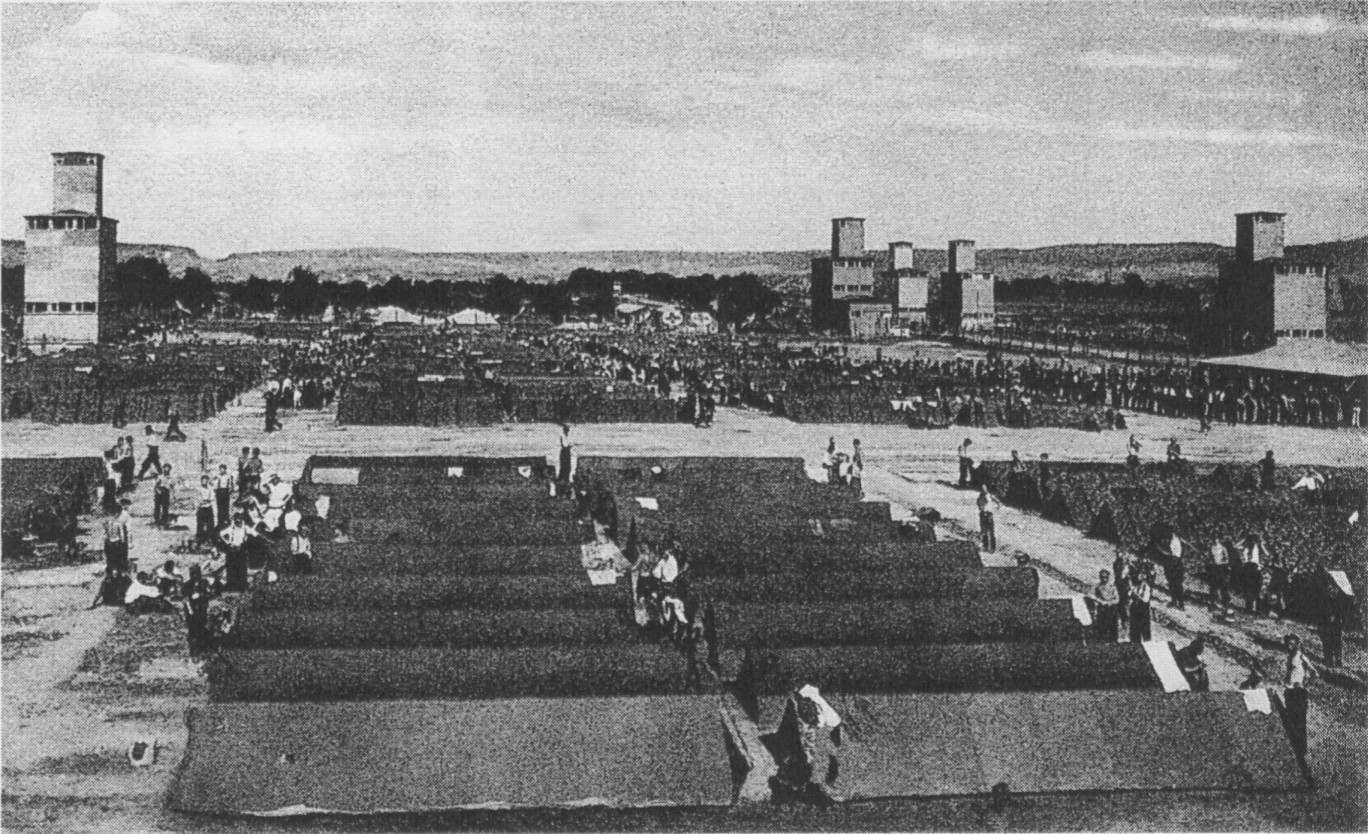
Das Böckinger Kriegsgefangenenlager im Frühjahr 1945

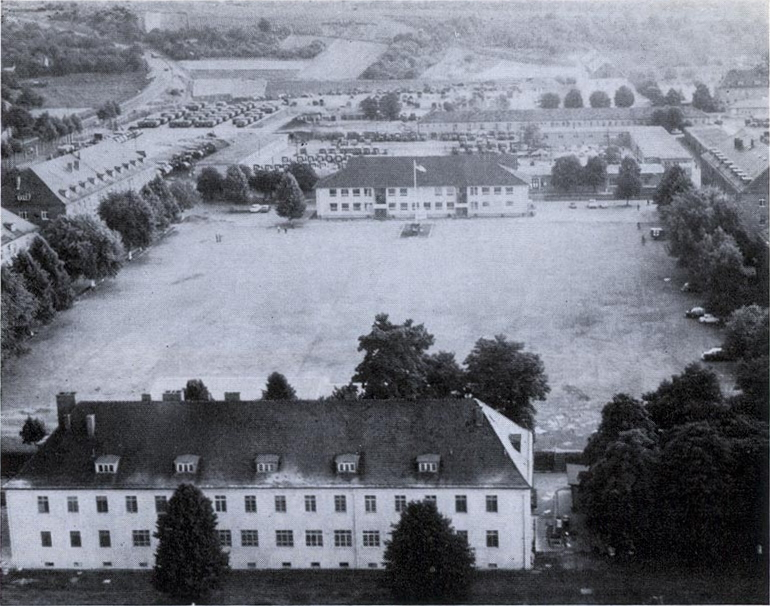
Die amerikanischen Wharton Barracks in Heilbronn um 1960

Nach dem Ende des Zweiten Weltkriegs gehörte Heilbronn zum Land Württemberg-Baden in der Amerikanischen Besatzungszone. Die amerikanische Militärverwaltung richtete in Neckargartach ein von der UNRRA verwaltetes DP-Lager zur Unterbringung so genannter Displaced Persons ein. Westlich von Böckingen bestand von 1945 bis 1947 das Lager Heilbronn, das von Hunderttausenden Kriegsgefangenen durchlaufen wurde.
US-Truppen blieben noch über Jahrzehnte in Heilbronn. Ab 1951 waren sie fest in Heilbronn stationiert. Sie nutzten bestehende Kasernen aus der Zeit vor dem Zweiten Weltkrieg und errichteten auch eigene Anlagen inklusive Wohnsiedlungen und Infrastruktur. Die 1977 wurden auf der etwa vier Kilometer östlich des Stadtzentrums im Heilbronner Stadtwald gelegenen Waldheide amerikanische, atomar bestückte Pershing-IA-Kurzstreckenraketen stationiert. Mit dem Nachrüstungsbeschluss wurden die Raketen 1984–1985 durch Pershing-II-Mittelstreckenraketen ersetzt.

#### Wiederaufbau der Heilbronner Innenstadt
Emil Beutinger (1875–1957), der bereits bis 1933 Bürgermeister gewesen war, wurde am 13. April 1945 wieder in sein Amt eingeführt und begann sofort mit Überlegungen zum Wiederaufbau der zerstörten Stadt. Zunächst galt es, Trümmer zu räumen und nicht vollständig zerstörte Gebäude wieder instand zu setzen. Auf Befehl der amerikanischen Militärregierung galt bis November 1945 zunächst volle Arbeitszeit an allen Wochentagen einschließlich der Sonntage. Am 15. Mai kam es zu ersten Entlassungen aus der Stadtverwaltung wegen Mitgliedschaft in der NSDAP. Am 8. Juni wurden die ersten Straßen umbenannt. Alle 16- bis 55-jährigen Männer wurden von Februar 1946 bis September 1947 zu zwölftägigem Arbeitsdienst verpflichtet, frühere NSDAP-Mitglieder mussten 18 Tage Arbeitsdienst leisten.
Bis 30. Januar 1946 war Lt. Col. Montgomery Kommandant des Stadt- und Landkreises Heilbronn, ihm folgte am 1. Februar 1946 Major Terry. Am 26. Mai 1946 fanden die ersten freien Gemeinderatswahlen seit 1933 statt. Die US-Militärregierung bestand daneben weiterhin bis zum 20. September 1949. Bis zum 20. Januar 1950 dauerte die Zwangsbewirtschaftung durch Lebensmittelkarten an.
Die Wohnungsnot in der zerstörten Stadt führte zur Bildung von Barackensiedlungen wie der nach dem Luftangriff vom 4. Dezember 1944 entstandenen Schweinsbergsiedlung und zur Umnutzung des ehemaligen Lagers Heilbronn als Notunterkunft für Wohnungssuchende ab 1948.
Über den Wiederaufbau der vollständig zerstörten Altstadt von Heilbronn gab es eine rege öffentliche Debatte, wobei sich manche sogar für den Erhalt des innerstädtischen Ruinenfeldes als Gedenkstätte und den Bau einer neuen Stadt außerhalb der alten Stadtgrenzen aussprachen. Vielfach wurde auch die Machbarkeit des Wiederaufbaus an sich bezweifelt. OB Emil Beutinger verkündete im Amtsblatt vom 8. März 1946 einige grundlegende Gedanken zum Wiederaufbau: erhalten werden sollten in der Altstadt lediglich die Kilianskirche, der Marktplatz mit Rathaus, der Hafenmarkt mit Hafenmarktturm, der Deutschhof mit Deutschordenskirche und das Fleischhaus. Ansonsten sollte die Innenstadt neu und großzügig parzelliert und ohne historisierende Anklänge neu überbaut werden. Die einst zahlreich in der Innenstadt ansässigen Weingärtnerfamilien sollten außerhalb der Innenstadt neue Quartiere für ihre landwirtschaftlichen Anwesen zugewiesen bekommen. Zu berücksichtigen sei außerdem die verkehrstechnische Anbindung des Umlands unter besonderer Berücksichtigung der weiteren Kanalisierung des Neckars.
Mit den ersten Wiederaufbauplänen wurde noch im März 1946 der Stuttgarter Architekt Hans Volkart beauftragt, der die Planungen größtenteils von seinem Mitarbeiter Hans Gerber ausführen ließ. Nach der Wahl von Paul Metz zum Oberbürgermeister im August 1946 blieb Altbürgermeister Beutinger weiterhin für den Fortgang des Wiederaufbaus der Altstadt zuständig. Am 22. November 1946 legten Volkart, Regierungsbaumeister Karl Gonser sowie der Heilbronner Architekt Richard Schumacher dem Heilbronner Gemeinderat Pläne zum Wiederaufbau vor. Ab 1. Februar 1947 bestand ein Planungs- und Aufbauamt der Stadt Heilbronn, als dessen Leiter Volkarts Mitarbeiter Gerber eingesetzt wurde. Aus Gründen der Materialknappheit konnte jedoch noch nicht an den Beginn des Wiederaufbaus gedacht werden und die ersten Entwurfspläne führten daher lediglich zu weitergehenden Diskussionen, vor allem über die Versorgung der Bevölkerung. Aus diesen Überlegungen resultierte der am 14. März 1947 ausgeschriebene Ideenwettbewerb für ein Einkaufszentrum auf dem Wollhausplatz.
Unterdessen hatten die Heilbronner Architekten Richard Scheffler, Hermann Wahl und Eric Beutinger eine Denkschrift verfasst, die erst die Schaffung eines Gesamtbebauungsplans und dann die Detailplanungen unter Abhaltung von Gestaltungswettbewerben einforderte. Daraufhin wurde der Wettbewerb für das Einkaufszentrum auf dem Wollhausplatz wieder verworfen – erst in den 1970er Jahren wurde es mit dem Wollhauszentrum doch noch realisiert. Stattdessen wurde am 13. Juni 1947 ein Ideenwettbewerb für den Generalplan zum Wiederaufbau der Altstadt ausgeschrieben, zu dem lediglich Architekten aus Stadt und Landkreis Heilbronn zugelassen waren, von denen man sich schnellere Einreichungen erhoffte, als von überregionalen Teilnehmern.
Bei den weiteren Planungen rückten insbesondere die verkehrstechnischen Fragen in den Mittelpunkt, während sozial- und gesundheitspolitische Aspekte zurückgestellt wurden. Am 20. Juni 1947 präsentierten Volkart und Gonser ihren neuen Wiederaufbauplan, der eine weitgehend vom Durchgangsverkehr befreite Innenstadt mit einem dezentralen System von Parkplätzen am Rand der Altstadt vorstellte. Straßen und Gassen mit Schaufronten sollten sich im Innenstadtbereich mit Gassen zur Anlieferung abwechseln. Der Plan fand große Zustimmung im Gemeinderat. Volkart und Gonser wurden, neben OB Metz, Kultusminister a. D. Theodor Heuss, Generalbaudirektor Walther Hoß, Regierungsbaudirektor Otto Ernst Schweizer sowie verschiedenen Stadträten und Bauräten in das Preisgericht des Ideenwettbewerbs berufen. Nach Ende des Abgabetermins am 15. Oktober 1947 konnte sich das Preisgericht auf keinen ersten Platz einigen, da keine der eingereichten Arbeiten vollauf überzeugen konnte. Stattdessen wurden der Heilbronner Architekt Kurt Marohn mit dem zweiten, der Baurat Gabel und der Heilbronner Architekt Hermann Wahl jeweils mit einem dritten Preis geehrt. Mehr als mit den eingereichten Vorschlägen deckten sich die grundsätzlichen Vorstellungen des Preisgerichts mit den bereits im Juni 1947 vorgelegten Plänen von Volkart (sowie den Verkehrsplanungen von Karl Gonser und Kurt Leibbrand), so dass diese für die weiteren Planungen herangezogen wurden.

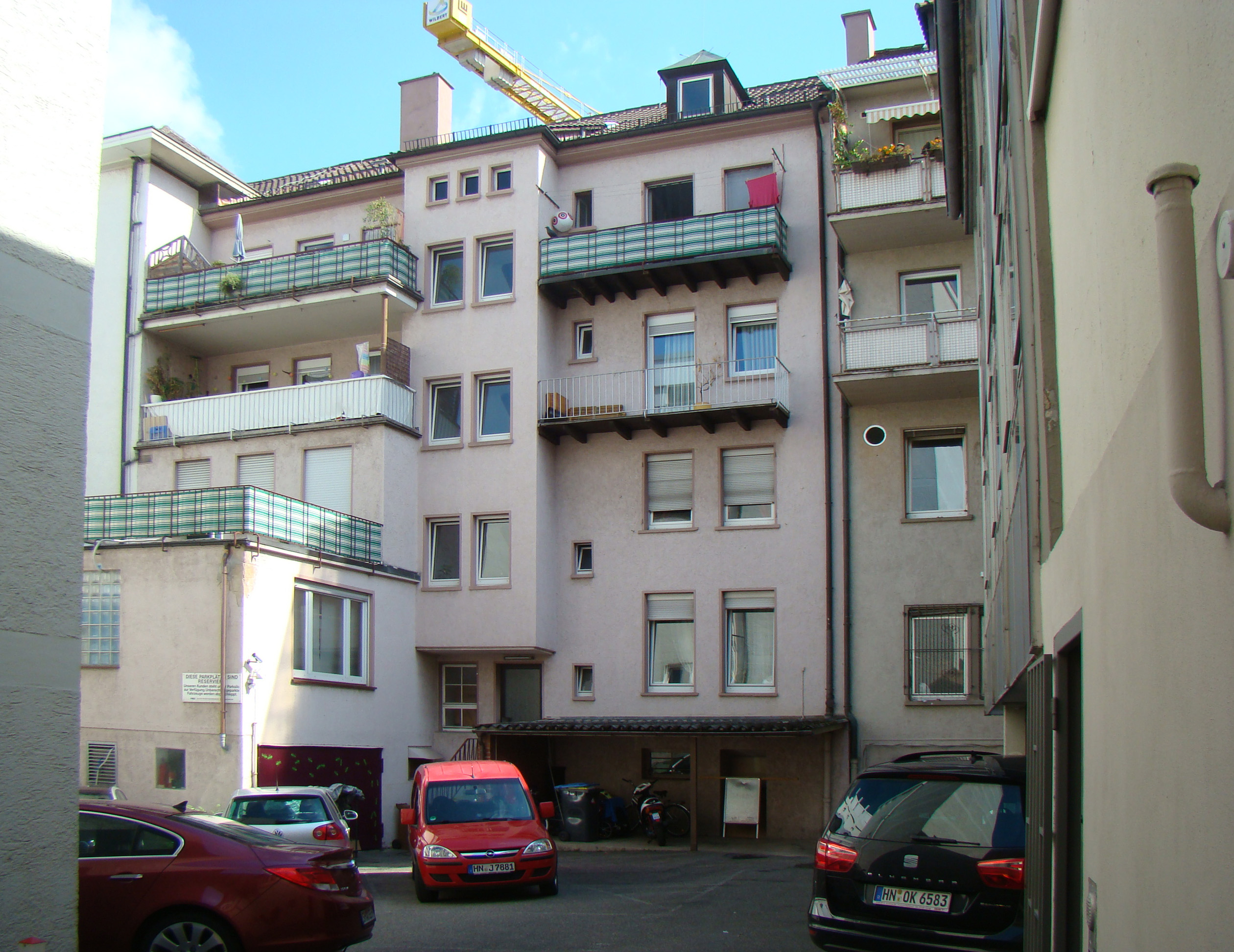
Hinterhof in der Heilbronner Innenstadt mit Architektur der frühen 1950er Jahre

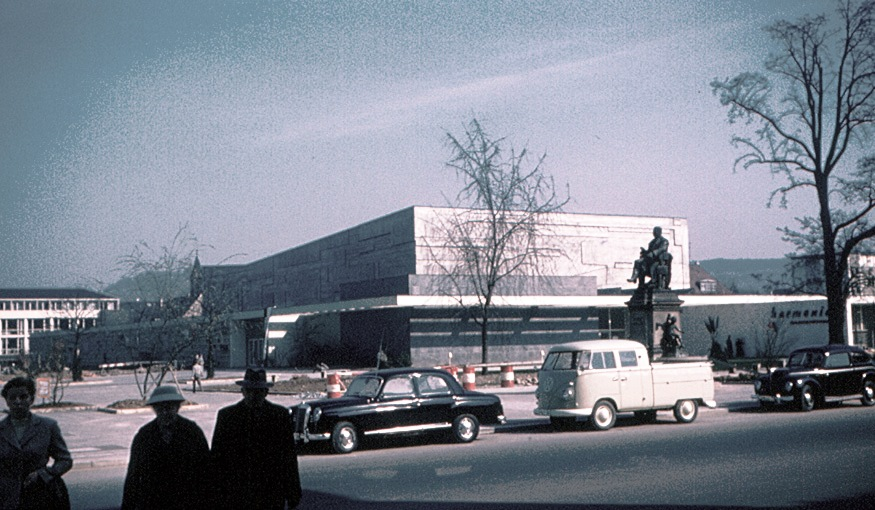
Die wiederaufgebaute Harmonie 1960

Ein wichtiger verkehrstechnischer Teil des Gonser’schen Plans zur Befreiung der Innenstadt vom Durchgangsverkehr war der so genannte Alleenring, der Innenstadt und Bahnhofsvorstadt ringartig als Verteilerkreis umfahren sollte und an dem Geschäfte, Gastronomie und Hotels angesiedelt werden sollten. Allerdings hätten zum Bau des Alleenrings großflächig die Bahnanlagen im Westen der Stadt verlegt werden müssen, wofür der Reichsbahn damals keine Mittel zur Verfügung standen. Alternativ erwog man zur Gewinnung von Straßenbaufläche zwischen Bahnhof und heutigem Europaplatz die Zuschüttung des historischen Wilhelmskanals. Man einigte sich aber letztlich auf Erhaltung von Bahnanlagen und Wilhelmskanal, so dass der geplante Alleenring aufgegeben wurde, weil nur die verwinkelt geplante Kranenstraße einzig das Nadelöhr von Bahn und Kanal zu kreuzen vermochte, aber keinem großen Verkehrsaufkommen gewachsen war. Auch ohne vollständigen Alleenring wurde die ehemals parkartige Allee im Zuge der Verkehrsplanung der Wiederaufbauzeit zur Hauptverkehrsachse der Innenstadt.
Erst nach Abschluss der grundlegenden Straßenplanung konnte mit den Plänen zum Wiederaufbau der Quartiere und Gebäude begonnen werden, die mit Hinblick auf die Währungsreform am 20. Juni 1948 mit Hochdruck vorangetrieben wurden. Der Gemeinderat beschloss am 5. März 1948 den Aufbauplan für die Altstadt und am 28. April 1948 den Baulinienplan. Letzterer teilte die Altstadt in 25 Baublöcke, die dann von den fünf beim Ideenwettbewerb ausgezeichneten Heilbronner Architekten Marohn, Gabel, Mayer, Wahl und Scheffler weiter ausgestaltet werden sollten. Die Baulandumlegung verringerte die Zahl von 1086 Flurstücken auf 582, wobei jeder Eigentümer 15 % der bisherigen Grundstücksflächen für die Schaffung von öffentlichen Flächen (Straßenverbreiterung, Vergrößerung des Kiliansplatzes usw.) abzugeben hatte. Das Innenministerium genehmigte am 16. Februar 1950 den ersten Bebauungsplan für eines der Innenstadtquartiere im Bereich der Metzgergasse.
Das Straßenbahnnetz wurde zwar ab dem 30. Juli 1945 teilweise wieder betrieben, jedoch sukzessive vom Oberleitungsbus Heilbronn und neuen Omnibuslinien abgelöst. Der Straßenbahnbetrieb endete zum 1. April 1955, der Oberleitungsbus-Betrieb 1960. Anschließend erfolgte der öffentliche Nahverkehr in der Stadt bis zum Ende des 20. Jahrhunderts ausschließlich mit Omnibussen.

#### Wachstum zur Zeit des Wirtschaftswunders

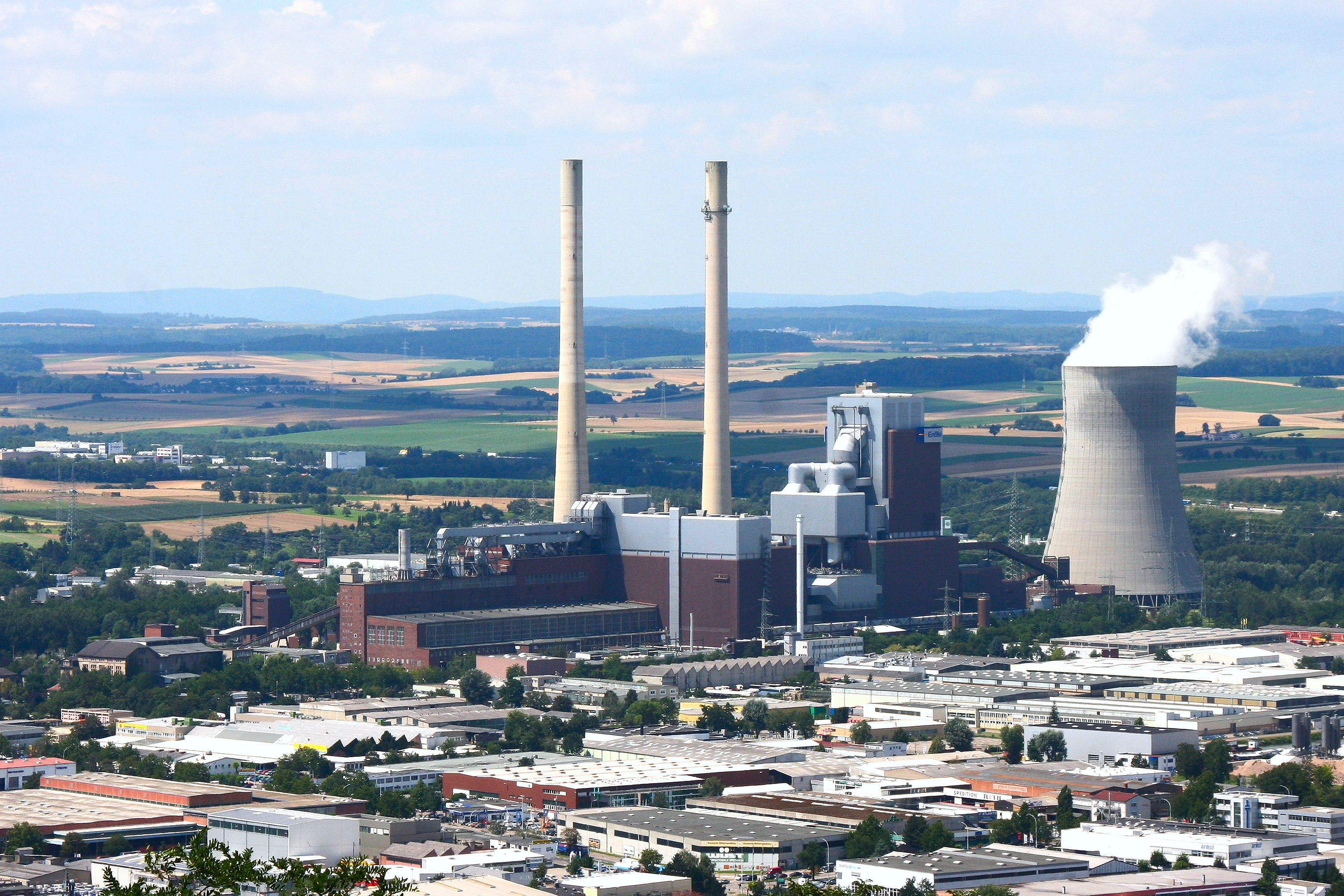
Das Kraftwerk Heilbronn ist eine der Landmarken im Neckartal

Vor allem in den Jahren von 1950 bis 1955 fand in Heilbronn eine auch überregional beachtete Wiederaufbauleistung statt. Für seinen Anteil daran wurde Altbürgermeister Beutinger 1955 zum Ehrenbürger von Heilbronn ernannt. 1953 konnte das wiederaufgebaute historische Rathaus eingeweiht werden, 1958 die neu erbaute städtische Festhalle Harmonie und der ebenfalls neu erbaute Hauptbahnhof. Beim Wiederaufbau der Wohnbauten war 1958 zwar der Vorkriegsstand erreicht, doch blieb der Wohnungsbau wegen der steigenden Einwohnerzahl auch noch in den Folgejahren ein dringliches Thema. Die großen historischen Wiederaufbauprojekte dauerten teilweise noch lange Jahre an. Der Wiederaufbau der Kilianskirche war erst 1965 abgeschlossen, der Wiederaufbau des Deutschhofs zog sich sogar bis zur Fertigstellung des Archivgebäudes 1977 hin.
So lange die Innenstadt noch in Trümmern lag, entwickelte sich die Heilbronner Wilhelmstraße, in der viele Gebäude den Krieg nur wenig beschädigt überdauert hatten, zeitweilig zur wichtigsten Geschäftsstraße der Stadt. Im Frühjahr 1950 eröffnete Lichdi an der Ecke Wilhelm-/Luisenstraße den ersten Selbstbedienungs-Supermarkt in Deutschland. Die meisten Geschäfte wechselten jedoch nach Fertigstellung ihrer Geschäfte bald wieder in die Innenstadt. Dort eröffnete in der Fleiner Straße im November 1951 außerdem das nach Plänen von Egon Eiermann und Robert Hilgers erbaute Kaufhaus der Warenhauskette Merkur als erster Nachkriegs-Neubau des Unternehmens.
Der Bauboom der Nachkriegsjahre sorgte für zahlreiche Arbeitsplätze im Bau- und Ausbaugewerbe. Die wiederaufgebauten Industriebetriebe boten bereits 1951 rund 17.000 Arbeitsplätze. Seinen Höchststand erreichte der industrielle Sektor 1963, als etwa 27.000 Beschäftigte in 145 Betrieben arbeiteten. Schon in den 1950er Jahren zeichnete sich ein Strukturwandel innerhalb der Industrie ab. Die Beschäftigtenzahlen in der chemischen Industrie, in der Herstellung von Kohlenwertstoffen, in der Nahrungsmittelbranche und bei Textilbetrieben waren rückläufig, während Maschinen- und Fahrzeugbau, Stahl- und Leichtmetallbau, Papier und Druck sowie Elektrotechnik an Bedeutung gewannen. Auch im Handwerk gab es trotz sinkender Betriebszahlen bei gleichzeitiger Vergrößerung der bestehenden Betriebe deutliche Zugewinne. Zur Deckung des Energiebedarfs der Stadt wurde in den 1950er und 1960er Jahren das Kraftwerk Heilbronn errichtet.
In jenen Jahren der Vollbeschäftigung kam es dann auch zum beginnenden Zuzug von Ausländern in die Stadt. 1959 lag der Ausländeranteil (ohne die in Heilbronn stationierten US-Amerikaner) bei unter einem Prozent. Bis 1970 stieg die Ausländerquote auf rund neun Prozent.
Zur Deckung des weiteren Wohnungsbedarfs wurden in den 1960er Jahren größere Neubaugebiete erschlossen, darunter das Neubaugebiet Sachsenäcker in Neckargartach und die Wohngebiete auf der Schanz in Böckingen, wo bis 1966/67 bereits rund 4900 Menschen lebten. Ein großes Schul- und Sporthallen-Bauprogramm schloss sich an.

#### Großstadt ab 1970

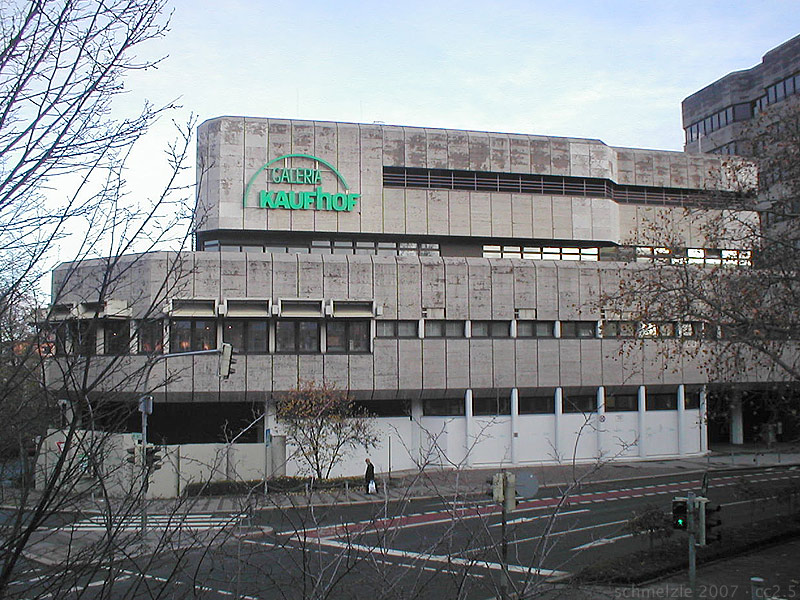
Wollhauszentrum, erbaut 1974

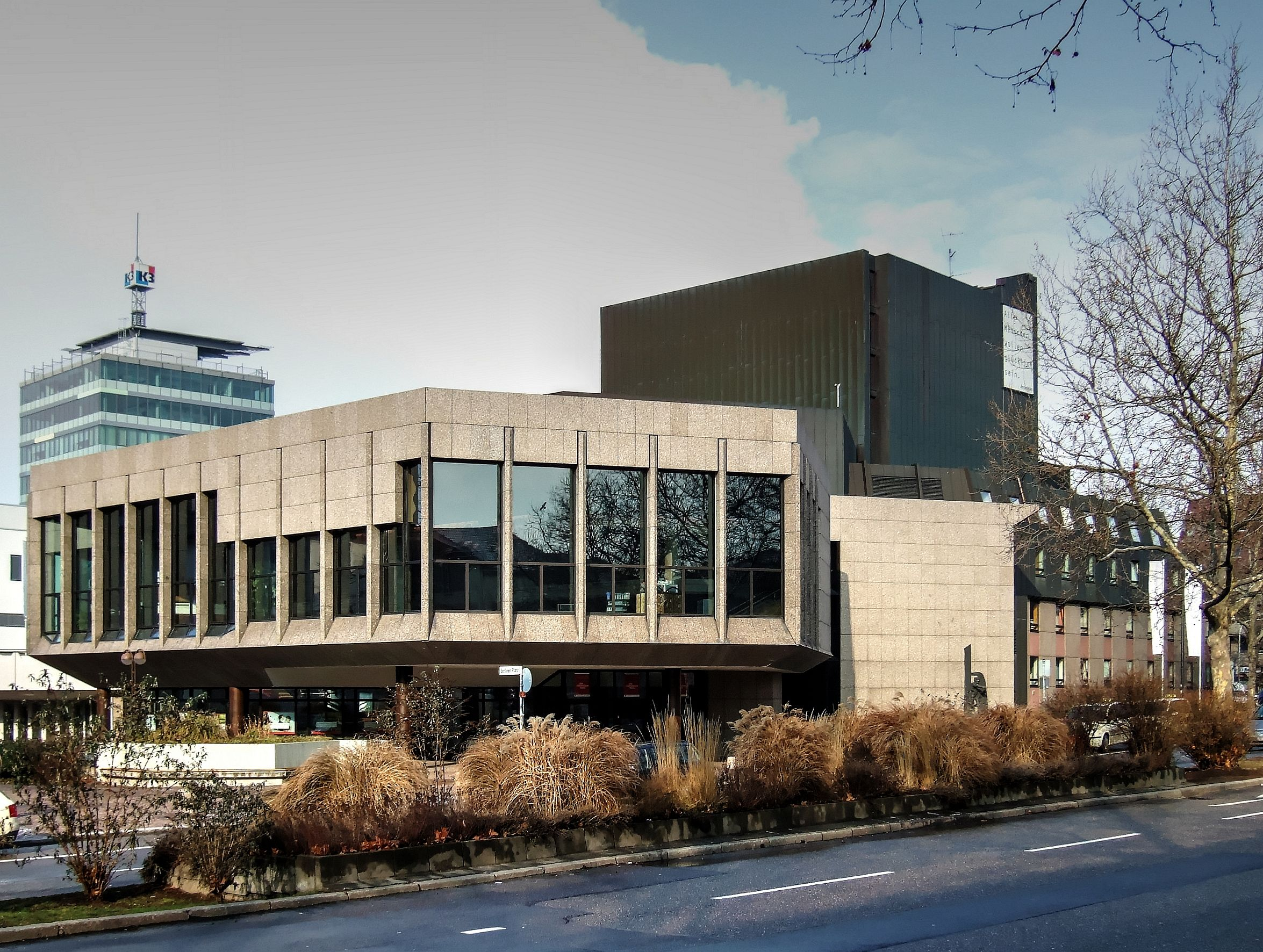
Stadttheater, erbaut 1982

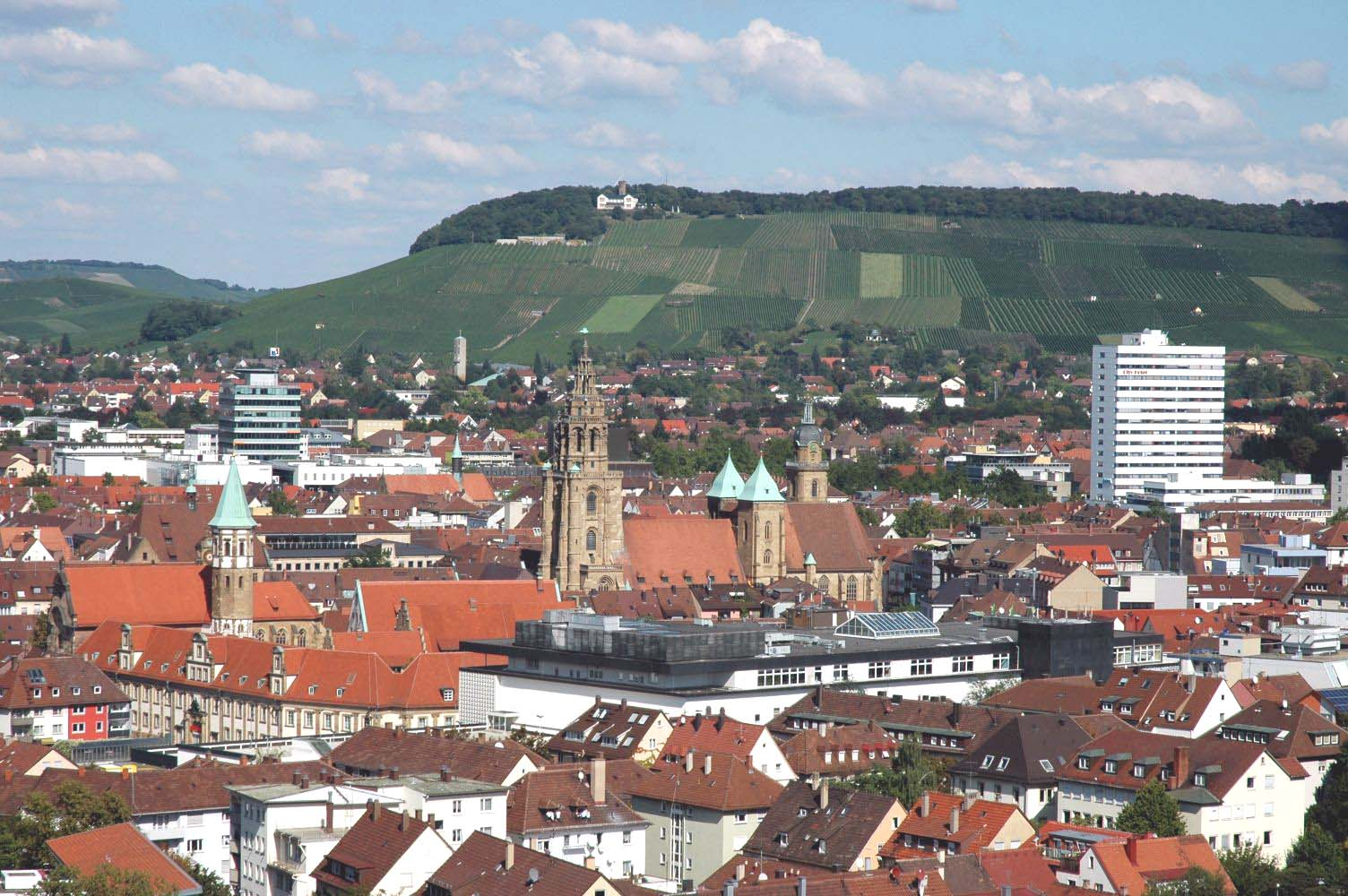
Blick auf das heutige Heilbronn

Durch die Eingemeindung von Klingenberg am 1. Januar 1970 wuchs Heilbronn auf über 100.000 Einwohner und wurde damit Großstadt. 1972 und 1974 wurden noch Kirchhausen, Biberach, Frankenbach und Horkheim eingemeindet. Bei der Kreisreform zum 1. Januar 1973 blieb Heilbronn kreisfreie Stadt und Sitz des nunmehr vergrößerten Landkreises Heilbronn. Es wurde ferner Sitz der neu gebildeten Region Franken (heute Region Heilbronn-Franken).
Das Richtfest für das neue Stadtbad im März 1970 markierte gewissermaßen nach 25 Jahren das Ende der Wiederaufbauphase. Der damalige Oberbürgermeister Hans Hoffmann erklärte dabei, dass man sich nun in einer Phase befinde, in der man die notwendigen Voraussetzungen für ein modernes Heilbronn schaffen müsse. In den frühen 1970er Jahren vollzog sich ein Wandel der örtlichen Gewerbe- und Geschäftsstruktur. Zwischen 1970 und 1974 kehrten über 60 Betriebe, darunter namhafte Unternehmen wie der Fahrzeugbauer Dautel oder die Handelskette Lidl & Schwarz, der Stadt mangels Expansionsmöglichkeiten den Rücken und wanderten ins Umland ab. In der Innenstadt ging der Trend weg von kleinen Geschäften hin zu größeren innerstädtischen Einkaufszentren. Das 1971 errichtete 14-stöckige Shoppinghaus an der Allee schafft nicht nur sehr viel Nutzfläche auf kleiner Grundfläche, sondern wurde zu einer Landmarke der Innenstadt und einem Beispiel für den schlichten Architekturstil des Brutalismus. 1974 folgte ihm das zehnstöckige Wollhauszentrum an der Stelle des 1972 gesprengten Alten Stadtbads. Auch im Wohnbau in den Stadtteilen setzte man auf Beton-Plattenbau, so auf der Böckinger Schanz, in den Neckargartacher Sachsenäckern, oder auf der Maihalde in Frankenbach. In den Jahren 1968 bis 1983 wurden 13.000 Wohnungen und etwa 10.000 Gewerbeobjekte erstellt.
Die Stadt erbaute in den 1970er Jahren für rund 50 Mio. DM großzügige öffentliche Gebäude für die eingemeindeten Stadtteile. In Kirchhausen wurde 1974 die Deutschordenshalle errichtet, 1975 folgten das Bürgerhaus Böckingen und die Stauwehrhalle in Horkheim, 1976 das Hallenbad in Biberach und 1978 die Leintalsporthalle in Frankenbach. In Neckargartach wurde eine umfangreiche Ortssanierung begonnen. Bis 1983 entstanden außerdem diverse neue städtische Schulbauten mit 16 Turn- und Sporthallen und 17 Sportanlagen für insgesamt 168 Mio. DM. Der gesamte Bauetat der Stadt betrug zwischen 1968 und 1983 etwa 1 Mrd. DM und damit etwa ein Viertel des gesamten in jener Zeit in der Stadt erbrachten Bauaufwendungen von rund 4 Mrd. DM.
Der starke anhaltende Bevölkerungsanstieg war nicht nur den Eingemeindungen, sondern auch dem verstärkten Zuzug von Ausländern geschuldet, deren Zahl mit 13.804 Personen im Jahr 1974 einen vorläufigen Höchststand erreichte. Vor allem im Zuge der Familienzusammenführung verdoppelte sich die Anzahl der in Heilbronn gemeldeten türkischen Staatsbürger in der Zeit von 1971 bis 1981. Türken bildeten im Jahr 1982 mit 5970 Personen die größte Ausländergruppe, gefolgt von 2509 Jugoslawen und 2447 Italienern.
Die Einweihung der Bundesautobahn 6 von Heilbronn nach Mannheim im Jahr 1968 setzte schon wichtige wirtschaftliche Akzente für Heilbronn. Die Fortführung der A 81 nach Würzburg 1974 und der A 6 nach Nürnberg 1979 mit deren Schnittpunkt am nahen Weinsberger Kreuz unterstrich erneut Heilbronns Position als wichtiger Verkehrsknotenpunkt in Südwestdeutschland. Zahlreiche Großbetriebe siedelten sich entlang der neuen Verkehrsadern an, die verkehrsgünstige Lage förderte in der Stadt und im Umland die Ausweisung vieler neuer Gewerbegebiete.
Die 1969 begonnene Neckartalstraße ist eine bedeutende Umgehungsstraße, die dem Nord-Süd-Durchgangsverkehr den traditionellen Weg durch die Innenstadt erspart. Ab 1970, nach der Sprengung des im Krieg beschädigten alten Stadttheaters und der damit verbundenen Möglichkeit einer veränderten Verkehrsführung, wurde die Allee zur zentralen Verkehrsachse der Innenstadt ausgebaut. Gleichzeitig wurde die damit umfahrene, traditionelle Nord-Süd-Achse, die Fleiner Straße und ihre Verlängerung in die Sülmer Straße, im Spätjahr 1971 zur Fußgängerzone mit umgebenden verkehrsberuhigten Bereichen umgestaltet. Später wurde die Fußgängerzone auf die quer dazu verlaufende Kaiserstraße und verschiedene Seitenstraßen erweitert. Im Sommer 1971 wurden erstmals an der Allee im Bereich der Harmonie zwei Fußgängerunterführungen mit Rolltreppen eröffnet, eine weitere folgte später bei der Hauptpost.
Bis in die Gegenwart nicht verwirklicht wurden dagegen die bereits 1970 gefassten Pläne zum Anschluss der Stadt an das InterCity-Netz oder die von der Stadt gewünschte Verlängerung der S-Bahn Stuttgart–Bietigheim nach Heilbronn. Nach einem kurzfristigen Anstieg der Bahn-Fahrgastzahlen nach Elektrifizierung der wichtigsten Strecken des Umlandes in den frühen 1970er Jahren gingen die Fahrgastzahlen im Nahverkehr merklich kontinuierlich zurück, während gleichzeitig die Kfz-Dichte stark zunahm. Mit 292 Fahrzeugen auf 1000 Einwohner lag Heilbronn 1971 im bundesweiten Vergleich auf dem achten Platz.
Auf kulturellem Gebiet wandelte sich das Heilbronner Historische Museum, wo man zuletzt einen Schwerpunkt auf Vor- und Frühgeschichte hatte, in den späten 1970er Jahren zu den heutigen Städtischen Museen Heilbronn mit besonderem Schwerpunkt auf zeitgenössischen Skulpturen und Abteilungen zur Archäologie und zur Stadtgeschichte. Mit Fertigstellung des Archivgebäudes als Sitz des Heilbronner Stadtarchivs war 1977 der Wiederaufbau des Deutschhofs abgeschlossen. Die Einweihung des neuen Heilbronner Stadttheaters, dessen Bauplanungen bereits in die späten 1950er Jahre zurückreichten, das aber erst im Jahr 1982 fertiggestellt wurde, schloss eine der letzten großen infolge des Zweiten Weltkriegs entstandenen städtebaulichen und kulturellen Lücken in der Innenstadt.

#### Die 1980er und 1990er Jahre

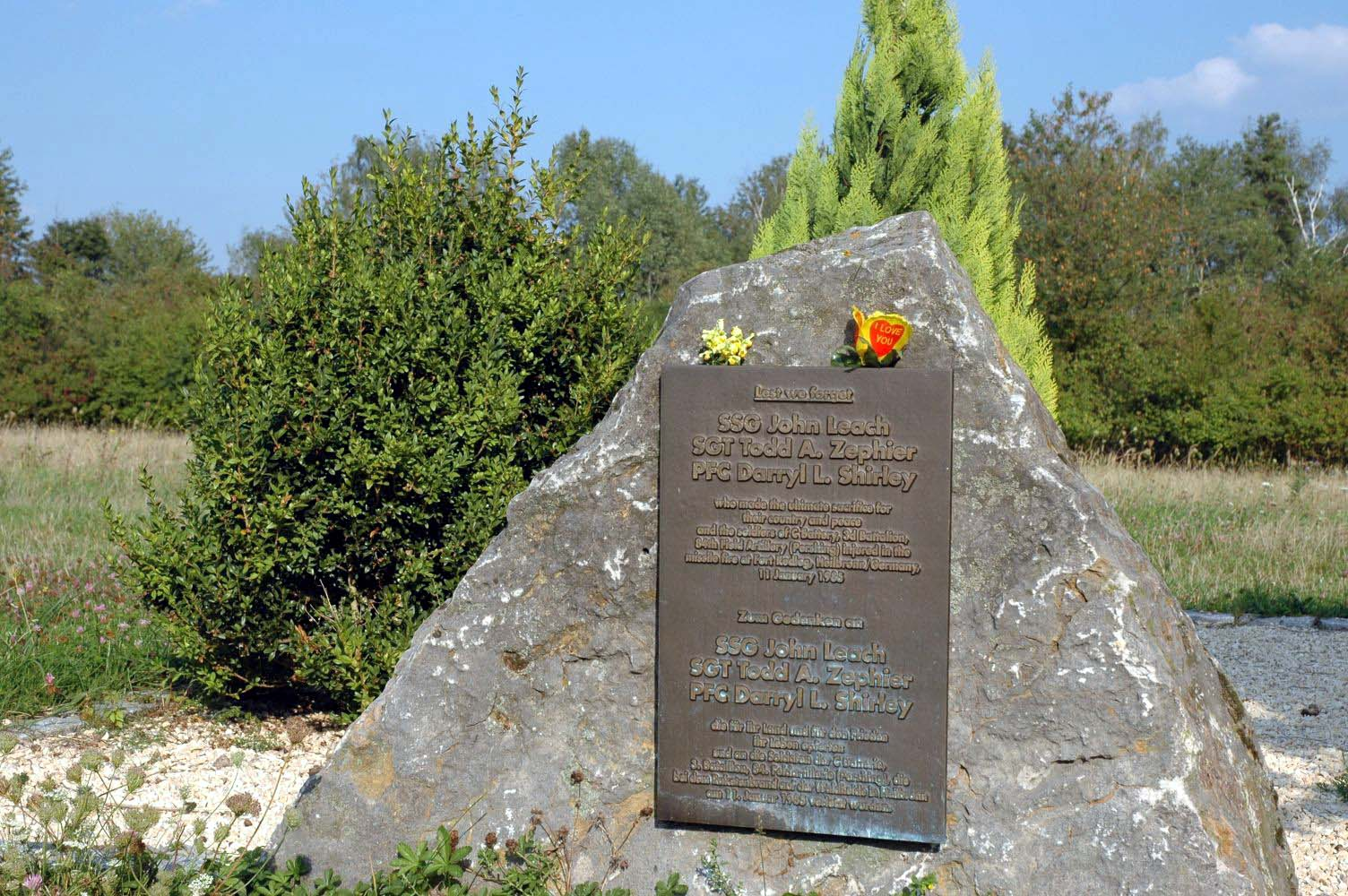
Gedenkstein für die Opfer des Raketenunfalls auf der Heilbronner Waldheide 1985

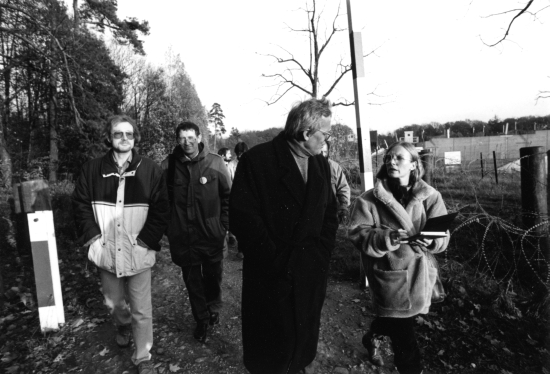
Dieter Hildebrandt besucht 1986 die Waldheide

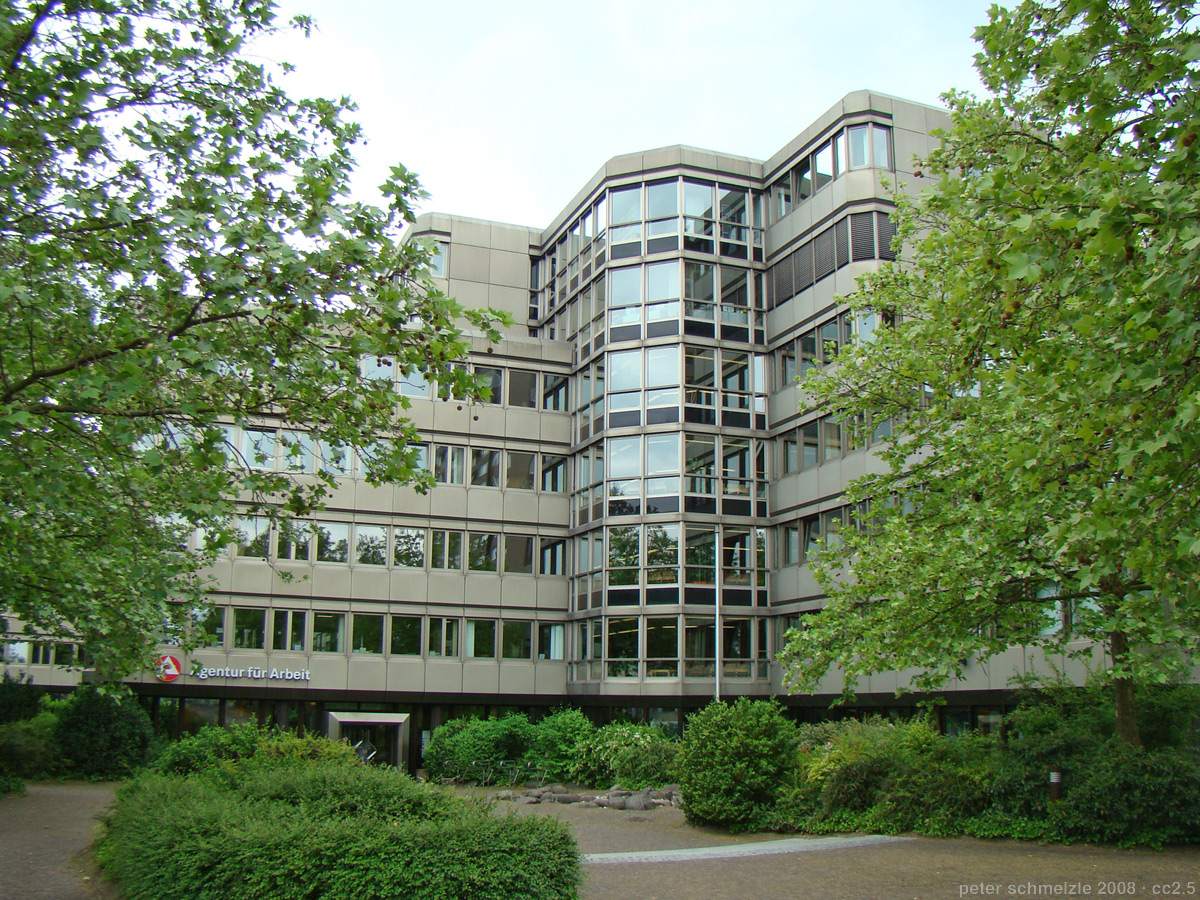
In den 1980er Jahren erbaut: das Heilbronner Arbeitsamt auf dem Rosenberg

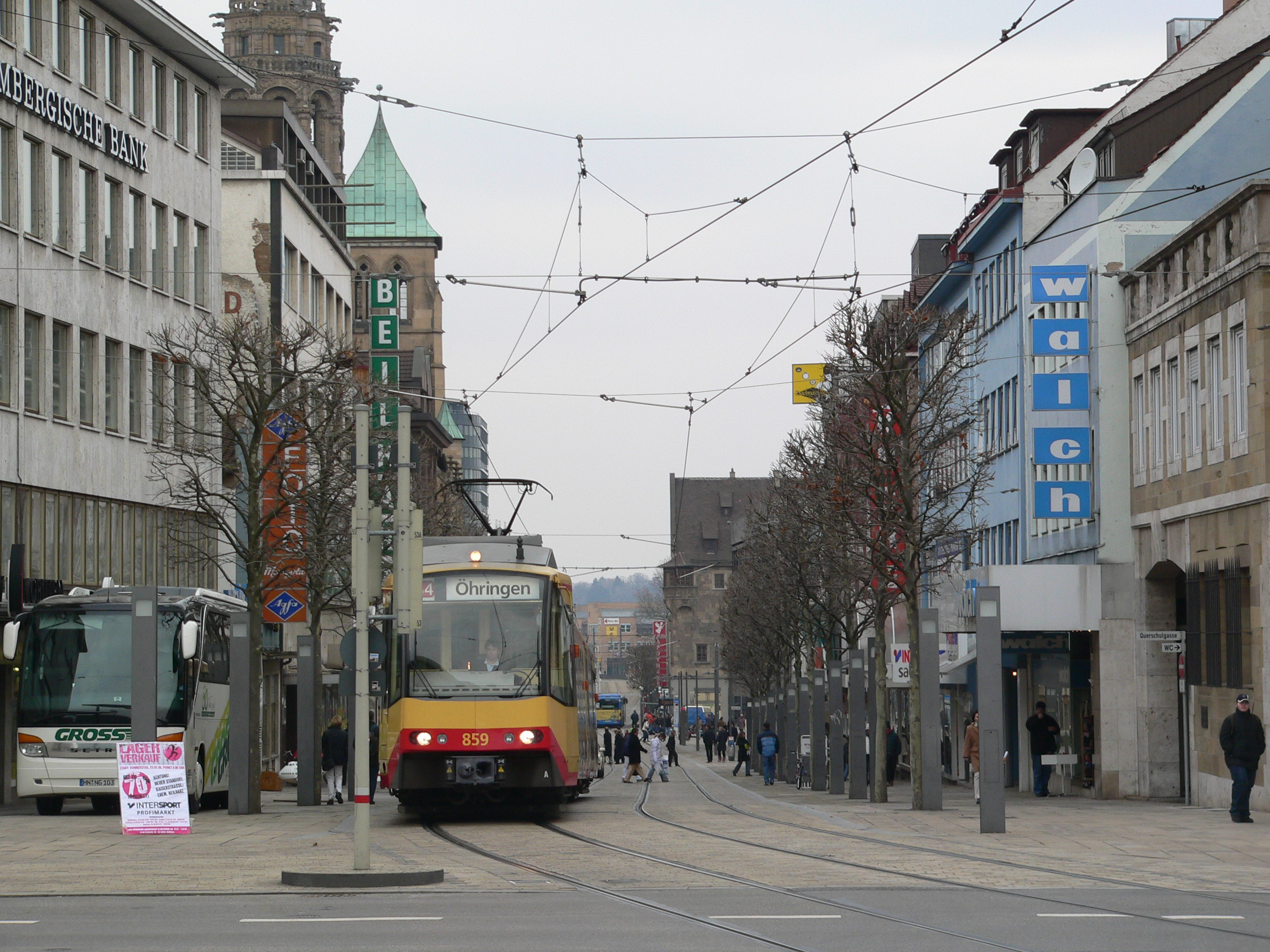
Stadtbahn in der Heilbronner Kaiserstraße

Aufgrund der US-Atomwaffenbasis auf der Waldheide rückte Heilbronn in den 1980er Jahren ins Interesse der Friedensbewegung. Die Bevölkerung war von offizieller Seite zunächst nicht über die Atomwaffen informiert worden, und die wenigen Geheimnisträger waren zu Stillschweigen verpflichtet. Die Stadtverwaltung gab noch bis 1984 an, nichts über die genaue Verwendung des Waldheide-Areals zu wissen. Gleichwohl kam es bereits 1983 zur größten Friedenskundgebung in Heilbronn, bei der 30.000 Teilnehmer gegen die Atomwaffen demonstrierten. Auf öffentlichen Druck hin erklärte der Heilbronner Gemeinderat am 19. Juli 1984 die Atomwaffen für „unerwünscht“. Als ein Raketenunglück am 11. Januar 1985 drei Todesopfer forderte, rückte Heilbronn erneut in die überregionale Wahrnehmung. Am 2. Februar 1985 kam es zu einem Schweigemarsch mit 10.000 Teilnehmern, wenig später begannen Friedensgruppen mit einer unbefristeten Blockade des Raketenstandorts. Prominente Vertreter der Friedensbewegung wie Gert Bastian und Petra Kelly schlossen sich den Protesten an und riefen zu zivilem Ungehorsam und gewaltfreiem Widerstand auf. Nach Unterzeichnung des INF-Vertrags wurden die Raketen von 1988 bis 1990 wieder abgezogen. 1992 rückten die letzten Einheiten der US Army ab. Heilbronn ist seitdem entmilitarisierte Stadt. Die ehemalige Raketenbasis auf der Waldheide wurde renaturiert und ist seit 1996 eine öffentliche Grünanlage. Ab 2002 wurden auch die meisten früheren Kasernenanlagen der Amerikaner sowie das (ehemalige Militär-)Krankenhaus beim Jägerhaus abgerissen und mit Wohnbebauung oder Gewerbegebieten überbaut.
In den 1980er Jahren fanden in Heilbronn zwei überregionale Veranstaltungen des Landes Baden-Württemberg statt: 1981 die Heimattage Baden-Württemberg und von 24. Mai bis 8. September 1985 die sechste Landesgartenschau Baden-Württemberg, wofür neue Parks und Grünanlagen angelegt wurden. Die bedeutendste damals entstandene öffentliche Grünfläche ist der Wertwiesenpark als Austragungsort der Landesgartenschau. Mit der Anlage des Parks ab 1982 wurde die Neckaraue frei von Bebauung gehalten, gleichzeitig hat man die umliegenden Stadtteile aufwerten können. Die Landesgartenschau 1985 bot an 108 Tagen rund 1500 Veranstaltungen und wurde von rund einer Million Menschen besucht. Heilbronn präsentierte sich während der Gartenschau als Skulpturenstadt. Die rund zwei Kilometer lange Skulpturenallee führte entlang von 74 Exponaten von der Innenstadt zum Gartenschaugelände. Ein Teil der damals aufgestellten oder während eines gleichzeitigen Bildhauersymposiums entstandenen Skulpturen wurde von der Stadt Heilbronn aufgekauft und ist heute weiterhin im öffentlichen Raum zu sehen. Die Landesgartenschau 1985 gilt als das herausragende städtische Ereignis der 1980er Jahre. Aufgrund ihrer Grünflächen wurde die Stadt u. a. beim europäischen Wettbewerb „Entente Florale Europe“ im Jahr 2000 mit einer Goldmedaille ausgezeichnet.
Bei einem schweren Zugunglück bei Klingenberg starben am 12. August 1984 drei Menschen, 35 wurden schwer, 21 leicht verletzt.
Zu den bedeutenden Bauprojekten der 1980er Jahre zählten der Bau von Arbeitsamt und Fernmeldeamt am Rosenberg, der Umbau der Klinik am Gesundbrunnen zum Gesamtklinikum, die Erweiterung der Fachhochschule Heilbronn 1984, die Einweihung des Frankenstadions 1988 und der Bau der neuen Hauptfeuerwache der Feuerwehr Heilbronn 1989. Außerdem wurde das Kraftwerk Heilbronn mit den bis 1986 fertiggestellten 250 Meter hohen Kaminen und dem 140 Meter hohen Kühlturm zu einer weithin sichtbaren Landmarke.
Im Oktober 1986 wurde vom Architekturbüro Triebe unter dem Titel „Heilbronn 2000“ ein neuer Stadtbild-Rahmenplan vorgelegt. Im Jahr 1989 wurde die bereits 1969 begonnene und in mehreren Teilstücken erbaute Neckartalstraße vom Autobahnanschluss Obereisesheim zur B 27 nach Sontheim vollendet, die die Innenstadt um täglich bis zu 50.000 Fahrzeuge entlastet.
Das Wirtschaftsforschungsunternehmen Prognos erstellte 1992 im Zuge der Erweiterung des Industriegebiets Böllinger Höfe und der Neuordnung des alten Industriegebiets am Neckar eine Wirtschaftsentwicklungskonzeption. Bei der Analyse der Wirtschaftsstruktur stellte Prognos fest, dass sich das Wachstum der Bruttowertschöpfung in Heilbronn seit 1970 im Vergleich mit Landkreis und Land unterdurchschnittlich entwickelt habe. Unterdurchschnittlich schnitt vor allem das Verarbeitende Gewerbe ab, während Handel und Verkehr deutlich über dem Landesdurchschnitt lagen. Die Stärken der Heilbronner Wirtschaftsstruktur wurden 1992 in der starken Prägung durch kleinere und mittlere Unternehmen, den breiten Branchenmix, die Rolle der Stadt als Handelszentrum der Region, die hohe Handwerkerdichte und die überdurchschnittliche Zahl von Existenzgründungen ausgemacht. Die Schwächen lagen dagegen im wenig zukunftsorientierten traditionellen Produktspektrum, in der geringen Differenzierung des Dienstleistungsbereichs, in der indirekten Abhängigkeit vom Fahrzeugbau unter dem nachgeordneten Handwerk und in der geringen Exportquote. Prognos empfahl die Weiterentwicklung des traditionellen Industriestandorts Heilbronn zu einem modernen, umweltorientierten Technologiestandort mit ausgewählten Spezialsegmenten. Dieser Entwicklung sollte u. a. auch mit dem Ausbau der Forschung, der Gründung eines Technologieparks, der Verbesserung der Verkehrsinfrastruktur sowie der Verbesserung des Wohn- und Freizeitwertes der Stadt erwirkt werden. Direkte Folgen dieses Leitbilds waren u. a. die Einrichtung neuer Lehrstühle an der FH Heilbronn, die Ausweitung des Industriegebiets Böllinger Höfe, die Gründung der von den Städten Heilbronn und Neckarsulm, dem Landkreis Heilbronn sowie verschiedenen Banken getragenen Innovationsfabrik Heilbronn 1998 auf dem Gelände der ehemaligen Maschinenfabrik Ferdinand C. Weipert und nicht zuletzt die stärkere städtebauliche Orientierung hin zum Neckar als Erlebnisraum, was zuletzt durch die Umgestaltung der Oberen und Unteren Neckarstraße und die Einrichtung der Experimenta bewirkt wurde.
Der Abzug der amerikanischen Streitkräfte 1992 ermöglichte es der Stadt Heilbronn außerdem, 300 Hektar vormals militärisch genutzte Flächen zu erwerben, darunter auch die früheren amerikanischen Wohnhäuser im Süden der Stadt, wo 1100 Wohnungen leer geworden waren. Auf den einstigen Kasernenflächen entstanden u. a. das Wohngebiet Badener Hof und das Gewerbegebiet Schwabenhof.

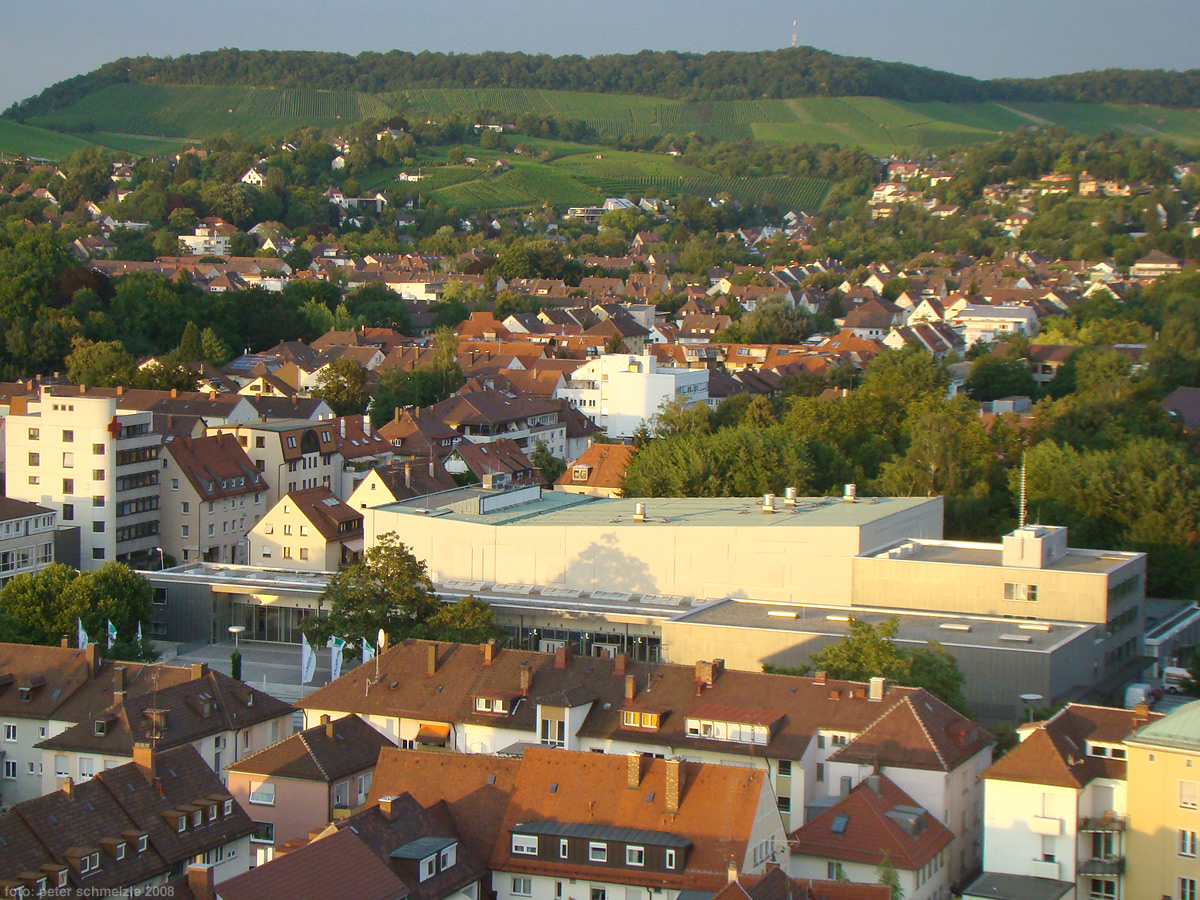
Konzert- und Kongresszentrum Harmonie, renoviert 1999–2001

Ab 1998 erfolgte der Anschluss der neu gegründeten Stadtbahn Heilbronn an das Nahverkehrs-Netz der Stadtbahn Karlsruhe. Hierbei erfuhr die Heilbronner Innenstadt im Bereich der von West nach Ost führenden Trassenführung längs der Kaiserstraße und der Moltkestraße abermals eine großflächige Umgestaltung, inklusive einer Renovierung des Konzert- und Kongresszentrums Harmonie. Die Verlängerung der Stadtbahn in Richtung Osten bis Öhringen wurde am 10. Dezember 2005 eröffnet. Neben der Stadt Heilbronn profitierten auch die Gemeinden längs der Stadtbahntrasse von der verbesserten Verkehrsanbindung.

#### Heilbronn im 21. Jahrhundert

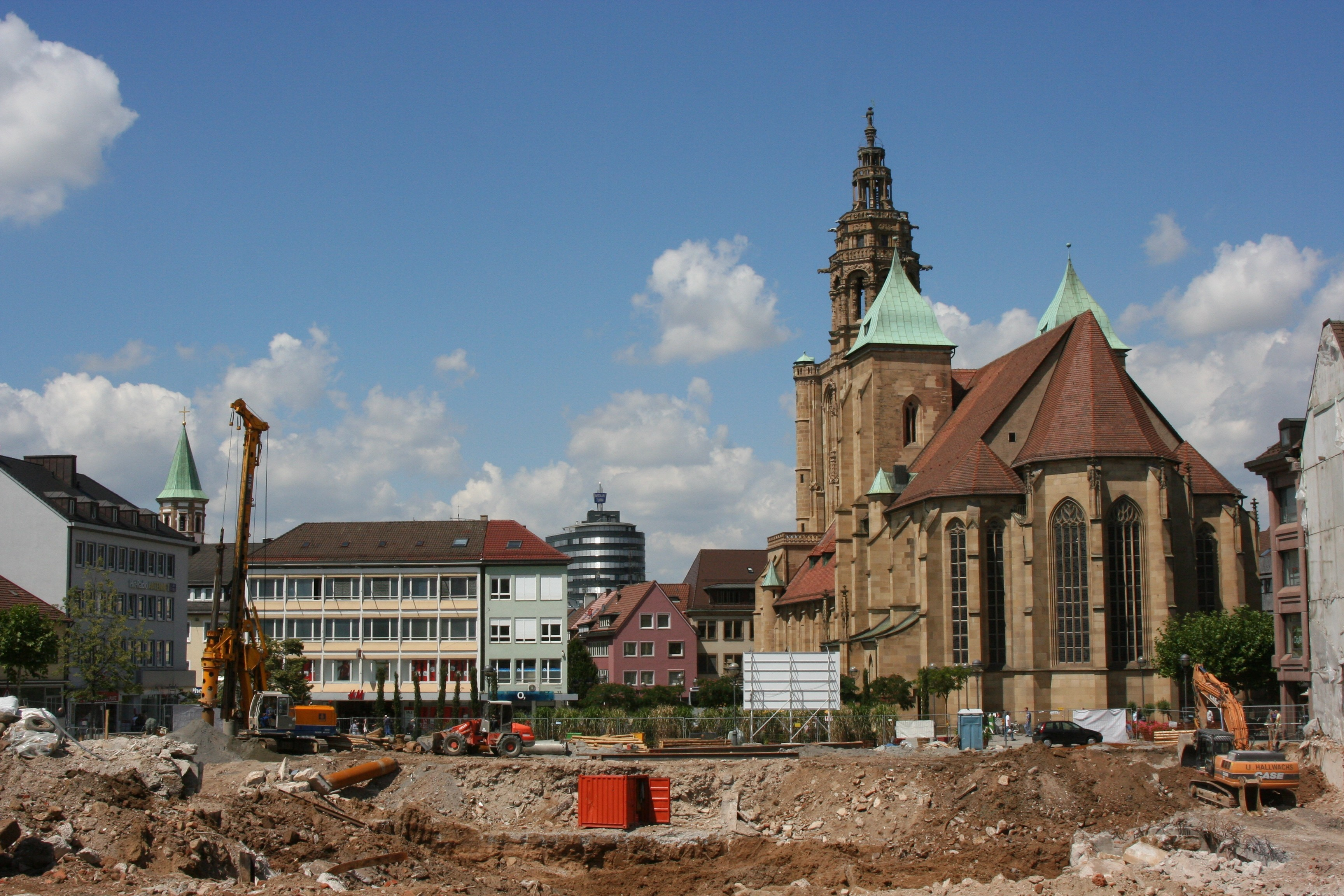
Bauarbeiten für den Klosterhof-Komplex am Kiliansplatz im Juli 2007

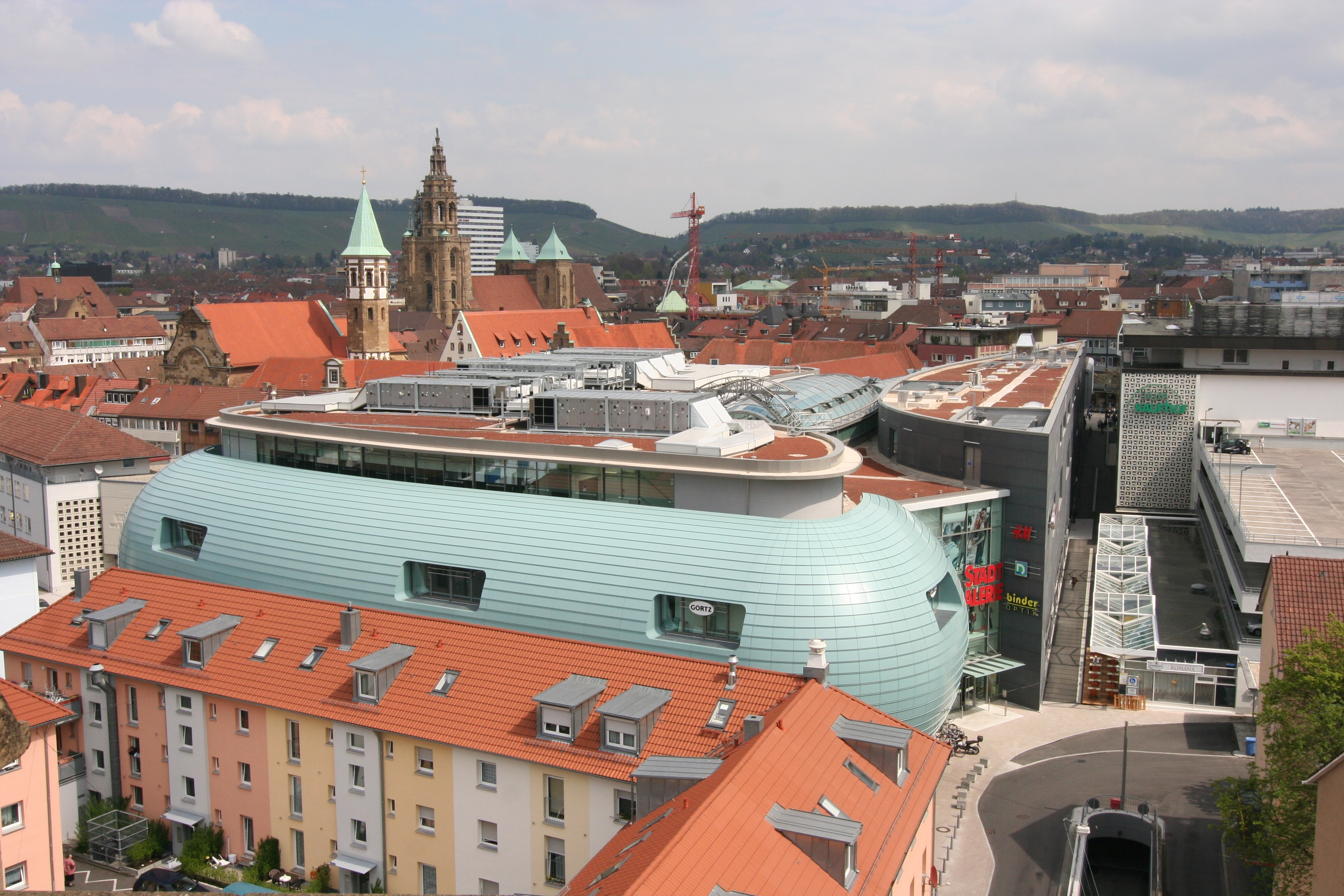
Die 2008 eröffnete ECE Stadtgalerie (Bildmitte) vom Götzenturm aus

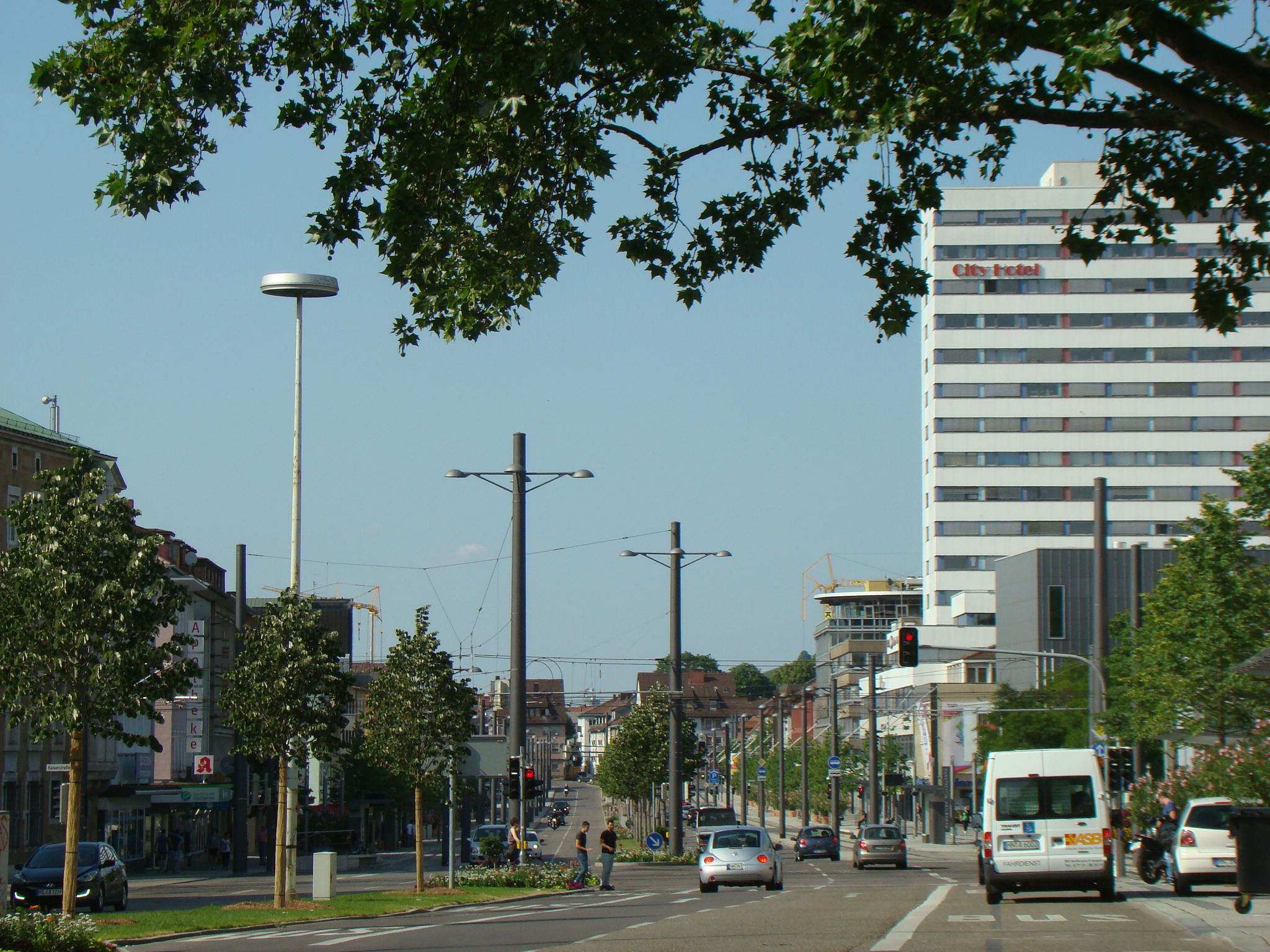
Die Allee im Jahr 2015

Zu Beginn des 21. Jahrhunderts hat die Stadt die Modernisierung und strukturelle Umgestaltung ihrer älteren Gewerbegebiete vorangetrieben. Das neu geordnete Areal Wohlgelegen um das Gelände der 1993 aufgelösten Kali Chemie wurde zum Zukunftspark Wohlgelegen umgestaltet, die frühere Landmaschinenfabrik Weipert wurde als Heilbronner Innovationsfabrik zum Kern des Innovationsparks h.i.p. Auch verschiedene zu sozialen Brennpunkten verkommene Wohnquartiere in der Nordstadt, der Christophstraße oder am Rathenauplatz wurden aufgewertet. Die Nordstadt wurde bereits 2002, die Südstadt-Quartiere entlang der Wilhelm- und Werderstraße wurden 2003 in das Bund-Länder-Förderprogramm Soziale Stadt aufgenommen. In den Jahren 2005 und 2006 wurde Heilbronn erste UNICEF-Kinderstadt Deutschlands.
Am 25. April 2007 ereignete sich auf dem Festgelände Theresienwiese der Polizistenmord von Heilbronn, bei dem eine junge Polizistin von unbekannten Tätern im Dienstfahrzeug erschossen und ihr Kollege lebensgefährlich verletzt wurde. Eine Großfahndung mit massivem Polizeiaufgebot und weiträumigen Straßensperren, die den Verkehr in Heilbronn über Stunden zum Erliegen brachten, hatte keinen Erfolg. Die Tat erregte bundesweit und auch über Deutschland hinaus Aufsehen. DNA-Spuren am Dienstfahrzeug der beiden Polizisten konnten im Juni 2007 einer (vermeintlichen) Serientäterin zugeordnet werden, die von der Presse als Heilbronner Phantom bezeichnet wurde. Im März 2009 erwies sich diese seit 1993 gesuchte Unbekannte allerdings als Ermittlungspanne, da die gefundene DNA die einer Arbeiterin aus Bayern war, die die zum Aufnehmen von DNA genutzten Wattestäbchen verpackte. Die Tat wurde später der Terrorgruppe Nationalsozialistischer Untergrund zugeordnet.
In der Innenstadt wurde auf einem vormaligen Brachgelände beim Deutschhof von Sommer 2006 bis März 2008 das durch die Firma ECE betriebene Einkaufszentrum Stadtgalerie errichtet. Das Projekt war in der Bürgerschaft wegen seiner Dimensionen und den zu erwartenden Verkehrsproblemen umstritten, und mehr als 10.000 Unterschriften gegen den Bau wurden gesammelt. Gleichzeitig wurden die Nachkriegsbauten des Innenstadtquartiers Klosterhof am Kiliansplatz abgerissen, wo bis zum Frühjahr 2009 ein weiteres Einkaufscenter entstand. 2008/09 erfolgte außerdem der Umbau des alten Speichergebäudes Hagenbucher zum Science Center Experimenta sowie 2009/10 die Erweiterung der Harmonie um die städtische Kunsthalle Vogelmann.
Der Ausländeranteil in der Stadt beträgt heute rund 18 Prozent. Türken machen die größte Volksgruppe unter den rund 23.000 in der Stadt lebenden Ausländern aus. Die Zahl der Muslime im Stadtkreis Heilbronn wird auf rund 10.000 Personen geschätzt. Den Großteil stellen Muslime türkischer Abstammung dar; daneben gibt es Muslime bosnischer, arabischer und deutscher Abstammung. Moscheen im Stadtgebiet von Heilbronn entstanden u. a. in der Goppeltstraße, Hans-Seyfer-Straße, Salzstraße, Weinsberger Straße und in der Böckinger Straße. Insbesondere durch den Zuzug von Osteuropäern jüdischen Glaubens wuchs auch die bis in die 1980er Jahre unbedeutende jüdische Nachkriegsgemeinde bis 1990 auf 150 Mitglieder an. Die Jüdische Gemeinde Heilbronn als Filialgemeinde der Israelitischen Religionsgemeinschaft in Württemberg konnte 2006 einen neuen Betsaal in einem Gebäude an der Allee einweihen.

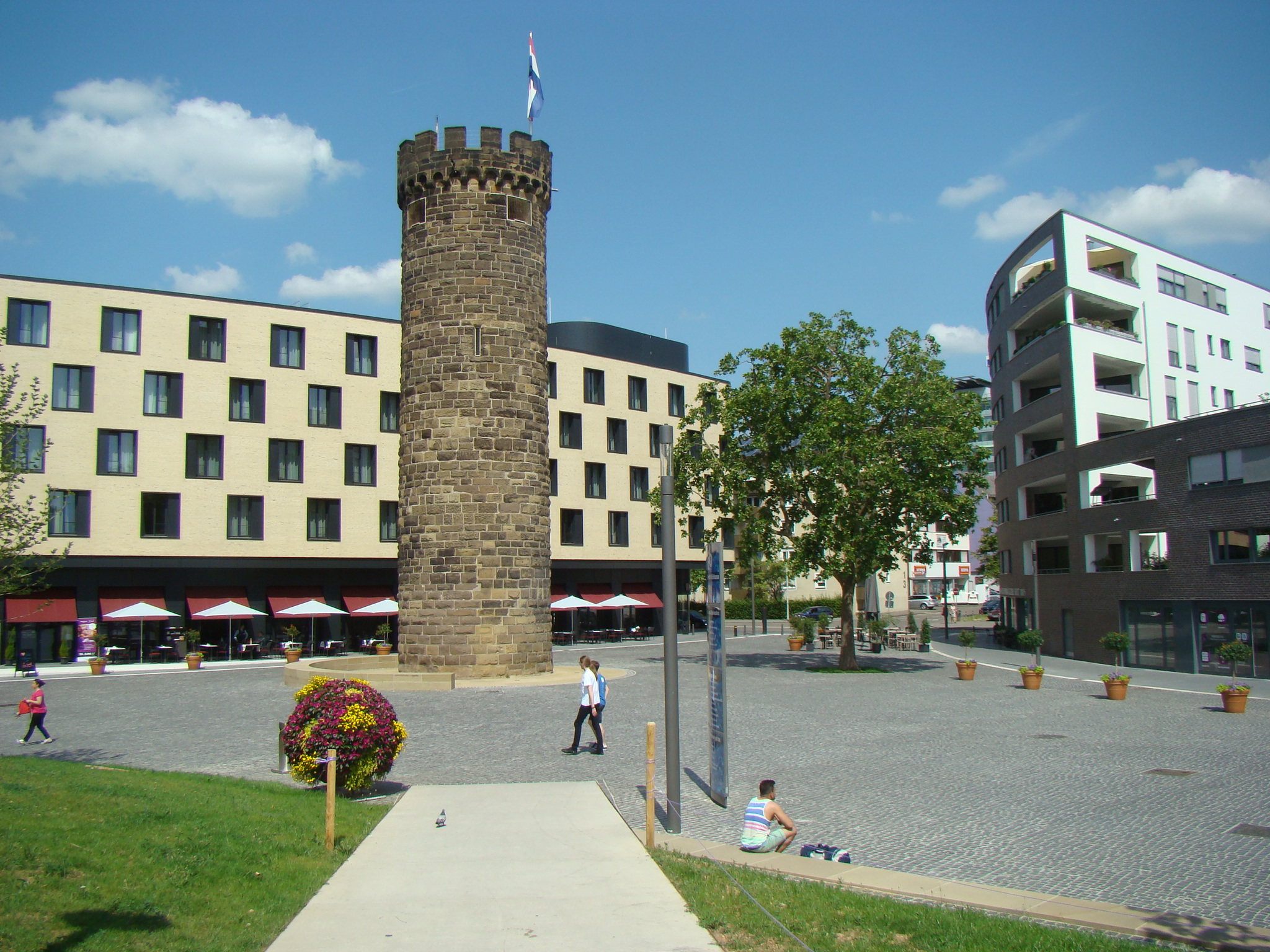
Platz beim Bollwerksturm nach Umgestaltung 2015

An der nordöstlichen Einfahrt zur Innenstadt, an der Mannheimer Straße, entstand ab 2010/11 der Bildungscampus Heilbronn, an dem u. a. zwei Bildungseinrichtungen der Dieter-Schwarz-Stiftung ihren Sitz haben. In der gegenüberliegenden Unteren Neckarstraße hat man vor dem Stadtbad beim Bollwerksturm einen großzügigen neuen Platz mit Gesundheitszentrum und Gastgewerbe geplant. Der Nutzungsplan wurde mehrfach geändert und die Baufläche lag längere Zeit brach. Als man im Frühjahr 2013 ein Hotel zu bauen begann, stieß man auf einen historischen Brückenbogen aus dem 17. Jahrhundert aus dem damaligen Mühlviertel. Angesichts des Mangels an historischer Bausubstanz in der Heilbronner Innenstadt wurde über die Erhaltung der Fundstelle diskutiert, letztlich vergebens.
Von 2011 bis 2014 wurde der Nordast der Stadtbahn Heilbronn ausgebaut, der eine Stadtbahnverbindung über Neckarsulm in den Rhein-Neckar-Raum zum Ziel hat. Die Bauarbeiten beeinträchtigten das Bild der nördlichen Innenstadt und die innerstädtische Verkehrsführung über Monate. Dabei traten 2012 auf der Allee alte Teile der Stadtbefestigung zu Tage. Die großflächigen Arbeiten auf dem Stadtgebiet fanden kurz nach der Eröffnung der Teilstrecke von Heilbronn nach Neckarsulm am 14. November 2013 ihr Ende. Auch am ehemaligen Bahnhof Heilbronn Süd begann 2013 die Umnutzung zum Wohn- und Gewerbequartier.
2012 wurde im Stadtarchiv Heilbronn das neugestaltete Haus der Stadtgeschichte eröffnet, das ein Forschungs-, Dokumentations- und Museumsangebot zur Geschichte der Stadt Heilbronn bietet.
Seitdem die Stadt Ende 2005 den Zuschlag für die Bundesgartenschau im Jahr 2019 erhielt, wurde mit großflächigen Umgestaltungen des Ufers des Altneckars begonnen, wo zunächst das Gartenschaugelände und aus diesem später das neue Stadtquartier Neckarbogen entstehen soll. Die Stadt hat die hierfür vorgesehenen Flächen erworben und freigeräumt, die weiteren Ausbauplanungen finden unter Bürgerbeteiligung statt. Auch zwischen Bollwerks- und Götzenturm, der historischen Westgrenze der Stadt am Altneckar, fand eine großflächige Umgestaltung statt. Obere und Untere Neckarstraße wurden als Fußgängerbereiche ausgewiesen, an denen sich zunächst in der Unteren Neckarstraße Gastronomie angesiedelt hat. Mit dem Bau des Marra-Hauses (benannt nach dem Fassadenkünstler Antonio Marra) begann auch eine intensivere gastronomische Nutzung der ansonsten hauptsächlich von Profanwohnbauten geprägten Oberen Neckarstraße. Zusammen ergibt sich die „größte Gastromeile am Fluss in Süddeutschland“, für die die Stadt Heilbronn noch nach einem neuen Namen sucht.

## Liste der Stadtoberhäupter seit 1803
Für eine Übersicht der Bürgermeister in reichsstädtischer Zeit siehe die Liste der Bürgermeister von Heilbronn.
Heilbronn wurde am 25. Februar 1803 mit dem Reichsdeputationshauptschluss dem Herzogtum Württemberg eingegliedert und bekam eine neue Stadtverfassung. Dadurch wurden künftig das Stadtparlament und der Bürgermeister vom König eingesetzt.
- 1803–1819: Georg Christian Franz Kübel, Bürgermeister. Das erste Stadtoberhaupt in württembergischer Zeit war noch in reichsstädtischer Zeit im Jahr 1800 in den Heilbronner Rat gerückt und wurde nach dem Übergang nach Württemberg ins Amt des Bürgermeisters eingesetzt. Ihm stand während der gesamten Amtszeit der jeweilige Heilbronner Oberamtmann vor.
- 1819–1822: Lebrecht Landauer, Oberbürgermeister. Er kam des Postens wegen aus Stuttgart nach Heilbronn, war jedoch nur drei Jahre im Amt, bevor er nach längerer Krankheit im Alter von 42 Jahren starb.

Ab 1822 wählten die Heilbronner ihren Gemeinderat selbst.
- 1822–1835: Johann Clemens Bruckmann, Stadtschultheiß. Er war ein Cousin des Silberschmieds Georg Peter Bruckmann, der in seiner Amtszeit die Silberwarenfabrik Peter Bruckmann & Söhne aufbaute.
- 1835–1848: Heinrich Titot, Stadtschultheiß. In seine Amtszeit fällt die erste Hochphase der Industrialisierung der Stadt mit dem Ausbau des Mühlenwesens und der Reform des Schulwesens sowie der Inbetriebnahme der Neckar-Dampfschifffahrt, der Eisenbahn und des Freihafens. Titot trat im Zuge der Märzrevolution vom Amt zurück.
- 1848–1869: August Klett, Stadtschultheiß. Seine Amtszeit war zunächst geprägt von den Krisenjahren der Stadt nach der gescheiterten Revolution, denen der Wirtschaftsaufschwung der frühen 1860er Jahre folgte.

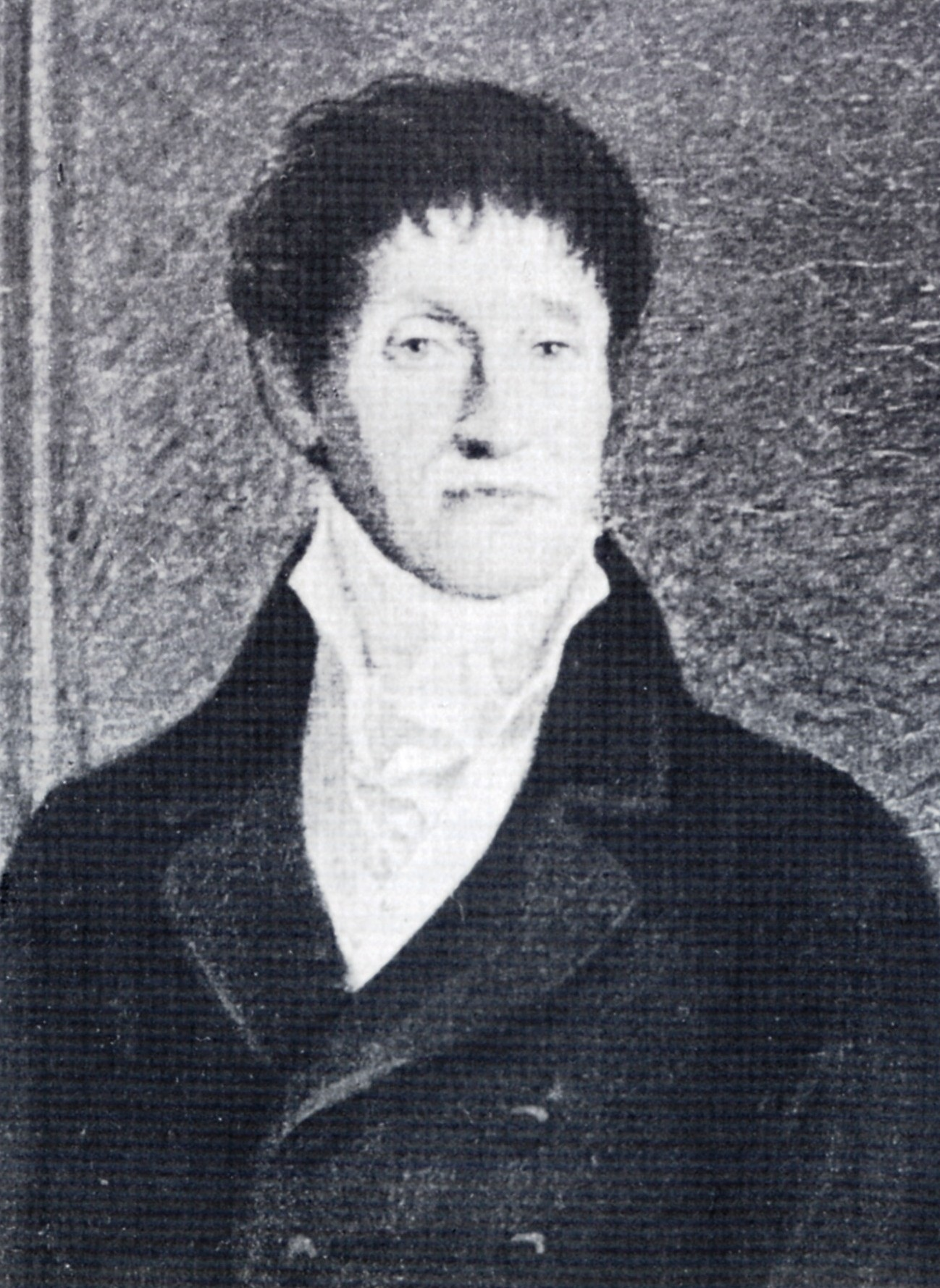
G. C. F. Kübel
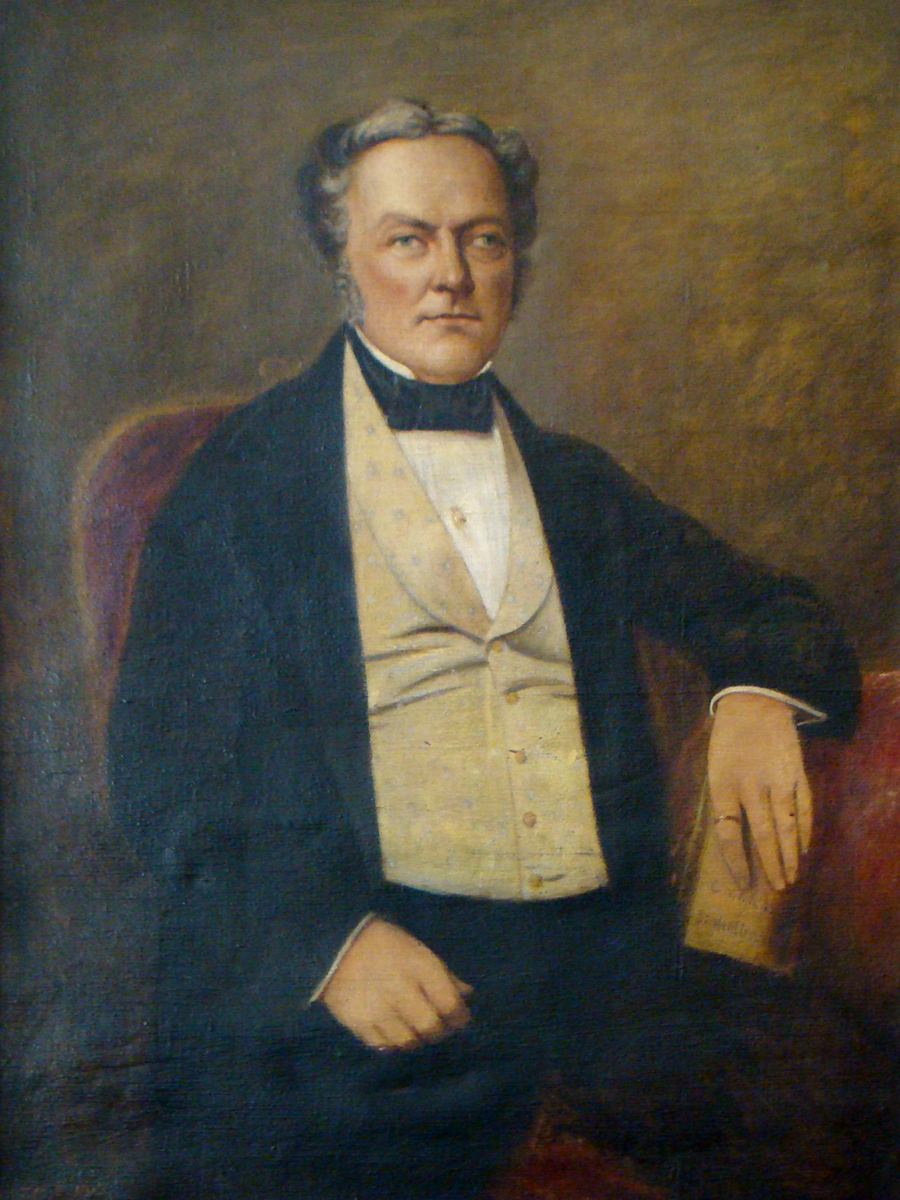
Heinrich Titot
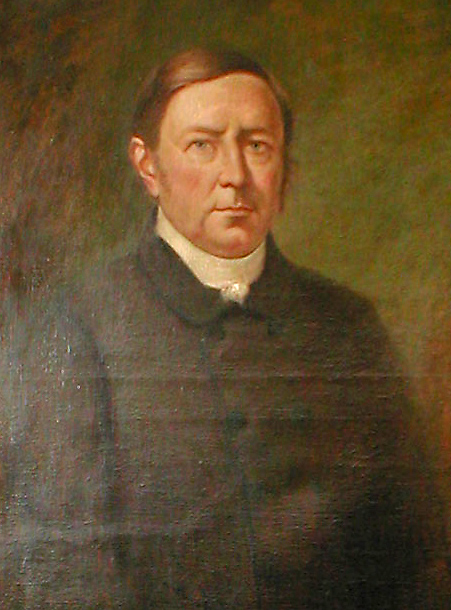
August Klett
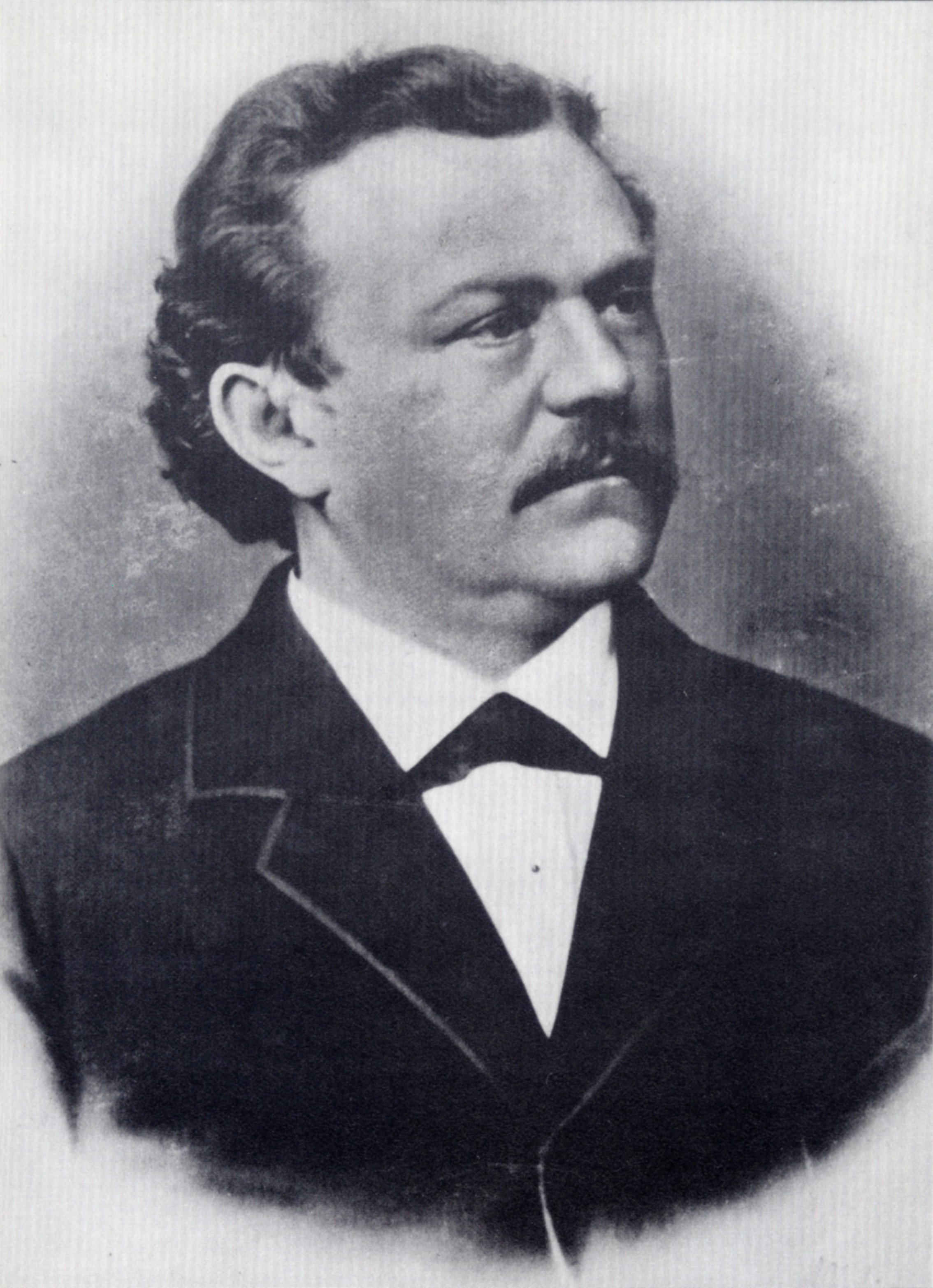
Karl Wüst
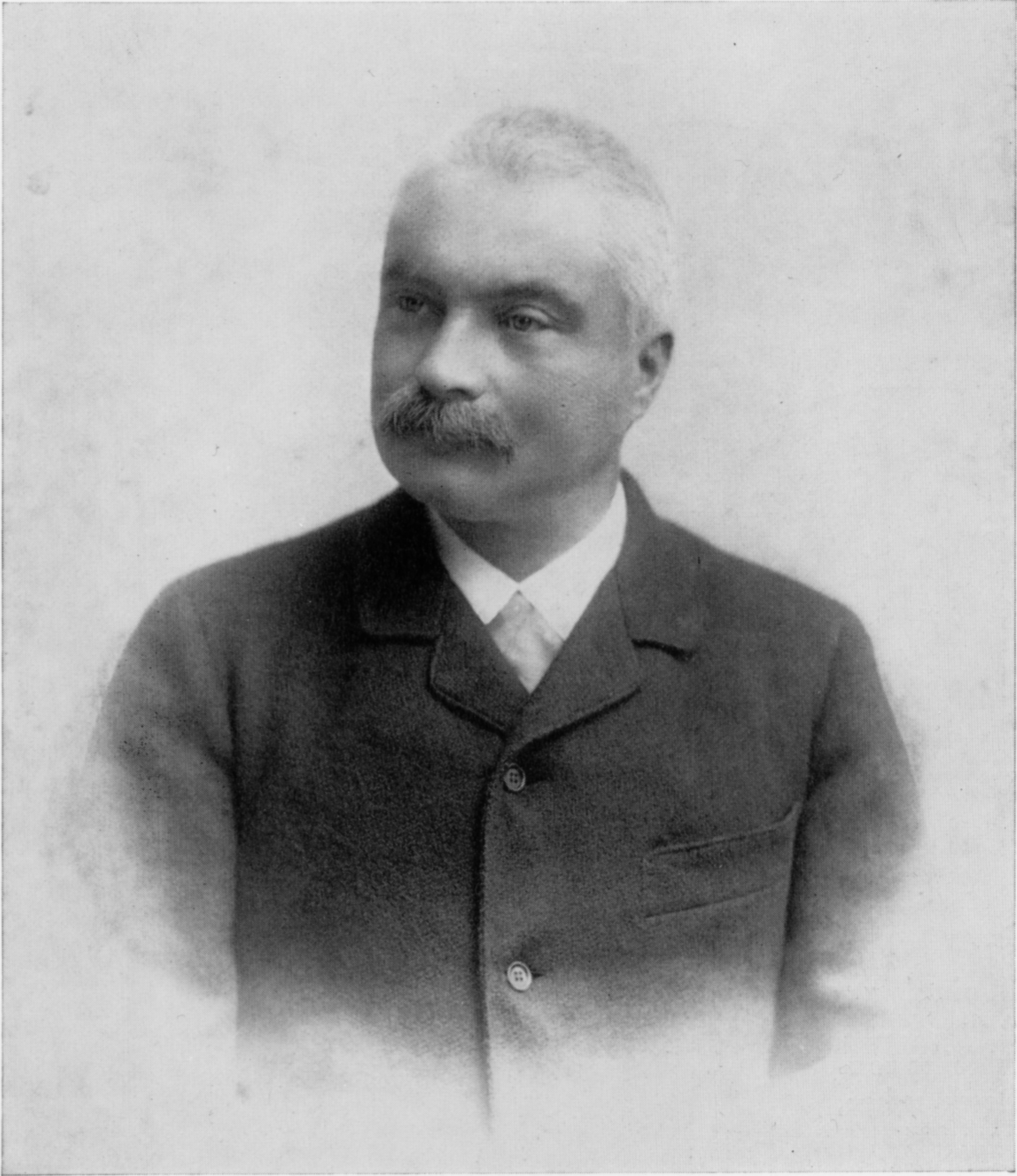
Paul Hegelmaier
Paul Göbel

Der Titel Oberbürgermeister wurde zum ersten Mal von König Karl I. von Württemberg 1874 an Karl Wüst, Stadtschultheiß seit 1869 vergeben.
- 1869–1884: Karl Wüst, Oberbürgermeister. Kam als 28-Jähriger ins Amt. Seine Amtszeit ist sowohl geprägt vom ungeheuren technischen Fortschritt und von städtebaulichen Akzenten durch den Baumeister-Generalbauplan von 1873, wie auch von Korruptionsvorwürfen. Er starb im Alter von 42 Jahren im Amt.
- 1884–1904: Paul Hegelmaier, Oberbürgermeister. Trat mit dem Anspruch an, mit Karl Wüsts „Vetterleswirtschaft“ aufzuräumen, bescherte der Stadt dann aber Skandale und eine Klageflut. Dennoch leitete er die Stadt in der für die Industrialisierung nochmals fruchtbaren Zeit um die Jahrhundertwende.
- 1904–1921: Paul Göbel, Oberbürgermeister. Er leitete die Geschicke der Stadt durch die turbulente Zeit des Ersten Weltkriegs, der Revolution und der Inflation. Er starb im Amt mit 50 Jahren.
- 1921–1933: Emil Beutinger, Oberbürgermeister. War Architekt und kein Verwaltungsfachmann und stand in der Weimarer Republik an der Spitze der Stadt, bevor er durch die Nationalsozialisten des Amtes enthoben wurde.
- 1933–1945: Heinrich Gültig (NSDAP), Oberbürgermeister. Leitete die Stadtgeschäfte in der Zeit des Nationalsozialismus, stand jedoch in der öffentlichen Wahrnehmung hinter Kreisleiter Richard Drauz zurück.

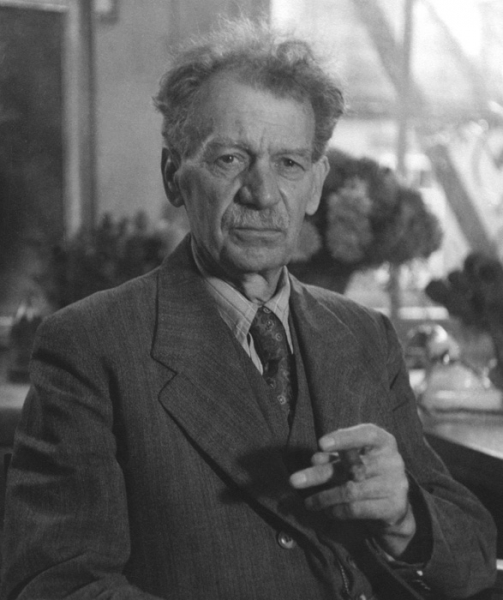
Emil Beutinger
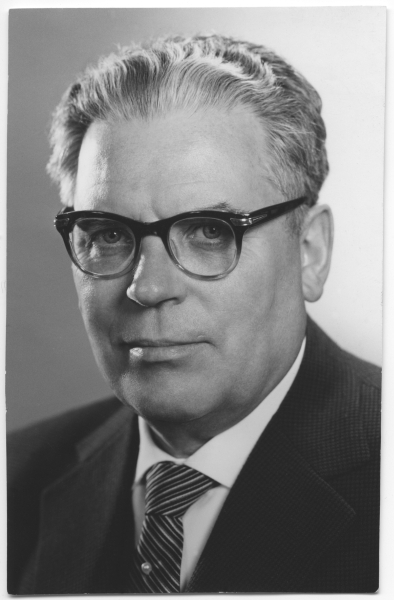
Paul Meyle
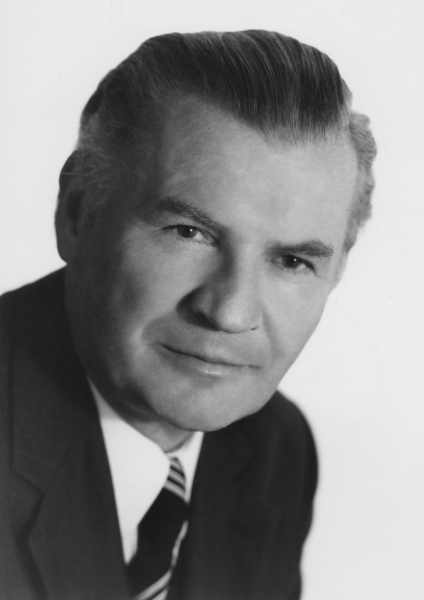
Hans Hoffmann
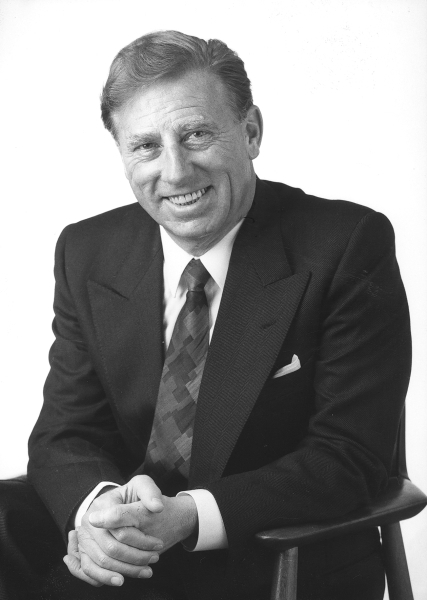
Manfred Weinmann
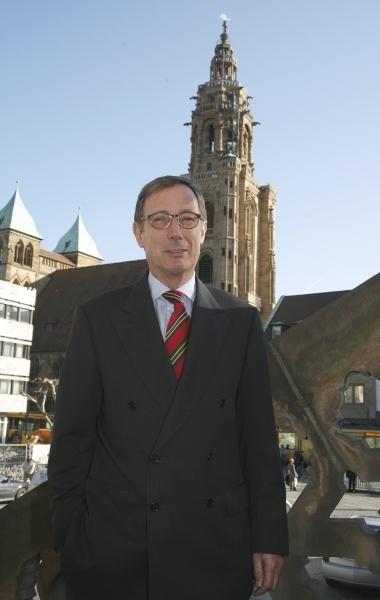
Helmut Himmelsbach
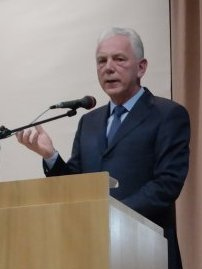
Harry Mergel

Nach Kriegsende wurde der ehemalige OB Beutinger vom amerikanischen Stadtkommandanten wieder in sein Amt eingesetzt. Sein Nachfolger Metz wurde 1946 vom Gemeinderat gewählt, seit der Wahl 1948 wählt die Bürgerschaft.
- 1945–1946: Emil Beutinger, Oberbürgermeister. Der Alt-OB wurde nach dem Zweiten Weltkrieg von der amerikanischen Besatzungsmacht nochmals zurück ins Amt berufen. Zu Beginn dieser Amtszeit bereits 70 Jahre alt, setzte der Architekt noch Impulse zum Wiederaufbau der zerstörten Innenstadt.
- 1946–1948: Paul Metz (SPD), Oberbürgermeister. Kehrte nach zwei Jahren, in denen er sich mit Wiederaufbauplänen für die Innenstadt beschäftigte, wieder in den Schuldienst zurück.
- 1948–1967: Paul Meyle (DVP), Oberbürgermeister. Setzte sich bei der ersten Wahl durch die Bürgerschaft 1948 knapp gegen seinen Vorgänger durch. Als sein Lebenswerk gilt der Wiederaufbau der zerstörten Stadt Heilbronn.
- 1967–1983: Hans Hoffmann (SPD), Oberbürgermeister. War zuvor seit 1955 schon Bürgermeister der Nachbarstadt Neckarsulm gewesen. In seine Heilbronner Amtszeit fällt die Kommunalreform in Baden-Württemberg, die Heilbronn die Eingemeindung von fünf umliegenden Orten brachte und die nachfolgende Neustrukturierung mit umfangreichen Bauprojekten.
- 1983–1999: Manfred Weinmann (CDU), Oberbürgermeister. Leitete die Stadt zur Zeit der Proteste gegen die US-Raketenbasis auf der Heilbronner Waldheide und über die Umbruchszeiten der Deutschen Wiedervereinigung hinaus.
- 1999–2014: Helmut Himmelsbach (parteilos), Oberbürgermeister. In seine Amtszeit fiel die Inbetriebnahme und der Ausbau der Stadtbahn Heilbronn, die Modernisierung mehrerer großflächiger Innenstadt-Areale und die Planung des neuen Stadtteils Neckarbogen zur Bundesgartenschau 2019.
- Seit 2014: Harry Mergel (SPD), Oberbürgermeister.